# Château des ducs de Bretagne
Vous lisez un « article de qualité » labellisé en 2019.
Le château des ducs de Bretagne est un des édifices emblématiques de la ville française de Nantes, qui faisait partie de la province de Bretagne jusqu'en 1789. Principalement construit au XVe siècle, mais comportant des éléments datant du XIVe au XVIIIe siècle, ce château, d'abord forteresse ducale, devient forteresse royale lorsque le duché de Bretagne est incorporé au domaine royal en 1532, puis forteresse d'État après la Révolution. Classé monument historique en 1840, il est cédé à la commune en 1915 et devient ensuite un lieu patrimonial, hébergeant le musée d'histoire de Nantes, mis en place à la suite d'une longue période de travaux au début du XXIe siècle.
Ce château a longtemps été appelé château de Nantes. La dénomination actuelle, apparue seulement en 1923 sous la plume d'un écrivain local, Marc Elder, est aujourd'hui d'usage courant, notamment dans la littérature touristique.
Fondé par Guy de Thouars au XIIIe siècle pour constituer une base défensive à Nantes, le château est devenu, sous François II, la principale résidence ducale bretonne. Sa fonction militaire est également utilisée par le duc lors de la Guerre folle au cours de laquelle il s'oppose au roi de France. Sa fille, la duchesse Anne, est plus tard contrainte d'épouser deux rois de France successifs, Charles VIII et Louis XII. Ces mariages entraînent l'union de la Bretagne à la France, définitivement scellée par un édit signé au château en 1532, par François Ier. Dès lors, le château perd son statut de résidence ducale pour devenir une forteresse royale. Il voit passer la plupart des rois de France, lorsque ceux-ci visitent la Bretagne, et il est la résidence officielle des gouverneurs de la province. Néanmoins, les séjours de ces derniers sont généralement brefs, à l'exception notable du duc de Mercœur, un gouverneur qui y tient une cour pendant les guerres de Religion.
Sous l'Ancien Régime, le château sert aussi de prison d'État, et surtout de caserne et d'arsenal militaire. Il ne subit aucune dégradation pendant la Révolution, mais l'explosion des réserves de poudre, en 1800, détruit une bonne part du monument. Au XIXe siècle, le château conserve sa fonction militaire, mais son intérêt patrimonial est peu à peu découvert et quelques restaurations sont entreprises. Propriété de la ville de Nantes à partir de 1915, il devient un musée en 1924. De 1990 à 2007, il bénéficie d’une rénovation de grande ampleur et il accueille, depuis 2007, le musée d'Histoire de Nantes.

## Localisation

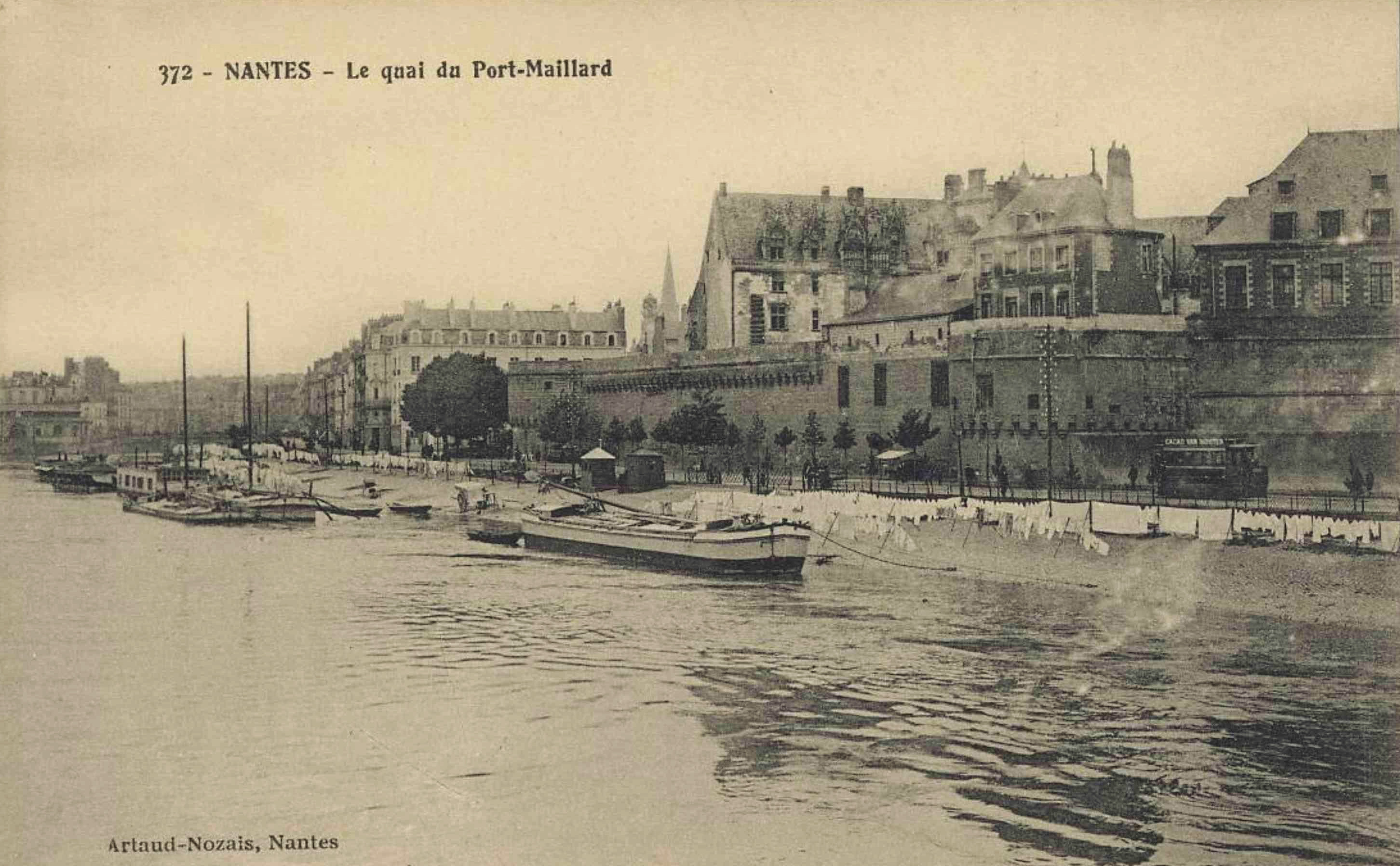
Vue du château avant le comblement de la Loire. Le monument était alors bordé au sud par le quai du Port-Maillard, élément du port de Nantes

### Situation dans la ville
Le château des ducs de Bretagne est situé à l'est du quartier centre-ville et au sud-est du micro-quartier Decré-Cathédrale, qui correspond à la ville médiévale.
Il est bordé au sud par le cours John-Kennedy, parcouru par la ligne 1 du tramway. À l'est se trouve la place Duchesse-Anne, au nord la rue Prémion (puis les cours Saint-Pierre et Saint-André), à l'ouest la rue des États.
L'entrée principale, située au nord-ouest, s'ouvre sur la place Marc-Elder, dotée d'une statue d'Anne de Bretagne et reliée par la rue du Château à la place du Pilori, près des magasins Decré.

### Situation géographique
Jusqu'aux années 1930, il était bordé au sud par un bras de la Loire, le bras de l'Hôpital, qui a été comblé, en ce qui concerne cette partie (entre l'île Feydeau et le pont de la Rotonde) de 1938 à 1940 et a reçu le nom de cours John-Kennedy en décembre 1963.
Les douves du château étaient donc alimentées par la Loire. Du côté ville se trouvait le port Maillard (évoqué par l'actuelle « allée du Port-Maillard ») et du côté faubourg, le quai de Richebourg (actuelle « allée Commandant-Charcot »), encore évoqué par la rue de Richebourg, parallèle à l'ancien quai.
La moitié nord du château repose sur un ensemble de micaschistes albitiques, qui s'étend également sous le Bouffay, la cathédrale et la place Maréchal-Foch, tandis que la moitié sud est construite sur des alluvions fluviatiles anciennes.

### Transports publics
Le château, situé sur la première ligne d’omnibus (1826), puis sur la première ligne de tramway (1879), est desservi depuis 1984 par la ligne 1 du nouveau tramway (orientée est-ouest) et depuis 2006 par la ligne 4 du Busway de Nantes (place Foch-porte de Vertou), qui se croisent à la station « Duchesse Anne - Château des Ducs de Bretagne »,.

## Période ducale (duXIIIesiècleà 1532)

### Prémices
Nantes est dotée de remparts dans les derniers siècles de l'Empire romain en Gaule. Cette enceinte suit la rive droite de la Loire et la rive gauche de l'Erdre à l'est de leur confluence, au pied de la colline où est par la suite installée la cathédrale (à l'époque de l'évêque saint Félix), juste à l'intérieur de l'enceinte (marquée par l'actuelle porte Saint-Pierre).
En 937, le duc Alain Barbetorte fait construire une tour dans le secteur où se trouve l'actuel château, mais son emplacement n'est pas connu avec précision. Il semble y avoir élu résidence[réf. nécessaire]. Cette tour est néanmoins prise et pillée peu après[Quand ?] par Budic, comte de Nantes.
Aussi au Xe siècle le premier château de Nantes, le château du Bouffay, est construit au bord de la Loire en s'appuyant sur la muraille antique, à l'endroit de l'actuelle place du Bouffay, un peu en aval de la tour d'Alain Barbetorte. Ce château est détenu par le comte de Nantes.

### Le château de la Tour Neuve (XIIIesiècle)

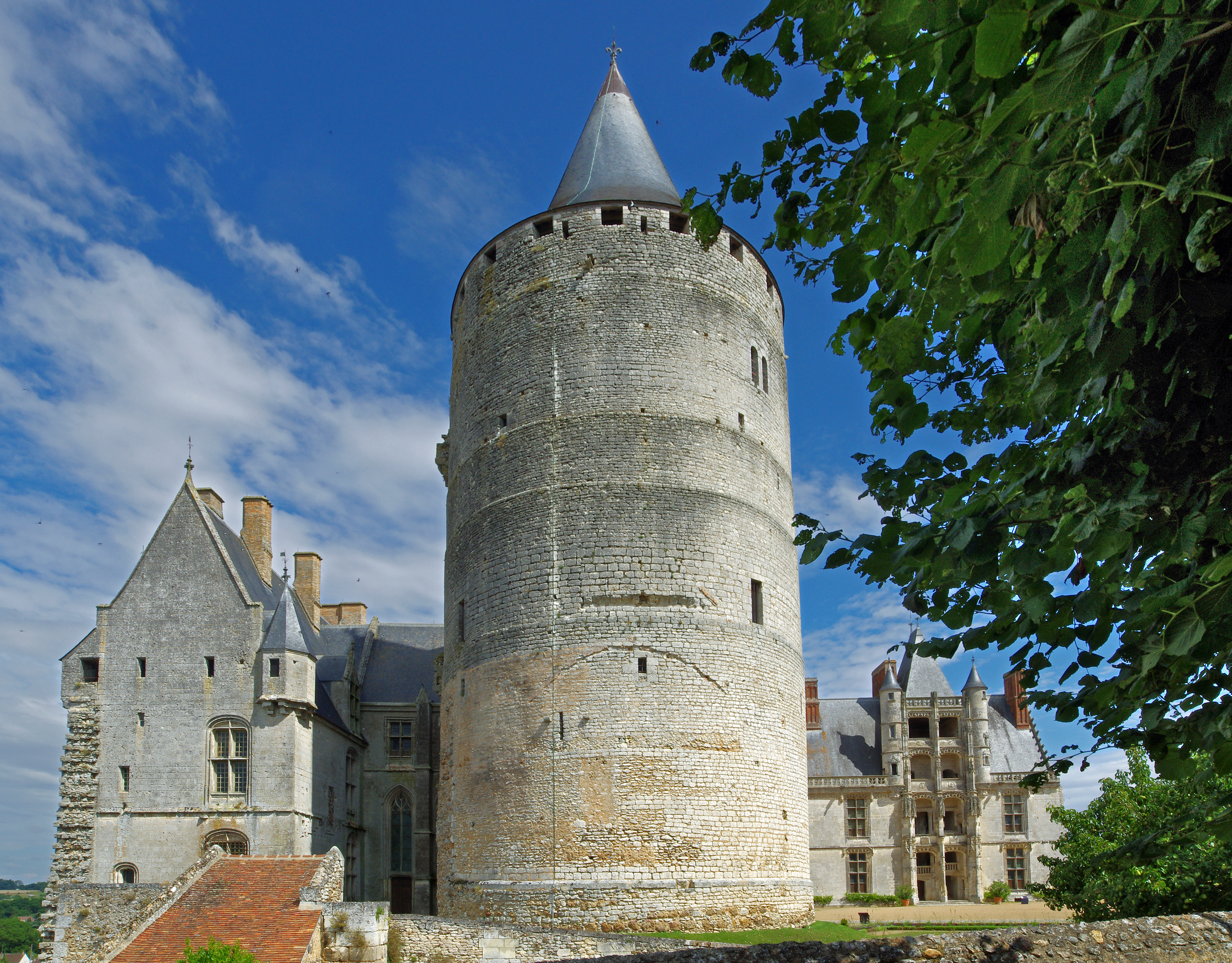
Le donjon du château de Châteaudun, auquel la « Tour Neuve » de Nantes devait ressembler.

#### Commanditaires
Un nouveau château, le « château de la Tour Neuve », est construit entre 1207 et 1248 dans le secteur sud-est de l'enceinte gallo-romaine, en contrebas de la cathédrale. 
Les travaux sont sans doute lancés par Guy de Thouars, veuf de la duchesse Constance et à ce titre régent du duché. Les archives conservent en effet la trace de travaux (creusement d'une douve) effectués en 1207 à l'emplacement du château.
Néanmoins, le véritable commanditaire du château ne peut être connu précisément. Il pourrait s'agir du roi de France capétien Philippe II Auguste, qui vient à Nantes en 1206 et qui a parfois fait construire des fortifications hors de son propre domaine. Guy de Thouars, membre de la maison des Capétiens, est soutenu par Philippe Auguste dans ses fonctions de régent de la Bretagne.

#### Architecture du château initial
Le château de la Tour neuve doit son nom à son donjon, grosse tour circulaire  en schiste gris, aujourd'hui disparue, bâtie sur le modèle des « tours philipiennes », donjons circulaires massifs construits par le roi pour protéger son royaume, par exemple à Châteaudun, Lillebonne et Rouen (actuelle tour Jeanne-d'Arc). La Tour Neuve présente d'autres caractéristiques typiques des châteaux de l'époque de Philippe Auguste : elle est notamment construite à cheval sur l'enceinte de la ville, comme le palais du Louvre ou le château d'Angers.
Ce donjon, d'au moins 35 mètres de haut pour une circonférence de 16,70 mètres, était complété par une enceinte de 30 mètres de côté, protégée par quatre petites tours et ouverte par deux portes, l'une tournée vers la ville (à l'ouest), l'autre vers la campagne (à l'est).

#### Agrandissements duXIIIesiècle
L'ensemble est agrandi par les ducs Pierre Ier, de la maison de Dreux, et Jean Ier au cours du XIIIe siècle. Ils font construire une deuxième cour du côté de la Loire (sud), protégée par des tours polygonales. Pierre Ier semble être le duc qui a passé le plus de temps dans ce château, et il est même envisageable que ce soit lui, plutôt que Guy de Thouars, qui soit à l'origine de sa construction, qui aurait pu intervenir entre 1216 et 1237. En revanche, ses successeurs préfèrent résider dans leurs demeures hors de Nantes, comme le château de Suscinio (dans la presqu'île de Rhuys), ou leurs hôtels particuliers de Paris et de Longjumeau. Néanmoins, c'est au château de la Tour Neuve que les ducs conservent leur trésor.

Plan supposé du château de la Tour Neuve, superposé au château actuel. La ligne verte matérialise le tracé de l'enceinte gallo-romaine.

#### Motifs de la construction du château de la Tour neuve
La Tour Neuve permet de renforcer la protection de la ville, notamment du port sur la Loire. Mais il y a aussi des motifs politiques.
La construction de ce château intervient dans une période d'affrontement entre les Plantagenêts, maison dont le chef est à la tête de nombreux fiefs français (notamment le duché d'Aquitaine) en même temps qu'il est roi d'Angleterre, et les rois de France capétiens, alliés avec Guy de Thouars. Au début du XIIIe siècle, les Plantagenêts viennent de subir un revers majeur en perdant le duché de Normandie, fief confisqué par Philippe Auguste en 1204.
La Tour Neuve est aussi une forteresse ducale, qui renforce le pouvoir du duc sur la ville, en particulier face au pouvoir de l'évêque (qui a dû céder le terrain de la construction, moyennant un dédommagement) et face aux comte de Nantes, qui réside au Bouffay.
Il renforce aussi le pouvoir ducal face au roi de France : bien que les ducs de Bretagne de cette époque soient issus de la maison française et royale des Capétiens, ils cherchent à affirmer leur autonomie féodale vis-à-vis des rois de France, ce qui est probablement le motif de l'ajout d'une seconde cour.

### Évolution au début de la dynastie de Montfort (à partir de 1365)
Au XIVe siècle, la Bretagne connaît une guerre de succession, qui oppose la dynastie de Penthièvre à celle des Montfort. Cette guerre s'achève par la victoire de Jean IV de Montfort, en 1365.
Il prend alors possession du château de la Tour Neuve, et il y effectue des travaux de grande ampleur, qui permettent de renforcer le caractère défensif de l'édifice. Les accès sont bouchés ou mieux protégés, la distribution des bâtiments est modifiée, les tours polygonales sont probablement reprises, et une plateforme est construite contre la courtine qui borde la Loire. Le château devient un élément de première importance dans l'ensemble défensif breton. Il permet de contrôler l'accès à la Bretagne depuis la Loire, et de surveiller les marches situées au sud du fleuve.
Sous les Montfort, la cour de Bretagne reste itinérante, mais le château de la Tour Neuve est déjà un lieu de pouvoir, puisque c'est l'une des résidences ducales. À ce titre, les ducs y rendent justice, par exemple lors du procès de Gilles de Rais en 1440. La tour dite du « Vieux Donjon » est le seul vestige de cette époque encore visible au XXIe siècle,.

### Le château sous le règne deFrançoisII(1458-1488)

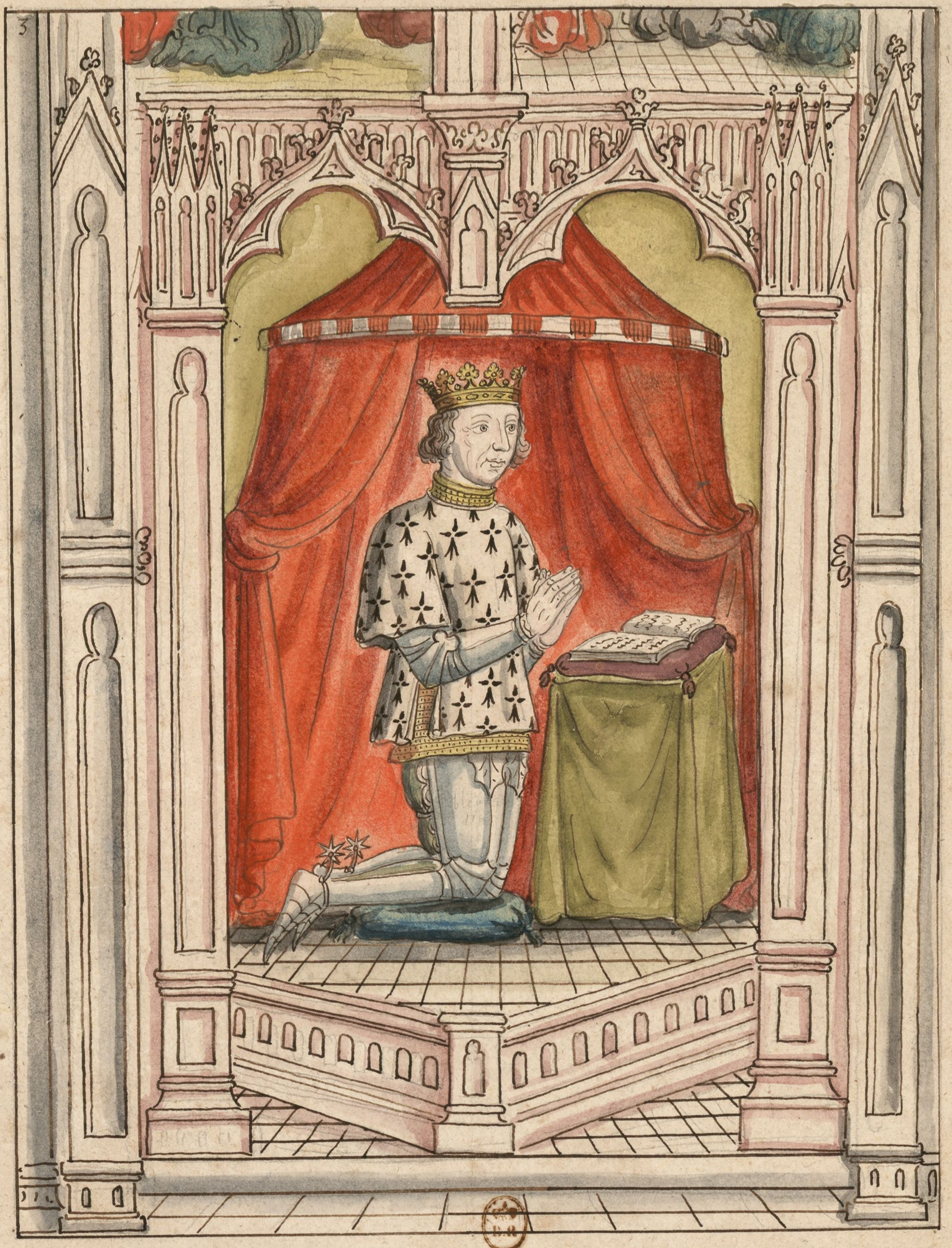
François II, d'après un vitrail des Cordeliers de Nantes.

En 1466, François II de Bretagne écrit que son château de Nantes est en décadence et en grand besoin de réparation. Il décide de le reconstruire entièrement, et il fait appel aux meilleurs architectes du duché, comme Mathurin Rodier, déjà maître d'œuvre de la reconstruction de la cathédrale de Nantes. Les travaux commencent dès 1466 par les caves des logis et par les terrassements, puis les premières élévations et les courtines sont entamées. Initialement, le projet conservait la déclivité du terrain qui descendait vers la Loire, mais à mi-chantier, il est décidé de remblayer toute la cour intérieure pour la niveler complètement. Par conséquent, les rez-de-chaussée du Grand Logis, déjà construits, sont enfouis et deviennent des caves, tandis qu'un nouveau rez-de-chaussée est conçu au-dessus,. Ainsi, le château n'est plus soumis aux inondations de la Loire dans sa partie la plus basse. La cour et les rez-de-chaussée du nouveau château sont par conséquent plus haut d'environ 3,5 mètres par rapport au château de la Tour Neuve.
La double fonction défensive et résidentielle du château est marquée, côté cour, par un palais résidentiel de tuffeau blanc aux façades raffinées et, côté ville, par les murs massifs de schiste et de granit des tours et des courtines. Les travaux, et leur ampleur, répondent d'abord à un besoin défensif, mais aussi à une volonté pour François II de montrer son indépendance politique et la richesse de son duché. Alors que sa cour est toujours itinérante, voyageant entre Rennes, Vannes et Nantes, il essaie à Nantes d'établir une capitale fixe capable de rivaliser avec les capitales des autres pays européens. Nantes est alors la ville la plus riche de Bretagne, et aussi sa principale porte d’entrée grâce à son port sur la Loire. La reconstruction du château et l'installation de la cour à Nantes achèvent un processus plus vaste de création d'institutions ducales dans la ville. Alors que Nantes est déjà le siège de la Chambre des comptes de Bretagne, elle reçoit en plus la chancellerie, le Conseil ducal et une nouvelle université, créée par François II en 1460. Le nouveau château est plus vaste que la Tour Neuve, et il est aussi beaucoup plus ambitieux puisqu'il doit contenir la cour et l'administration ducales ainsi que leurs personnels. Néanmoins, il ne couvre que trois hectares, à cause de la contrainte foncière, et la place laissée aux servitudes et aux jardins est donc très limitée. À la fin du règne de François II, les travaux ne semblent pas totalement terminés ; celui-ci souhaitait d'ailleurs édifier une aile supplémentaire le long de la Loire, afin que les bâtiments forment un U. Toutefois, après 1480, la menace française se fait plus présente, et les fonds du duché sont affectés sur d'autres châteaux. En 1486, François II encourage même les bourgeois de Nantes à agrandir et embellir leur résidence pour qu'ils puissent recevoir sa cour.
Au cours de son règne, François II participe à la guerre de Bretagne, succession de conflits qui l'oppose au roi de France ainsi qu'à certains de ses seigneurs vassaux. Le roi de France souhaite établir sa suzeraineté sur la Bretagne, tandis que le duc veut au contraire assurer son indépendance. En 1487, appelé par Françoise de Dinan et les barons bretons, le roi Charles VIII envahit la Bretagne. Il assiège le château de Nantes le 19 juin, mais les troupes nantaises résistent, et il abandonne le siège le 6 août. Pendant le siège, un boulet de canon aurait atterri dans la chambre du duc, mais celui-ci avait déjà quitté Nantes pour se mettre à l'abri.
Mais le duc? vaincu à Saint-Aubin-du-Cormier (28 juillet 1488) meurt peu après d'une chute de cheval (9 septembre) : c'est la fin de la Guerre folle.

### Sous le règne de la duchesse Anne (1488-1514), deux fois reine de France (1491-1514)

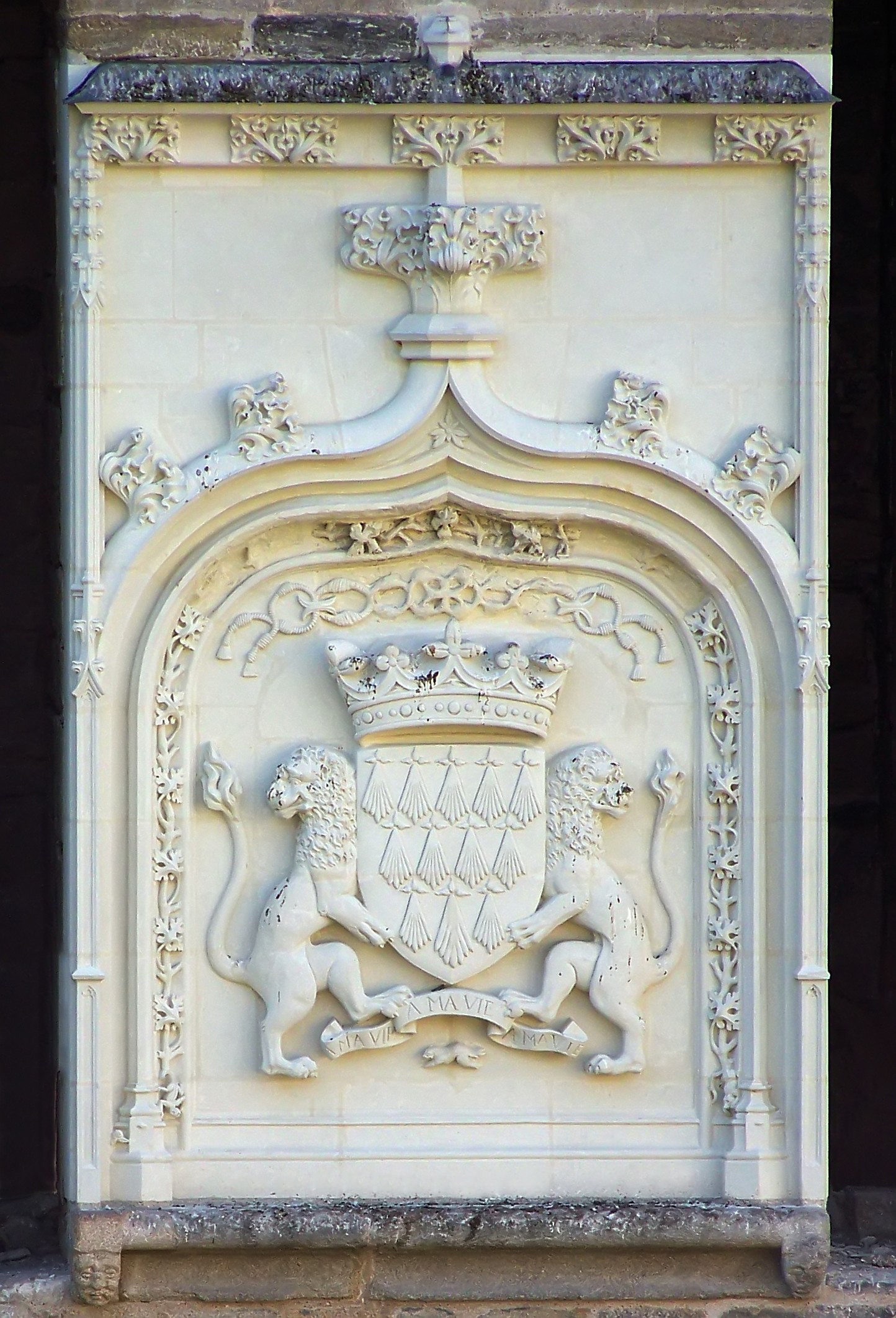
Armes d'Anne de Bretagne sur un mur du château, présentant sa devise, « À ma vie », et sa cordelière.

La couronne ducale passe, en l'absence de fils, à la fille aînée de François II, Anne. Mais les velléités d'indépendance du gouvernement ducal, notamment le mariage (par procuration) d'Anne avec Maximilien d'Autriche en 1490, provoquent une réaction de Charles VIII, qui lance de nouveau ses armées en Bretagne.

#### Épouse de Charles VIII (1491-1498)
Le château tombe aux mains des troupes royales en 1491, lorsqu'Alain d'Albret, son gouverneur, trahit la duchesse et l'offre au roi de France. Après la prise de Rennes où Anne s'est réfugiée, elle est contrainte d'épouser Charles VIII, alors même que celui-ci était officiellement fiancé avec la fille de Maximilien, Marguerite. La rupture de deux unions est très coûteuse diplomatiquement (traité de Senlis, 1493), mais Anne devient reine de France : c'est le début du processus de l'union de la Bretagne à la France, de l'intégration du dernier grand fief souverain du royaume, après la reprise du duché de Bourgogne par Louis XI en 1482.
Le siège de 1487 a occasionné des dégâts au château : les parties hautes des bâtiments ont été attaquées par l'artillerie et des pans de rempart se sont effondrés. Une partie de l'enceinte est reconstruite, voire doublée, après le mariage d'Anne et de Charles VIII.
Le couple royal ne vient qu'une seule fois à Nantes, en 1493. Il réside habituellement dans différents châteaux de la Loire, notamment celui d'Amboise, où le roi meurt en 1498. Selon le contrat de mariage, et afin de sécuriser l'union franco-bretonne, Anne restée sans postérité de sa première union, doit épouser le successeur de Charles, le duc Louis d'Orléans (ancien allié de François II durant la Guerre folle), devenu Louis XII en avril 1498.
À la mort de Charles VIII, Anne vit d'abord dans sa résidence parisienne, l'hôtel d'Étampes, et ne retrouve le château de Nantes qu'à la fin 1498. Elle y épouse Louis XII en janvier 1499 et le couple regagne le val de Loire en février.

#### Épouse de Louis XII (1499-1514)
Ce nouveau mariage offre plus de liberté à la duchesse, qui revient plusieurs fois à Nantes et fait exécuter des transformations sur le château. Anne souhaite alors probablement continuer l'œuvre de son père, et se doter d'une résidence à la hauteur de son rang de reine (en 1495, sa cour féminine comprend trente-neuf dames, qu'elle doit loger lors de ses déplacements).
Anne fait notamment ajouter des loggias et une flèche au-dessus de la principale tour d'escalier, et les lucarnes du Grand Logis, édifiées dans un style flamboyant, sont ornées du chiffre d'Anne et de Louis XII. Les loggias, inspirées par l'architecture italienne de l'époque, sont le premier signe de la Renaissance à Nantes. Plusieurs éléments défensifs, comme les tours de Rivière, du Port et du Fer-à-Cheval semblent également avoir été achevés à l'époque d'Anne de Bretagne, même si l'ensemble de l'enveloppe du château devait déjà être en place avant la mort de François II.
Malgré ces travaux, Anne passe peu de temps à Nantes. Elle y séjourne de nouveau à Nantes en 1500, en 1503 ou 1504, en 1505 (au début de son tour de la Bretagne).Le couple royal y fait un dernier séjour en 1510,.
Elle semble s'être davantage servi du château comme d'un garde-meuble que comme une véritable résidence. Le mobilier, dispersé en 1491, a en effet été reconstitué après son second mariage. Le château comprend par exemple sous Anne de Bretagne une bibliothèque de près de mille cinq cents ouvrages. La duchesse y entrepose aussi ses trésors avant son départ à Lyon en 1500, afin qu'ils soient à l'abri lorsqu'elle sera en voyage. Le château accueille de cette façon des tissus liturgiques, des boiseries de lit et des tapisseries de Milan et de Mehun-sur-Yèvre.
Espérant jusqu'à sa mort que le duché de Bretagne retrouve un duc souverain, Anne a enfin probablement envisagé que le château redevienne une résidence ducale permanente, ce qui peut expliquer les nombreux embellissements qu'elle y a fait faire.

## Période royale (1532-1789)

### De la mort d'Anne de Bretagne (1514) à l'édit d'Union (1532)

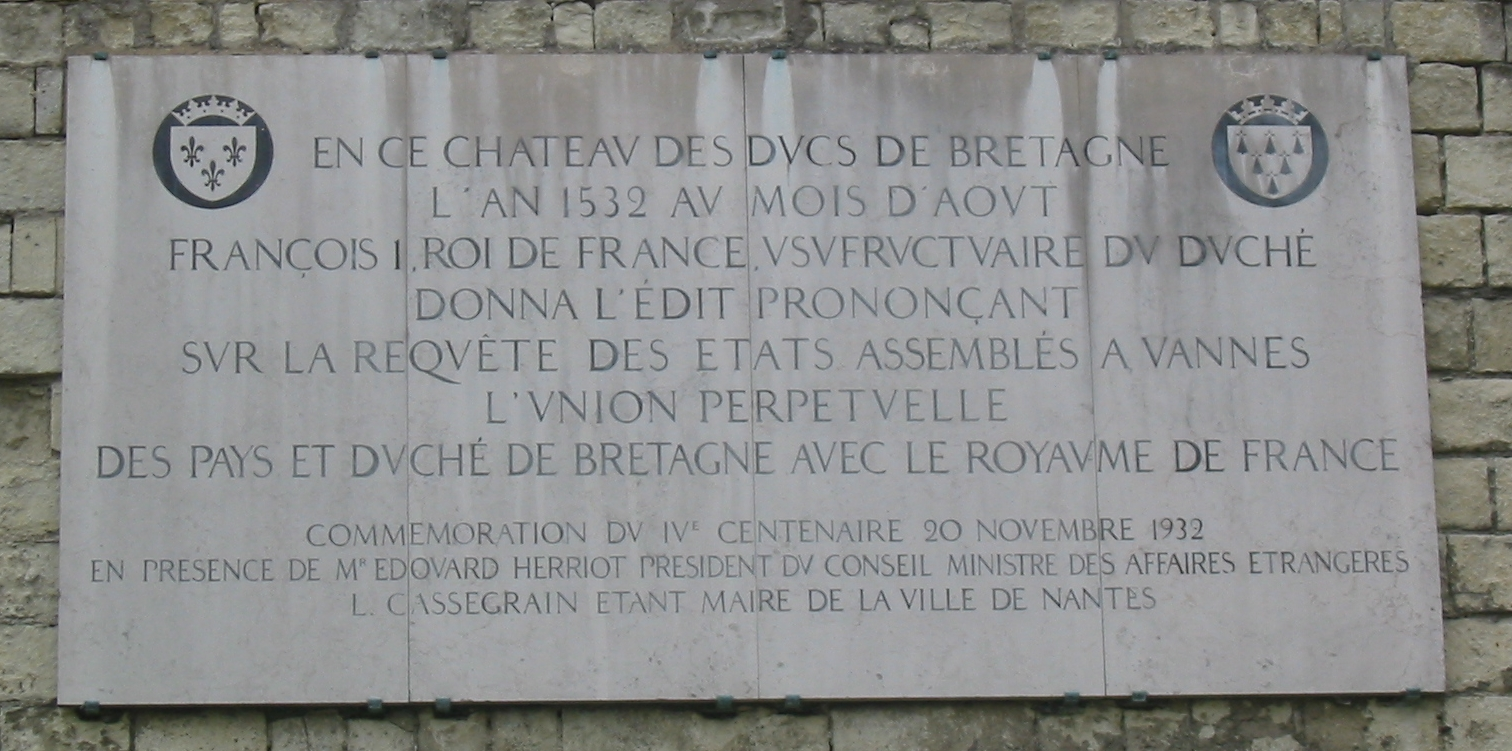
Plaque dans la cour commémorant l'union de la Bretagne à la France en 1532.

Anne meurt en 1514 (à Blois), laissant deux filles. L'aînée, Claude, à qui revient le titre de duchesse de Bretagne, épouse François d'Angoulême, qui devient François Ier à la mort de Louis XII en 1515.
À la mort de Claude (1524), le titre de duc de Bretagne (et le château de Nantes) passent à son fils François (François III de Bretagne), aussi dauphin de France. François Ier gouverne le duché en tant qu'usufruitier. Le 13 août 1532, le duché de Bretagne devient possession royale lorsque François Ier promulgue l'édit d'union de la Bretagne à la France, dans la cour du château. François III est couronné le 14 août.
À sa mort en 1536, son successeur, Henri (1519-1559), deuxième fils de Claude et de François Ier, reçoit à son tour le titre de duc, mais n'est pas couronné. Il devient roi de France en 1547 sous le nom de Henri II. Le titre de duc de Bretagne n'est plus attribué après sa mort.

### Le château sous les rois de la dynastie de Valois
À partir de 1532, le château de Nantes est la résidence royale en Bretagne. Cette fonction en fait un lieu de prestige qui place Nantes au rang des grandes villes de province, mais elle est surtout un moyen d'affirmer la mainmise de la monarchie française sur ce lieu symbolique.
Jusqu'au XVIIe siècle, le château reçoit la plupart[réf. nécessaire] des rois de France lorsqu'ils font leur entrée royale en Bretagne. Les souverains ont pour habitude d'arriver par la Loire et d'entrer au château par la poterne de Loire. Ils passent la nuit au château et repartent le lendemain par la même porte pour faire leur entrée triomphale à la Fosse. Le château accueille Henri II et Catherine de Médicis en 1551, puis Charles IX et Catherine de Médicis en 1565.
Néanmoins, la ville perd[Quand ?] la majeure partie de sa fonction administrative, à l'exception de la Chambre des comptes, et Rennes devient la véritable capitale de la province de Bretagne.
François Ier effectue quelques transformations sur le château. On lui attribue l'achèvement de la courtine de Loire, qui porte son monogramme et celui de son épouse, ainsi que le remblaiement final de la partie la plus basse de la cour. Il fait construire un nouveau bâtiment, alors appelé « Logis du Roy », adossé à la courtine de Loire. Cet édifice est peut-être l'œuvre de Philibert Delorme.

### La huitième guerre de Religion et l'édit de Nantes (1584-1598)

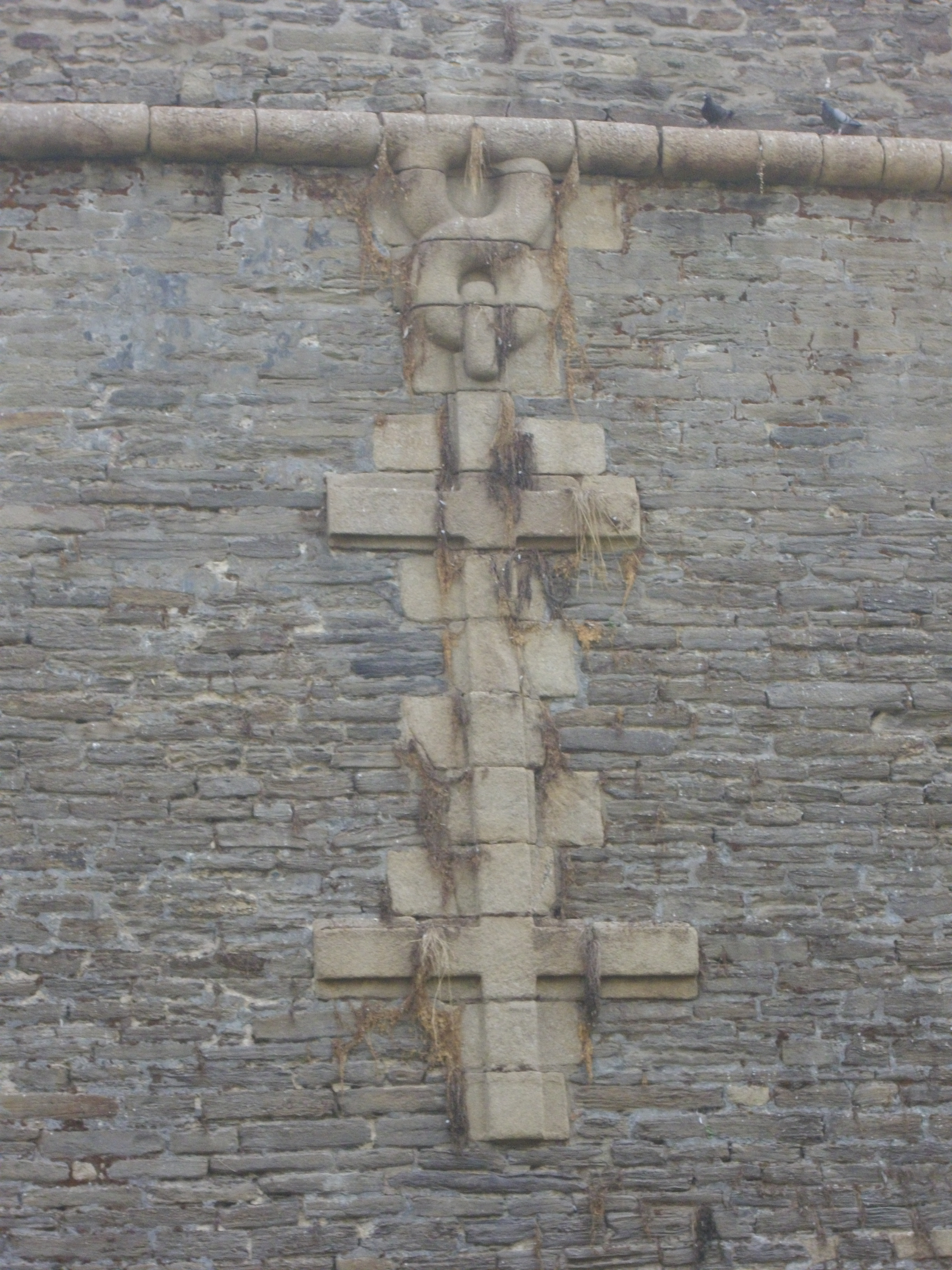
Une croix de Lorraine, symbole du duc de Mercœur, dessinée sur le mur d'un bastion.

En 1584 a lieu un événement majeur : la mort du dernier frère du roi Henri III, François d'Anjou. Désormais l'héritier présomptif du royaume est Henri III de Navarre, chef du parti protestant. Cette situation est à l'origine de la huitième guerre de Religion (1585-1598), la plus longue et la plus féroce. Les catholiques intransigeants forment la Ligue catholique. En 1588, le chef de la Ligue, Henri de Guise, est assassiné sur ordre de Henri III de France, qui est lui-même assassiné en 1589 par un moine ligueur. Henri de Navarre devient donc roi de France sous le nom de Henri IV, mais la guerre civile continue de plus belle.
Durant cette période, le château de Nantes est tenu par Philippe-Emmanuel de Lorraine, duc de Mercœur, gouverneur de Bretagne, rallié sans réserve à la Ligue catholique et à la tête d'une « Ligue bretonne » de défense des intérêts catholiques en Bretagne.
Soutenu par la plupart des villes bretonnes, et avec l'aide du roi d'Espagne Philippe II qui envoie des troupes en Bretagne, le gouverneur renforce les défenses du château en faisant construire deux bastions, l'un au nord, l'autre au sud sur la Loire, ainsi qu'une grande terrasse d'artillerie à l'est. Il appose son emblème, la croix de Lorraine, sur les murs du château et y tient sa propre cour. Son épouse descend des ducs de Bretagne, et il titre son fils « prince et duc de Bretagne », songeant à établir une principauté bretonne indépendante.
Mais le parti royaliste, soutenu par les protestants et les catholiques modérés, finit par l'emporter, surtout à partir de la conversion de Henri IV au catholicisme (1593). Le duc de Mercœur est le dernier ligueur à faire sa reddition en 1598, à Angers, où se trouve Henri IV, avec une armée contra laquelle toute résistance serait vaine. Après cela, Henri IV entre à Nantes et, en avril 1598, promulgue l'édit de Nantes, édit de pacification qui marque la fin de la période des guerres de Religion en France. La paix avec l'Espagne est rétablie peu après, le 2 mai 1598 par le traité de Vervins.
À la vue du château, Henri IV se serait exclamé : « Ventre Saint-Gris, les ducs de Bretagne n'étaient pas de petits compagnons. » Une tradition populaire affirme que l'édit a été signé dans la maison des Tourelles, édifice situé quai de la Fosse détruit en 1944, mais il semble en fait avoir été signé au château, dans le Petit Gouvernement.

### Sous le règne de Louis XIII
Devenu roi en 1610, après l'assassinat de son père par un fanatique catholique, Louis XIII séjourne à Nantes en 1614, pour une cérémonie des écrouelles qui se tient dans la cour du château à la suite de son couronnement[pas clair].
Son frère Gaston d'Orléans se marie au château en 1628, en plein jugement de la conspiration de Chalais dirigée contre le roi.
La défense du château est améliorée par le cardinal de Richelieu, gouverneur de Bretagne (qui fait apposer ses armoiries sur les murs et les vitraux de la chapelle[réf. nécessaire]). Ces travaux de fortification consistent principalement à aménager les terrasses des quatre tours d'entrée en plateformes d'artillerie. Ils visent à renforcer le poids du château dans la lutte contre le parti protestant, dont le Poitou voisin est un bastion et contre qui la guerre éclate en 1627 (avec notamment le siège de La Rochelle).

### Prison et caserne

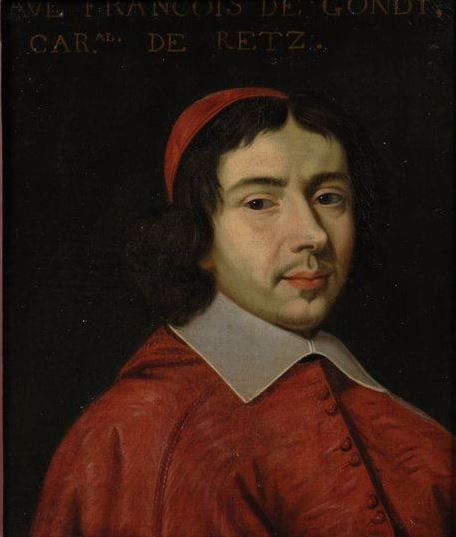
Portrait du cardinal de Retz, l'un des prisonniers du château les plus célèbres.

Au cours du XVIIe siècle, le château de Nantes perd son rôle politique et son prestige royal. Les rois viennent peu à Nantes, et le château n'a plus grand intérêt stratégique. Les gouverneurs de Bretagne, représentants du roi dans la province, ne résident plus à Nantes, mais ils se font remplacer par un intendant qui loge à Rennes. Le château est surtout occupé par des militaires retirés du service et des invalides. Il fait aussi office de prison, et notamment pour les prisonniers de marque, car la prison pour le droit commun se trouve au château du Bouffay. Des chefs de conspiration ou des intrigants politiques sont ainsi enfermés au château, comme Henri de Talleyrand-Périgord, enfermé dans la tour des Espagnols avant son exécution, et en 1719, les coupables de la conspiration de Pontcallec. Le théologien Jean Le Noir, accusé d'hérésie, meurt dans sa geôle du château en 1692. Le janséniste François Louvard est enfermé au château en 1728, mais il est transféré à la Bastille la même année. Le chef de la Fronde, le cardinal de Retz, est lui aussi détenu au château, en 1654. Davantage placé en résidence surveillée qu'en cellule, il parvient à s'évader, et ce fait inspire vraisemblablement la chanson populaire Dans les prisons de Nantes.
Le château est aussi une prison militaire : 129 prisonniers de guerre espagnols sont ainsi détenus entre 1643 et 1654, après avoir été capturés lors des batailles de Rocroi et de Mardyck. À la fin du XVIIe siècle et au XVIIIe siècle, les prisonniers militaires sont surtout des marins anglais, venant des ports de Bristol, Londres, Dublin, Philadelphie ou Boston, et capturés lors de combats navals. La fonction carcérale du château remonte probablement à son origine, et l'historiographie conserve la mémoire de l'enfermement de Gilles de Rais dans la Tour Neuve en 1440. Le duc de Mercœur a aussi écroué au château le maire de Nantes, Charles Harouys, et d'autres seigneurs loyalistes en 1589.

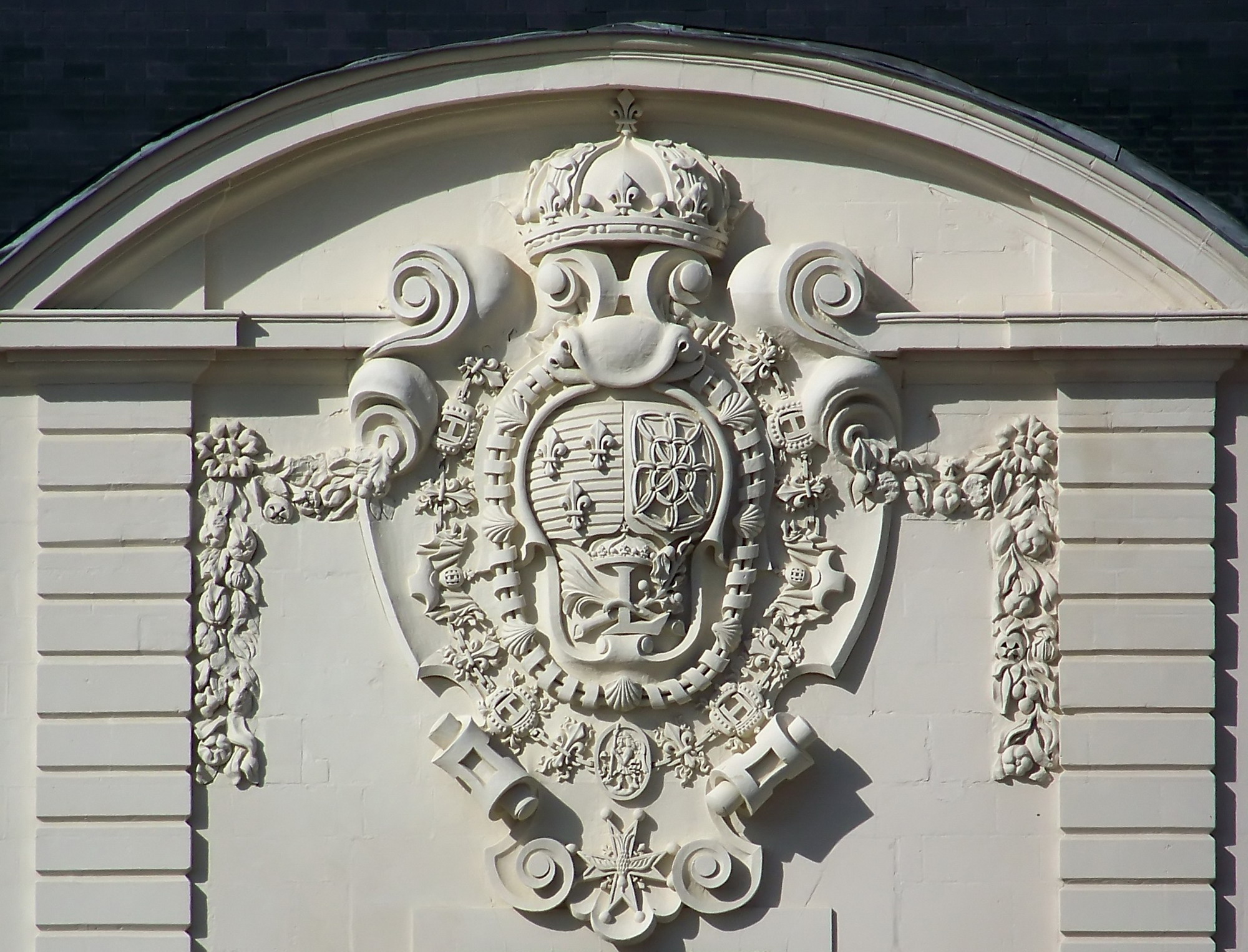
Armoiries de ajoutées au Grand Gouvernement en 1670.

Le dernier roi venu au château est Louis XIV. Lors d'un séjour en 1661, alors qu'il est venu assister aux États de Bretagne, il profite de son éloignement de Paris pour faire arrêter Nicolas Fouquet. En 1670, un incendie d'origine inconnue détruit une partie du Grand Gouvernement, et le roi fait reconstruire l'édifice dans le goût du XVIIe siècle, en créant un grand escalier d'honneur à la place de l'escalier à vis extérieur, et en plaçant ses armes au-dessus de cet escalier. Il fait aussi construire un campanile au sommet de l'entrée principale, côté douves. L'incendie est très mal documenté, et sa cause n'est pas connue, tout comme son envergure et sa date exacte. L'année 1670 est généralement admise, mais uniquement parce qu'elle apparaissait sur une tablette commémorant la reconstruction, depuis disparue ; 1670 ne pourrait donc être que l'année d'achèvement des travaux.
En 1784, le château est transformé en arsenal sur ordre de Louis XVI et du maréchal de Ségur. Ceux-ci veulent suivre les leçons données par la guerre d'indépendance des États-Unis, et disposer de dépôts d'artillerie prêts à ravitailler les forts de la côte en cas d'attaque par la mer. La terrasse construite par Mercœur au XVIe siècle est détruite pour faire place au Harnachement, nouveau bâtiment servant à entreposer les canons et à fabriquer l'artillerie.

## De la Révolution à la Première Guerre mondiale (1789-1915)

### Période de la Révolution française (1789-1799)
Pendant la Révolution française, le château échappe aux destructions.
Le 19 juillet 1789, son capitaine en remet sans résister les clés à la municipalité de Nantes, qui les lui rend aussitôt, geste symbolique signifiant que c'est désormais la nation et non plus le roi qui est le maître du château. Cependant, le lendemain, la population, informée de la prise de la Bastille (14 juillet) à Paris, investit le château. Les patriotes nantais, inquiets, veulent savoir si le château ne renferme pas des armes ou de munitions qui pourraient être utilisées contre eux.
Par la suite, la démolition du château est demandée par les sections révolutionnaires locales, qui voient en lui un moyen de contrôler la ville et un lieu qui coûte cher à entretenir. Cette démolition est refusée (contrairement à la Bastille). La municipalité l'achète en 1791 pour douze millions de livres, mais dès 1792, il est repris par l'armée en raison du déclenchement de la guerre contre l'Autriche (20 avril 1792).
Après l'avènement de la république (20 septembre 1792), les symboles ducaux et royaux des façades sont martelés (avril 1793) et remplacés par les emblèmes révolutionnaires : un bonnet phrygien est placé sur le bastion Mercœur et la devise de la république est inscrite au-dessus du porche d'entrée.
Durant cette période, le nombre de prisonniers au château explose. Alors qu'aucun prisonnier n'est mentionné en 1789, les autorités déplorent la surpopulation du lieu en 1793 et ses conditions d'hygiène terribles. Notamment, des prêtres réfractaires sont détenus dans la tour des Jacobins.

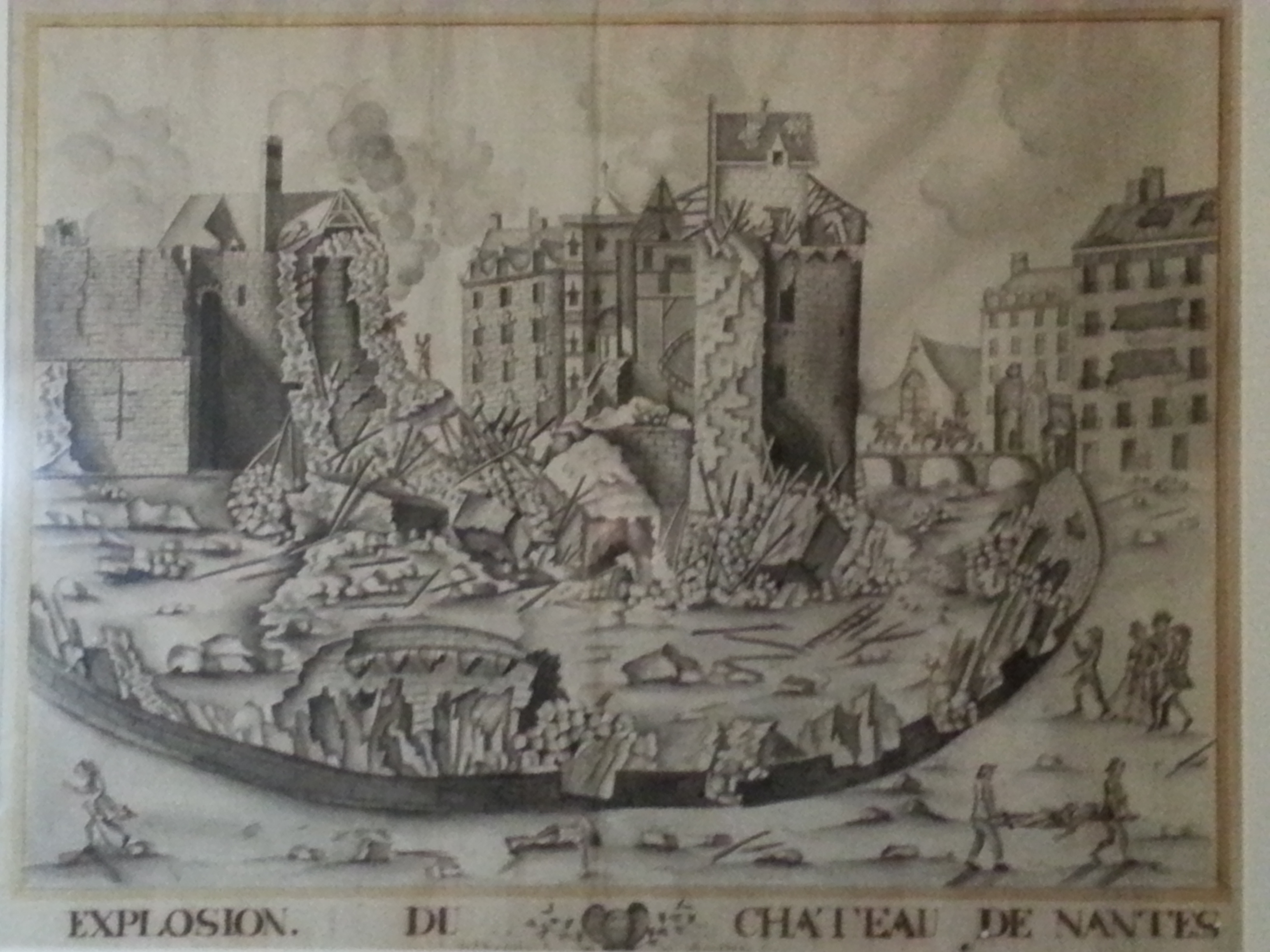
L'explosion du château en 1800.

### L'explosion du 25 mai 1800 et ses suites
Le 25 mai 1800, au début de la période du Consulat, le château connaît la plus grande catastrophe de son histoire.
À 12 h, un plafond vermoulu de la tour des Espagnols s'effondre sur les réserves de poudre qui y sont entreposées et qui explosent. La déflagration détruit entièrement la tour et atteint les bâtiments proches. Une bonne part du Grand Gouvernement s'effondre, faisant disparaître la salle des archives, la chapelle et l'ancien logement du lieutenant du roi. Les archives des ducs de Bretagne échappent cependant à la catastrophe, ayant été transférées aux archives départementales[réf. nécessaire] peu avant. Soixante cadavres sont retrouvés dans les ruines du château. Le quartier situé près du château est aussi fortement touché. Heureusement, la tour du Fer-à-Cheval, où se trouve la plus grande part des réserves de poudre, n'est pas atteinte par l'explosion.
En 1808, Napoléon Ier, de passage à Nantes, ne visite pas le château, mais ordonne la construction d'un quai afin de l'isoler de la Loire.
Lors de l'insurrection royaliste de 1815 (avril-juillet), le château retrouve un rôle militaire durant la période des Cent-Jours (mars-juin). La brèche de 1800 est refermée par un mur percé de créneaux. Mais aucun combat n'a lieu à Nantes même. En Loire-Inférieure, les seuls combats ont lieu à Guérande.
La tour des Espagnols et la partie détruite du Grand Gouvernement ne seront pas reconstruites par la suite.

### Rôle du château comme forteresse d'État de 1815 à 1915

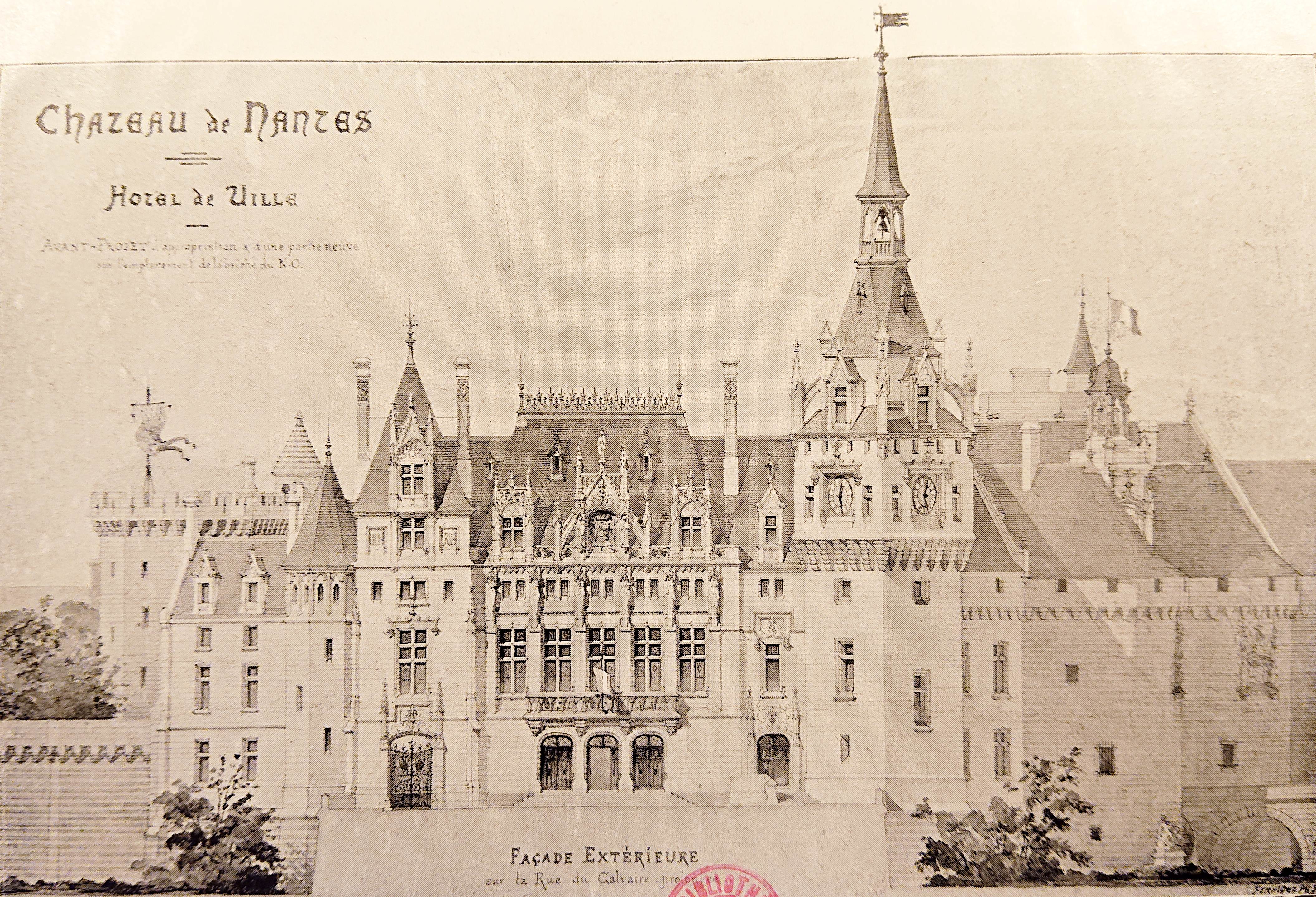
Projet d'Henri Deverin de construction d'un hôtel de ville à l'emplacement de l'aile détruite en 1800. Vue depuis les douves.

Le château reste sous le contrôle de l'armée jusqu'à la Première Guerre mondiale.
Il est classé dans la liste des places fortes en 1821. L'artillerie doit désormais le partager avec le génie. Dans les années 1840, l'armement du château est constitué de quatre canons et de six obusiers.
Du fait de l'explosion de 1800, ses murs sont trop fragilisés pour qu'il serve de prison efficace, mais il accueille quelques prisonniers jusqu'en 1830.
En 1830, dix-huit manifestants arrêtés place Graslin au cours des Trois Glorieuses, sont d'abord enfermés au château du Bouffay, puis le commandant les transfère discrètement au château de Nantes lorsque la foule réclame leur libération. Une échauffourée s'ensuit et entraîne la mort d'une quinzaine de personnes.
Après cela, les seuls prisonniers du château sont des soldats punis, à l'exception de la duchesse de Berry, détenue en 1832 après son arrestation à Nantes.

### Découverte de son intérêt patrimonial au cours duXIXesiècle
Dès le XIXe siècle, l'intérêt historique et architectural du château de Nantes est mis en évidence lorsqu'il est inscrit parmi les monuments historiques désignés par Prosper Mérimée en 1840
De petits travaux de restauration ont lieu en 1853, lors de la destruction du bastion Mercœur, qui empêchait la construction de la voie ferrée vers Saint-Nazaire. Au cours de la destruction, la tour du Port est redécouverte, puis sa partie supérieure, arasée par Mercœur, est reconstruite. Les premiers vrais travaux de restauration sont conduits en 1855.
D'autres campagnes de travaux sont réalisées, permettant la restauration de la tour de la Couronne d'Or et des lucarnes des logis. Cette restauration n'est pas totalement fidèle à l'original, car des monogrammes d'Anne de Bretagne et des gargouilles néogothiques sont ajoutées. Les maîtres d'œuvre font gommer les traces postérieures à la Renaissance, pour figer le château dans une époque comprise entre le XVe siècle et le XVIe siècle, c'est-à-dire sa période de construction et d'habitation par la famille ducale.
Henri Deverin, architecte des monuments historiques en Loire-Inférieure au début du XXe siècle, projette de reconstruire la partie disparue en 1800 et de la réinterpréter à la façon de Viollet-le-Duc, afin de faire du château un nouvel hôtel de ville néogothique,, mais ce projet n'aboutit pas.

## Depuis le transfert à la Ville de Nantes

### Période de transition (1911-1920)

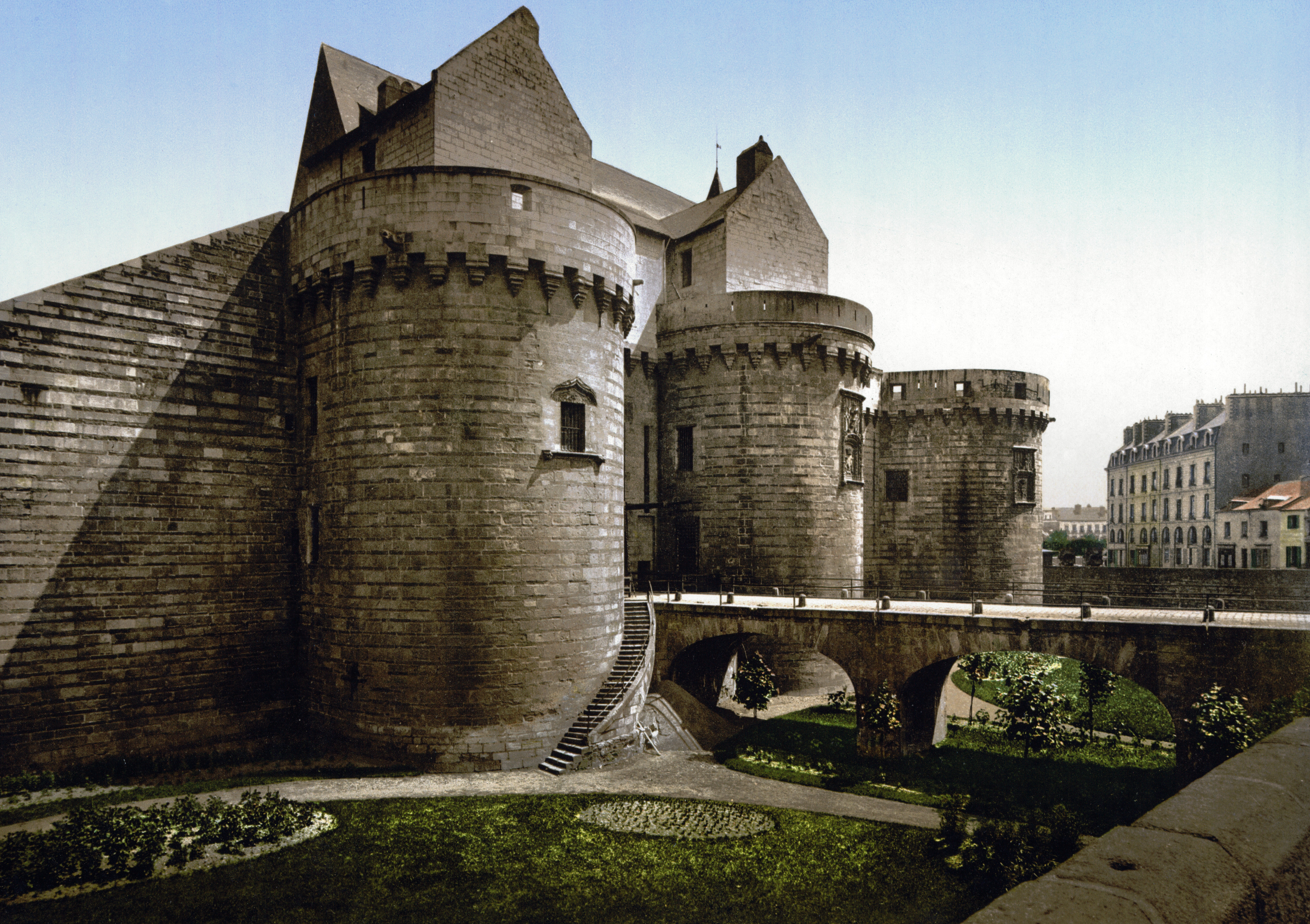
L'entrée du château au début du XXe siècle. Le campanile et la couverture du chemin de ronde sur les tours, alors disparus, sont restitués dans les années 2000.

En 1911, une convention est signée entre le ministère de la Guerre et la municipalité à qui le château est cédé en échange de l'ensemble « Couvent de la Visitation- Caserne Bedeau », qui héberge déjà un régiment d'artillerie. La Ville entre officiellement en possession du château en 1915, mais en raison de la situation de guerre, celui-ci reste effectivement occupé par l'armée jusqu'en 1920, les magasins et hangars installés dans la cour par les militaires étant détruits entre 1916 et cette date.

### Le premier musée (1921-1939)
Le maire, Paul Bellamy, décide d'installer un musée dans le château. Joseph Stany Gauthier (1883-1969), professeur à l'école des Beaux-Arts de Nantes, conçoit un musée des arts décoratifs, qui est fondé en 1921 et dont il devient le conservateur l'année suivante. Le musée ouvre au public en 1924.
Très tôt, il élargit ses collections en direction de l'art populaire régional. En 1939, douze salles sur dix-neuf sont consacrées à l'art populaire. Ces salles s'intéressent surtout sur les traditions (coiffes, costumes, etc.) de la côte sud de la Bretagne, de la Cornouaille à la presqu'île guérandaise, avec de surcroît une collection provenant de la région du marais breton en Vendée.
Le musée participe au rayonnement de la culture bretonne, par exemple en organisant une grande exposition en 1936, et en participant aux expositions universelles de 1937 (Paris) et 1939 (New York).
Le comblement du bras de la Loire au pied du château en 1938-1940 bouleversé les abords du château, qui n'est plus longé par le fleuve, remplacé par un boulevard établi un peu à l'écart, de sorte que la douve le long de la courtine de Loire peut être recreusée, redonnant à cette partie des remparts toute sa hauteur et découvrant sa poterne, auparavant masquée par cinq mètres de terre.

### La Seconde Guerre mondiale jusqu'à la libération de Nantes (septembre 1939-août 1944)
Dès septembre 1939, le château accueille le service de santé de la défense passive. Après le désastre de mai-juin 1940, Nantes fait partie de la zone d'occupation allemande en France. En 1941, l'armée allemande réquisitionne une partie du château pour installer un central téléphonique dans les sous-sols.
Le musée est fermé et ses collections mises en caisses. En mai 1942, les pièces les plus précieuses sont envoyées au château de Beaupréau (Maine-et-Loire) ou au château d'Azay-le-Ferron (Indre).
À partir de 1943, les requis du Service du travail obligatoire en infraction sont enfermés au château.
Le 8 mai 1943, la Feldkommandantur de Nantes réquisitionne la totalité du château. En août le général Fritz Reinhardt, récemment nommé Feldkommandant de Nantes, décide de se loger au château, au premier étage du Petit Gouvernement et d'y installer son poste de commandement. En effet, le château est un lieu sûr, épargné par les bombardements, et les alliés connaissent sa valeur historique[réf. nécessaire]. La Feldgendarmerie, transférée dans le bâtiment de la Conciergerie, assure la garde.
Durant l'été 1943 commence dans la cour la construction d'une casemate (Regelbau R622) semi-enterrée le long du rempart, au pied de la tour du Vieux Donjon. Cet abri, affecté à la protection du Feldkommandant et de son administration contre les bombardements, est doté de deux salles, normalement destinées au logement de deux groupes de combat (vingt hommes). L'abri, équipé d'un central téléphonique, est renforcé par la suite par la pose d'une dalle de béton supplémentaire d'un mètre d'épaisseur qui se rajoute aux deux mètres de béton du toit initial. Les fouilles archéologiques entreprises avant-guerre dans la cour sont en partie ensevelies par les terres de déblais de ce bunker.
Les 16 et 23 septembre 1943, Nantes subit de violents bombardements qui épargnent cependant le château, où seules quelques vitres sont soufflées. Sur ordre du général Reinhardt, certaines parties du château sont bétonnées (sous la voûte d'entrée, sous les tours du Châtelet, du Pied de Biche et de la Boulangerie). Aucun autre bombardement allié ne touchera le château.

### Réorganisations muséales de l'après-guerre (1944-1972)
Le château retrouve sa vocation muséale à la Libération, toujours sous la direction de Joseph Stany-Gauthier (1883-1969). La présentation des collections est revue à cette occasion. Deux musées distincts voient le jour : le musée d'Art populaire régional dans le Grand Gouvernement ; le musée d'Art décoratif dans le Grand Logis.
En 1956, le musée des Salorges est transféré dans le bâtiment du Harnachement, car ses locaux d'origine (rue des Salorges) ont été détruits par les bombardements. Ce musée fondé en 1934 est consacré aux activités portuaires de Nantes. Le Petit Gouvernement accueille en outre le syndicat d'initiative de Nantes.
Des années 1960 aux années 1980, les collections d'art populaire augmentent considérablement, En 1971, deux ans après la mort de Joseph Stany-Gauthier, un nouveau directeur est nommé, Pierre Chaigneau. qui offre un nouveau souffle[pas clair] au musée d'Art populaire, qui est peu à peu modernisé. Le musée d'Art décoratif, souffrant de sa vétusté et de l'état de délabrement du Grand Logis, ferme en 1972.

### Travaux de restauration de l'après-guerre (1945-1985)

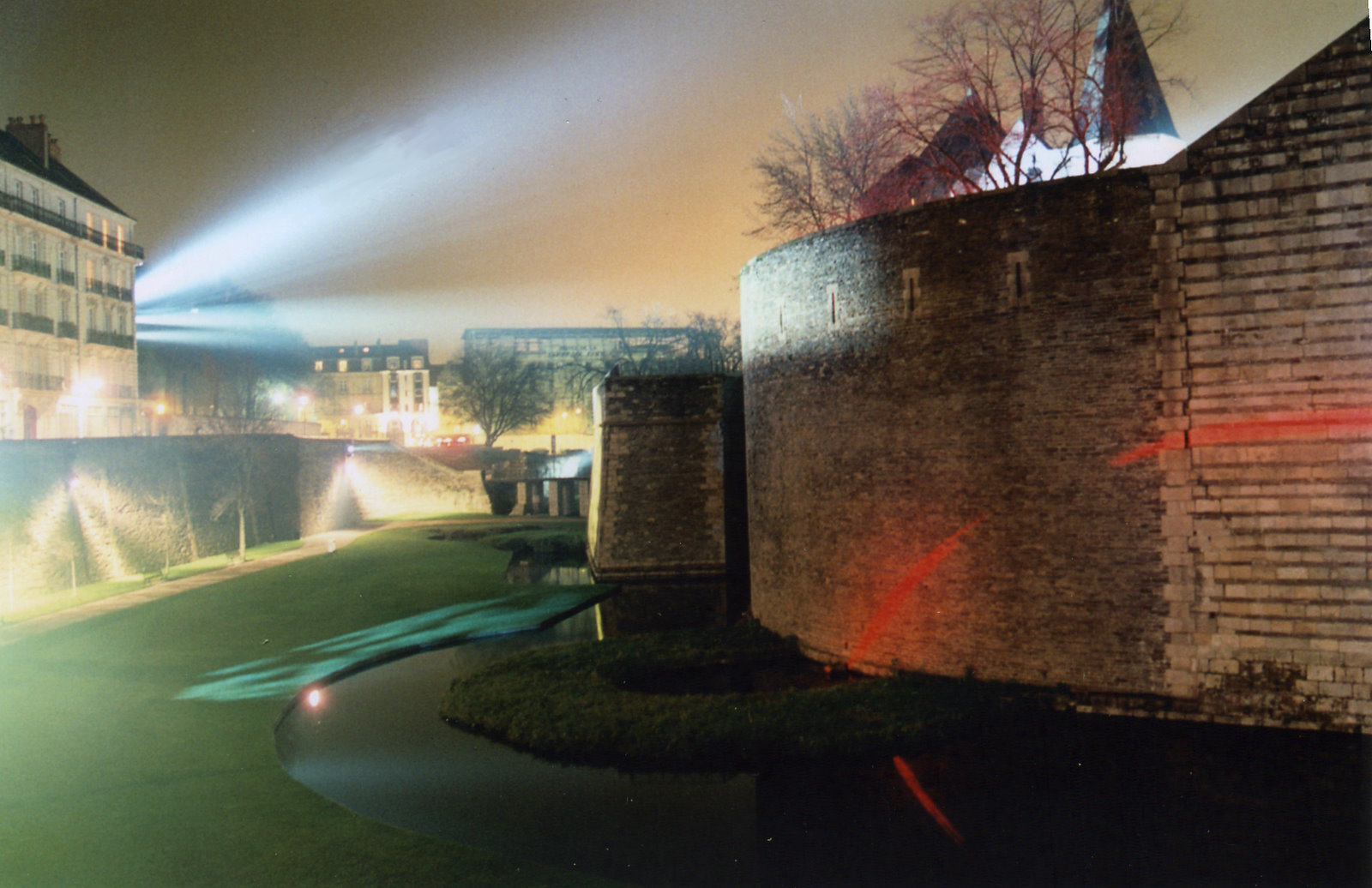
Éclairage nocturne mis en place en 2007.

Après 1945, de nombreux travaux sont effectués sur le monument, mais les budgets alloués ne permettent pas d'opérations de grande envergure. La démolition du Harnachement est proposée, afin de redonner à la cour toute sa superficie, mais le bâtiment est conservé par vœu de la municipalité. Les courtines sont restaurées juste après la guerre, et la poterne sud est condamnée par sécurité. Les lucarnes et la toiture du Grand Logis sont rénovées dans les années 1950. Les douves, comblées au XIXe siècle, sont remises en eau après la guerre.
De 1964 à 1974, des travaux de restauration sont entrepris, notamment sur le dernier niveau du Grand Logis. Dans les années 1980, d'autres rénovations portent sur le Vieux Donjon, la tour de la Rivière et les façades du Harnachement. À la fin du XXe siècle, le château montre pourtant des signes d'usure profonde. Plusieurs espaces sont fermés au public pour des raisons de sécurité, l'accumulation successive des collections dans les musées nuit à leur cohérence, et les sculptures en tuffeau sont très abîmées.

### La grande campagne de restauration des années 1990-2000
Une campagne de travaux en profondeur est décidée dans les années 1980 et la municipalité choisit dans le même temps de regrouper à terme les collections des musées municipaux pour former un unique musée d'histoire locale. Les premiers travaux débutent en 1989 (année où débute le premier mandat de Jean-Marc Ayrault) et s'accompagnent de fouilles archéologiques, qui permettent de mieux comprendre l'histoire du site.
Le musée des Salorges est fermé en 1994 et le Harnachement connaît une campagne de restauration intérieure de trois ans, au bout de laquelle il devient un espace consacré aux expositions temporaires. Le musée d'art populaire régional est à son tour fermé en 1997.
Une campagne de travaux de dix ans est alors engagée (1997-2007) et le site va être totalement fermé pendant trois ans. Le parti-pris de cette restauration est de préserver les ajouts successifs, qu'ils soient du XVIIe siècle ou du XIXe siècle, pour présenter le château dans sa continuité historique. Les travaux sont parfois radicaux, car il faut adapter des édifices du XVe siècle afin de permettre l'installation d'un musée moderne. Des poutres métalliques sont insérées dans les logis, des trous percés dans les murs pour passer des fils et un ascenseur est ajouté en plein milieu.
Certaines décisions, notamment le choix de reconstruire des éléments disparus depuis plusieurs siècles, provoquent des controverses. Un parcours en accès libre et un éclairage nocturne sont imaginés pour aider le visiteur à mieux comprendre les lieux, et le château est considéré comme le premier objet exposé du musée.
Conséquence de la transformation de la communauté urbaine de Nantes en métropole, le château devient un équipement métropolitain (1er janvier 2015).
Dates clés de l'histoire du château.

## Architecture et intérieur

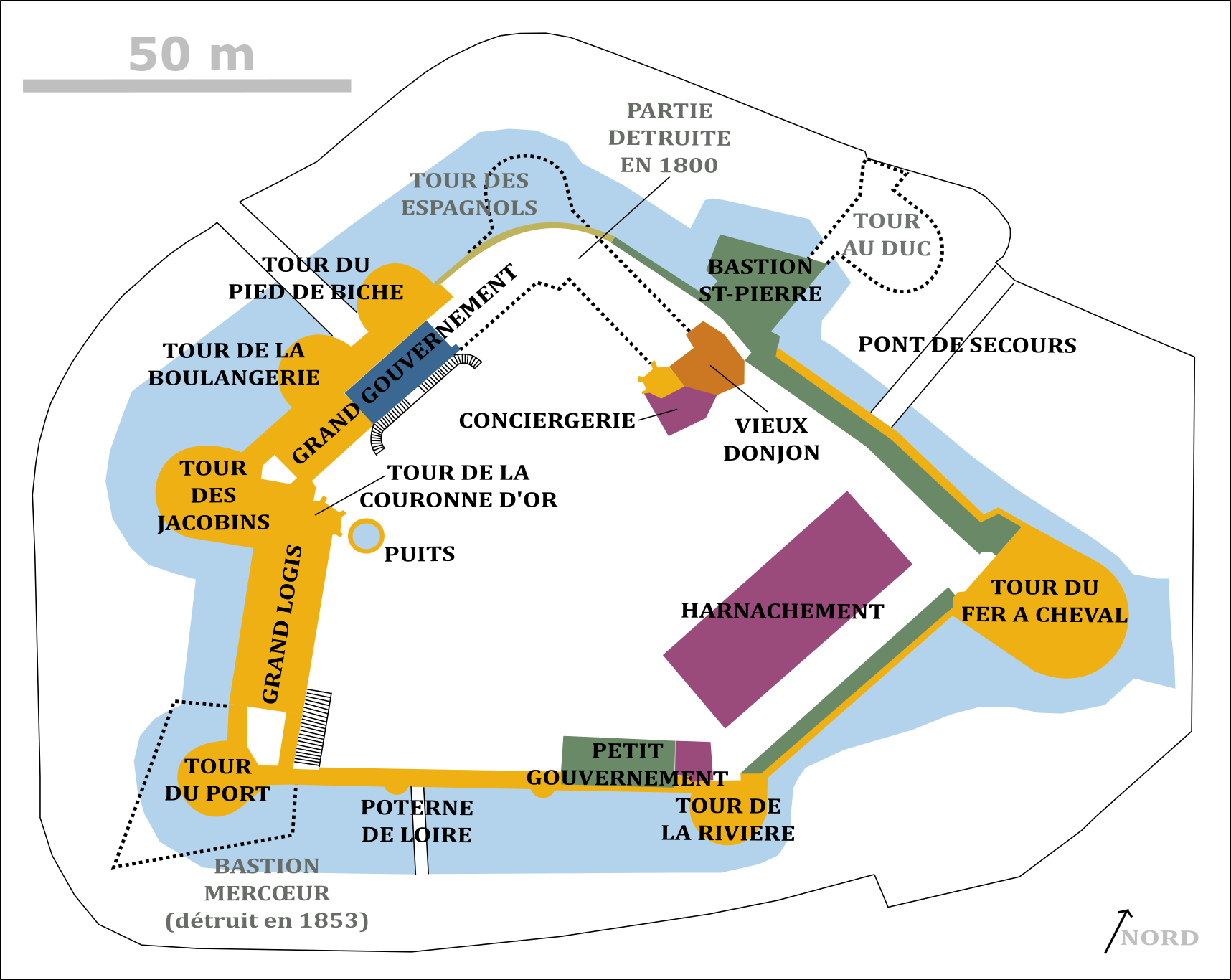
Plan du château et ses principaux éléments.
XIVe siècle
XVe siècle
XVIe siècle
XVIIe siècle
XVIIIe siècle
XIXe siècle

### Logis

#### Dispositions générales

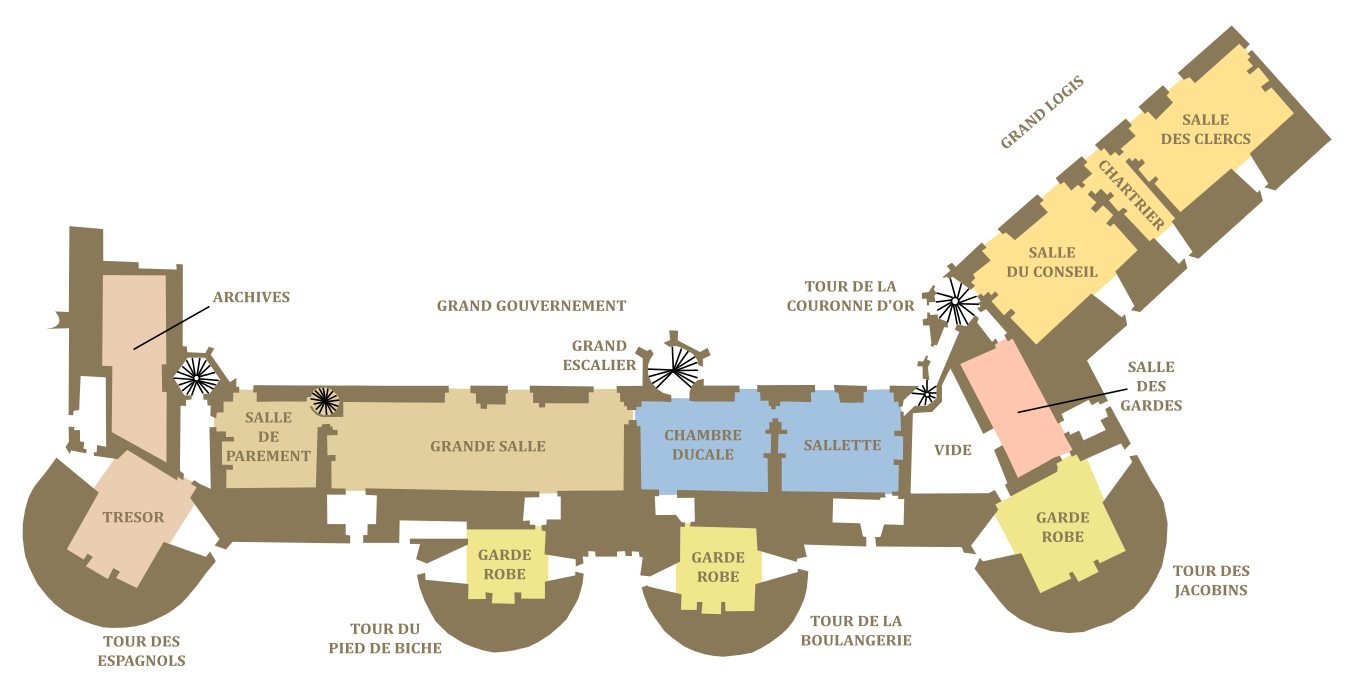
Plan du premier étage des logis au XVe siècle, avec la fonction supposée de chaque salle.

Les bâtiments les plus grands et les plus imposants du château sont les logis. Ils étaient destinés à loger la famille ducale et l'administration du duché, mais aussi à accueillir avec faste les visiteurs de marque, et à abriter les centaines de courtisans du duc. Adossés à la courtine, le Grand Logis et le Grand Gouvernement, logis les plus anciens, ont été construits par François II au XVe siècle. Le duc ne les a jamais vus achevés, et à chaque séjour qu'il fait à Nantes, sa Cour doit se loger ailleurs dans la ville. La disposition générale des logis, regroupés le long de la muraille, semble inspirée par le château de Langeais ou par celui de Châteaudun, tous deux construits dans les années 1460. Après le mariage d'Anne de Bretagne et de Charles VIII, ces logis sont occupés de façon discontinue, et leur aménagement intérieur à la Renaissance est très mal connu. Aucun meuble ou décor de cette période n'a été conservé, alors qu'en 1491, les secrétaires de Charles VIII mentionnaient des tapisseries, des livres, des étoffes, des tableaux, des bijoux, des coffres de vaisselle ou encore des chandeliers. Après l'union de la Bretagne à la France, le château devient une résidence royale rarement visitée. L'occupation militaire du château, qui dure plusieurs siècles, altère fortement les logis, et leur transformation en musée rend difficile la lecture des intérieurs.
Plans des logis du château en 1752, montrant leur état avant l'explosion de 1800, et l'usage de chaque pièce :

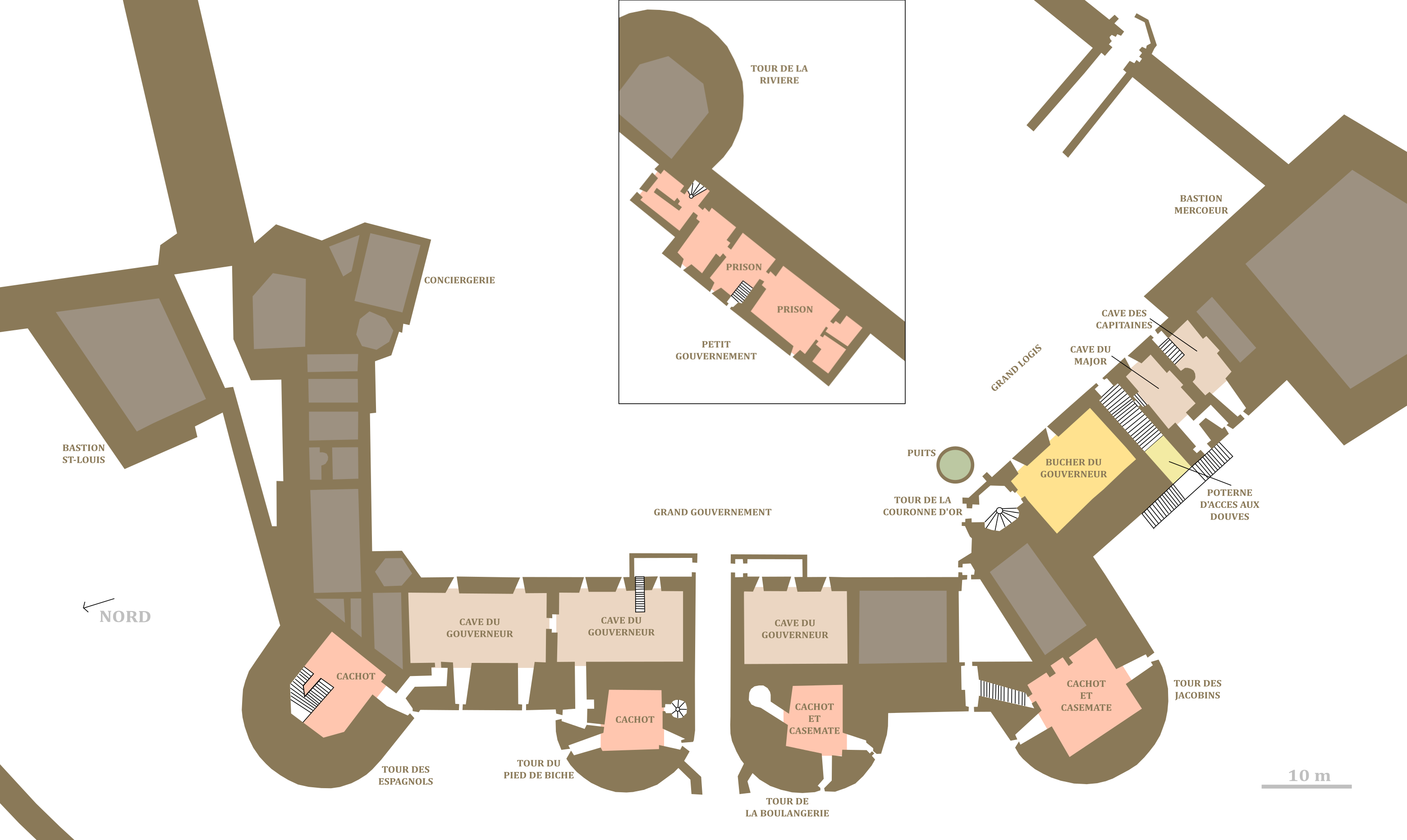
Sous-sol.
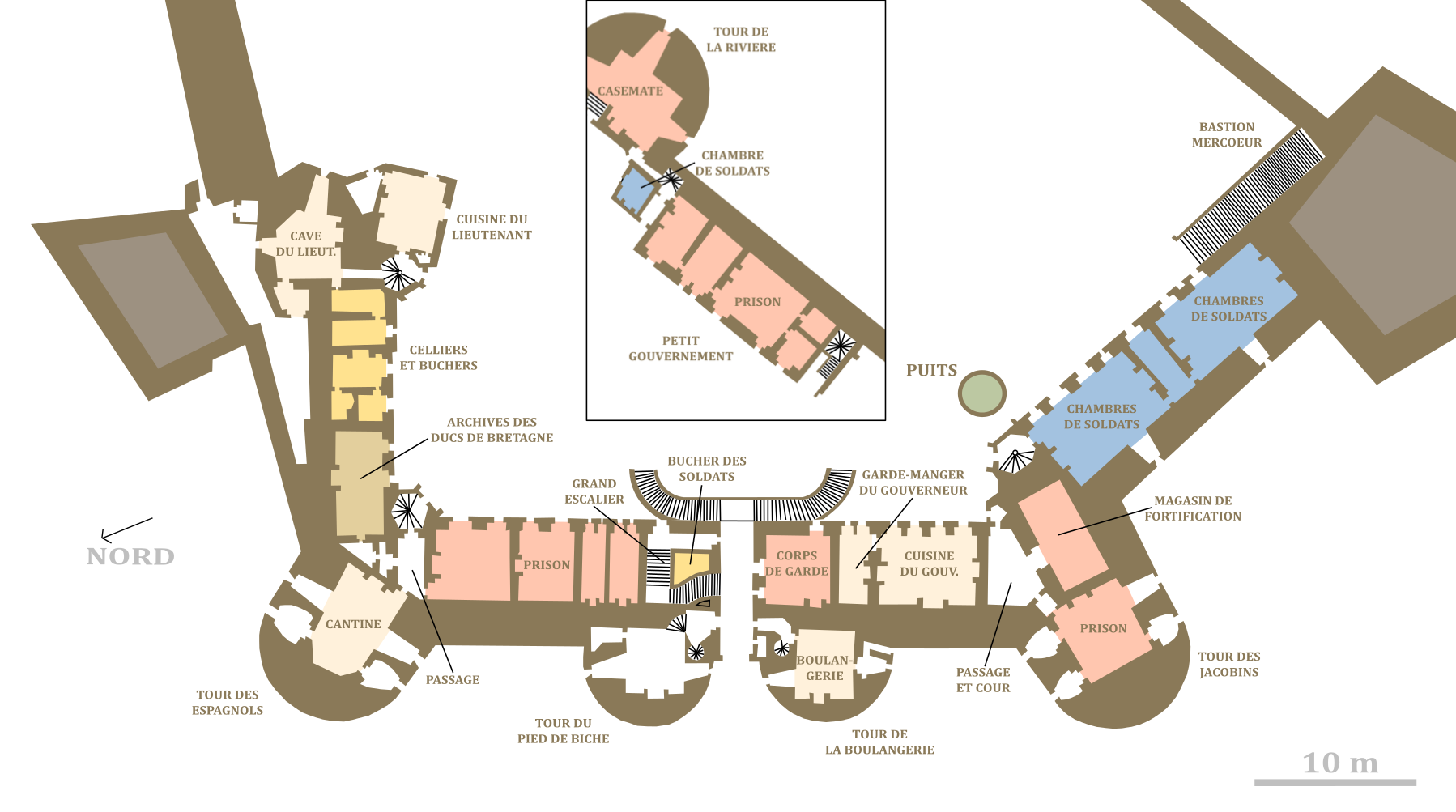
Rez-de-chaussée.
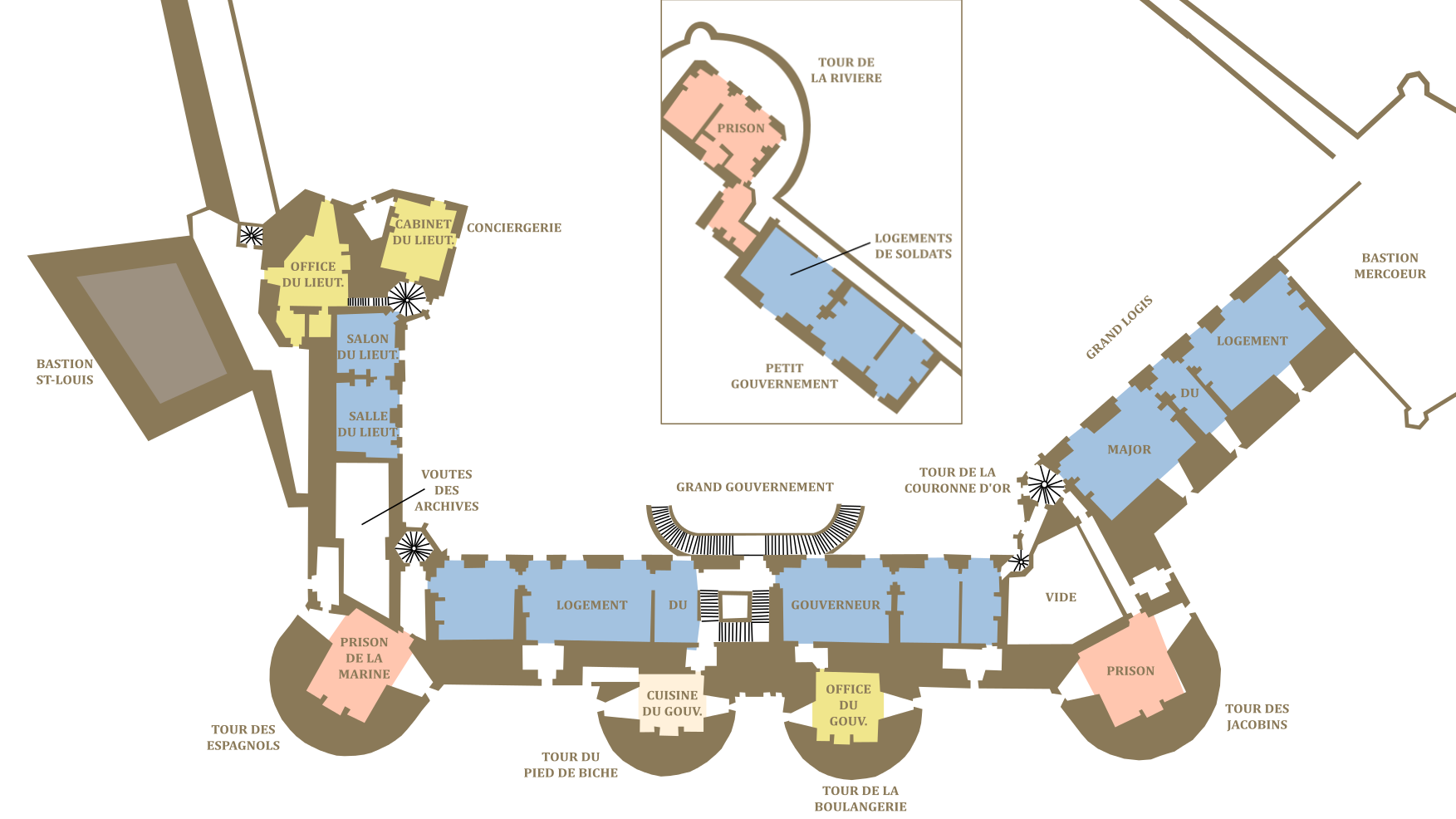
Premier étage.
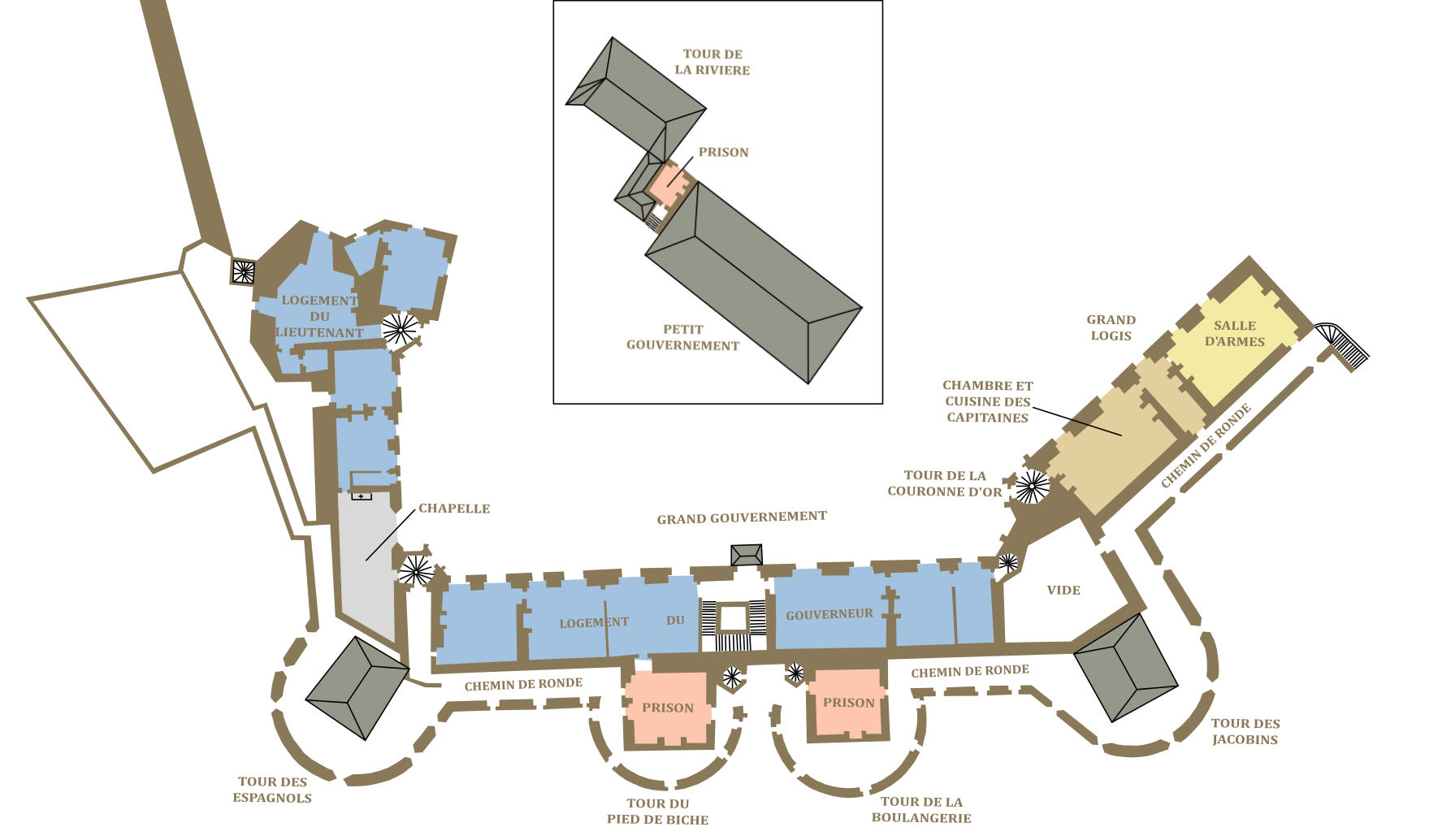
Deuxième étage.
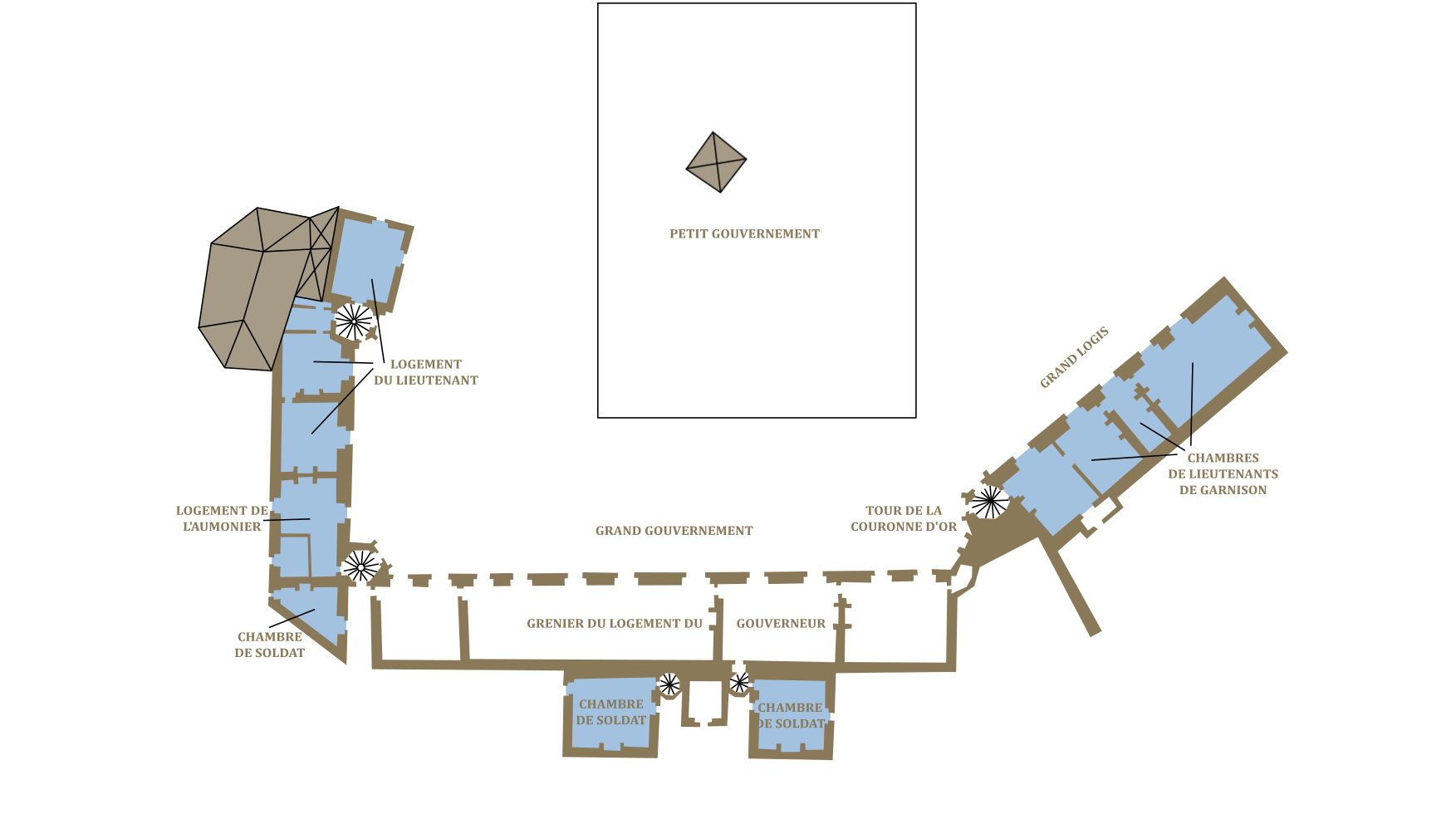
Troisième étage.

#### Grand Logis

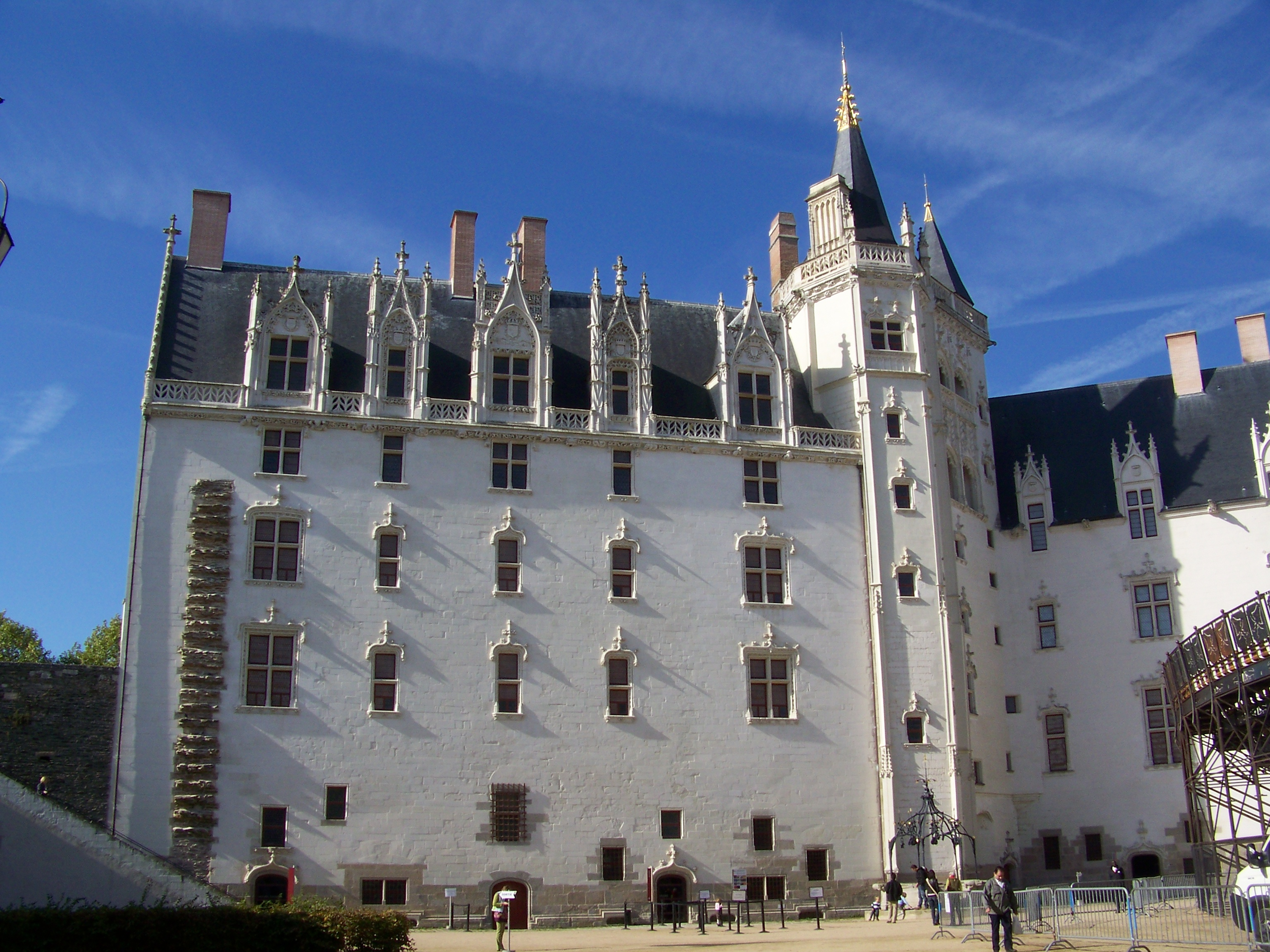
Le Grand Logis, avec sur sa droite la tour de la Couronne d'Or.

Le Grand Logis est l'édifice le plus imposant au sein du château. Il offre une façade assez rustique, aux portes d'entrée petites et au ras du sol. La surface du mur est plane et la seule décoration vient de l'accolade et des corniches des fenêtres. Le style est tout à fait gothique, avec un décor sculpté grotesque. Les pierres d'attente visibles à l'extrémité sud de la façade rappellent que François II avait projeté une aile en retour qui se serait étendue le long de la courtine de Loire. Le caractère imposant du monument réside dans ses grandes lucarnes, qui évoquent celles de Blois, d'Amboise, de Meillant et du Verger. Exécutées dans un style gothique flamboyant, elles adoptent un plan uniforme, avec une fenêtre inscrite dans une arche surmontée d'un gâble, le tout encadré par deux piliers terminés par des pinacles, qui sont reliés au gâble par un réseau de pierre transparent. Malgré cette unité dans la disposition générale, les lucarnes sont toutes différentes les unes des autres, par la taille et les motifs de décor. Ainsi, la quatrième en partant de la gauche présente des piliers à double torsade, motif rare dans l'art flamboyant. Une balustrade à jour relie les lucarnes et accentue leur effet aérien, et le tout est posé sur une corniche ornée de feuillage et de masques servant à évacuer les eaux de pluie. À l'origine, les tympans des lucarnes portaient les symboles de Louis XII et d'Anne de Bretagne : des L et des A accompagnés des armes de France et de Bretagne, décor disparu puis partiellement recréé lors d'une restauration en 1861.

Lucarnes du Grand Logis
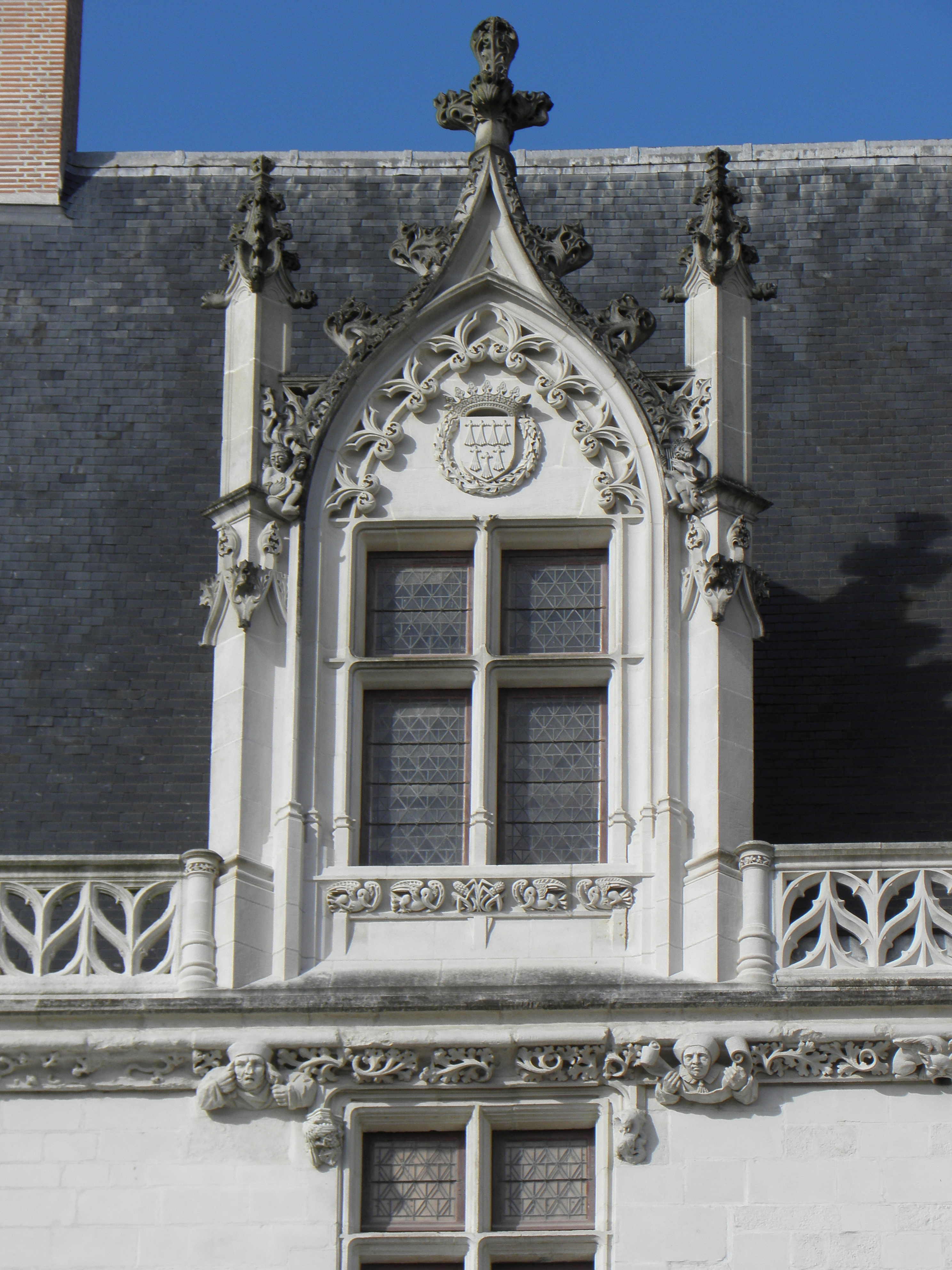
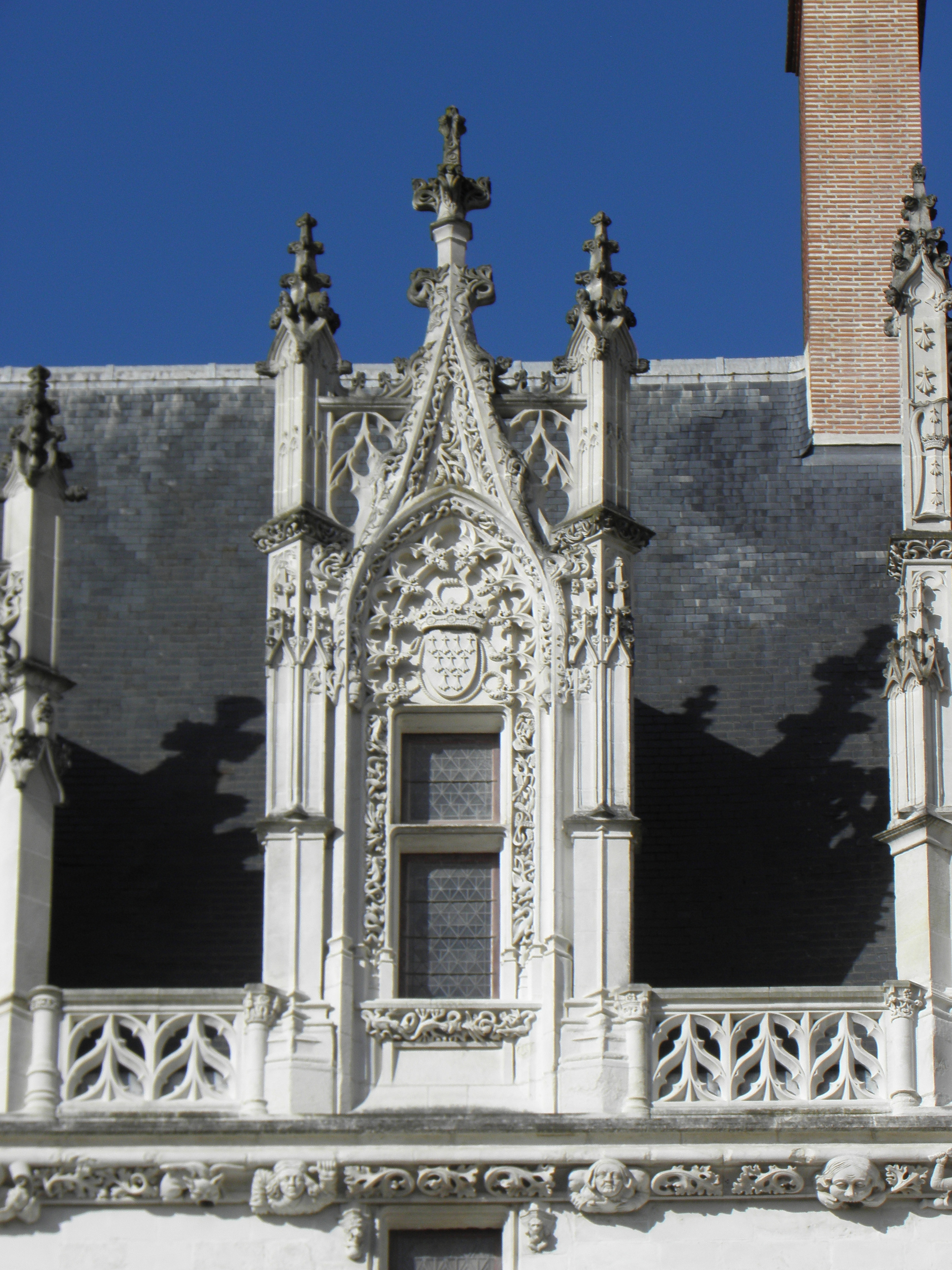
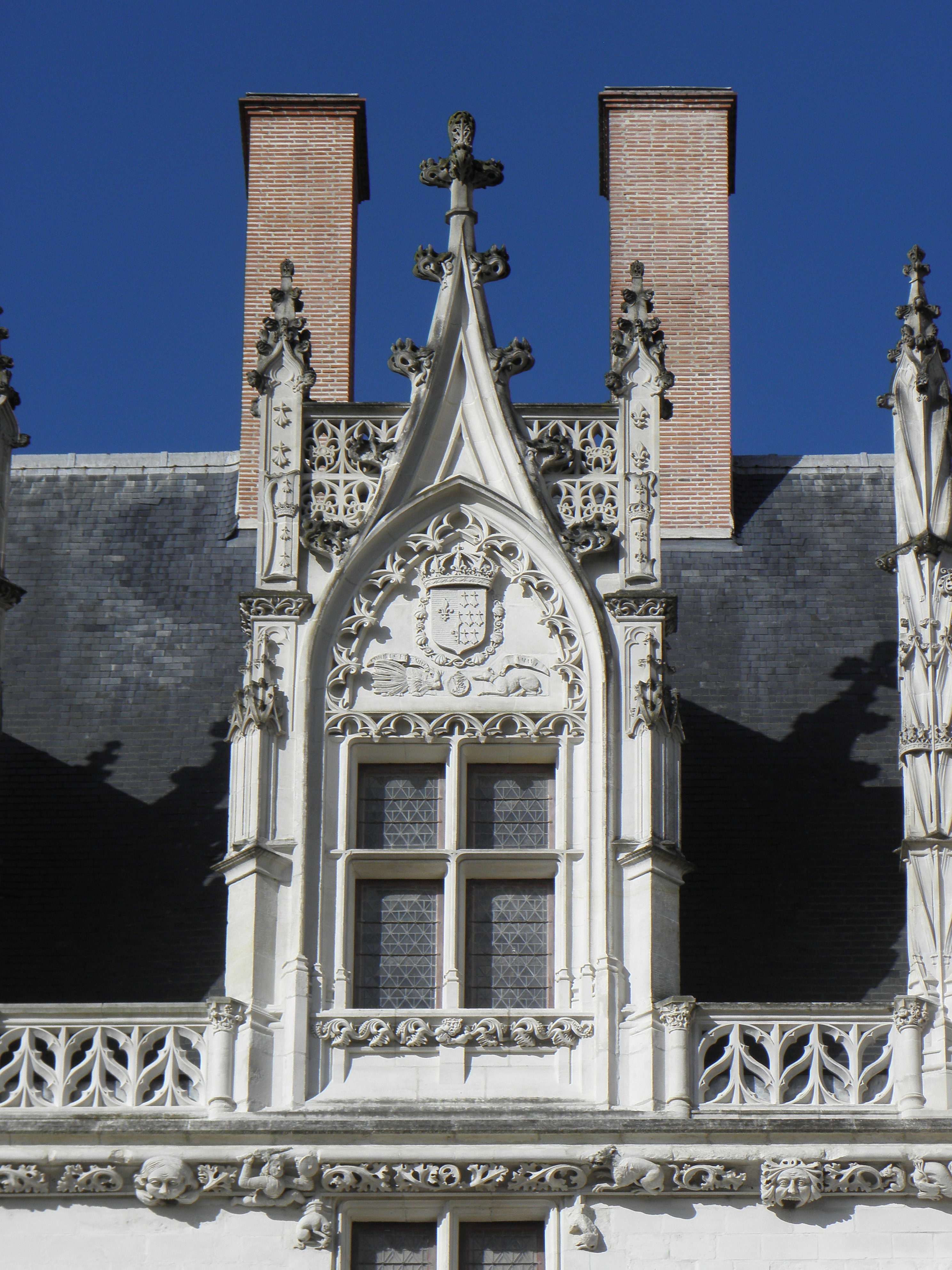
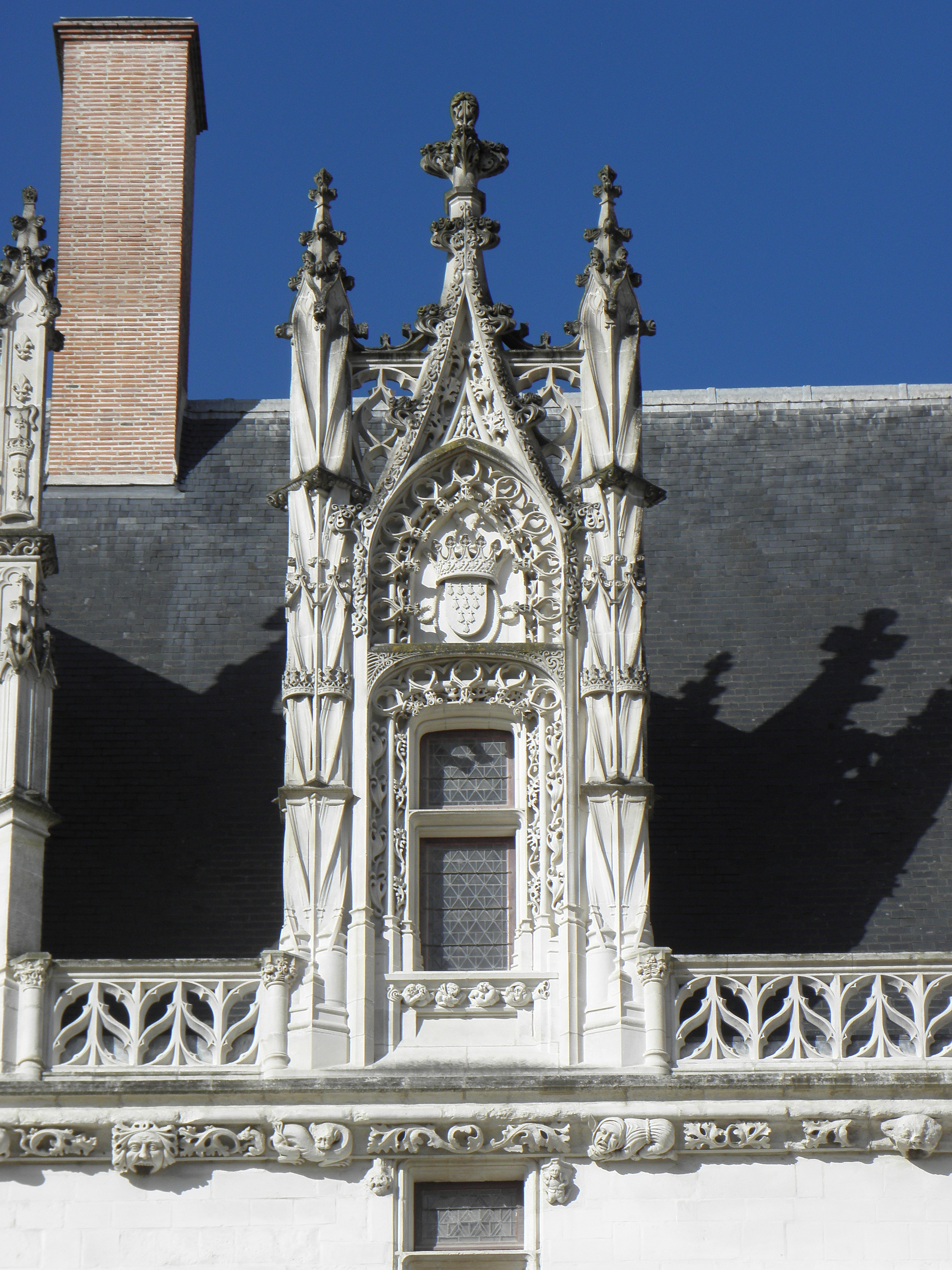
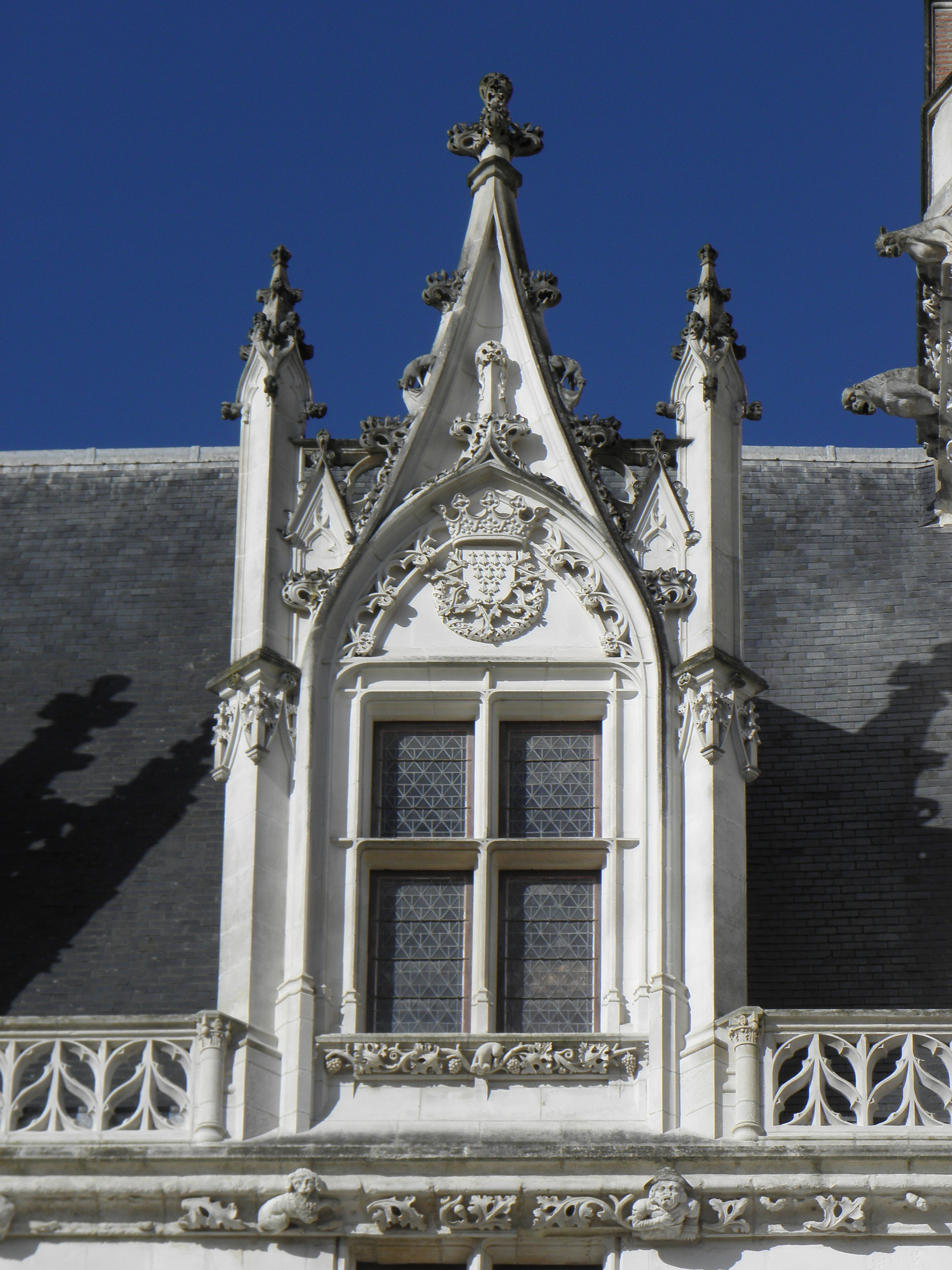

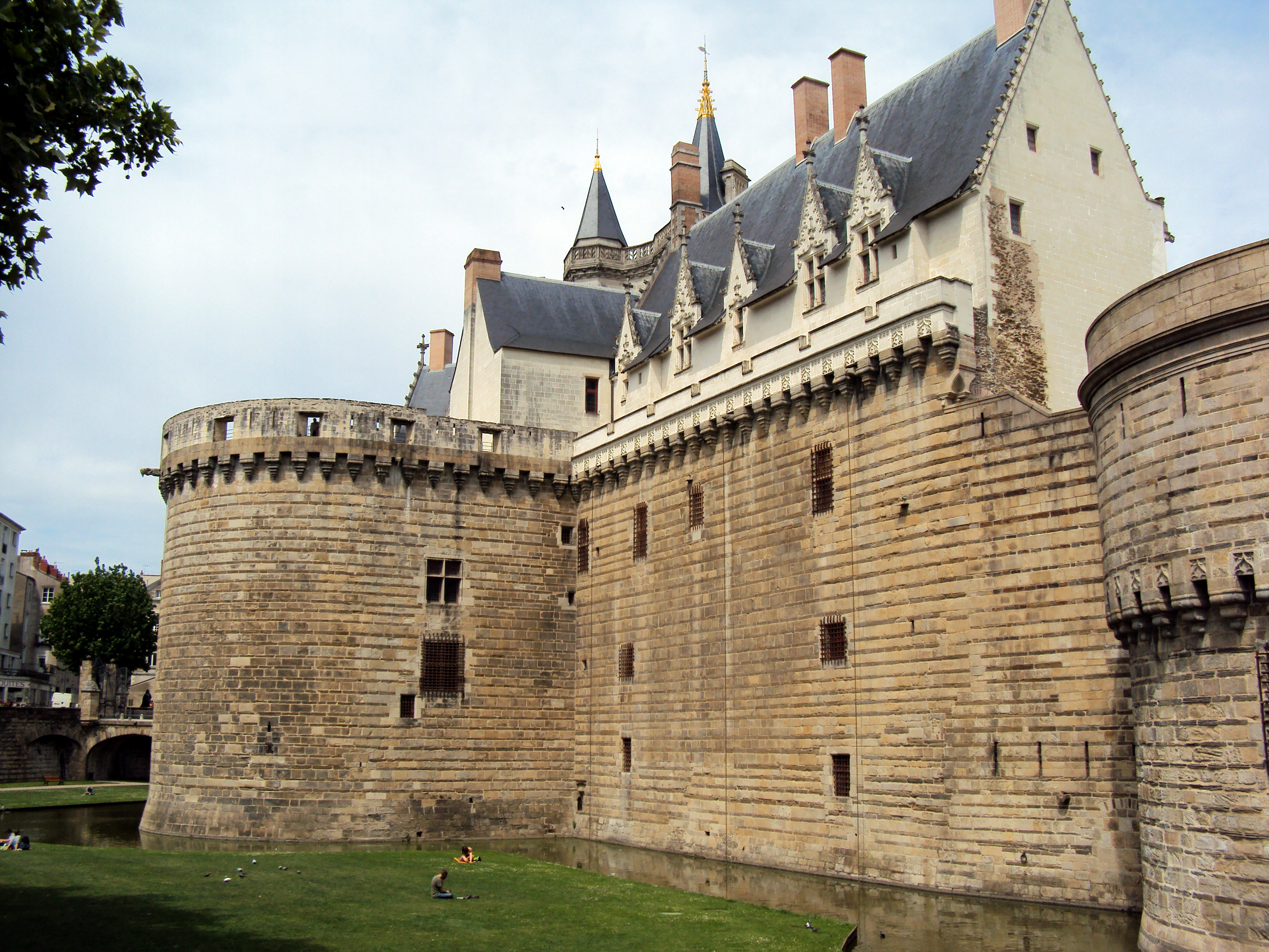
Le logis vu des douves, entre la tour des Jacobins et celle du Port.

Sous François II, le Grand Logis n'était pas, comme son nom pourrait le suggérer, l'habitation ducale. Il était plutôt dévolu au logement et à l'entretien de la suite et des domestiques. Les salles du premier étage étaient peut-être destinées à l'administration du duché, l'une aurait été la salle du Grand Conseil de Bretagne, et l'autre la salle de réunion des clercs. Dans l'hypothèse où l'aile sud en retour aurait été construite, ces salles auraient également pu être les premières pièces d'une suite. Le rez-de-chaussée comprend deux vastes salles, qui étaient des cuisines. Elles possédaient toutes les deux un plafond à voûtes d'ogive retombant sur un pilier central, mais ce plafond a été détruit dans la cuisine sud. Les deux cuisines étaient séparées par un escalier droit qui descend jusqu'à une porte qui ouvrait sur les douves. Cet accès permettait le déchargement de cargaisons de bateaux directement dans le château. L'escalier est encadré par deux murs porteurs, qui contiennent les conduits de cheminée des cuisines, et ces deux murs ont dû être prolongés jusqu'au dernier étage. Par conséquent, le logis présente à chacun de ses étages un plan peu commun, avec deux grandes pièces séparées par une pièce plus étroite. Au XVIIIe siècle, sous l'administration militaire, l'étage noble correspondait aux appartements du major, le reste de l'édifice étant partagé entre des soldats subalternes.
Le rez-de-chaussée est particulièrement haut de plafond (7,65 m), et le premier étage est bien plus bas (4,95 m) tout comme le deuxième (4,30 m). Cette disposition inhabituelle s'explique par l'importance donnée aux cuisines, qui devaient nourrir un grand nombre de personnes et qui se trouvaient au sein d'un bâtiment à fonction plutôt utilitaire. Cette grande hauteur de plafond créait cependant des contraintes au niveau de l'escalier à vis qui dessert les étages. Pour rejoindre le premier étage, il fallait qu'il fasse soit une révolution et demie, soit deux révolutions et demie. La première solution, qui oblige à avoir un étage plutôt bas de plafond (3 m) fut choisie, mais corrigée par une astuce. En effet, le plancher de l'étage est plus bas de 36 cm par rapport au palier de l'escalier. Une astuce similaire a aussi permis d'avoir un deuxième étage un peu plus haut que le palier, permettant de rehausser encore la hauteur de plafond du premier étage. Les caves du logis étaient initialement destinées à devenir les deux cuisines, mais pendant le chantier de construction, le rehaussement de la cour du château a nécessité leur déplacement au rez-de-chaussée.

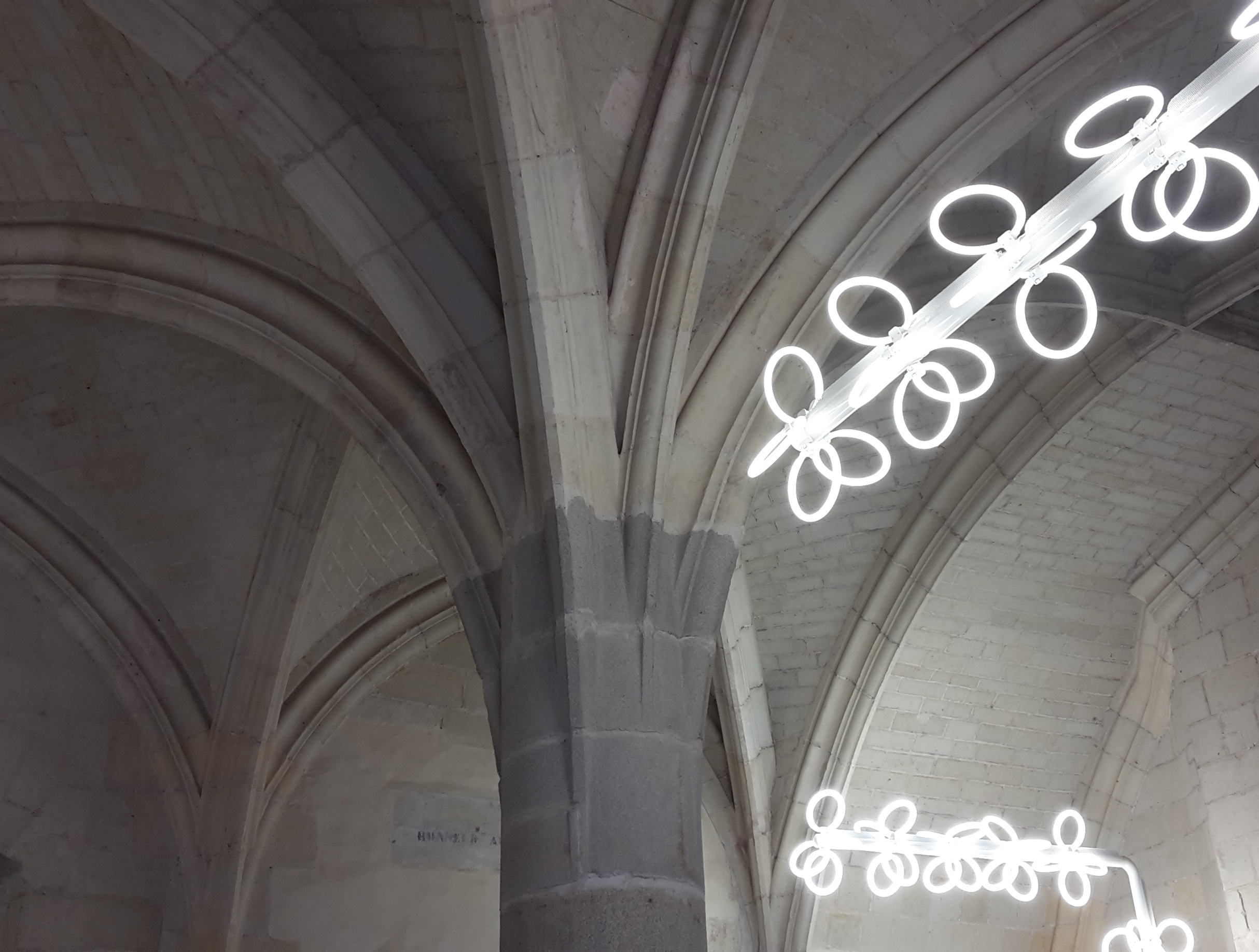
Voûtes d'une des deux anciennes cuisines.

À la mort de François II en 1488, le Grand Logis n'est probablement pas terminé. Ainsi, lorsque Charles VIII séjourne au château en 1491, un pont en bois doit être construit entre le bâtiment et sa chambre située dans la tour des Jacobins, ce qui indique que les planchers ne sont pas encore posés entre les deux édifices. La construction s'est sans doute arrêtée au troisième étage, et elle n'a repris qu'après la mort de Charles VIII, lorsqu'Anne de Bretagne retrouve le plein contrôle des affaires bretonnes. La duchesse fait alors terminer les fenêtres du troisième étage, qui sont plus petites que les autres, et moins ornementées. La fenêtre centrale est élargie pour être surmontée d'une grande lucarne, et initialement, chaque fenêtre devait recevoir un gâble comme dans les étages inférieurs. Finalement, le projet fut modifié, et Anne décida d'aménager un étage supplémentaire dans les combles, sûrement pour loger la nombreuse suite que son titre de reine de France autorisait. De nouvelles fenêtres furent ajoutées, accompagnées des fameuses grandes lucarnes.
Au fil des siècles, le bâtiment s'est fortement dégradé, et il a progressivement perdu ses cheminées, ses lucarnes côté douve, et tout son décor interne. Les lucarnes des douves ont été rétablies en 1970. La même année, il fut décidé de restaurer les charpentes, et notamment de restituer le lambris en berceau qui servait de plafond au quatrième étage. Cette restitution est néanmoins erronée, car elle masque de l'intérieur les fenêtres en lucarne, alors qu'à l'origine le lambris contournait les fenêtres pour qu'elles puissent éclairer l'étage,.

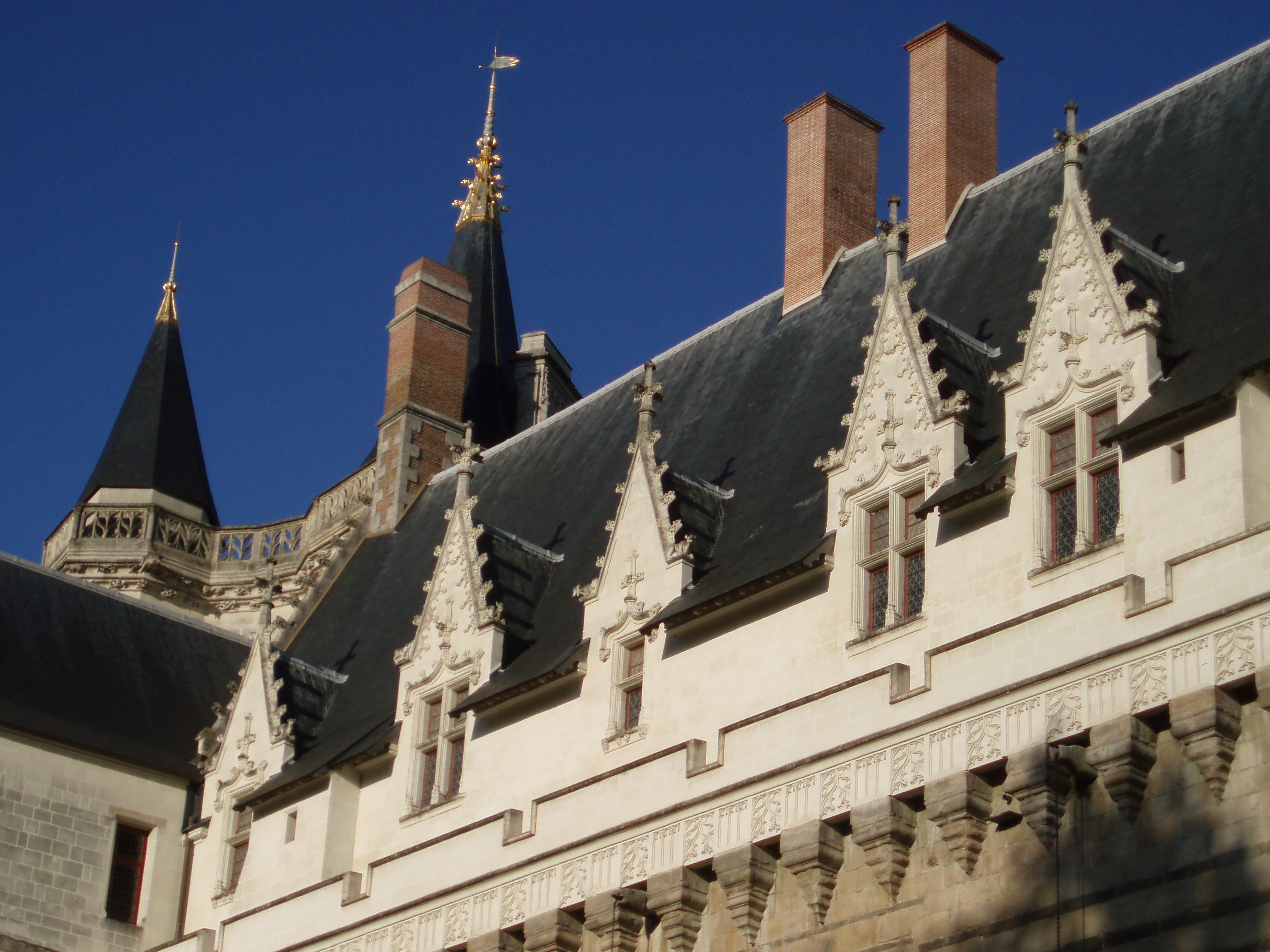
Lucarnes du Grand Logis côté douves.
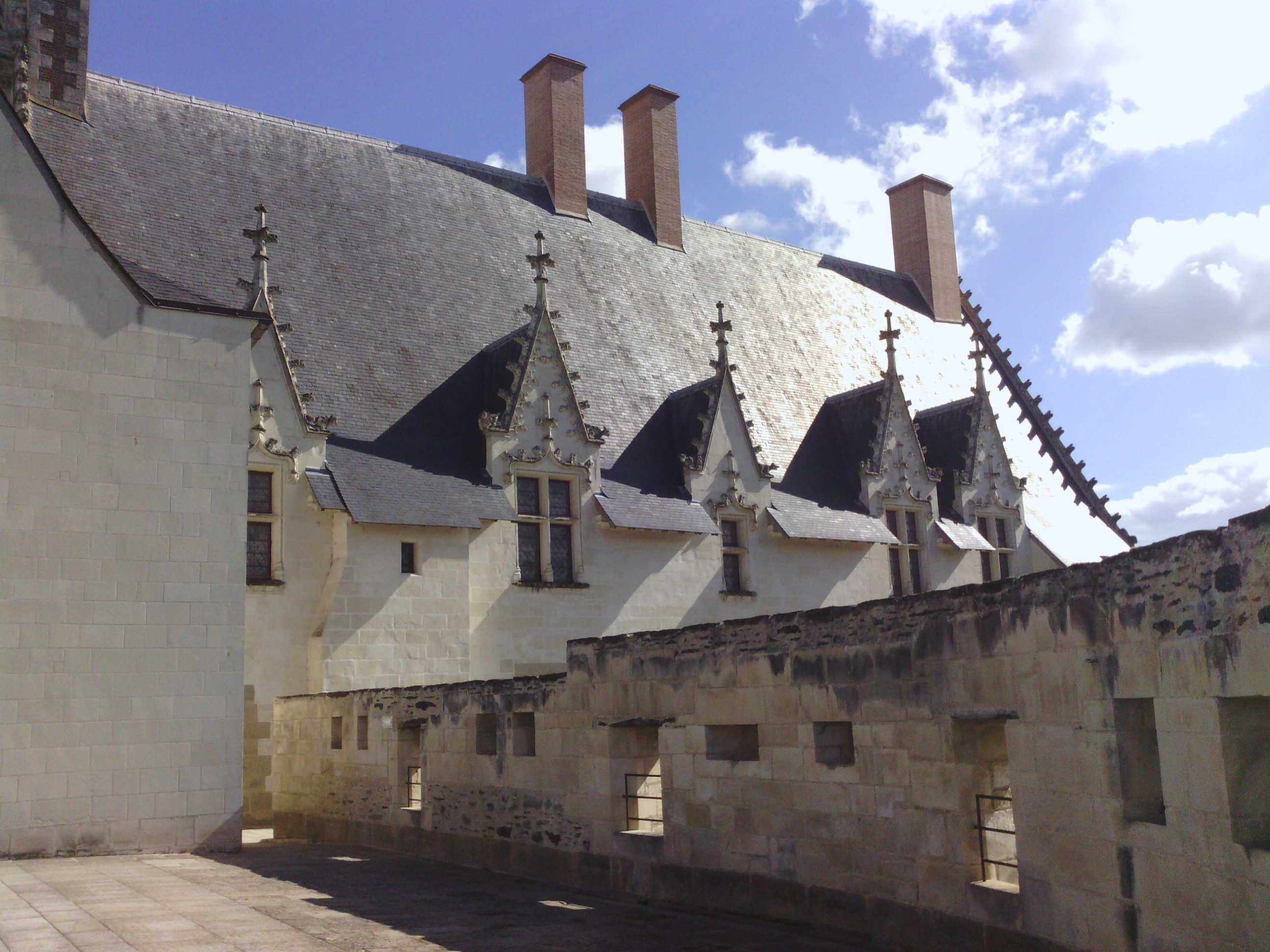
Le Grand Logis vu du chemin de ronde.
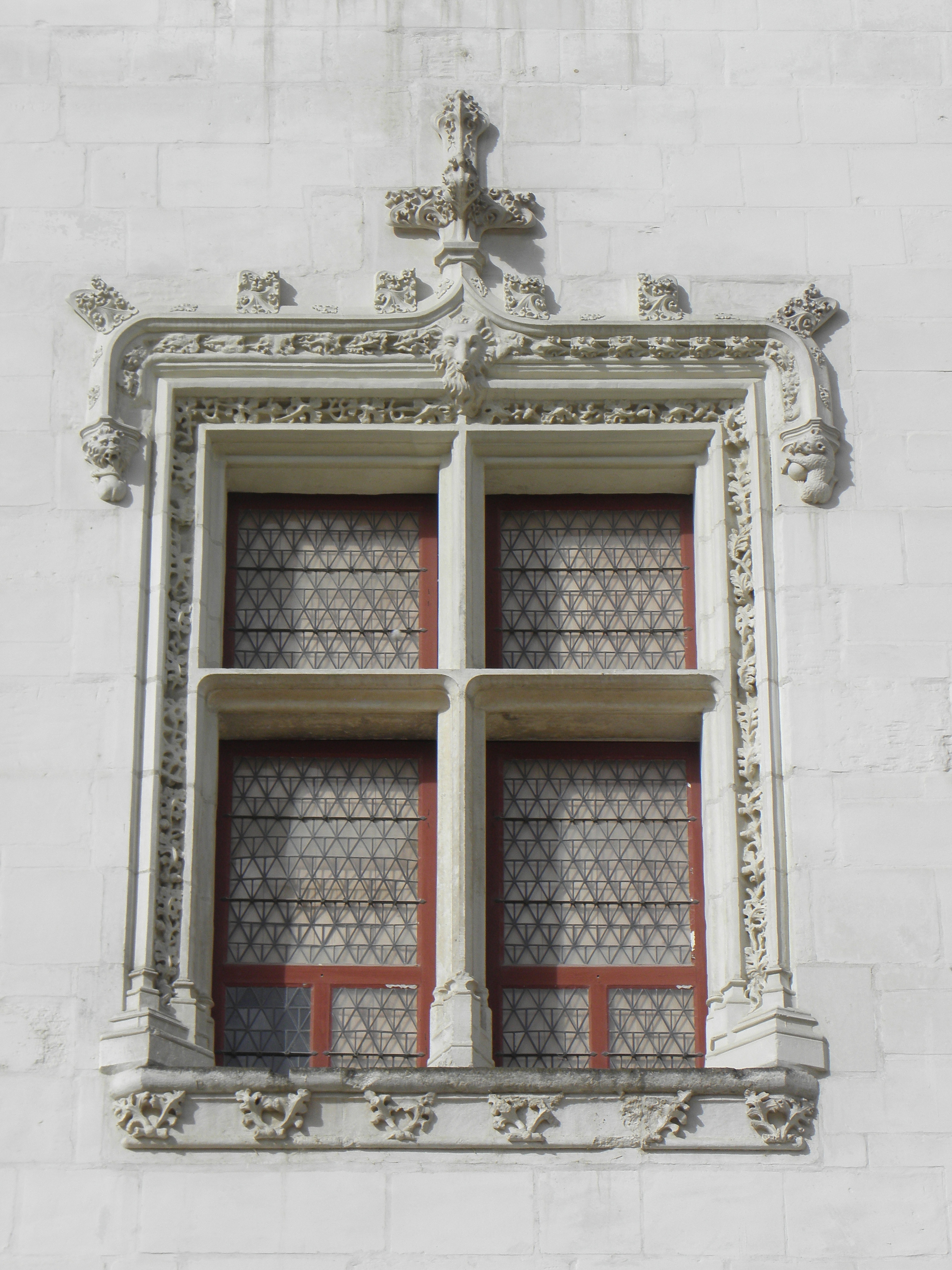
Fenêtre ornée d'un gâble.
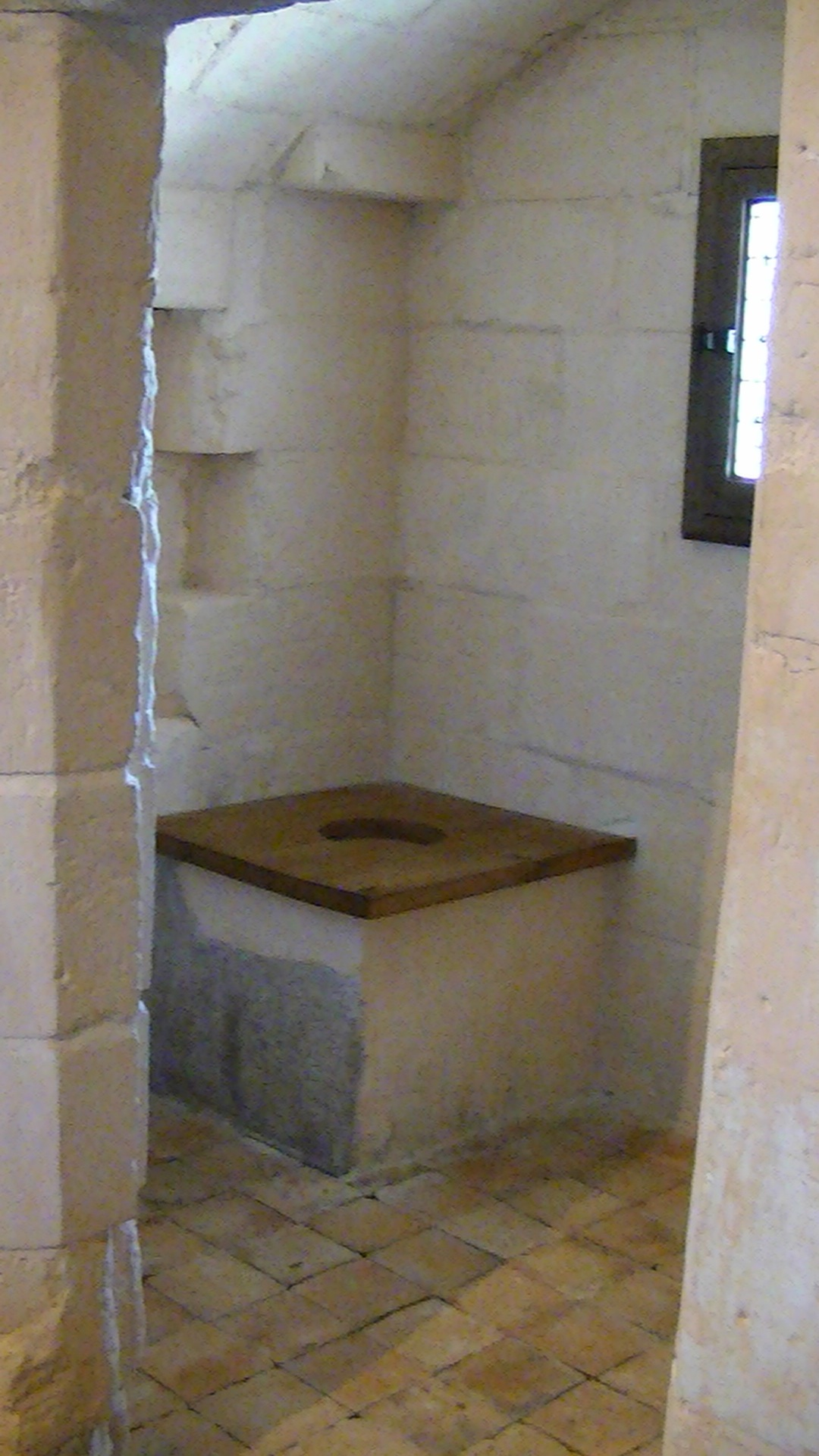
Latrines du Grand Logis.
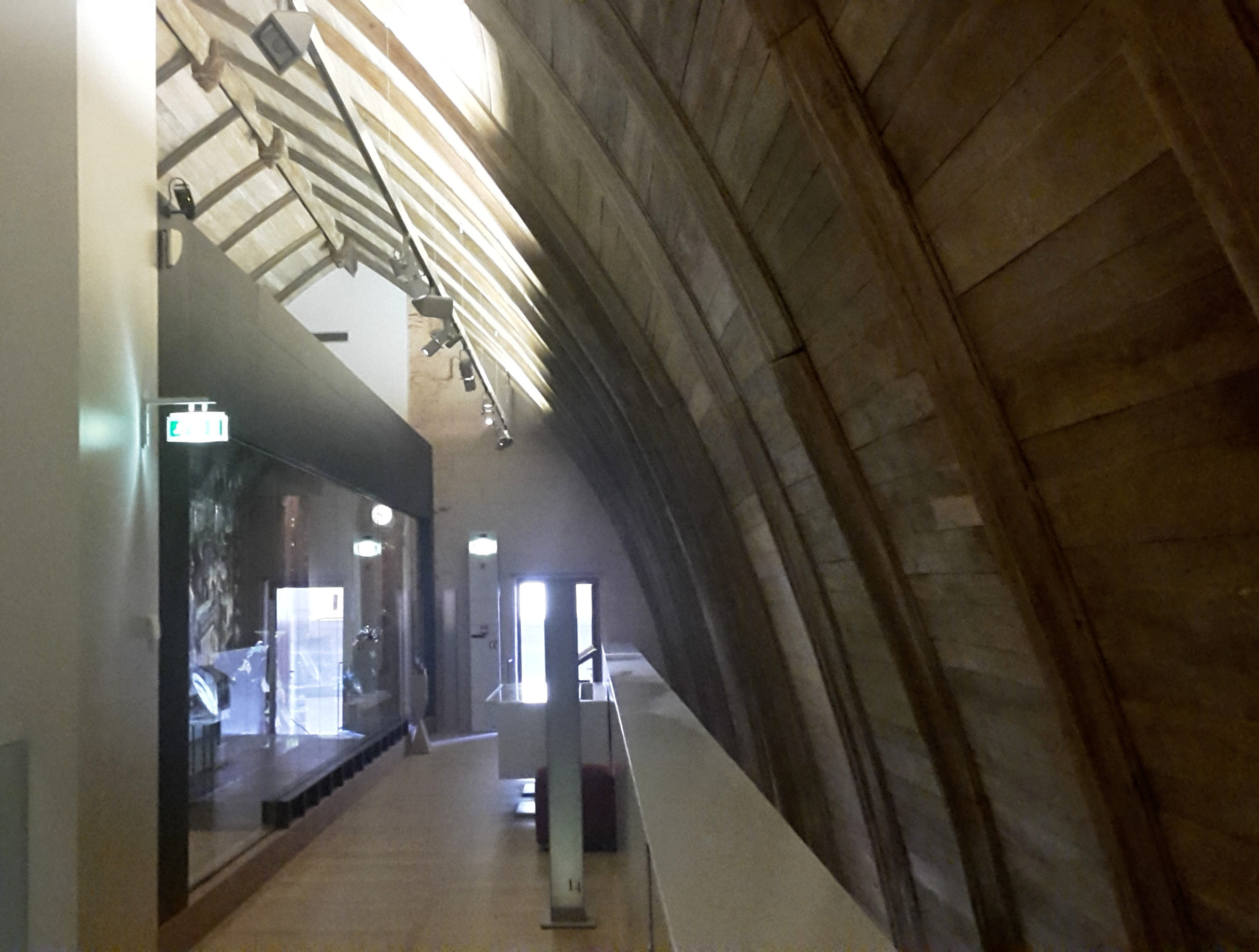
Lambris du dernier étage.
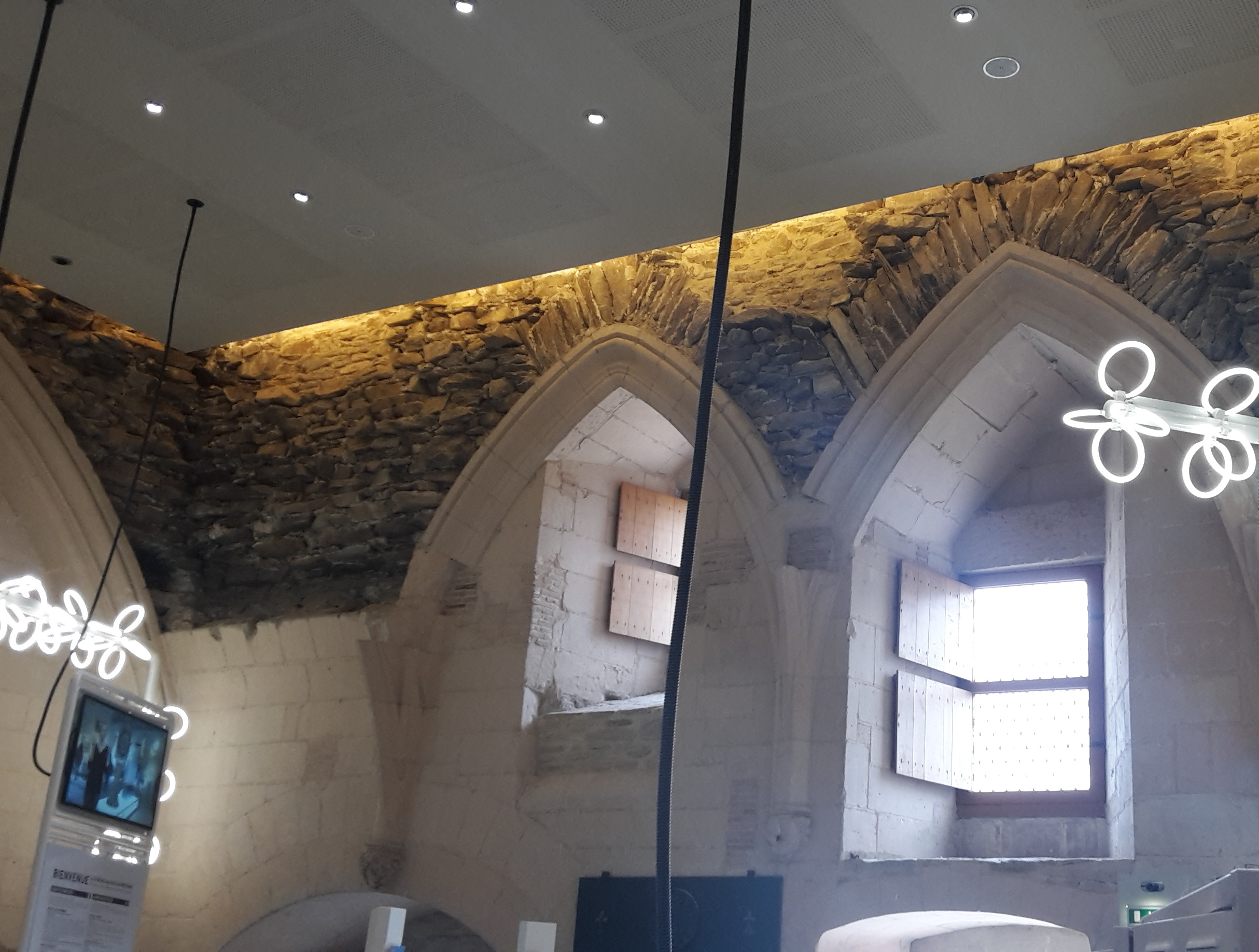
Voûtes détruites d'une des deux cuisines.

#### Tour de la Couronne d'Or

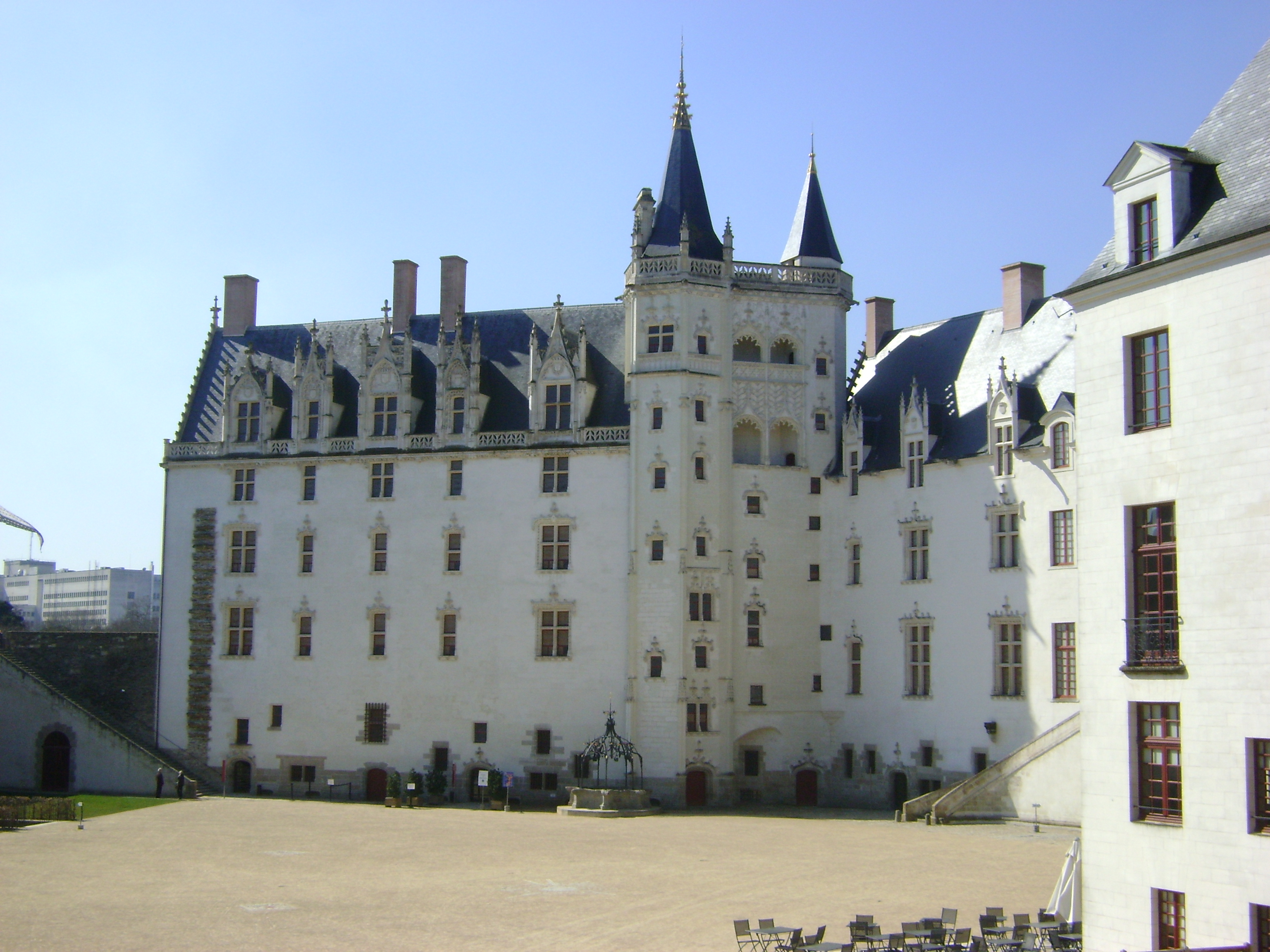
La tour de la Couronne d'Or entre les deux logis.

La tour de la Couronne d'Or se trouve entre le Grand Gouvernement et le Grand Logis. Elle contient deux escaliers à vis qui desservent ces bâtiments. Les niveaux supérieurs comprennent deux loggias. La tour a été restaurée une première fois entre 1892 et 1907, les travaux portant sur la conservation du décor sculpté, la restauration des baies, et la réouverture des loggias qui avaient été condamnées. Lors de la campagne de restauration des années 2000, l'une des grandes décisions a porté sur la reconstruction ou non des flèches qui surmontaient la tour à la Renaissance. Ces flèches avaient disparu entre 1660 et 1720, probablement victimes d'un défaut de conception. À l'époque, l'architecture classique et surtout les considérations militaires privilégiaient l'horizontalité, et l'existence de ces flèches avait peu d'importance. La reconstruction a finalement été décidée par l'architecte des monuments historiques, pour qui les flèches avaient une valeur architecturale forte, puisqu'elles inscrivaient le château dans le paysage de la ville. Les documents historiques étant lacunaires, il est d'abord suggéré de construire une structure moderne en verre, mais les flèches sont reconstruites en définitive dans une optique de restitution historique, selon les principes de la Renaissance.

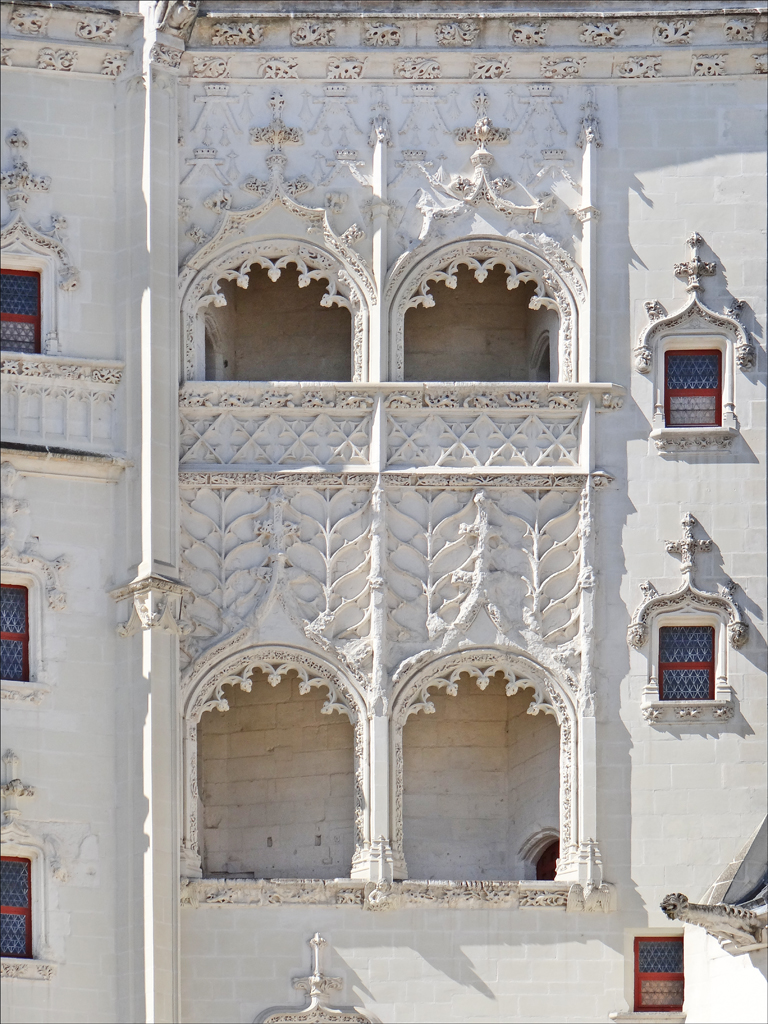
Les deux loggias des niveaux supérieurs.

La tour doit probablement son nom au puits qui se trouve devant et dont la ferronnerie évoque une couronne. Placée à un angle obtus entre les deux grands logis, elle offre une délicate transition entre les deux, grâce à son aspect très ornementé et à ses lignes élancées. Moins austère que les logis, elle est aérée par ses nombreuses fenêtres, ses loggias et les arcatures du bandeau du sommet. Les deux loggias, situées dans les niveaux supérieurs, figurent parmi les rares loggias Renaissance de France. Dans l'Ouest, on en trouve d'autres sur l'hôtel Goüin de Tours et l'hôtel d'Alluye de Blois. Les loggias de Nantes, commandées par Anne de Bretagne, sont peut-être l'œuvre de Jean Perréal, architecte de son époux Charles VIII. Murées par la suite, elles servirent de cellules de prison à l'époque moderne, et les murs présentent de nombreux graffitis de prisonniers. Bien qu'inspirées par la Renaissance italienne, les loggias de Nantes ne suivent pas l'architecture antique, mais elles sont au contraire purement gothiques dans leur décoration, mêlant des motifs rayonnants à des motifs flamboyants. Les gâbles à deux ressauts concaves de la loggia supérieure forment un motif rare dans les années 1500, mais qui devient courant dans les années 1510 et 1520. Les hermines et les A couronnés qui ornent la loggia sont une création du début du XXe siècle.
Le grand escalier, du côté du Grand Logis, s'arrête au dernier étage de ce bâtiment. Il est coiffé à son sommet d'une voûte en palmier qui repose sur la vis. Le petit escalier, du côté du Grand Gouvernement, est plus haut et il dessert le toit en terrasse de la tour. À l'origine, le grand escalier devait lui aussi desservir le toit, et la tour se terminait probablement par des lucarnes. L'ajout des loggias a détruit cette disposition. La première loggia permet de relier les deux escaliers, et la seconde, au-dessus, n'est desservie que par le petit escalier. Elle offre un accès à la « chambre haute », une pièce ajoutée par Anne de Bretagne au-dessus du grand escalier, suivant la mode de la fin du XVe siècle. Cette pièce, directement accessible depuis les appartements ducaux, était vraisemblablement réservée à l'usage de la duchesse, comme en témoigne le décor raffiné de la cheminée. Anne a également montré à Loches le même intérêt pour les pièces offrant des espaces ouverts et des vues étendues. La disposition rappelle aussi Amboise, où l'appartement d'Anne de Bretagne s'ouvrait sur une galerie surmontant deux escaliers. Le petit escalier de la tour, qui ne commence qu'à partir du premier étage, semble avoir été rajouté au moment même de la construction sans avoir été projeté plus tôt. Il avait une fonction privative.

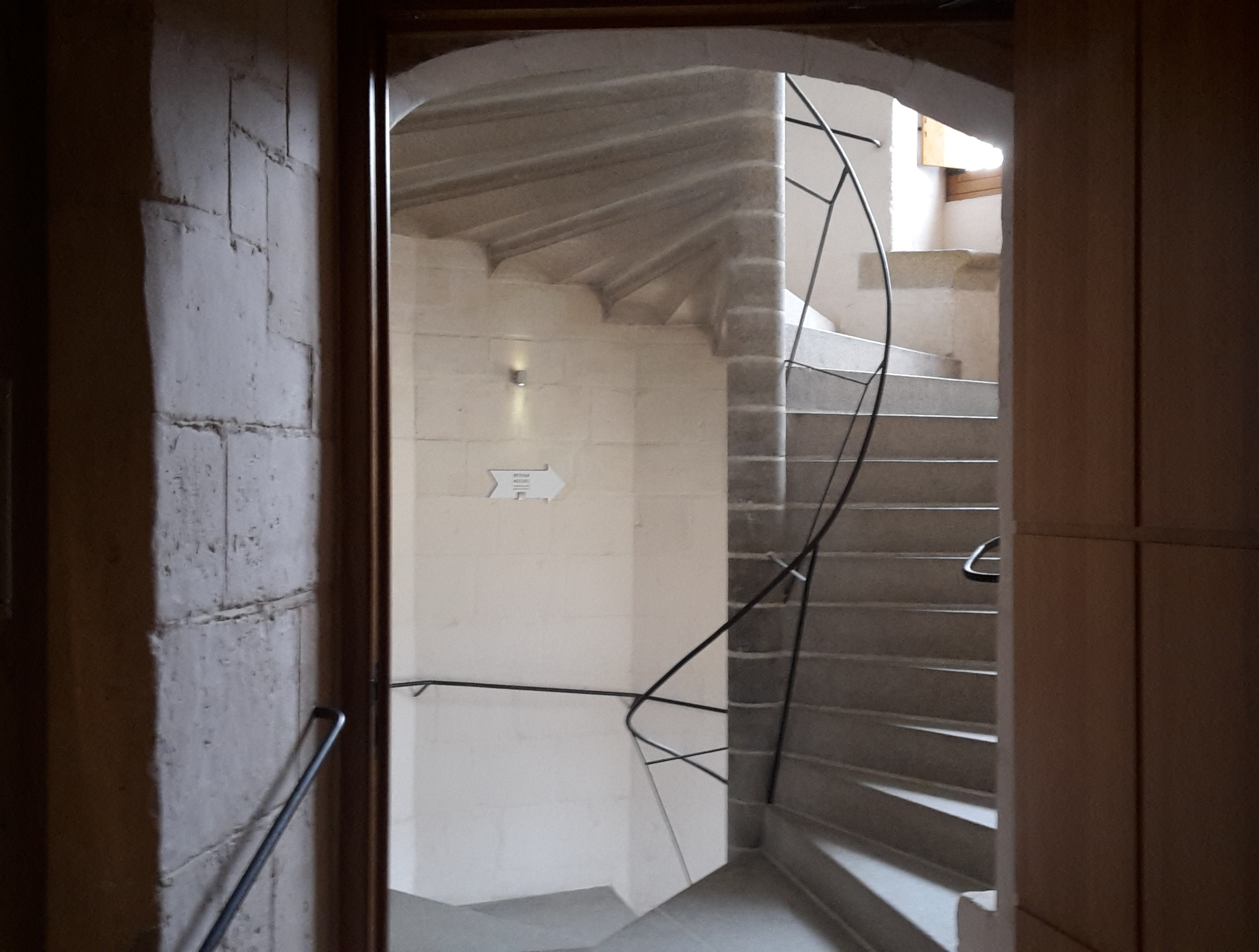
Le grand escalier.
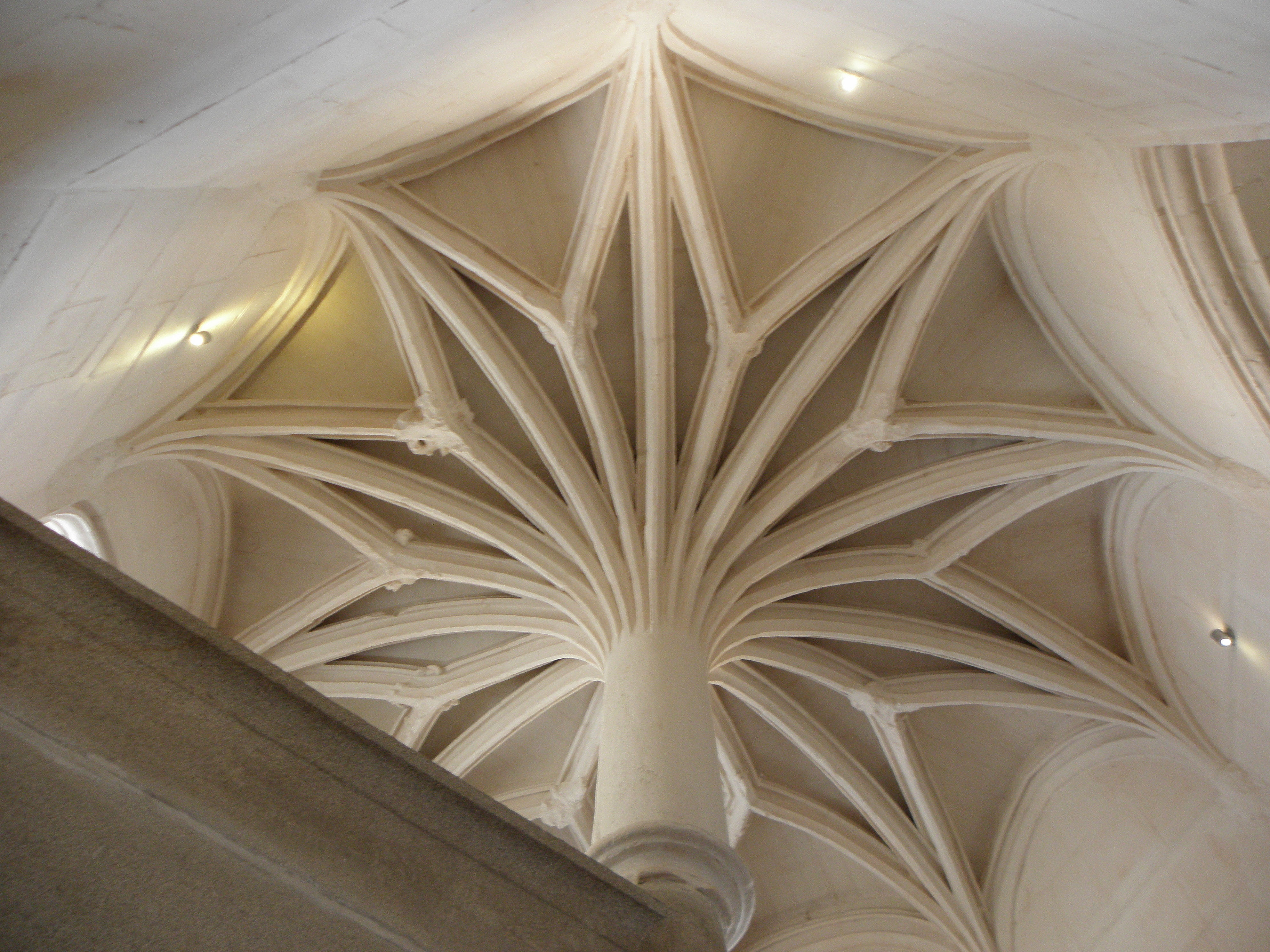
La voûte du grand escalier.
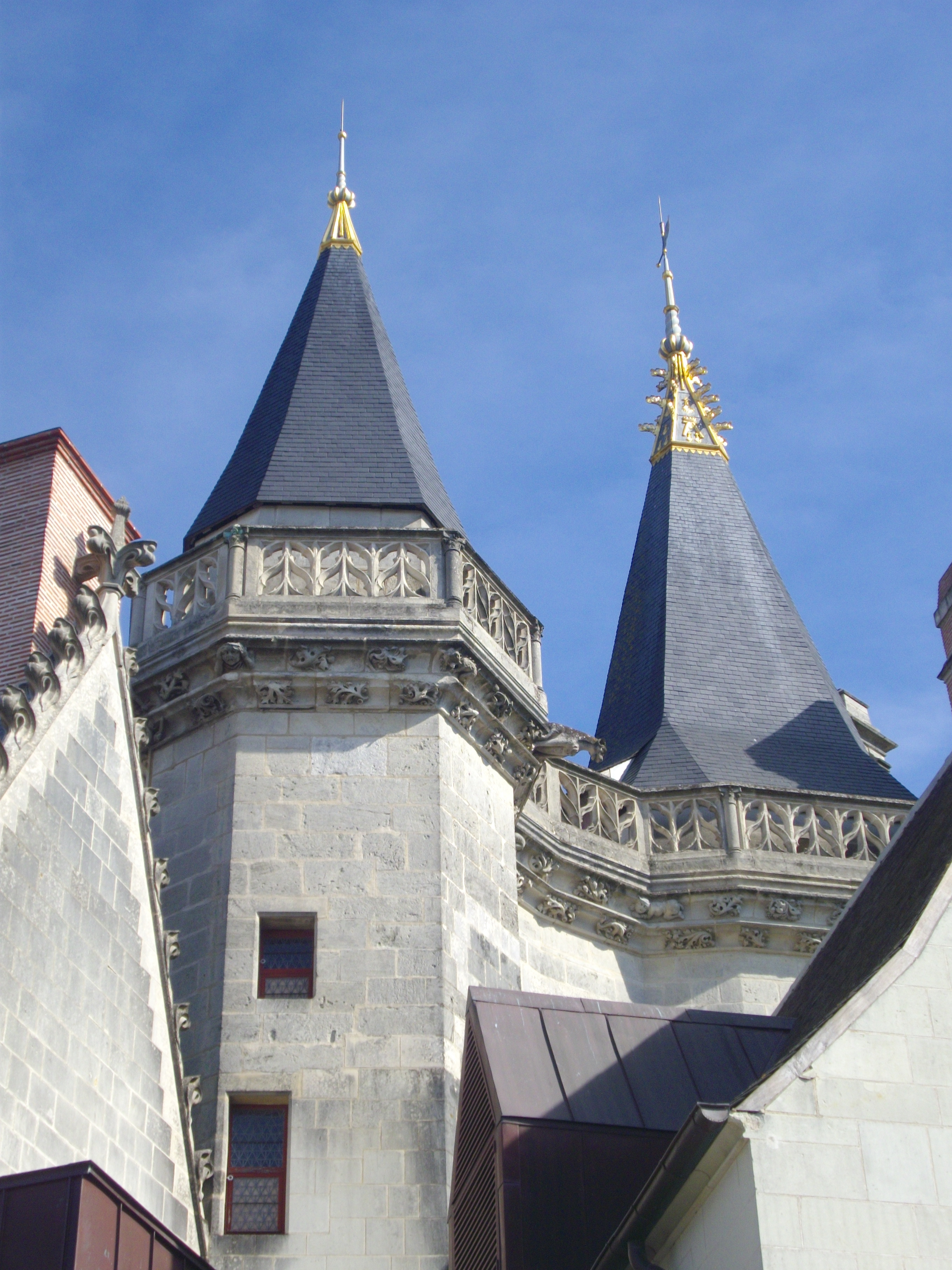
Les deux flèches.
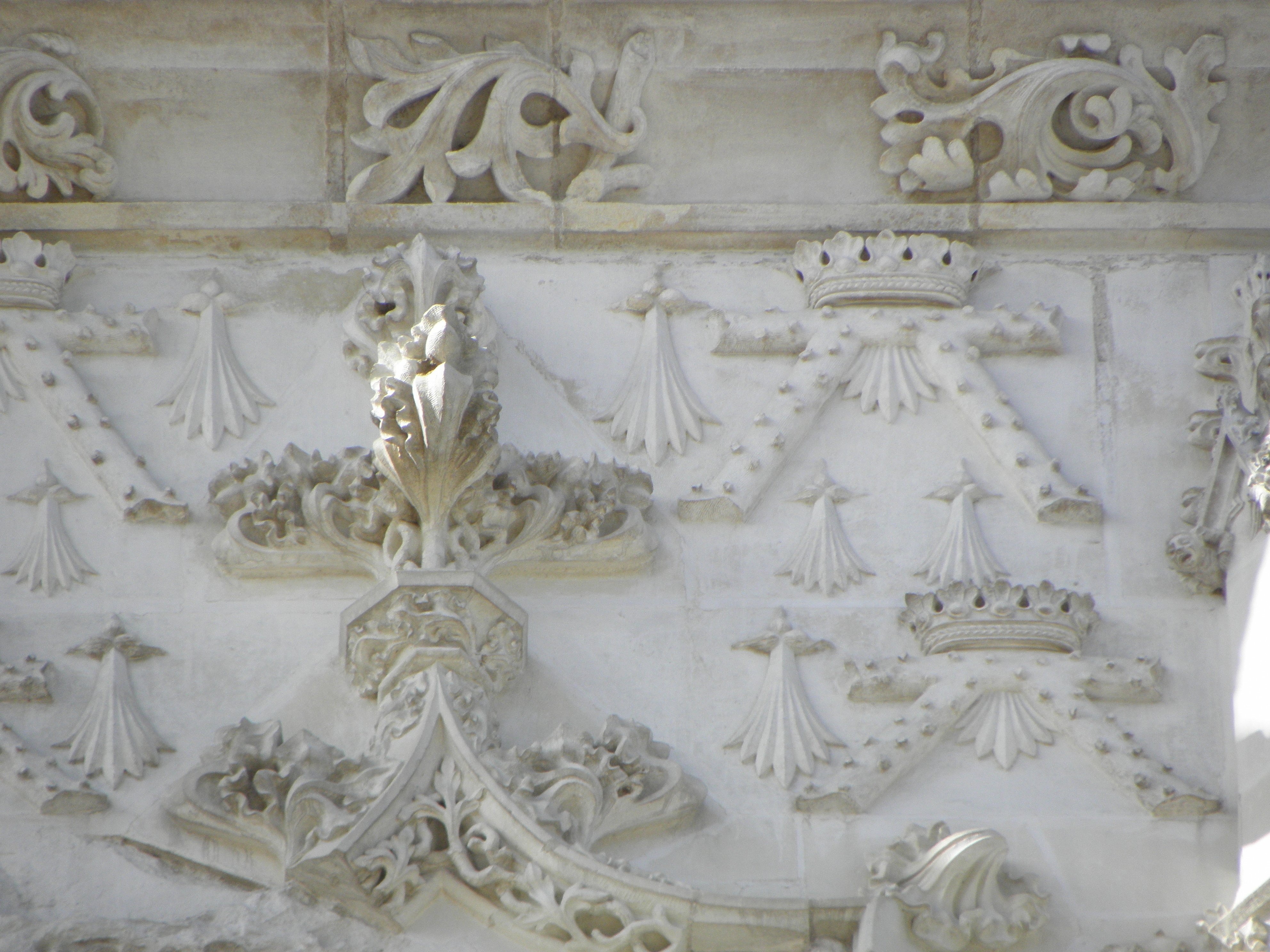
Monogramme d'Anne sur une loggia.
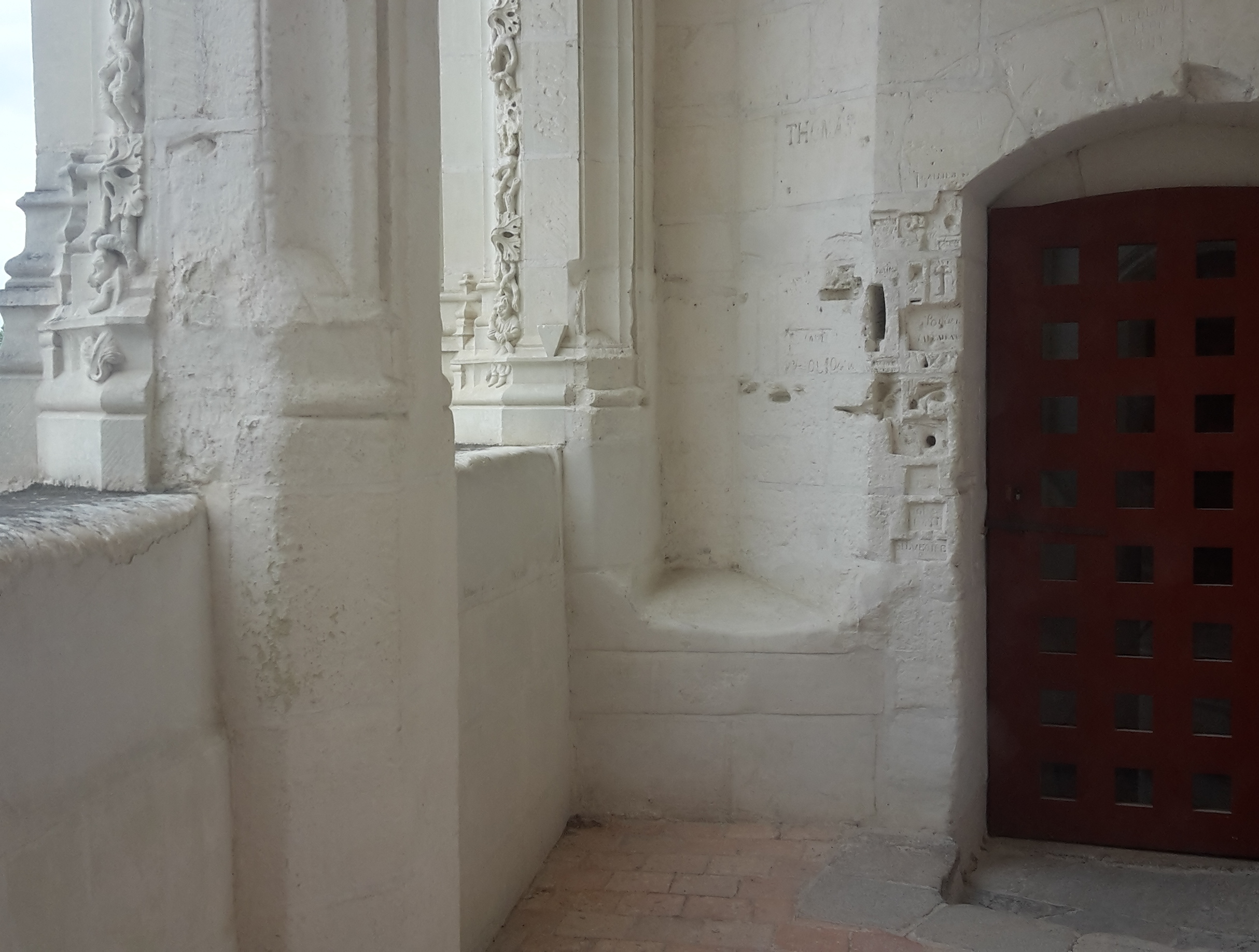
Vue sur la loggia inférieure.
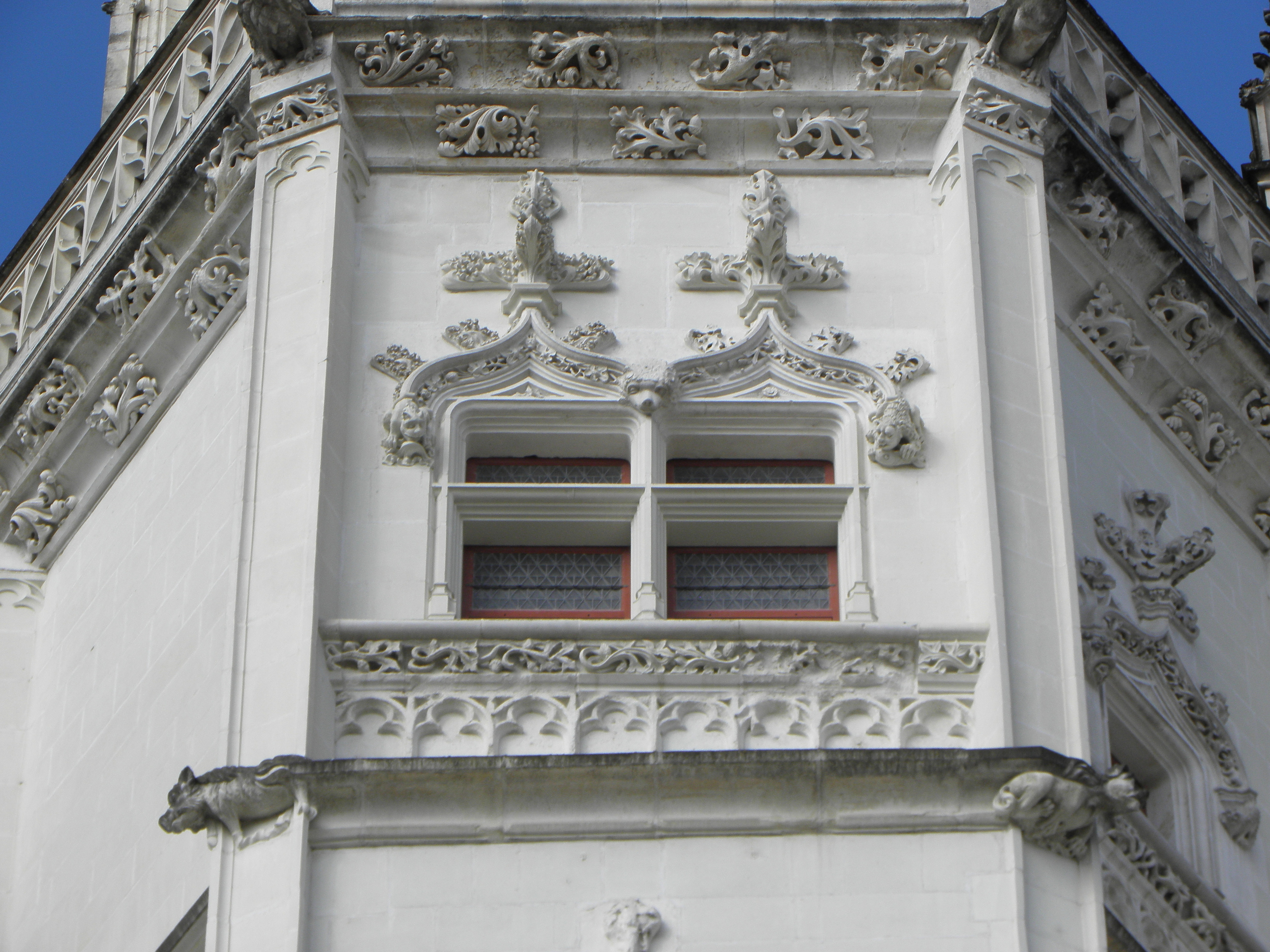
Fenêtres de la chambre haute.

#### Grand Gouvernement

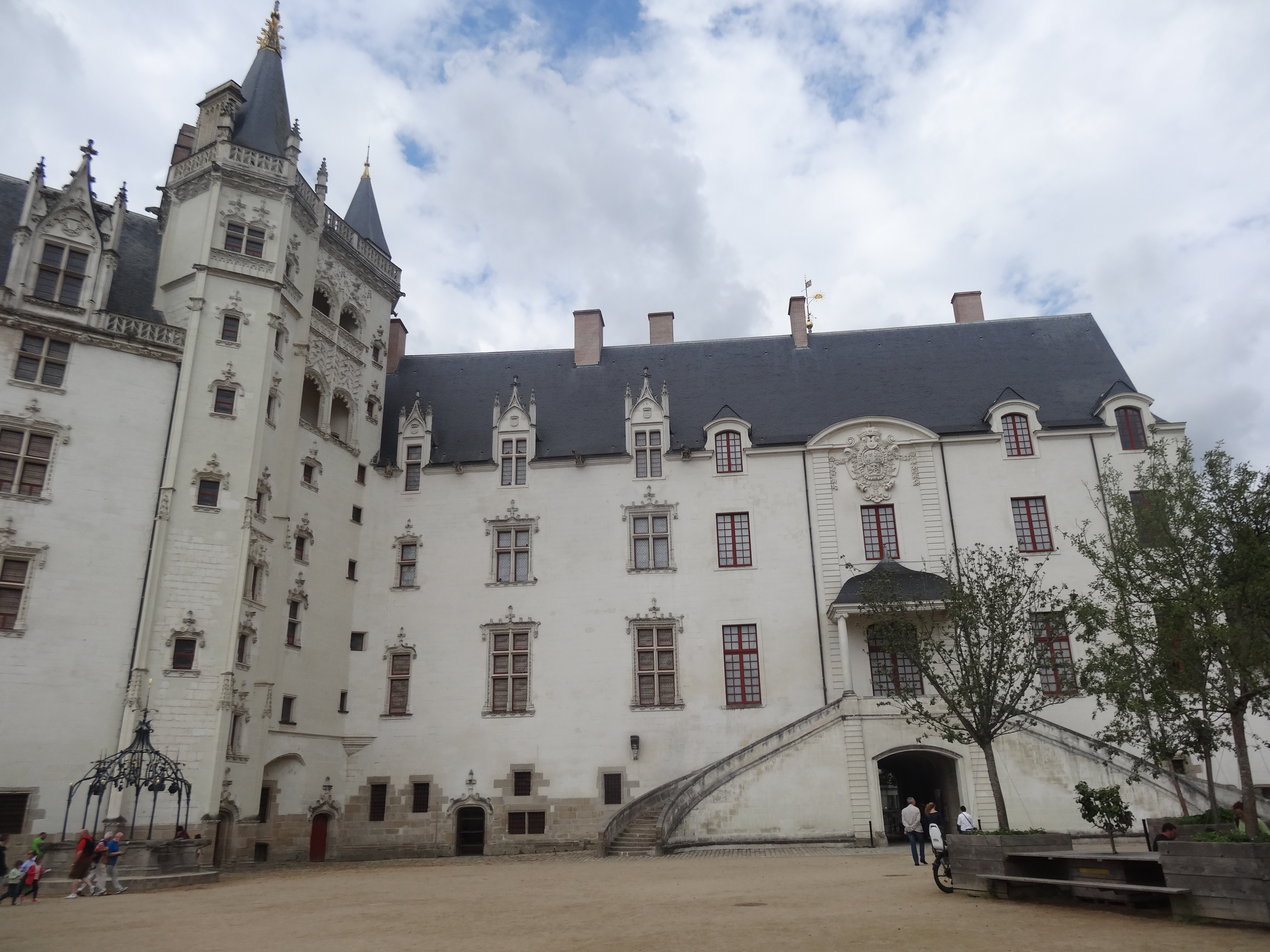
Le Grand Gouvernement, avec à gauche les trois travées du XVe siècle, et à droite l'escalier et les travées du XVIIe siècle.

Le Grand Gouvernement, achevé au début des années 1480, était destiné à loger le duc et sa famille. C'est le logis qui a subi le plus d'altérations au fil de son histoire. En partie détruit par un incendie au XVIIe siècle, il est reconstruit dans le goût de l'époque par Louis XIV, mais l'explosion de la tour des Espagnols en 1800 l'ampute largement. En effet, la catastrophe entraîne la disparition de quatre travées du logis, ainsi que de la totalité de son aile en retour. Cette aile était construite le long de la muraille nord, et elle permettait de relier le Grand Gouvernement à la Conciergerie et au Vieux Donjon. Elle comprenait notamment la chapelle.
À l'époque de son achèvement, le bâtiment présentait une architecture entièrement gothique. Sa façade sur cour, munie de dix travées symétriques, était marquée en son centre par la tour du grand escalier à vis extérieur. Les fouilles archéologiques des années 2000 ont montré que cet escalier était identique en taille à celui de la Couronne d'Or, avec un diamètre de 4,20 mètres. De plan hexagonal, il se terminait par des lucarnes, de la même façon que sur l'escalier de Montreuil-Bellay. Il était vraisemblablement richement orné,. Une tour d'escalier secondaire se trouvait à l'angle du Grand Gouvernement et de l'aile en retour, faisant écho à la tour de la Couronne d'Or située à l'autre extrémité du logis. Les trois travées de gauche du Grand Gouvernement, qui sont les seules à avoir échappé à l'incendie de 1670, montrent encore leur apparence du XVe siècle. Le rez-de-chaussée offre des ouvertures simples et disposées de façon irrégulière, mais les ouvertures des étages sont organisées en travées, avec un décor feuillagé présent sous l'appui, dans l'ébrasement, et surtout dans le gâble qui couronne chaque fenêtre. De tels gâbles sont rares en Val de Loire, mais ils sont présents sur la cathédrale de Nantes. Le Grand Gouvernement est à cheval sur l'entrée principale du château, qui passe à travers son rez-de-chaussée. Cette disposition n'est pas courante parmi les châteaux de la Loire, mais elle apparaît sur d'autres châteaux bretons comme Vitré et Suscinio.

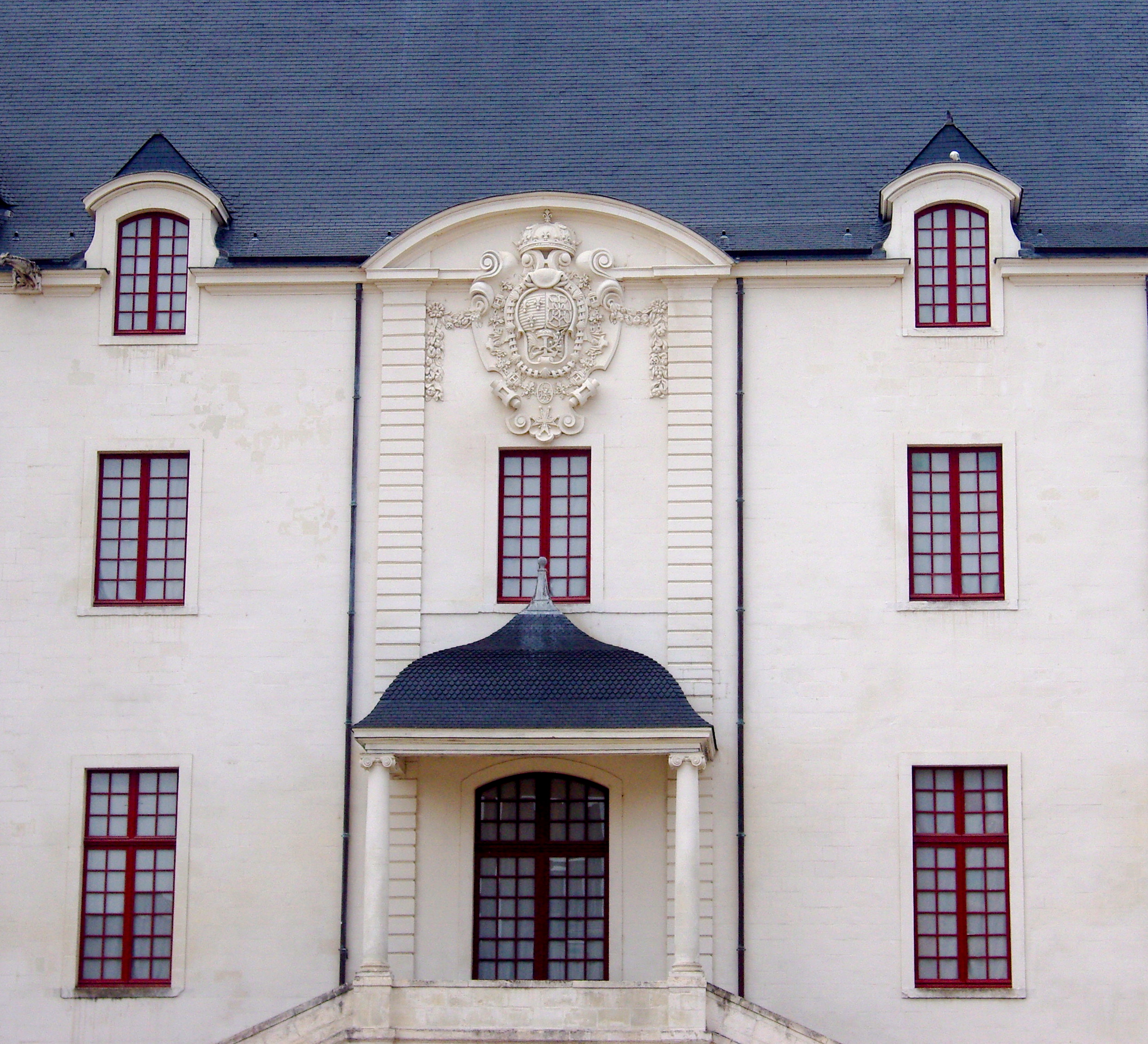
Façade reconstruite sous.

Après l'incendie de 1670, le logis a subi une transformation à la fois interne et externe. À l'intérieur, un grand escalier a notamment été ajouté et, à l'extérieur, la façade a été remodelée dans le style classique. Les fenêtres à meneaux ont fait place à des fenêtres à la française, les lucarnes gothiques ont été supprimées au profit de lucarnes arrondies plus simples, et surtout, l'escalier à vis extérieur a été détruit puis remplacé par un grand escalier d'honneur en fer à cheval, qui conduit à un perron à l'étage, protégé par un baldaquin sur colonnes. Un fronton en plein cintre, contenant les armes royales, est placé au sommet du bâtiment, dans l'axe du perron, et accentue sa monumentalité. L'aile en retour, dont il ne reste que deux travées après l'incendie, est elle aussi reconstruite dans le style classique. Cette campagne de travaux fait écho à la reconstruction partielle du château de Blois quelques décennies plus tôt. Le décor des nouvelles façades rappelle en outre le parlement de Bretagne à Rennes et les réalisations de François Mansart. Malgré les trois travées de gauche restées de style gothique, le Grand Gouvernement devait offrir un visage monumental. L'explosion de 1800 ayant détruit l'aile latérale ainsi que six travées du bâtiment principal, il est désormais difficile de mesurer cette monumentalité, l'escalier se trouvant par exemple désaxé par rapport au milieu de la façade.

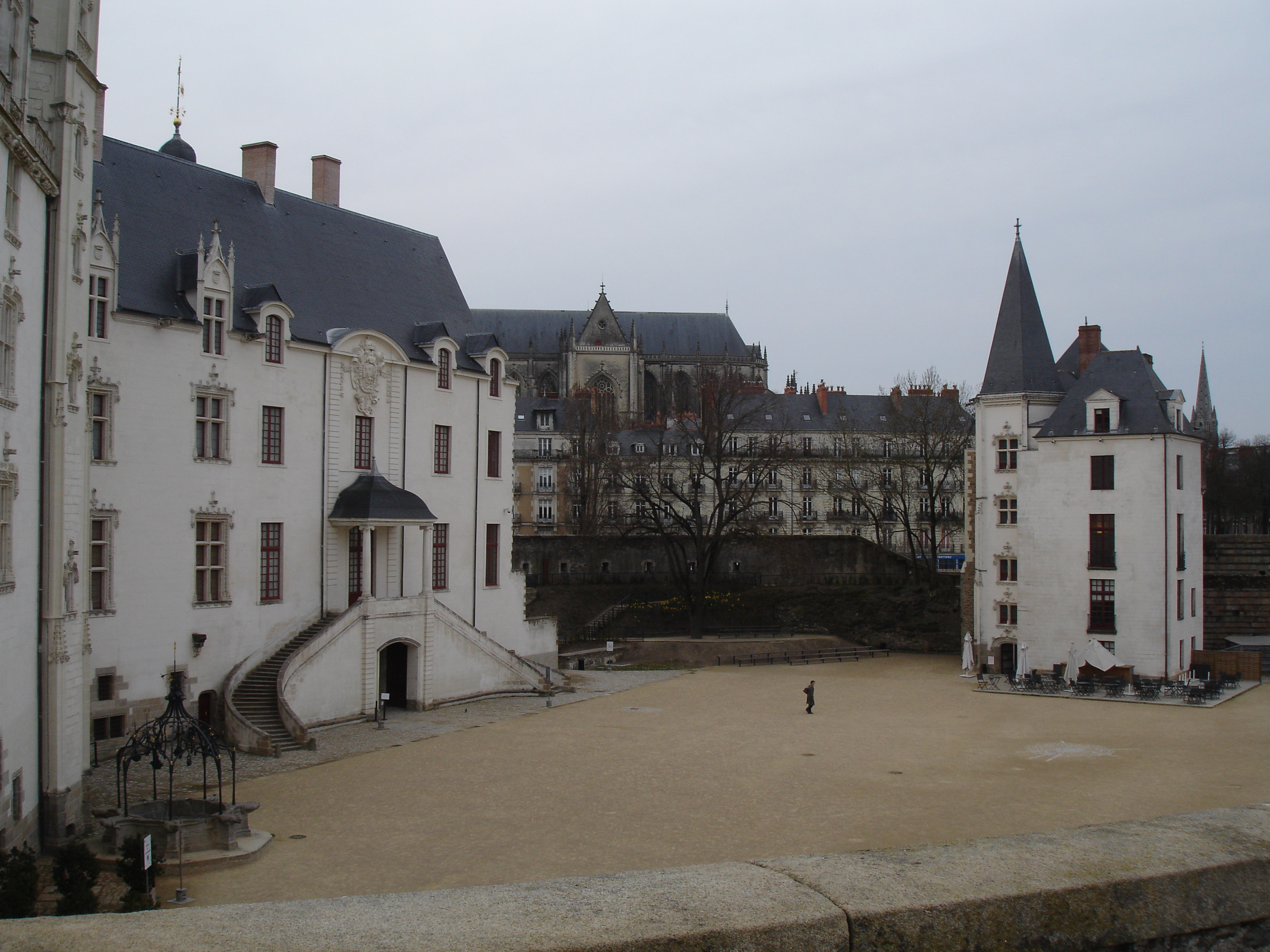
Le Grand Gouvernement à gauche, et à droite la Conciergerie. La partie détruite en 1800 reliait les deux.

La première restauration du Grand Gouvernement, qui date du XIXe siècle, a tenté de gommer les ajouts classiques. Des lucarnes gothiques ont ainsi été replacées sur chaque travée en 1877, dans un style cependant trop rigide pour être authentique. Lors de la campagne de restauration des années 1990 et 2000, les architectes ont opté pour revenir à l'état du XVIIe siècle : les lucarnes gothiques ont été conservées dans la partie qui n'avait pas été reconstruite après l'incendie, mais les autres ont retrouvé leur aspect classique. Le décor d'origine des lucarnes classiques, qui représentait des trophées militaires, n'a pas été restitué, car les sources manquaient à son sujet. En revanche, l'escalier extérieur a retrouvé son baldaquin, et les armoiries de Louis XIV, disparues à la Révolution, ont été replacées au-dessus. Une travée supplémentaire a enfin été ajoutée à l'édifice, côté nord, afin de pouvoir y loger des équipements techniques et un ascenseur qui permet de rejoindre le chemin de ronde en évitant les escaliers.
Le Grand Gouvernement comprend trois pièces à chaque étage, alors qu'il y en avait quatre avant l'explosion de 1800. À l'époque de François II, l'étage principal accueillait la salle de parement où se trouvait le trône, la grande salle, qui servait aux réceptions, et une chambre, certainement celle du duc, suivie d'une deuxième plus petite. Des latrines étaient situées dans des renfoncements du côté des douves. Les pièces avaient de très grands volumes, avec une hauteur sous plafond de 6 mètres, et le décor devait être raffiné, même s'il ne reste qu'un soffite d'embrasure sculpté. Le deuxième étage devait être réservé à la duchesse Anne, et il était relié au premier par un escalier privé. Au rez-de-chaussée, les cuisines ducales devaient se trouver dans la pièce qui est la plus au sud, et qui conserve trois cheminées ainsi que de grandes voûtes d'ogive reposant sur un pilier central. L'aile nord, entièrement détruite en 1800, comprenait la salle des archives au rez-de-chaussée, la chapelle qui se trouvait juste au-dessus, et d'autres pièces qui servirent de logement au lieutenant du château sous l'Ancien Régime. Au XVIIIe siècle, le premier et le deuxième étage du Grand Gouvernement étaient affectés au logement du gouverneur, les pièces du rez-de-chaussée ayant été transformées en chambres pour les prisonniers. À cette période, on pouvait accéder au premier étage directement depuis l'extérieur grâce à l'escalier d'honneur, et la porte principale ouvrait tout de suite sur l'escalier intérieur ajouté après 1670 et détruit au XIXe siècle. Cet escalier séparait en deux l'étage, avec d'un côté l'appartement du gouverneur, de l'autre celui de sa femme, tous les deux organisés à la mode de l'époque, avec une chambre, une antichambre et un cabinet.

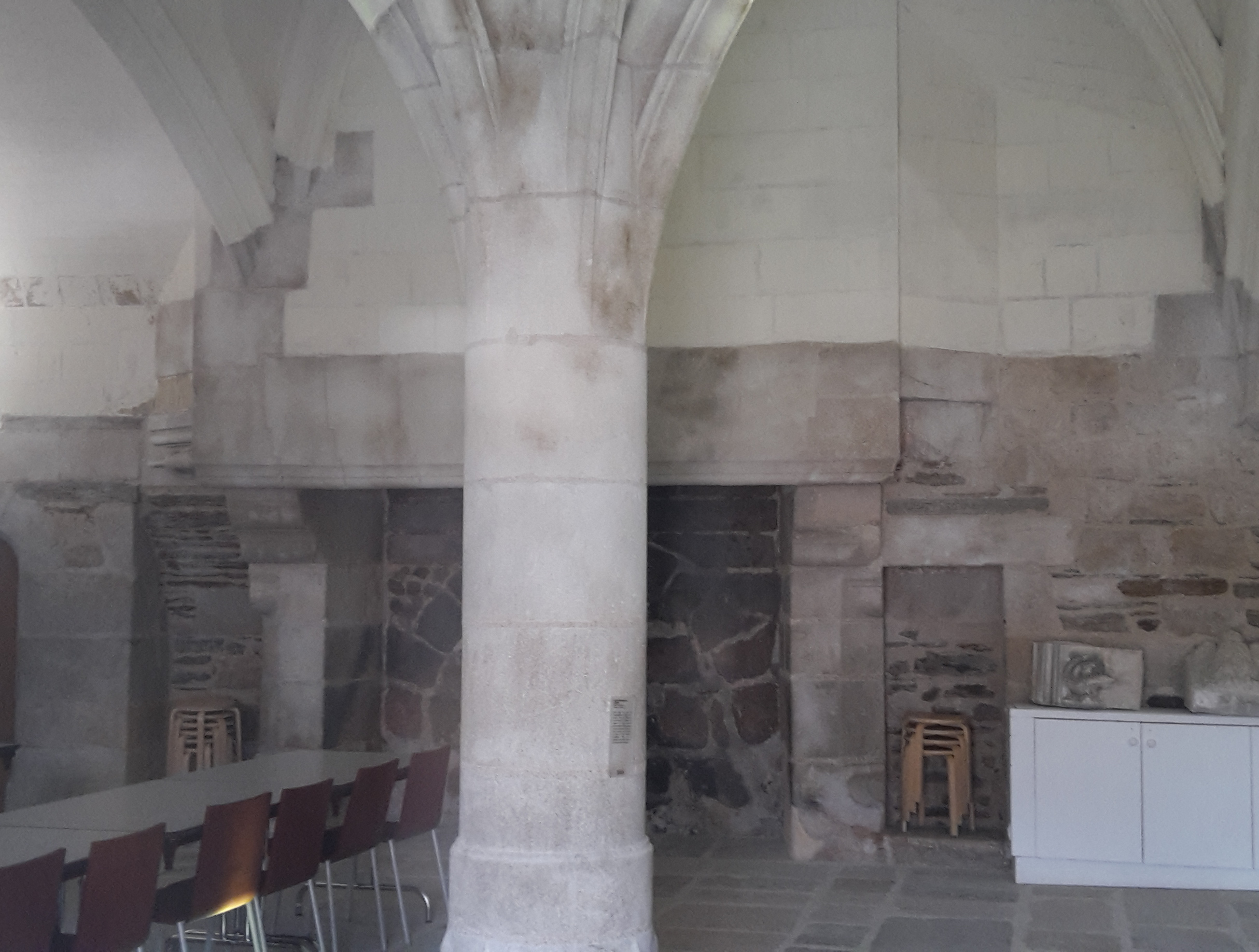
L'ancienne cuisine du logis.
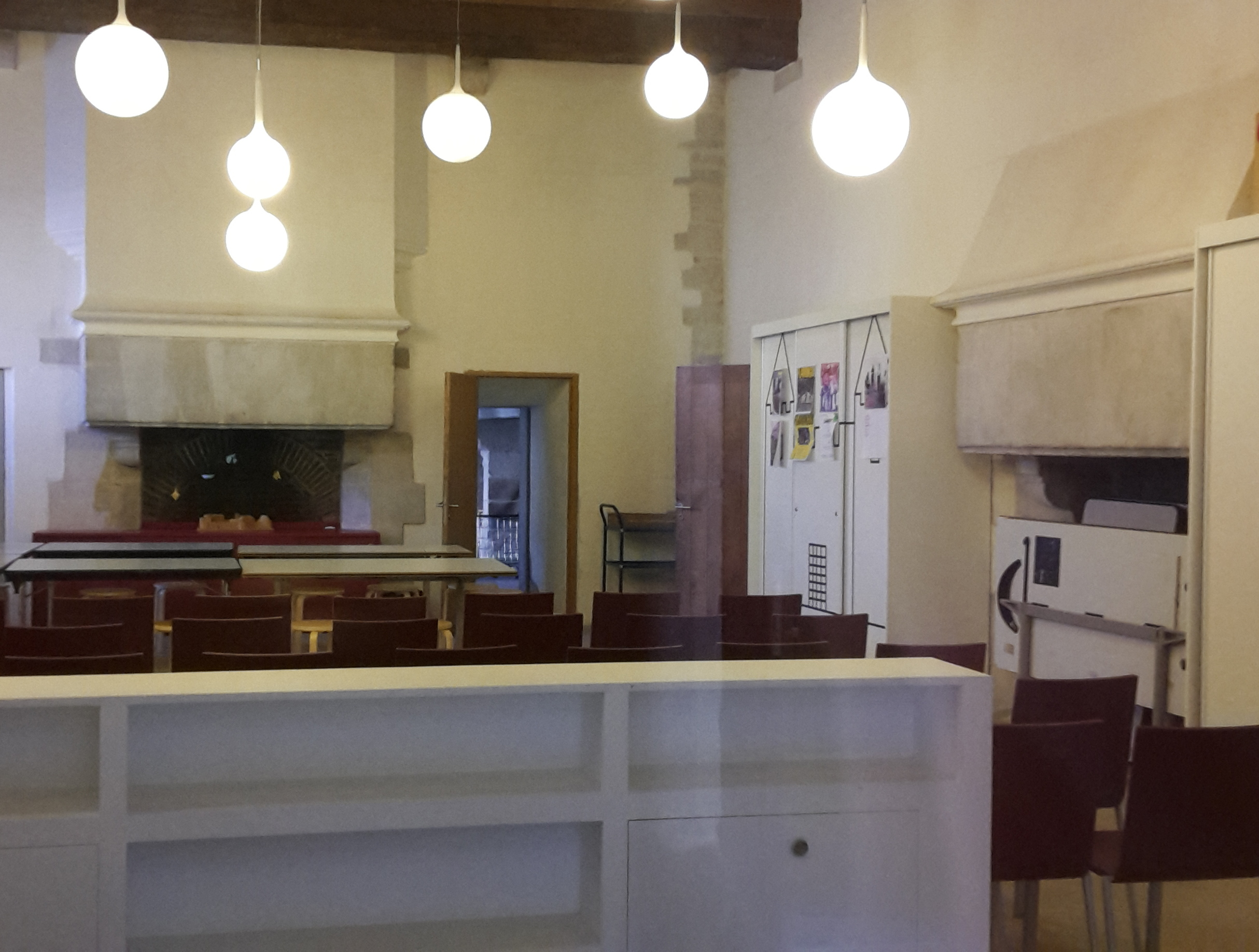
Autre salle du rez-de-chaussée.
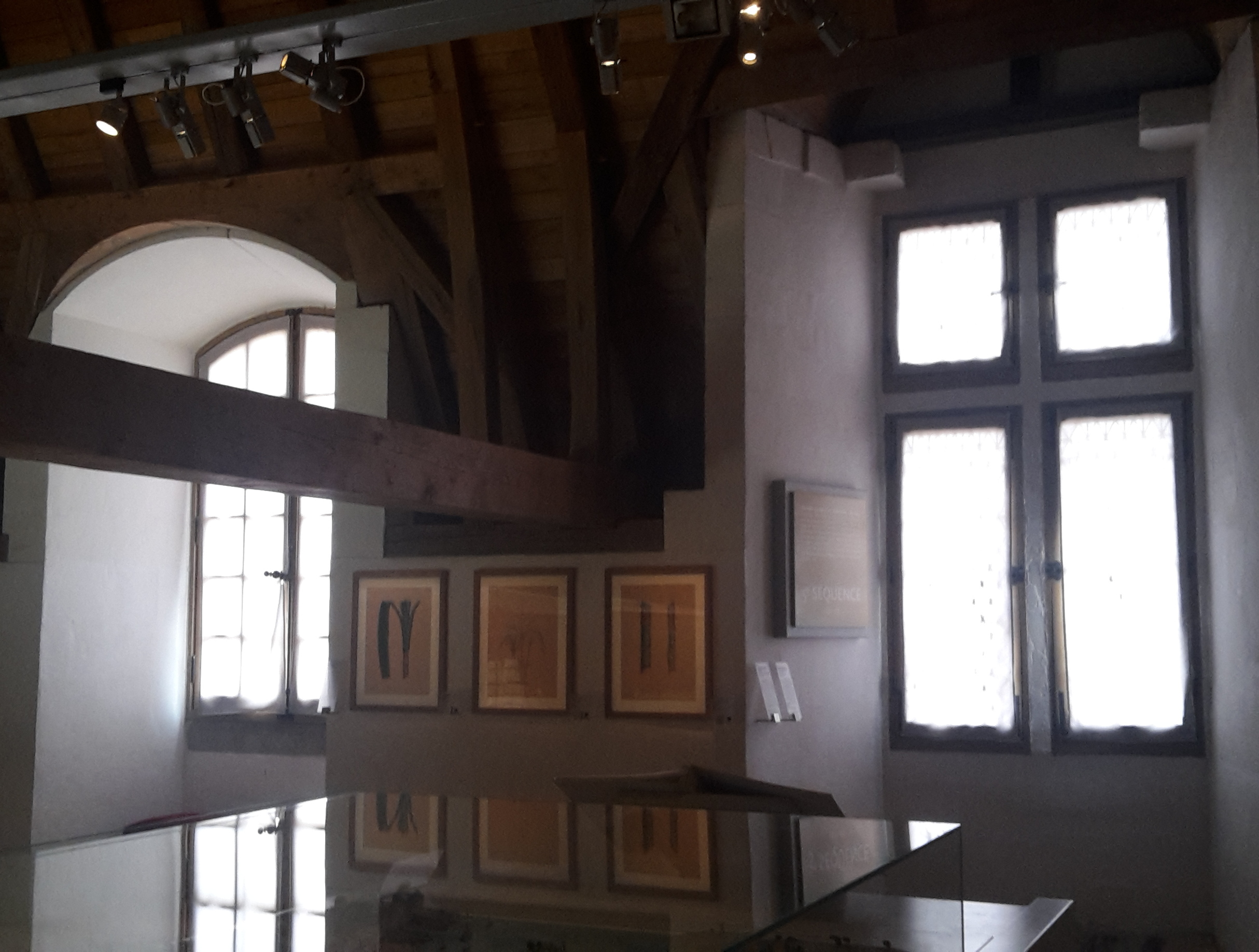
Fenêtre classique et fenêtre gothique vues de l'intérieur.
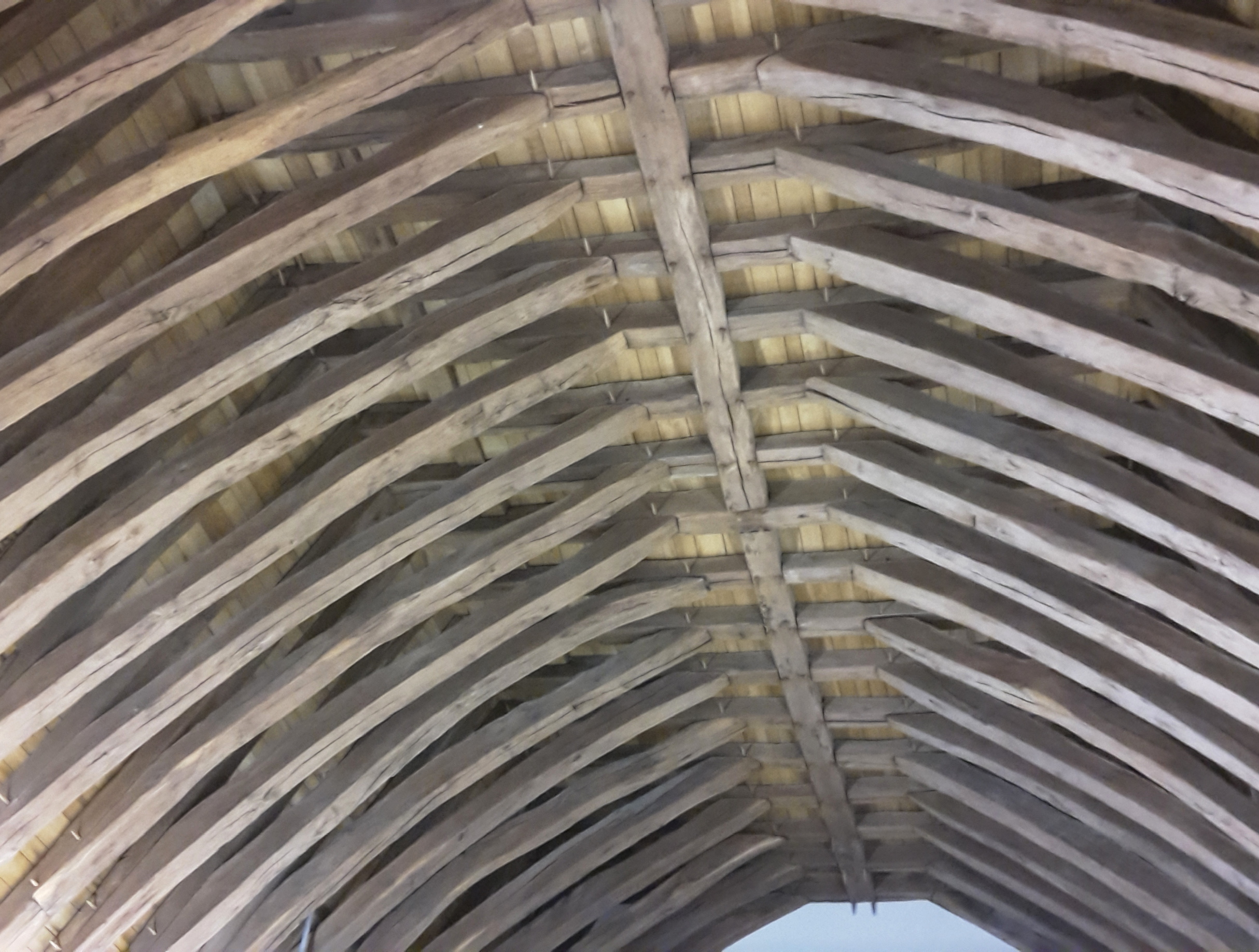
La charpente du logis.
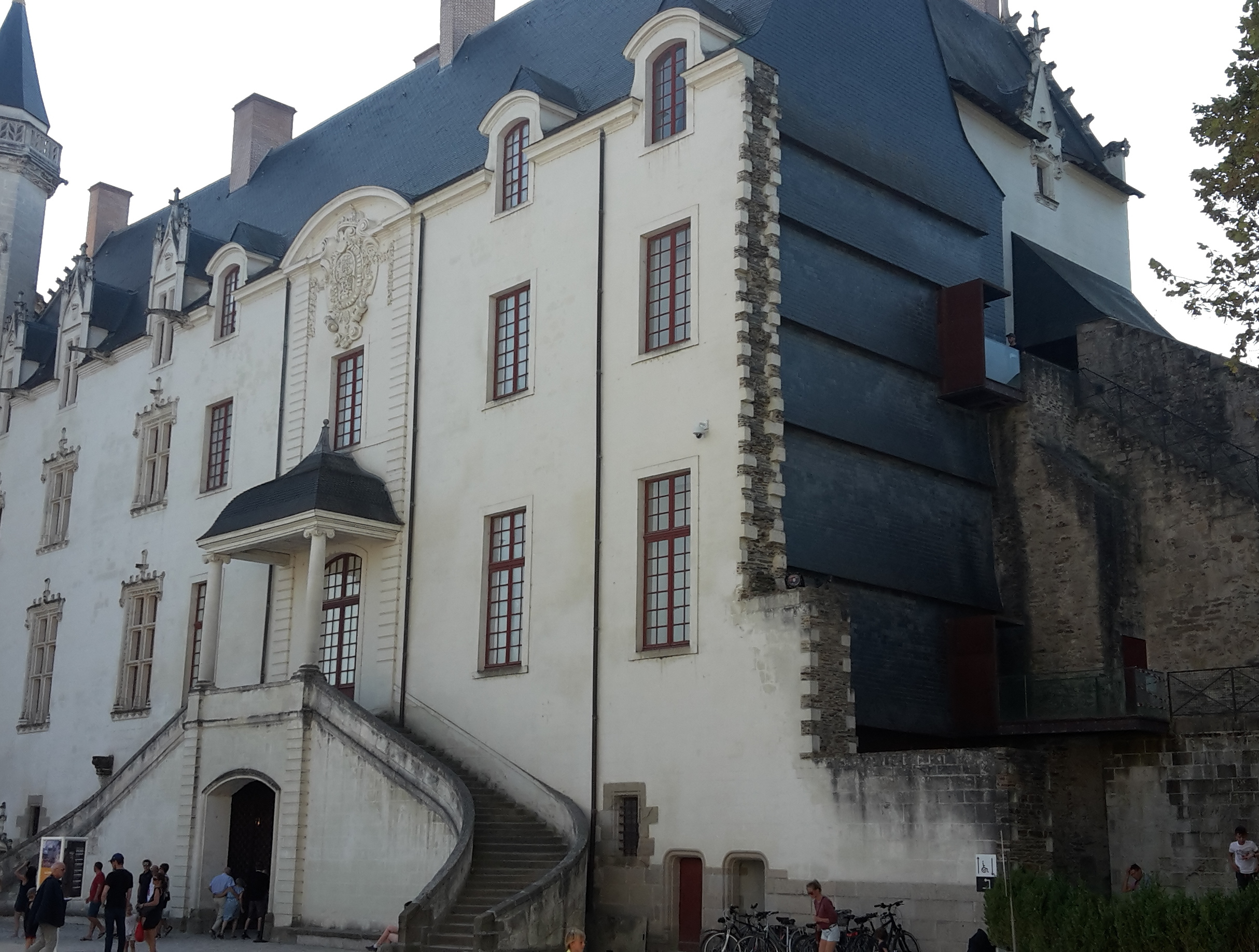
Vue du pignon fermé après l'explosion de 1800.

Reconstitution de la façade sur cour du logis, avec son aile en retour, avant l'explosion de 1800.

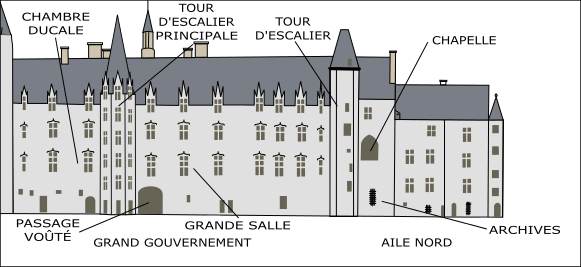
Hypothèse de reconstitution des façades du logis avant l'incendie de 1670, avec sa grande tour d'escalier.

#### Conciergerie
La Conciergerie est aujourd'hui un élément isolé du château, adossé à la tour du Vieux Donjon. Construite au XVIIIe siècle, elle était à l'origine reliée au Grand Gouvernement par son aile en retour, qui abritait le logement du lieutenant du château. Cette aile a disparu lors de l'explosion de 1800. Derrière la Conciergerie, le pignon occidental du Vieux Donjon était en fait un mur interne, et ses ouvertures correspondaient aux portes qui reliaient l'aile au Donjon et à la Conciergerie. La Conciergerie est desservie par un escalier à vis du XVe siècle, qui servait originellement à l'aile détruite en 1800. Cet escalier a été largement remanié dans les années 2000. Avant la campagne de restauration, il ne possédait plus extérieurement d'éléments architecturaux gothiques. Celle-ci a entrepris de lui restituer son toit conique et la décoration des fenêtres.

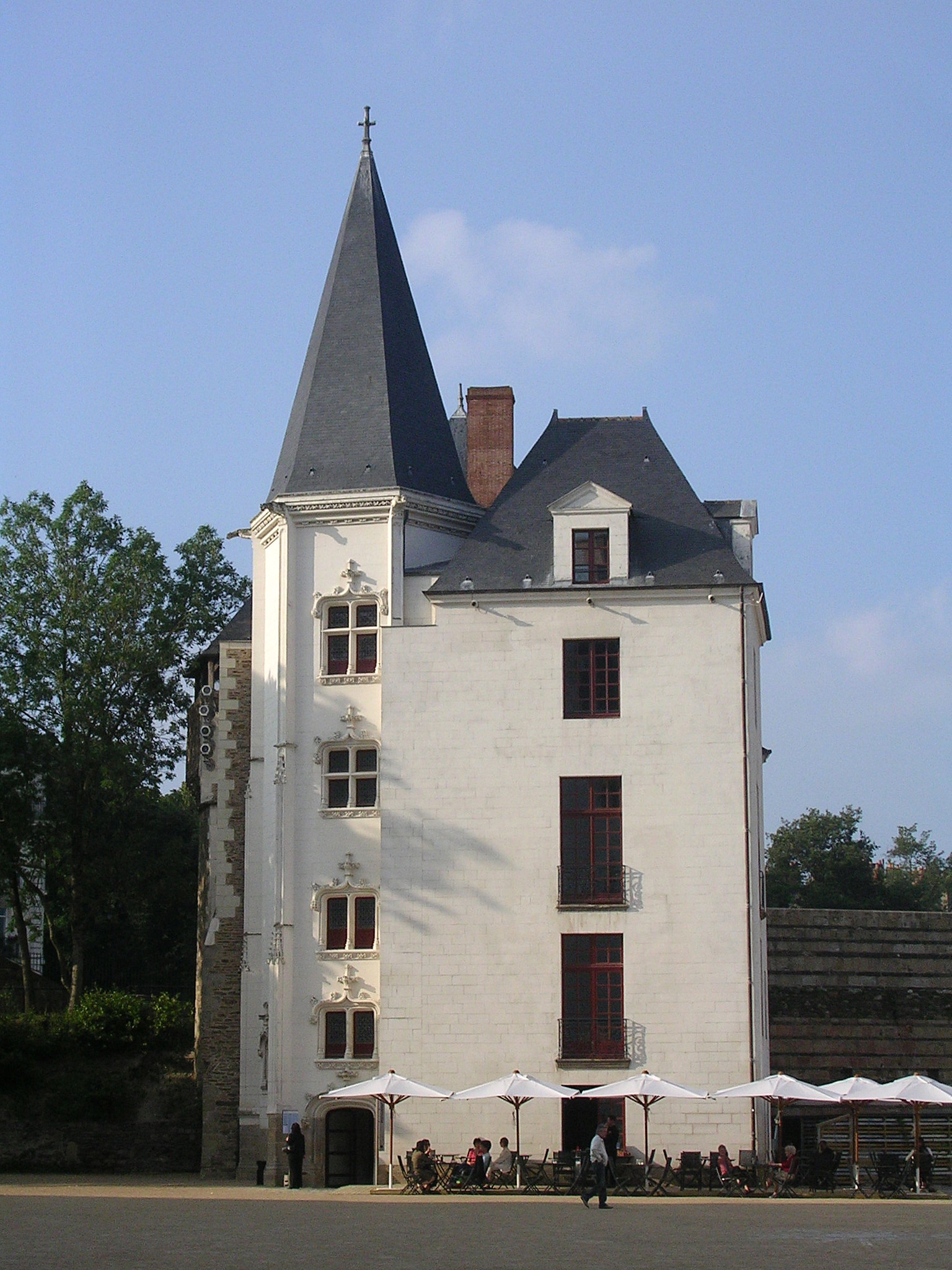
La Conciergerie et sa tour d'escalier.
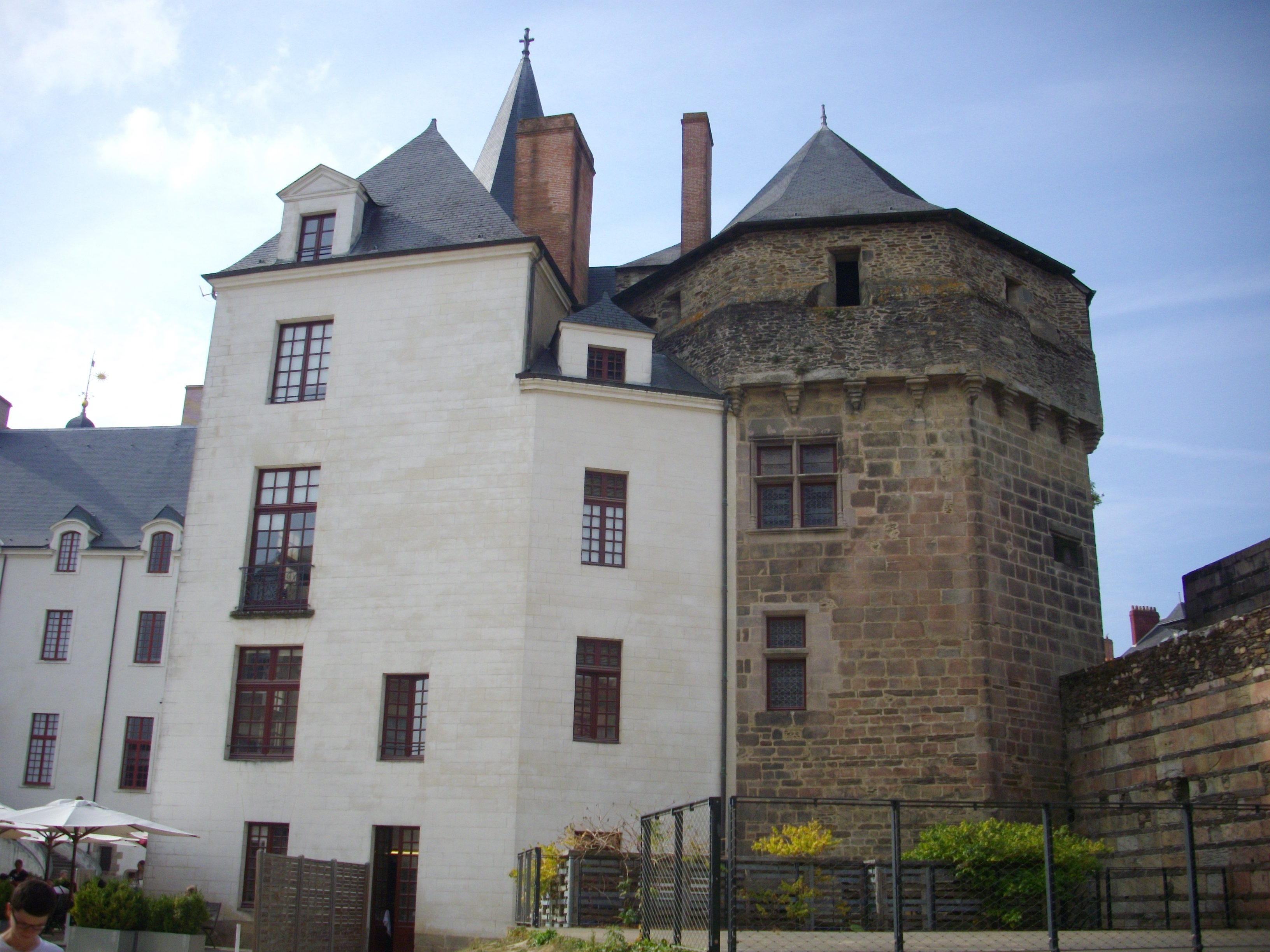
La Conciergerie accolée au Vieux Donjon.
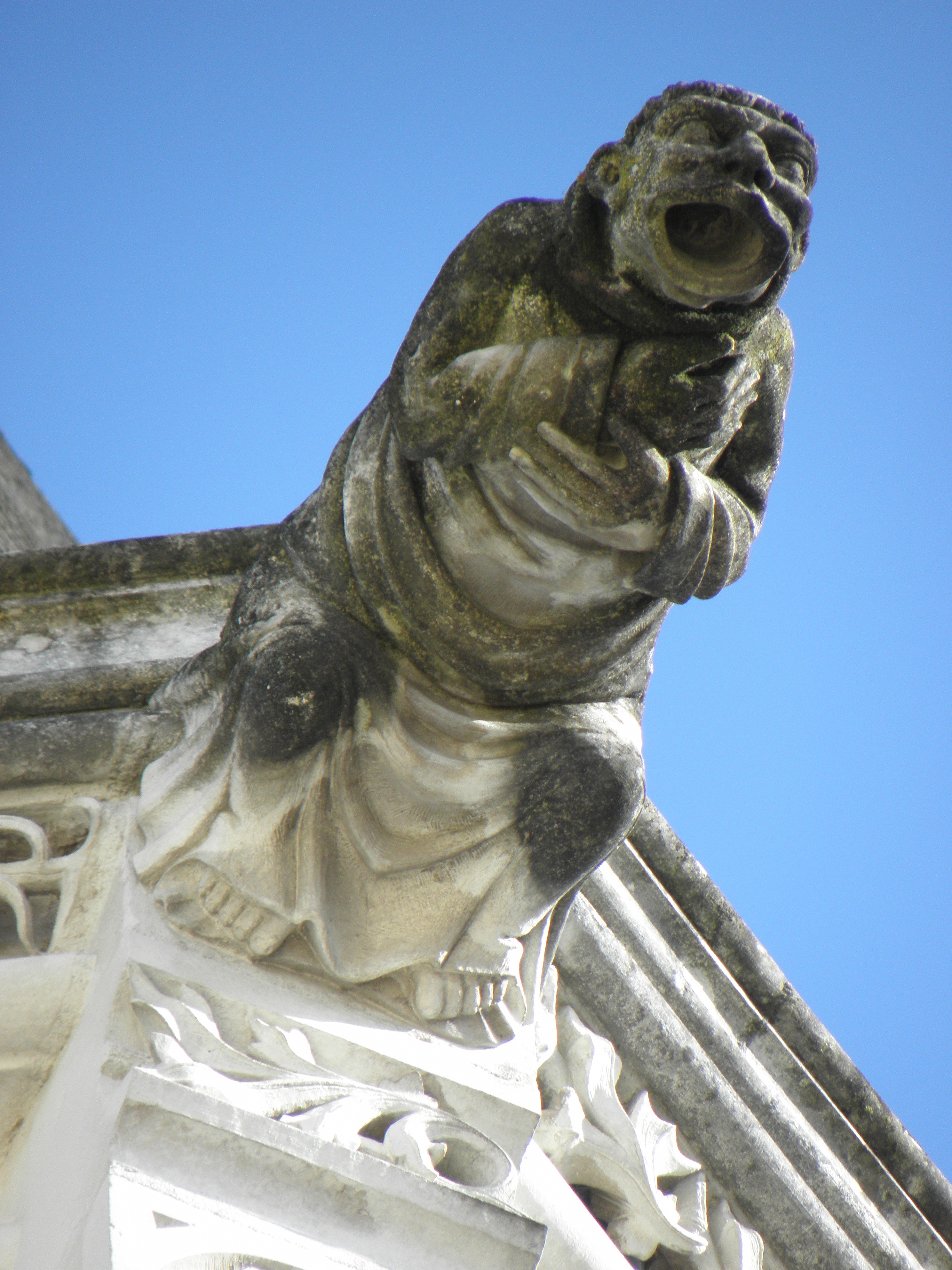
L'une des gargouilles de la tour d'escalier.

#### Petit Gouvernement

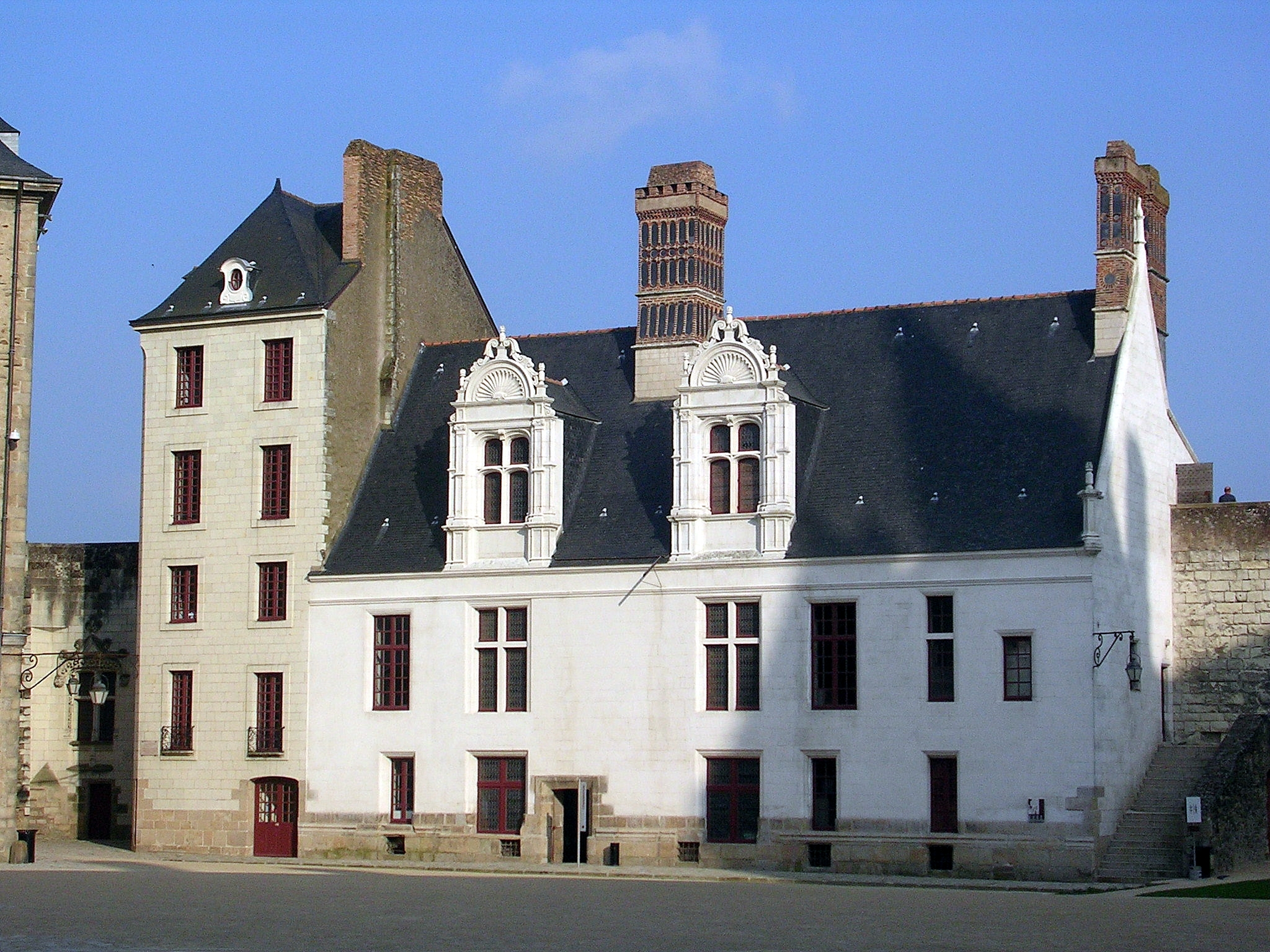
Le Petit Gouvernement.

Le Petit Gouvernement, appelé « Logis du Roy » à l'époque de sa construction sous François Ier, est un petit logis situé près de la tour de la Rivière. Il est isolé des autres logis, puisqu'il est situé à l'opposé dans la cour du château. Mal documentée, son histoire n'est pas bien connue. Il aurait servi de logement au lieutenant du roi, alternativement au Grand Logis, avant d'être transformé en prison au XVIIIe siècle. Henri IV, qui aurait fait effectuer des travaux dessus, l'aurait habité. Son attrait architectural réside dans ses grandes lucarnes à cintre et à pilastres recoupés de losanges, et dans ses cheminées décorées d'un jeu de brique et d'ardoise. Il est caractéristique de l'architecture de la Première Renaissance française, marquée par l'influence italienne, mais moins aboutie que celle qui apparaît après 1540. Ainsi, le logis présente une relative symétrie dans sa façade, mais la porte d'entrée est désaxée et placée entre deux travées. Le Petit Gouvernement est peut-être l'œuvre de Philibert Delorme, architecte des fortifications de Bretagne de 1545 à 1558.
Le Petit Gouvernement a été profondément modifié au fil des siècles, et seul le sous-sol semble toujours présenter le plan d'origine. Il comprend deux pièces en enfilade, ouvrant sur une pièce centrale plus grande, qui elle-même donne dans deux réduits qui ne communiquent pas entre eux. Un escalier, probablement ajouté au XVIIe  ou  XVIIIe siècle et bouché depuis, permettait de relier directement ce sous-sol à l'extérieur. Le rez-de-chaussée présente le même plan, mais des cloisons et des portes ont été successivement ajoutées, et les deux petites pièces ont été réunies en une seule au début du XXe siècle. L'étage, bien plus haut que le rez-de-chaussée, comprend deux grandes pièces suivies d'une petite, qui se trouve au-dessus des réduits des niveaux inférieurs. Il est accessible par un escalier situé dans la tour de la Rivière. Les murs et les cheminées de cet étage présentent des moulures fines, et l'écoinçon du chanfrein d'une porte présente un décor floral qui ressemble à un autre décor présent dans la chambre du roi au Louvre. Ce motif daterait de l'aménagement effectué sous Henri IV. De nouvelles fenêtres sont ajoutées à cet étage au XIXe siècle. Les combles du deuxième étage ont été aménagés en bureaux dans les années 1970. À cette même époque, les deux lucarnes extérieures, qui avaient été détruites au XIXe siècle pour permettre le passage du chemin de ronde dans les combles, furent restituées d'après un dessin du peintre hollandais du XVIIe siècle Lambert Doomer.
Le Petit Gouvernement est collé à un bâtiment plus petit de quatre étages. Ce bâtiment, construit au XVIe ou au XVIIe siècle, puis agrandi au début du XIXe siècle, renferme un escalier du XVe siècle, encastré dans la muraille. L'escalier, destiné au départ à la tour de la Rivière voisine, dessert aussi les étages du Petit Gouvernement. C'est dans cette partie que fut enfermée la duchesse de Berry en 1832.

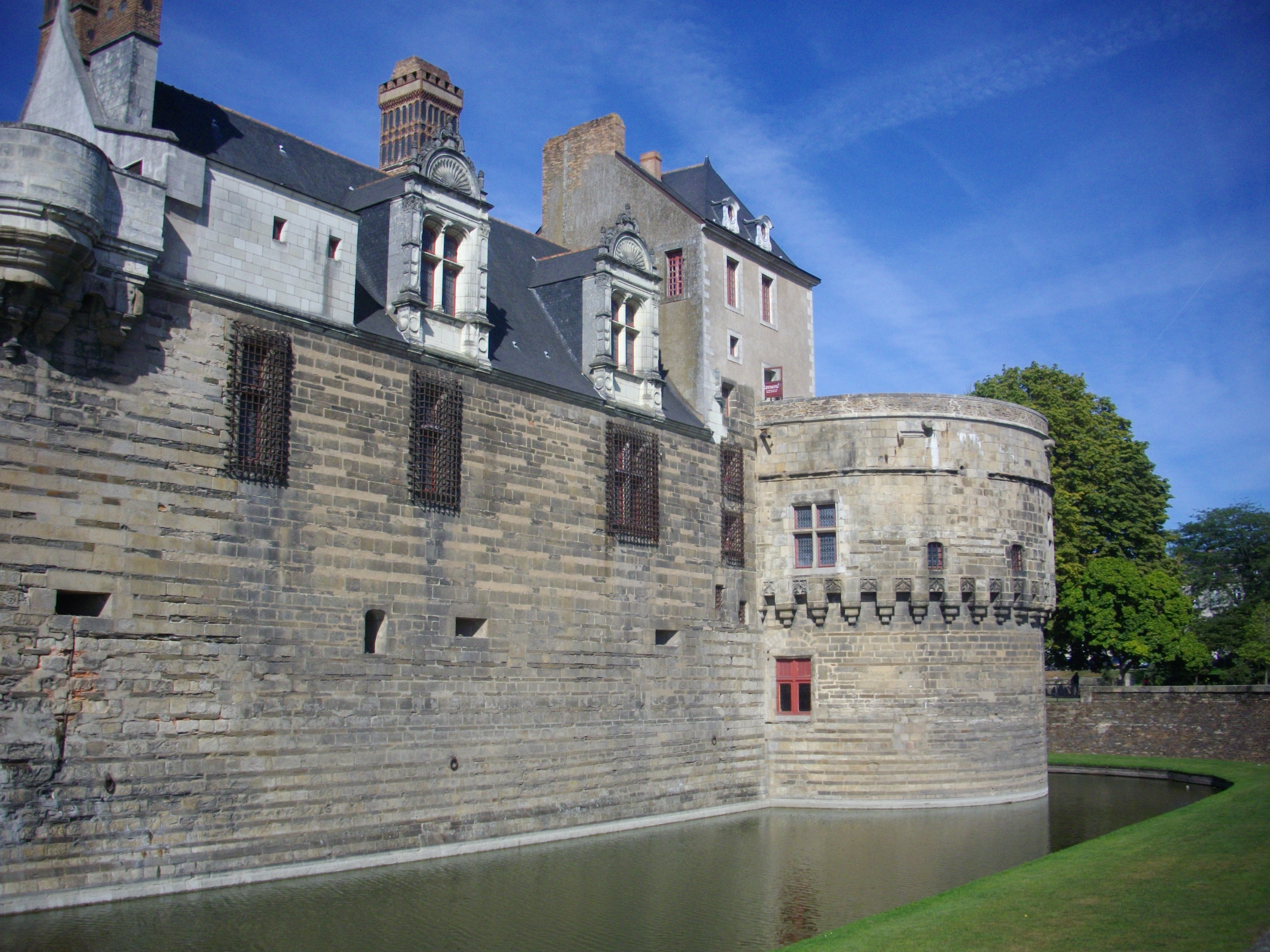
Le logis et la tour de la Rivière vus des douves.
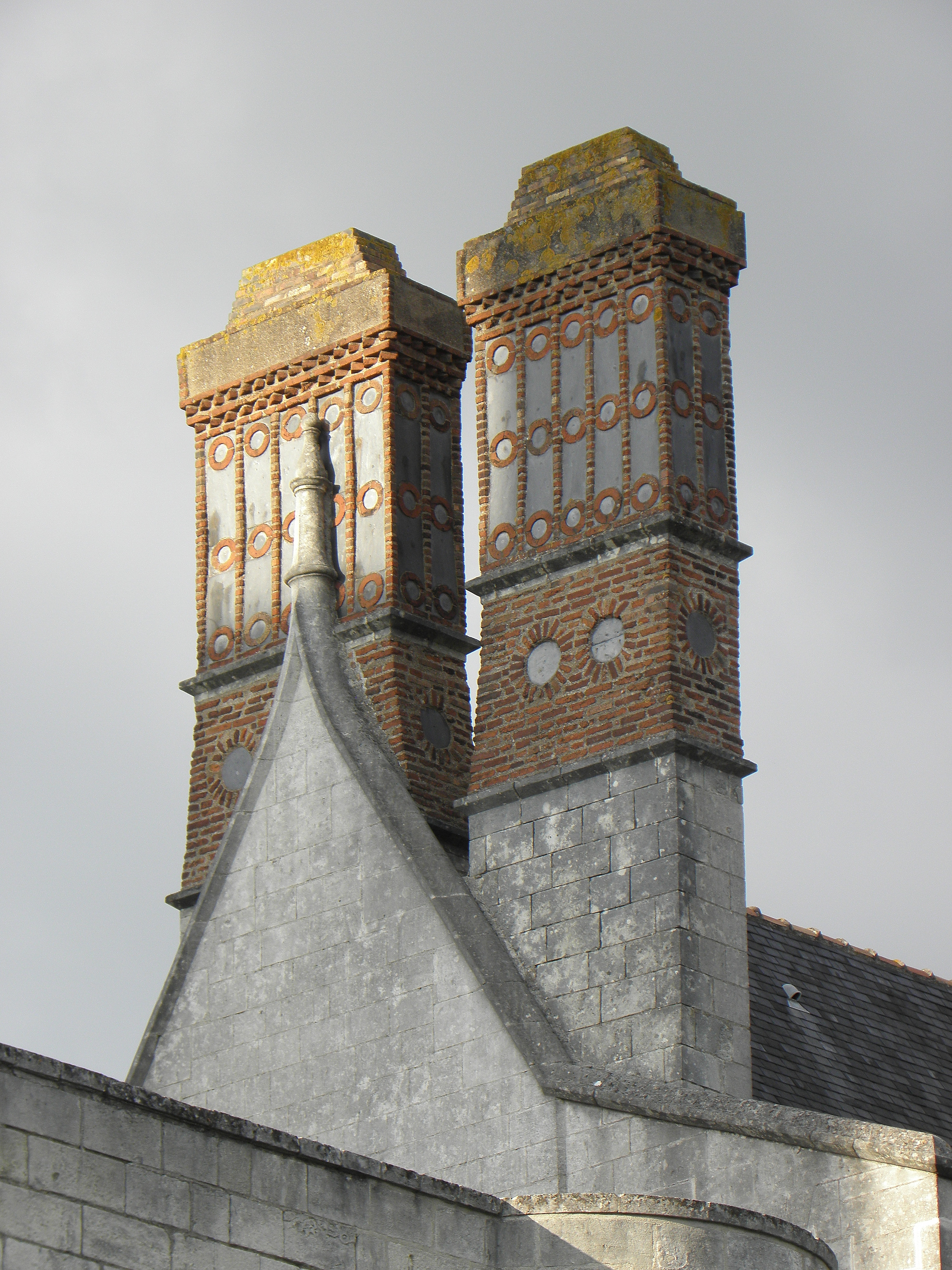
Cheminées ornées de brique et d'ardoise.
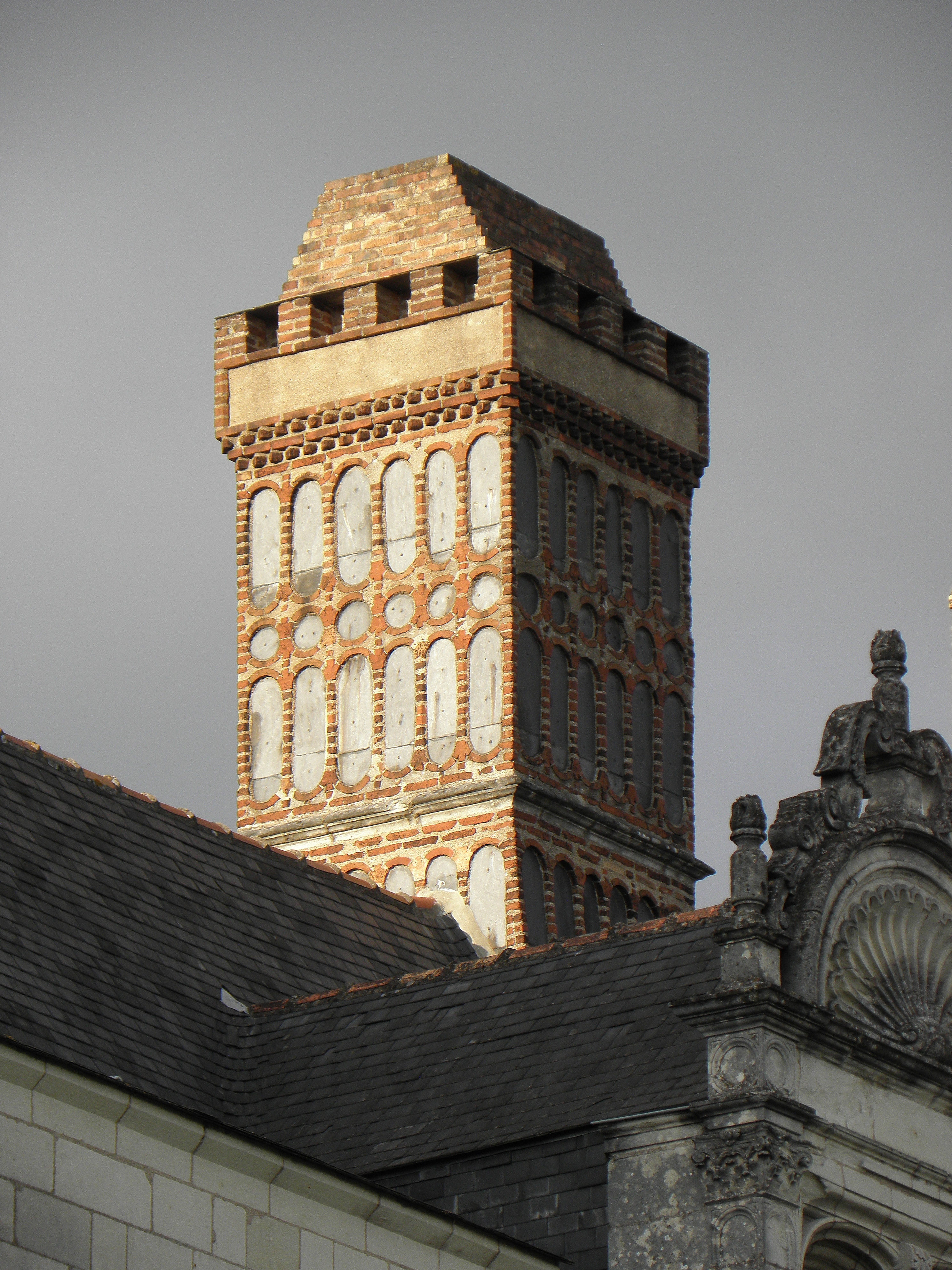
Autre cheminée.
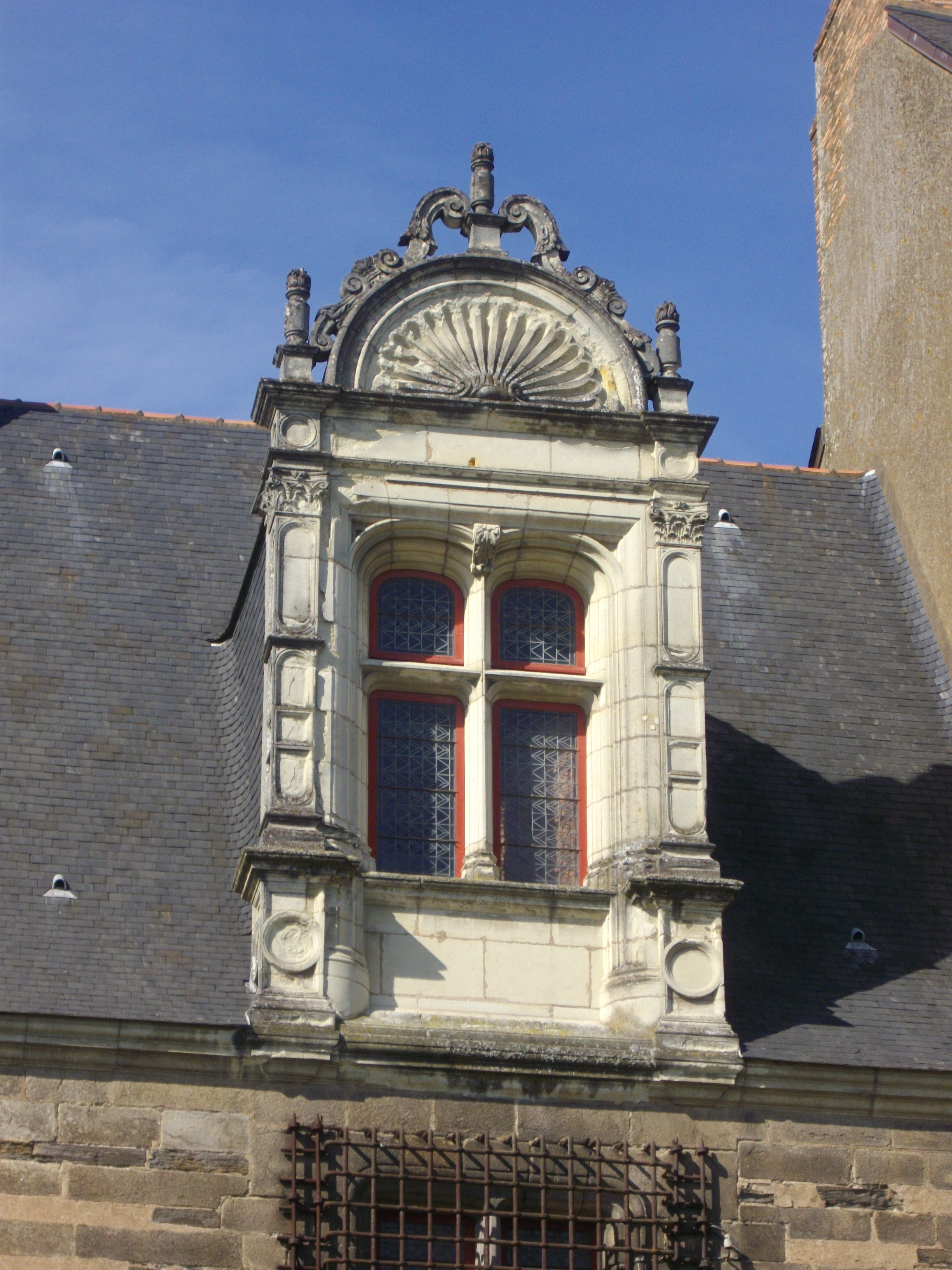
Lucarne côté douves.
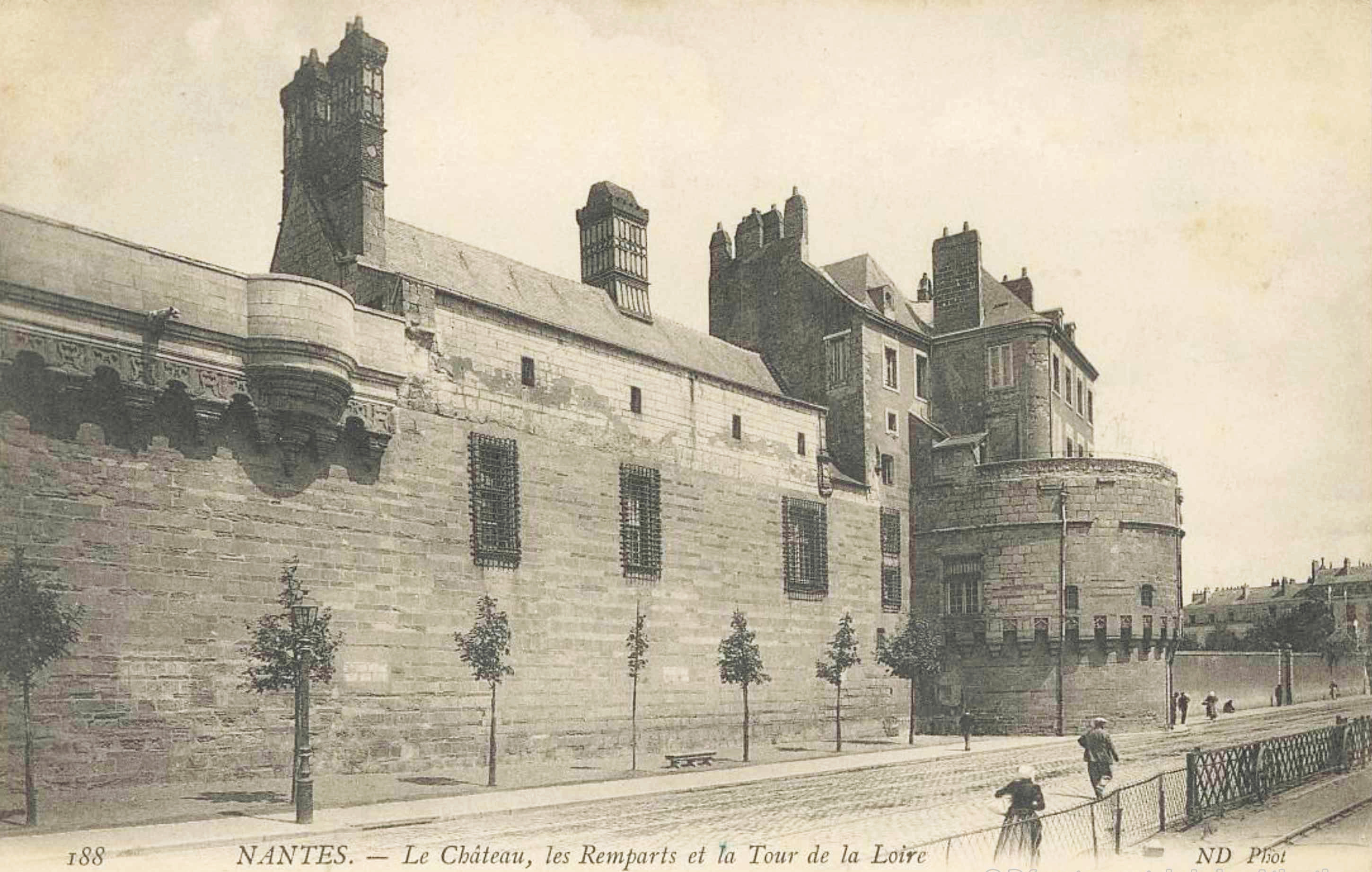
Vue ancienne du Petit Gouvernement, avant la restauration de ses lucarnes côté douves.
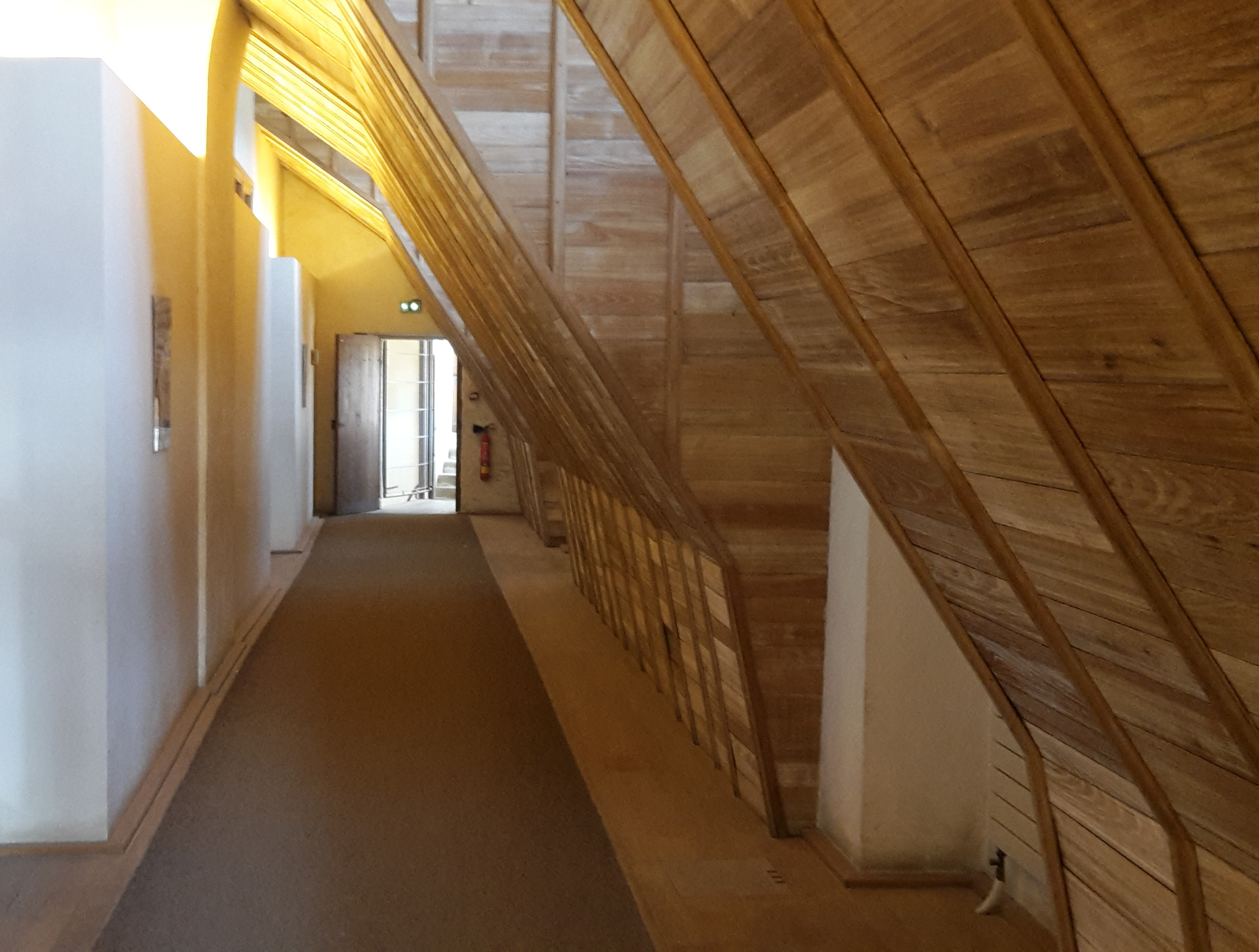
Les combles.

### Enceinte et éléments défensifs

#### Dispositions générales

Vue extérieure du château, avec l'entrée principale.

Le château des ducs de Bretagne est conçu pour être autant un palais résidentiel qu'un ouvrage défensif. Alors que depuis la cour le visiteur voit surtout les façades en tuffeau des logis, c'est un tout autre visage que le château offre de l'extérieur. Construit pour résister à l'artillerie du XVe siècle, il a toutes les caractéristiques de la forteresse de l'époque. Il était d'ailleurs défendu par un équipement important à l'époque de François II, qui comprenait notamment quinze canons.
Le château est une place forte de transition, à mi-chemin entre le château fort du Moyen Âge et l'ouvrage bastionné de l'époque moderne. Les courtines et les tours, aux murs épais de schiste et de granit, sont basses et munies de chambres de tir situées au niveau du sol, qui permettaient de tirer au ras des assaillants, tandis que les terrasses sur les tours pouvaient accueillir des canons qui tiraient en hauteur. En revanche, les mâchicoulis, présents tout autour du château, n'avaient qu'une fonction décorative. Débordant au-dessus des courtines, les façades en tuffeau des logis animent la silhouette extérieure du château. La hauteur des logis par rapport aux tours défensives inverse d'ailleurs le rapport traditionnel entre ces deux éléments. À la différence du château de Langeais, de structure similaire et exactement contemporain, le château des ducs de Bretagne demeure cependant une vraie forteresse, et l'extérieur est dépourvu de grandes fenêtres.
Endommagées lors du siège de 1487, les défenses du château ont été restaurées sous Anne de Bretagne, et vraisemblablement aussi par son beau-fils François Ier. Ce dernier a pu envisager le château comme un point de défense face à une éventuelle attaque anglo-espagnole venue de la mer. Le château montre ainsi une certaine évolution dans son architecture défensive. Les tours achevées en dernier ont des murs plus épais que les autres, comme celle du Fer-à-Cheval, ou bien elles sont plus basses, comme celles du Port et de la Rivière, car la hauteur des tours n'est plus alors un facteur crucial pour la défense du château. À l'exception de la tour du Fer-à-Cheval, toutes les tours ont des toits en terrasse, mais ceux-ci résultent de travaux entrepris par Louis XIII en 1616. Auparavant, elles étaient vraisemblablement couronnées de flèches en retrait, comme sur le Fer-à-Cheval. Le roi a également fait couvrir le chemin de ronde qui passe derrière les logis.

#### Courtines

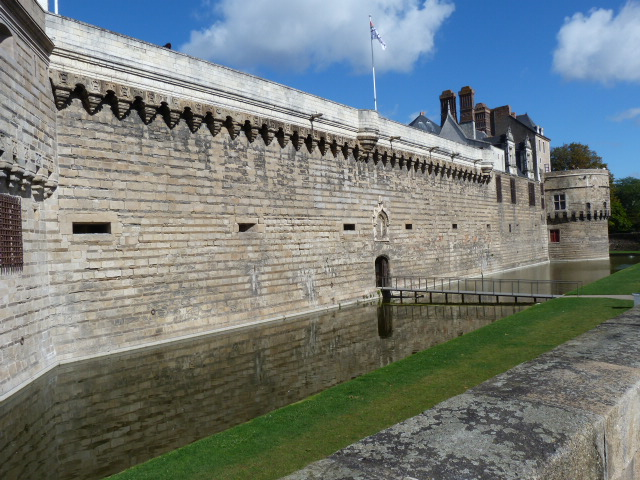
La courtine de Loire.

Les courtines remontent toutes à la construction du château sous François II. Tout le système de fortification semble en place dès 1486. Il se caractérise partout par un appareil en assises de schiste et de granit alternées, qui permet un effet esthétique tout en renforçant le mur. L'aspect esthétique est appuyé par les mâchicoulis bretons, qui n'ont qu'une fonction décorative car ils ne sont pas percés d'ouverture. La courtine sud-ouest, située entre la tour du Port et celle des Jacobins, et sur laquelle s'appuie le Grand Logis, est particulièrement haute. Elle fait 18 mètres de haut pour 37 mètres de long et de 3,80 à 5,30 mètres d'épaisseur à sa base. Elle comportait autrefois une porte, fermée au XVIe siècle et qui se trouve désormais à moitié noyée par l'eau des douves. Cette porte donnait directement dans le Grand Logis. Une canonnière protégeait cette entrée. Les mâchicoulis qui couronnent la courtine semblent postérieurs et ils auraient été terminés par Anne de Bretagne au début du XVIe siècle. Près de la tour du Port, la courtine marque un fléchissement, qui traduit l'existence au moment des travaux d'un élément à contourner. Il a pu s'agir de l'enceinte de Pierre de Dreux, détruite à ce moment-là.
Au sud, la courtine de Loire va de la tour du Port à la tour de la Rivière, et elle forme la façade la plus longue du château. Elle comprend en son centre une poterne. Haute de quinze mètres, la courtine a été réparée et améliorée à de nombreuses reprises. La courtine semble au départ avoir été beaucoup plus basse, car avant le nivellement de la cour intérieure, le sol était également plus bas de plusieurs mètres. Les cinq canonnières basses qui existaient sont devenues inaccessibles après le nivellement, à l'exception de celle proche de la poterne. Les mâchicoulis de cette courtine ont été ajoutés par François Ier, ils portent son monogramme, deux F affrontés, accompagné du C retourné de son épouse Claude. Le grand escalier qui relie la cour à la courtine, et qui jouxte le Grand Logis, a été ajouté au XVIe siècle par le duc de Mercœur.

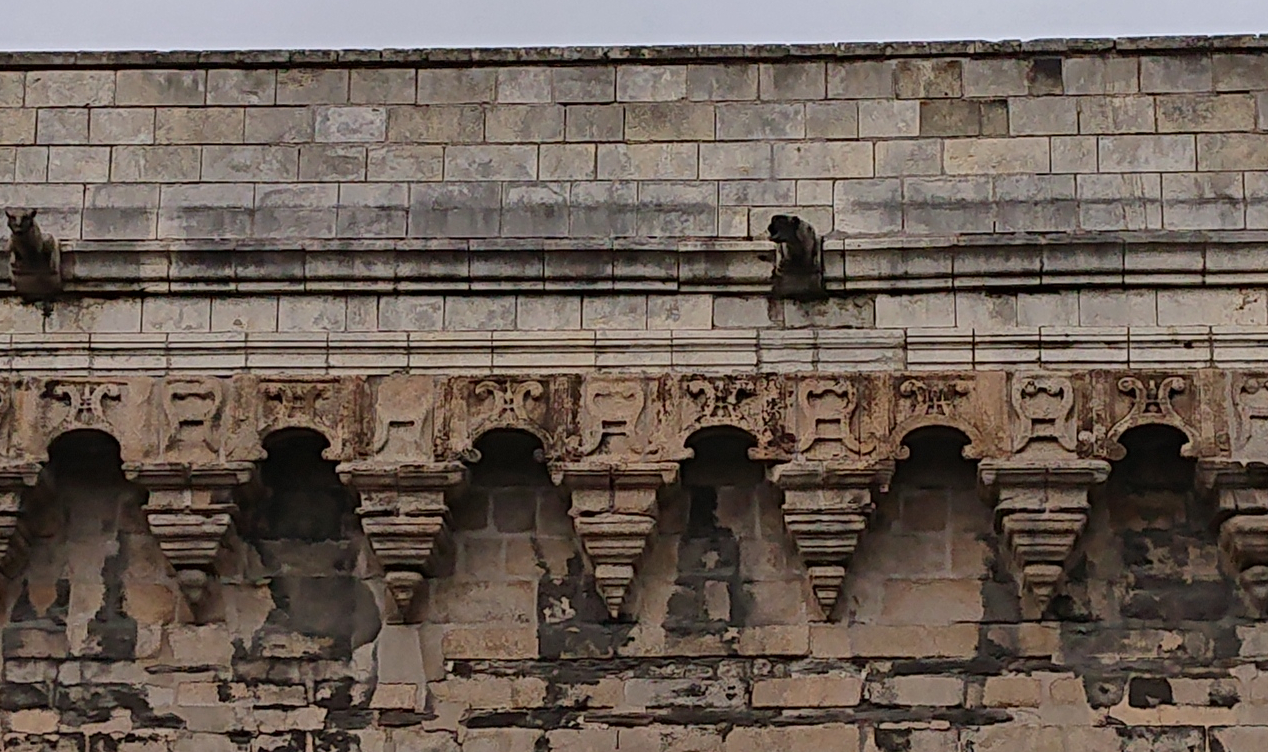
La courtine de Loire et les monogrammes de François Ier, deux F affrontés, accompagnés une fois sur deux du C renversé de Claude de France.

Entre la tour de la Rivière et la tour du Fer-à-Cheval s'étend la courtine du Levant, longue de 37 mètres et haute de 15 mètres. Cette courtine est composée de trois niveaux superposés, les deux premiers appartenant à la construction d'origine. Ils présentent le même appareil en schiste et granit que sur les autres courtines, et ils sont séparés l'un de l'autre par une rangée de mâchicoulis. Le deuxième niveau comprenait une galerie d'artillerie, condamnée, qui était ouverte par des fenêtres et des canonnières. Le troisième niveau, en haut, a été construit par le duc de Mercœur, lorsque celui-ci a fait ajouter une terrasse d'artillerie qui surplombait la Loire. La terrasse a disparu, mais ce côté a été conservé. Il porte des croix de Lorraine, symbole du duc. Au XVIIIe siècle, une porte avait été ouverte dans la courtine, pour fournir un accès direct à la Loire, mais elle a été rebouchée au début du XXe siècle.
La courtine nord s'étend sur 48 mètres et elle est formée de trois pans désaxés. Elle fait 15 mètres de haut pour une épaisseur variant entre 5,60 et 7,30 mètres. Ses trois pans sont assez différents les uns des autres. Celui contigu à la tour du Fer-à-Cheval présente ainsi une ligne de mâchicoulis à mi-hauteur. Le pan central comprend la porte du Bon Secours, une entrée secondaire munie d'une guette de défense et autrefois d'un pont-levis, dont il reste le logement des bras. La courtine nord est reliée au châtelet d'entrée par un mur élevé au début du XIXe siècle, qui remplace la portion de courtine et la tour des Espagnols, disparus lors de l'explosion de 1800. Ce mur, muni de meurtrières, est de qualité médiocre par rapport au reste de l'enceinte.

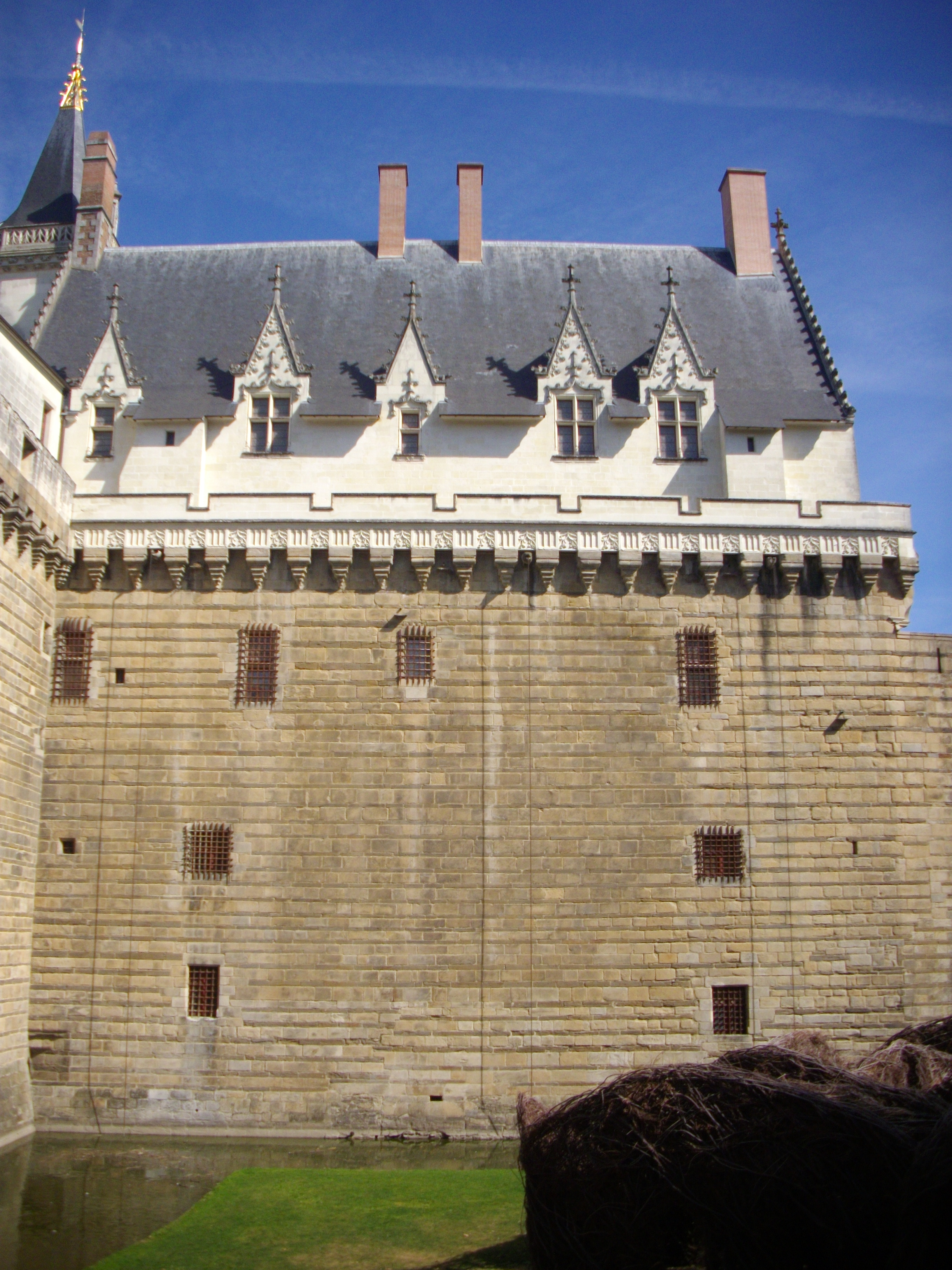
La courtine sud-ouest.
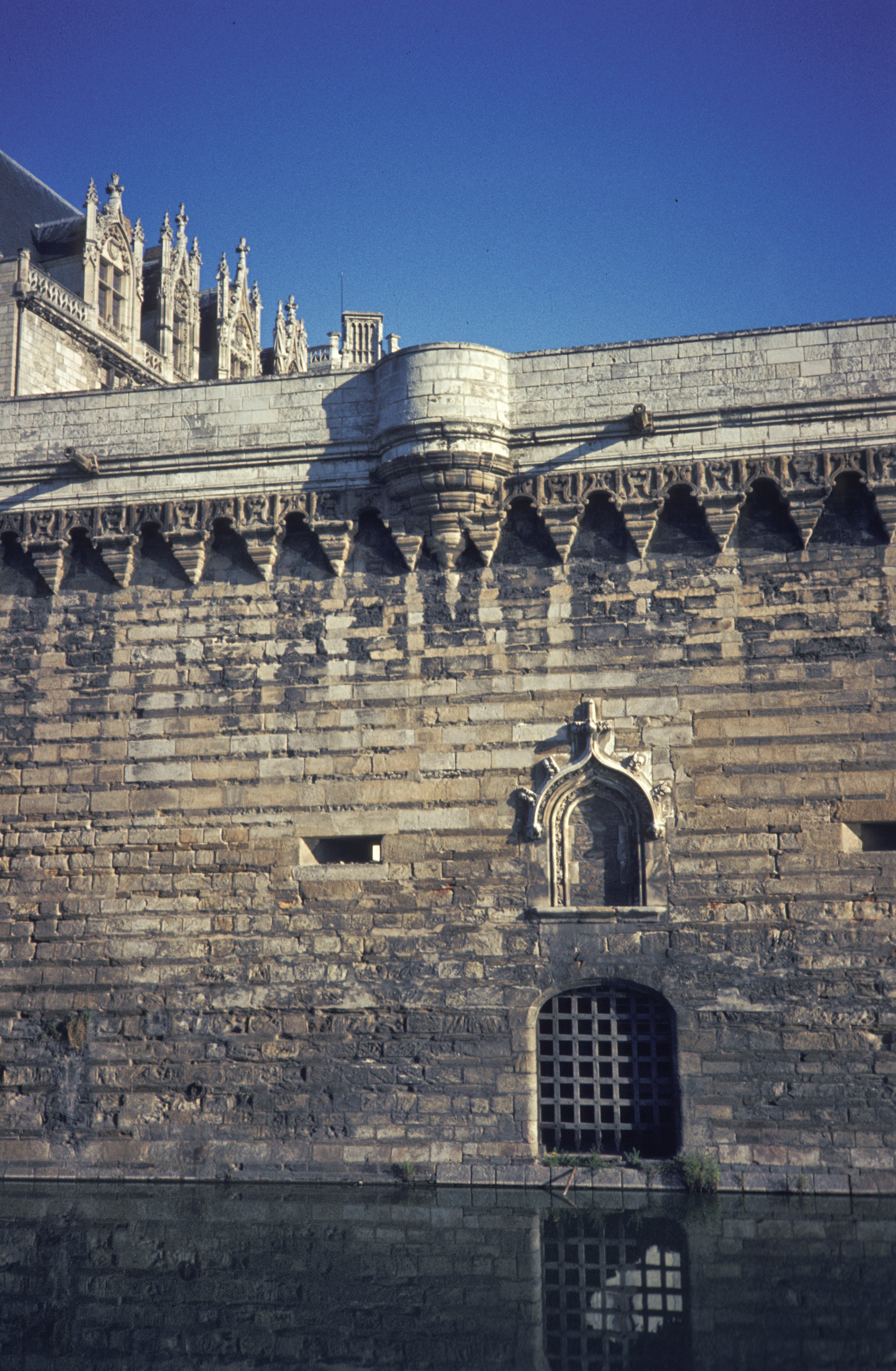
La poterne de Loire.
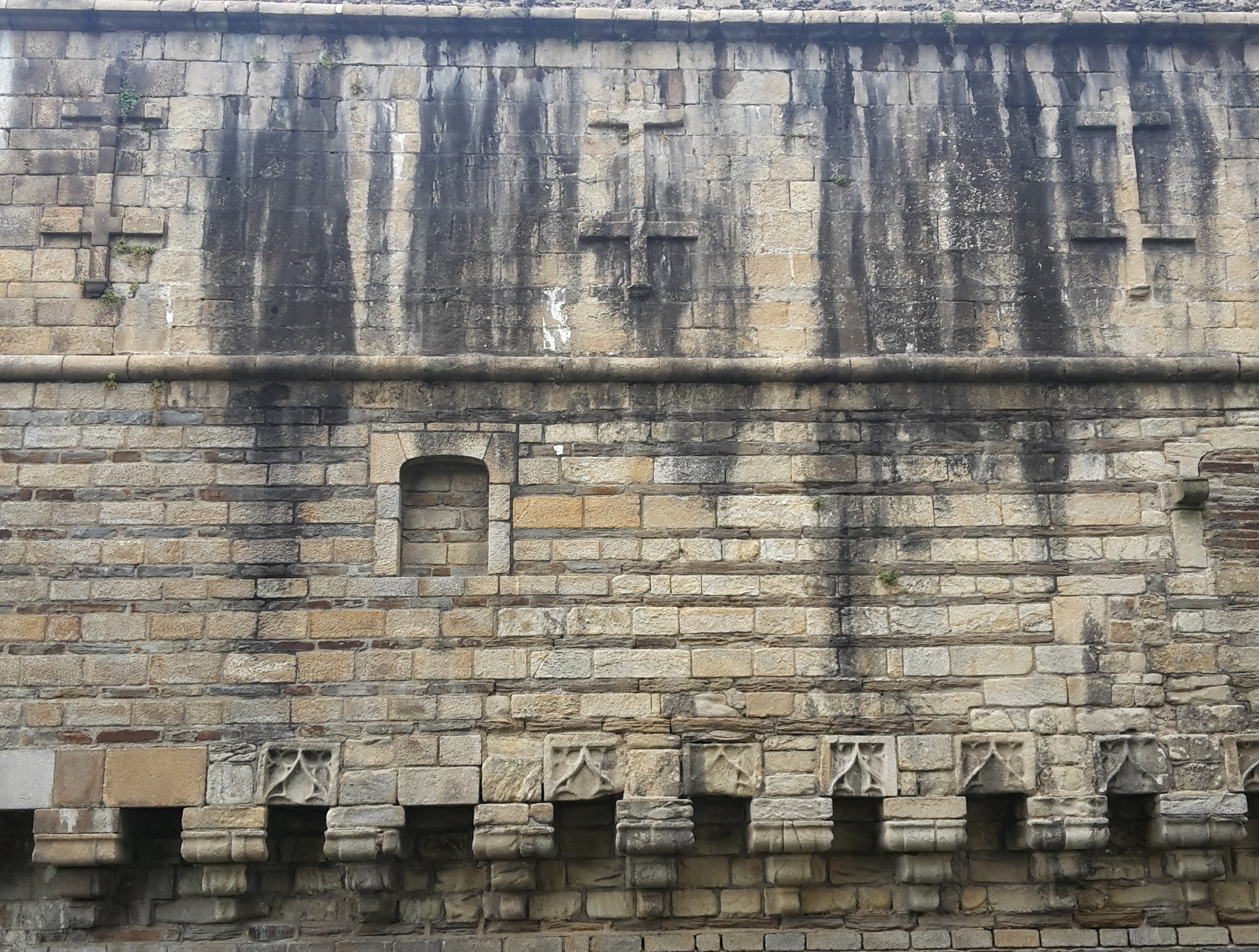
La courtine sud-est et ses croix de Lorraine.
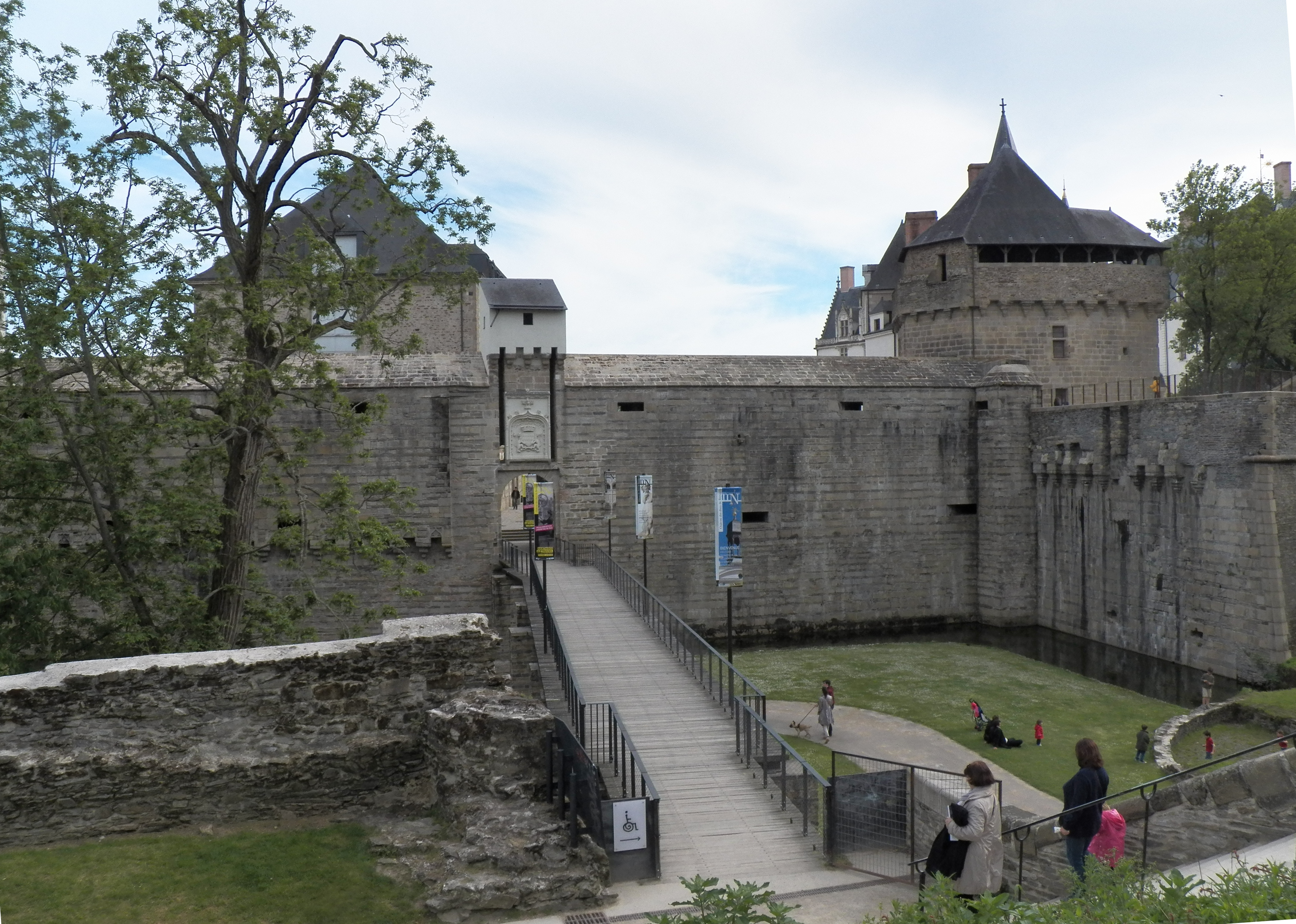
La courtine nord.
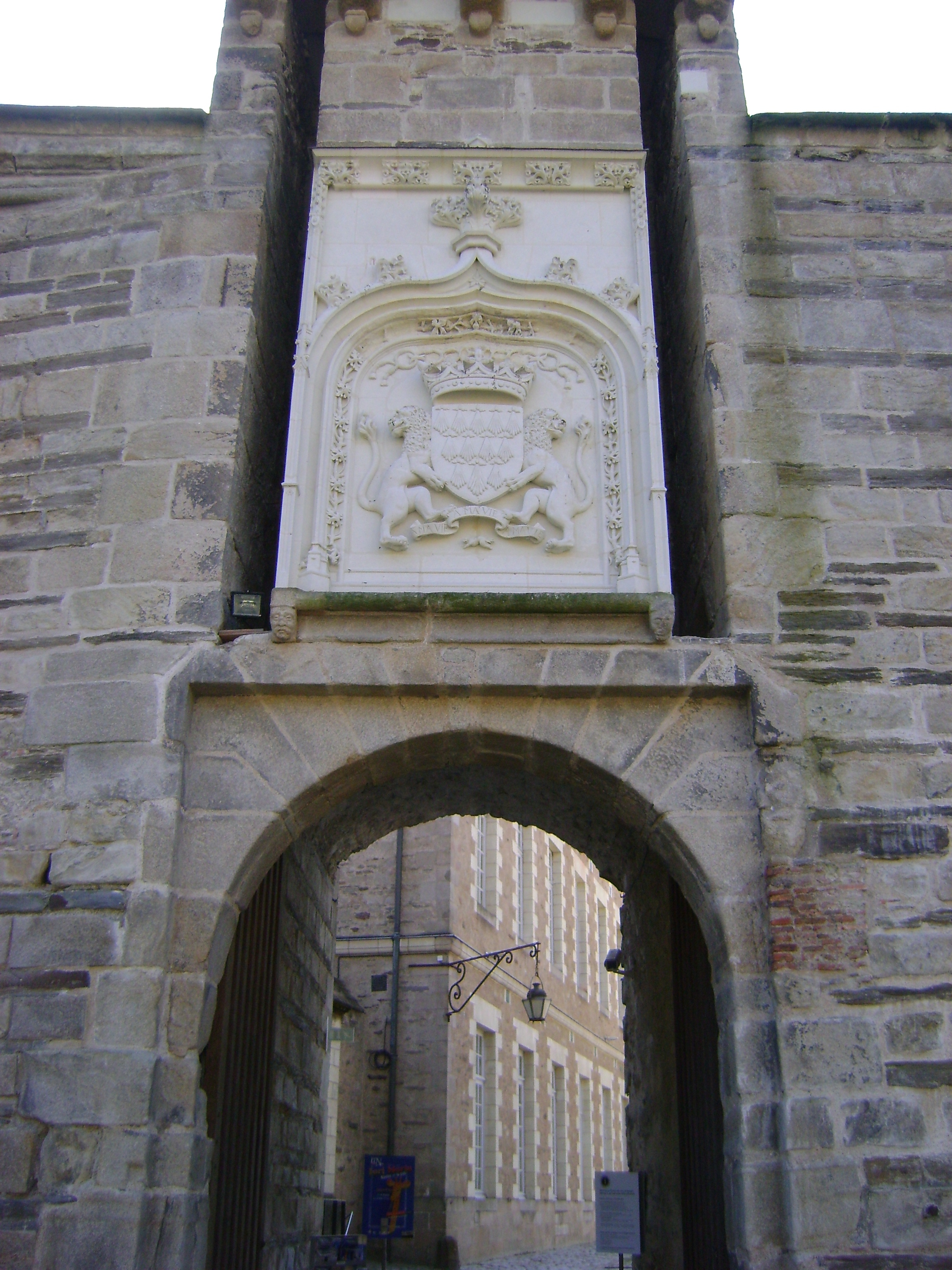
La poterne de Bon Secours.
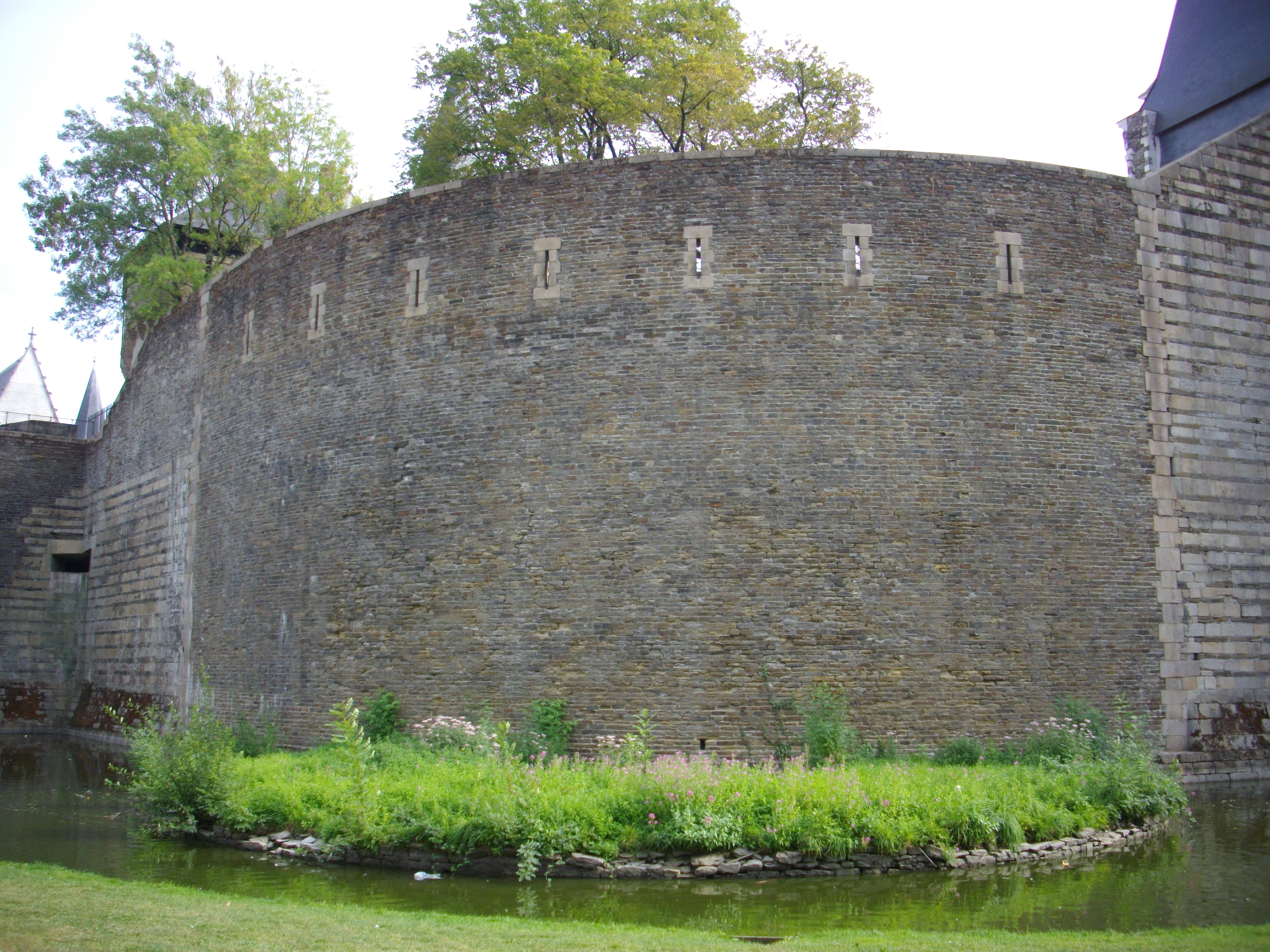
Mur construit après l'explosion de 1800.

#### Châtelet

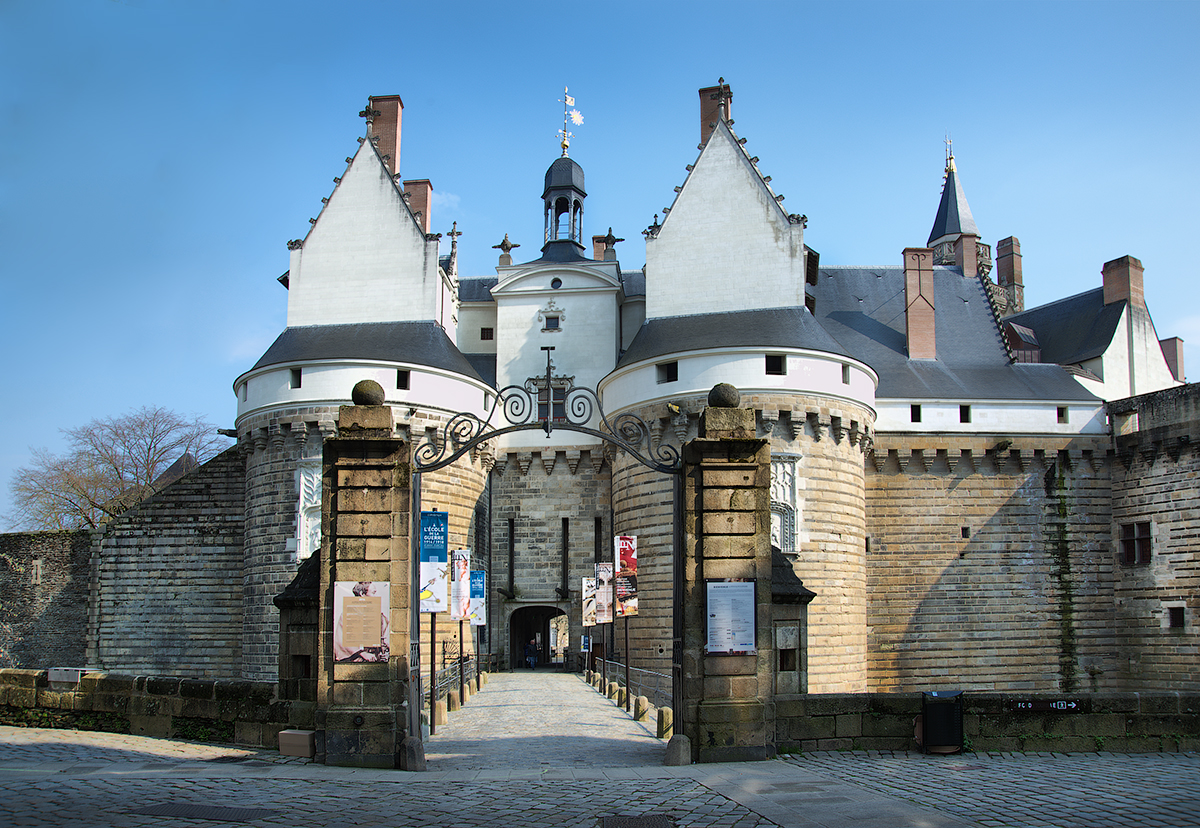
Le châtelet, avec la tour du Pied de Biche à gauche et la tour de la Boulangerie à droite.

Le châtelet, qui constitue l'entrée principale du château, comprend deux tours, celle du Pied de Biche au nord, et celle de la Boulangerie au sud. Elles portent chacune un bas-relief illustrant les armoiries ducales. Ces deux tours communiquent côté cour avec le Grand Gouvernement, et elles lui ont servi d'annexe. Ainsi au XVe siècle, leur pièce du premier étage servait de garde-robe. La tour du Pied de Biche doit son nom à la forme d'un cachot qu'elle contenait, tandis que la tour de la Boulangerie doit son nom à la boulangerie qui se trouvait dans son sous-sol. À l'époque moderne, ces deux tours, ainsi que les tours voisines des Jacobins et des Espagnols, ont principalement servi de cachots, et les geôles qui s'y trouvaient étaient réputées pour leur dureté. Ainsi, au XVIIIe siècle, le deuxième étage des tours du Pied de Biche et de la Boulangerie correspondait à des cellules appelées « chambres noires », et le sous-sol de la tour du Pied de Biche était appelé « l'Enfer ». Dès le XVIe siècle, la population nantaise craint ces cachots, et « se faire menacer du Pied de Biche » devient une expression consacrée. Les deux tours sont coiffées de pavillons carrés, qui renferment chacun une pièce, et le chemin de ronde qui contourne ces pavillons est couvert. La couverture du chemin de ronde, restituée dans les années 2000, est cependant un ajout du XVIIIe siècle, car à l'époque de la construction du château, les tours étaient couvertes en terrasse.

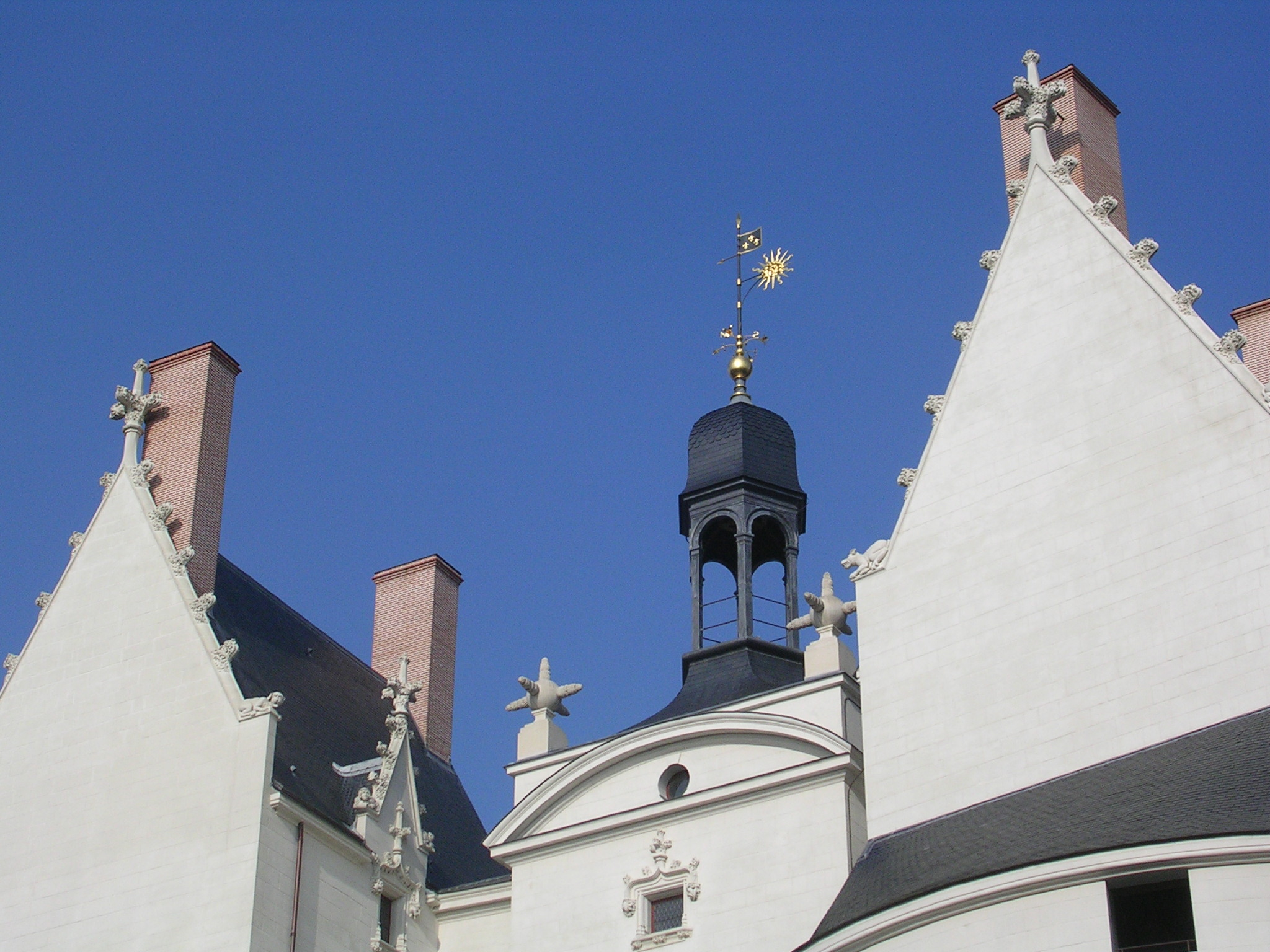
Le campanile entre les deux tours.

La partie centrale du châtelet, située entre les deux tours, comprend les deux entrées : la grande, qui donne sur la cour intérieure du château, et la petite qui conduit directement à l'intérieur du châtelet. Les deux entrées sont munies de ponts-levis, restaurés dans les années 2000 pour retrouver leur aspect du XIXe siècle, c'est-à-dire leur dernière époque d'utilisation. Le pont-levis de la petite entrée a retrouvé sa configuration d'origine, et il est légèrement plus bas que le grand pont-levis, la cour du château étant 30 à 80 centimètres plus haute qu'au XVe siècle. Le grand pont-levis est baptisé « pont de la Charretière », tandis que le petit est le « pont de la Piétaille ». À l'origine, une herse complétait le système de fermeture du châtelet.
Au-dessus des entrées, le châtelet comprend un premier étage, ouvert par une fenêtre à meneau qui éclaire le chemin de ronde, puis un second étage, éclairé par une fenêtre plus petite, et dont la fonction est inconnue. Cette partie a été modifiée à plusieurs reprises depuis le XVe siècle. Lors de la campagne de restauration des années 2000, elle a retrouvé l'aspect qu'elle avait entre le XVIe et le XVIIIe siècle. D'après un dessin réalisé par Nicolas Poictevin en 1715, l'architecte des monuments historiques a pu restituer toute la partie qui avait été arasée ultérieurement, au-dessus de la fenêtre à meneau. Le clocheton couvert d'ardoise, ajouté au XVIIe siècle en même temps que la reconstruction du Grand Gouvernement, a ainsi pu être restitué, tout comme le fronton en plein cintre percé d'un oculus. Le clocheton portait à l'origine une horloge publique, que les habitants pouvaient voir de l'extérieur du château. L'horloge n'a pas été replacée pendant la restauration, mais le clocheton a tout de même retrouvé sa girouette décorative, qui représente un drapeau à fleurs de lys et le soleil de Louis XIV.

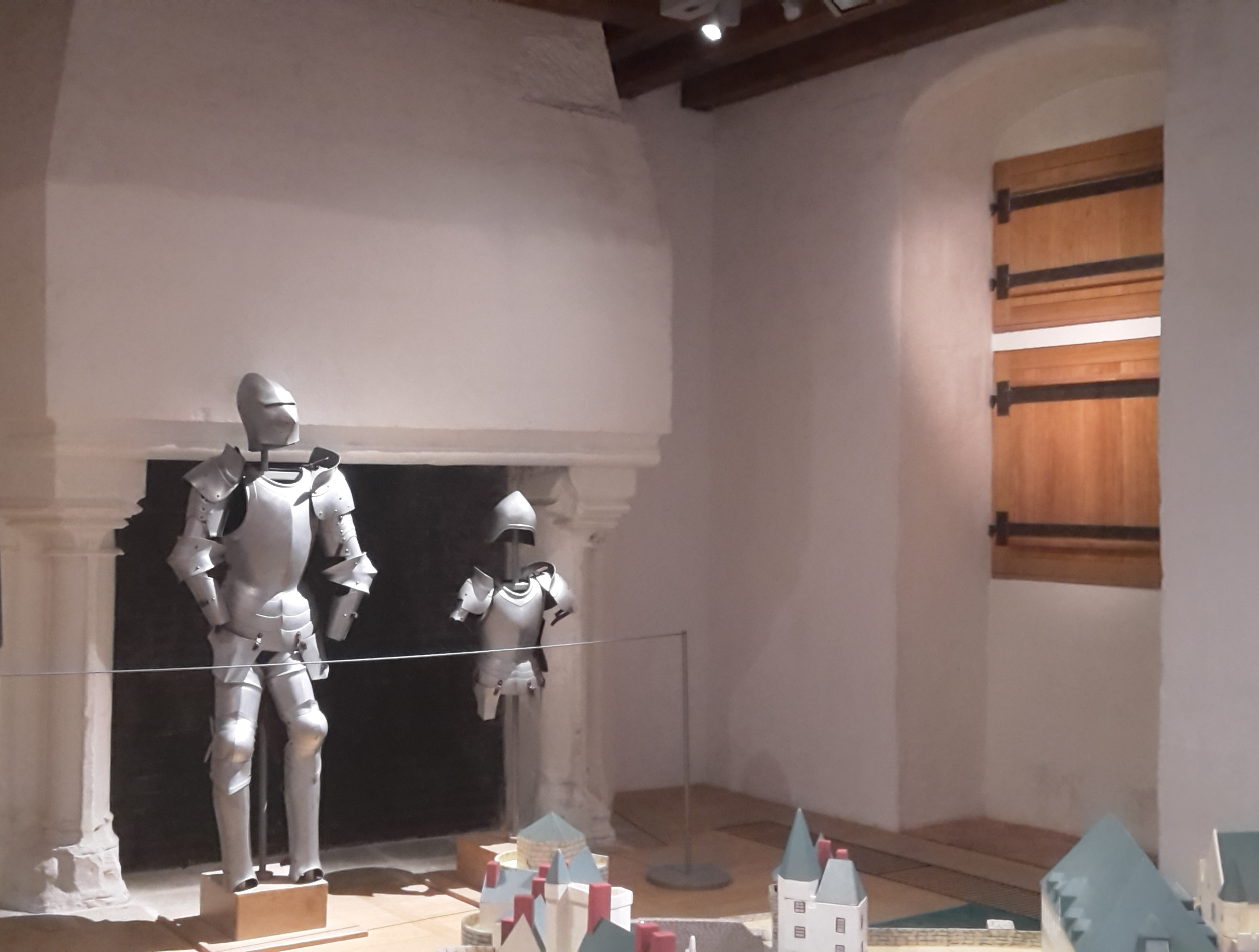
Deuxième étage de la tour de la Boulangerie.
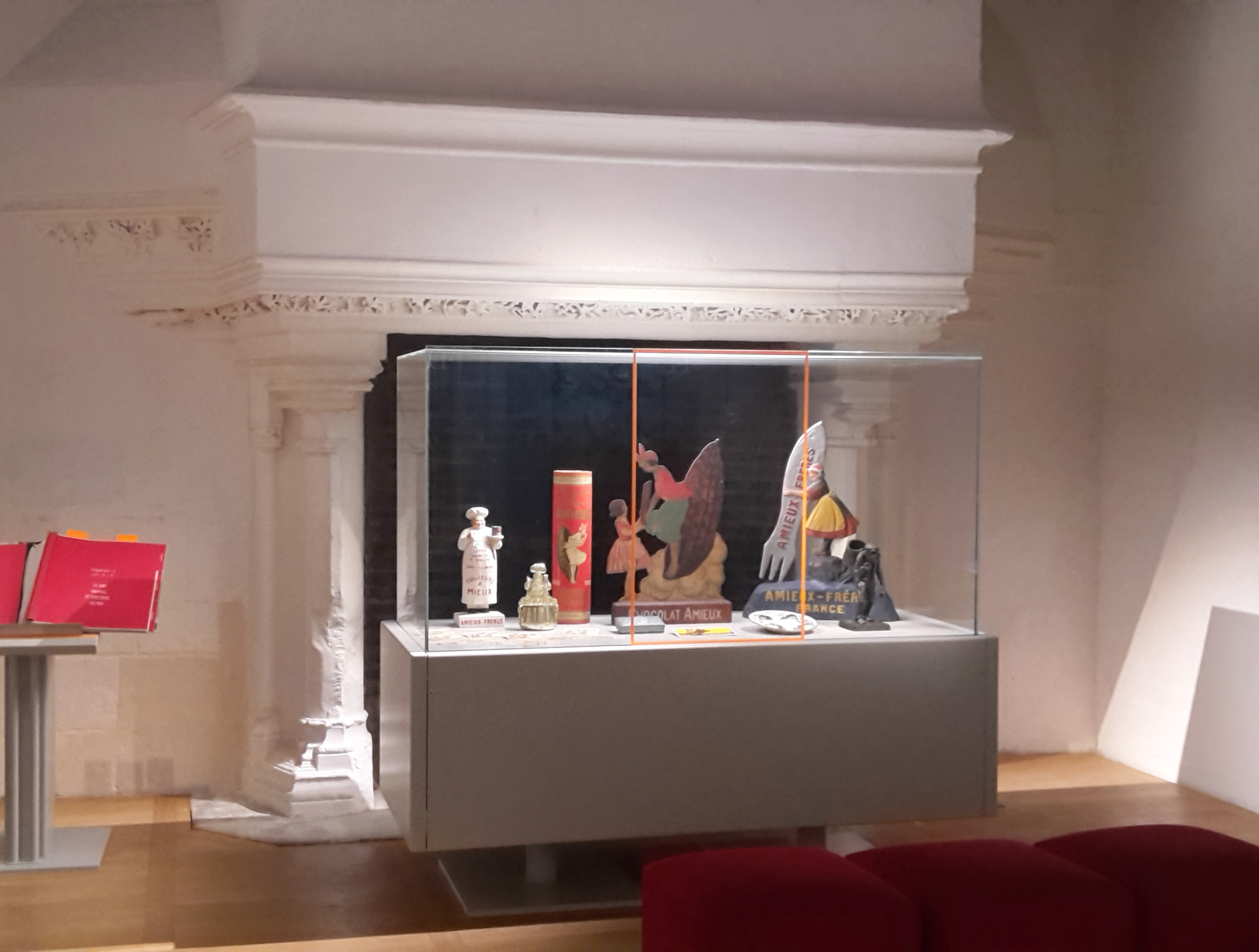
Premier étage de la tour de la Boulangerie.
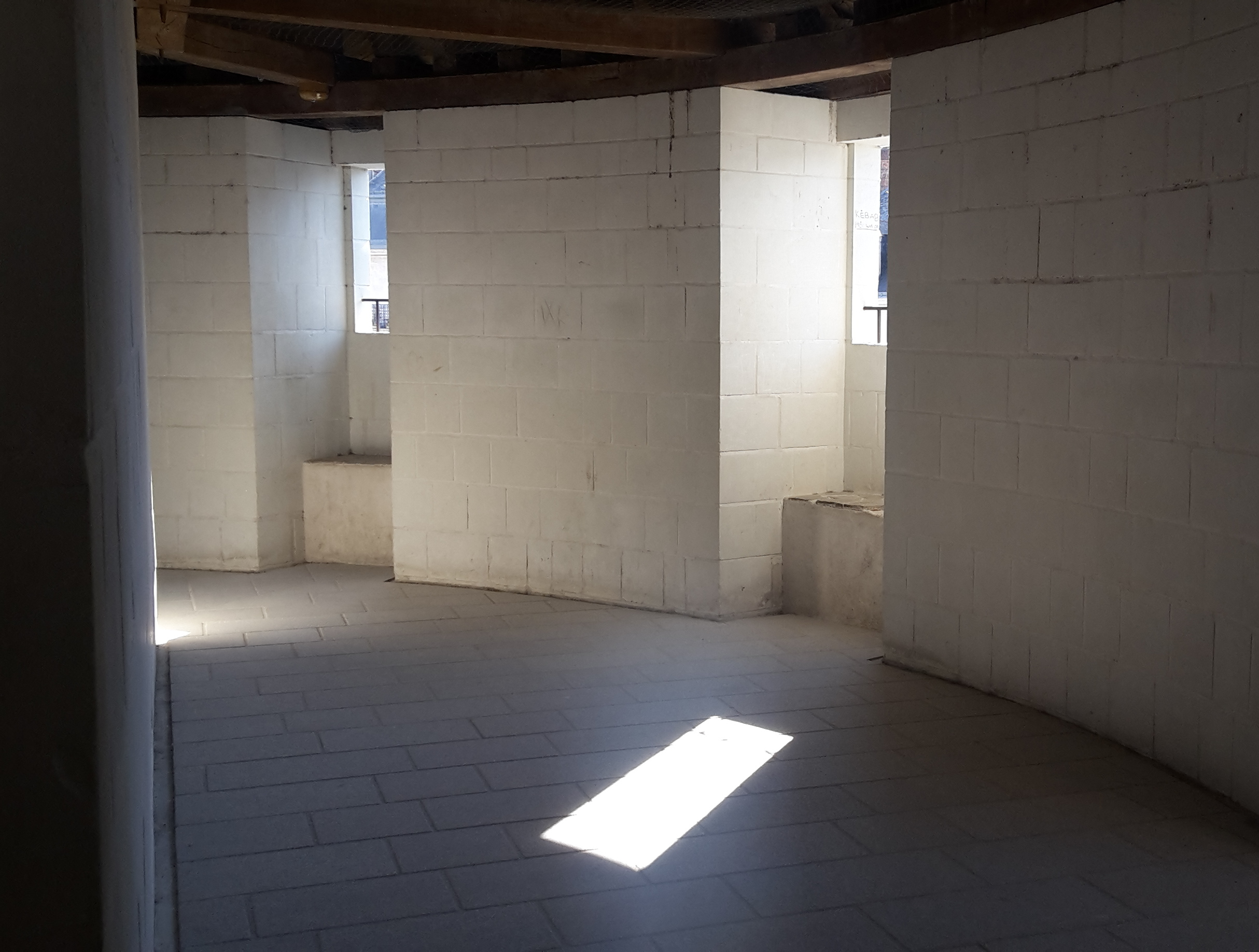
Le chemin de ronde sur la tour du Pied de Biche.
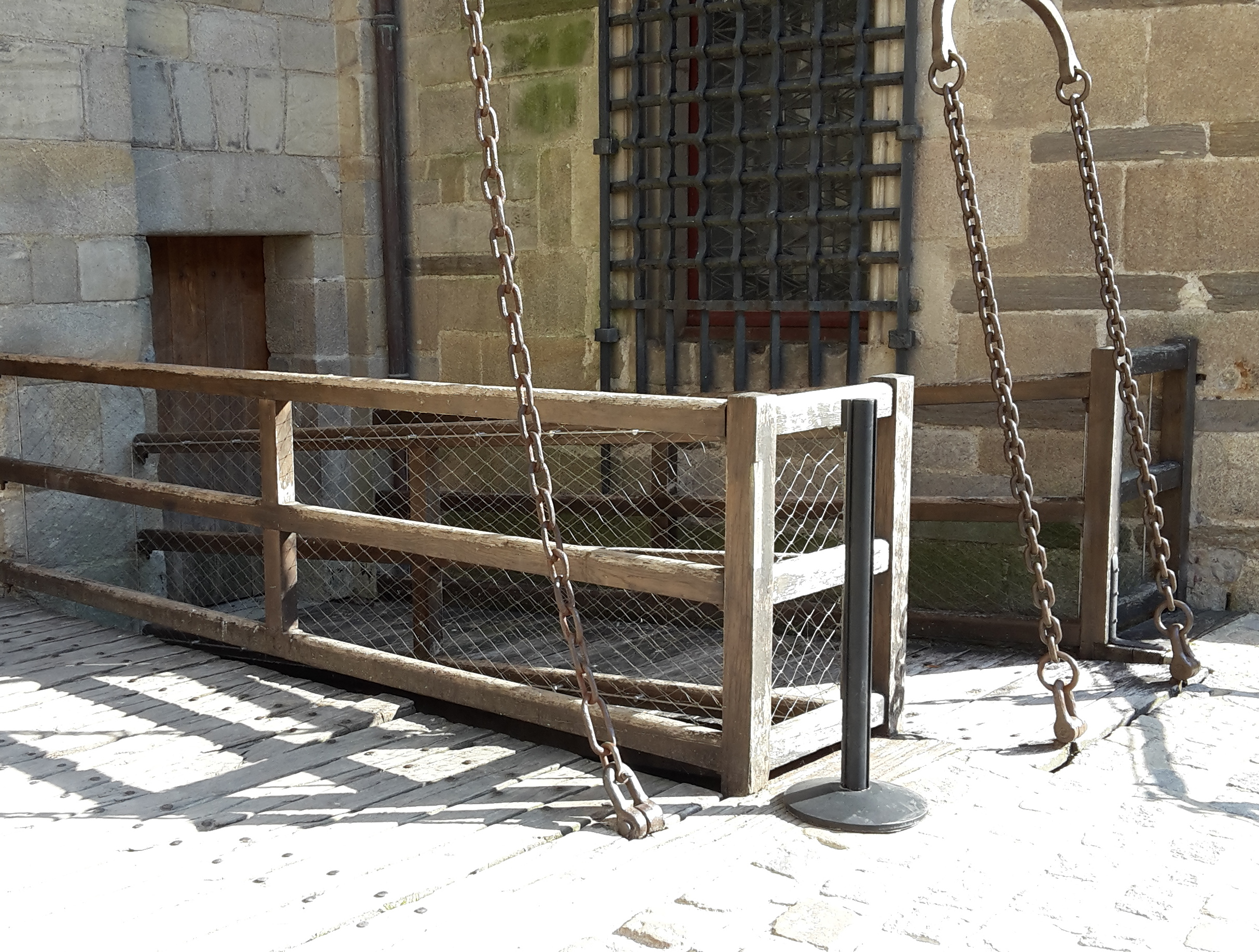
Le petit pont-levis.
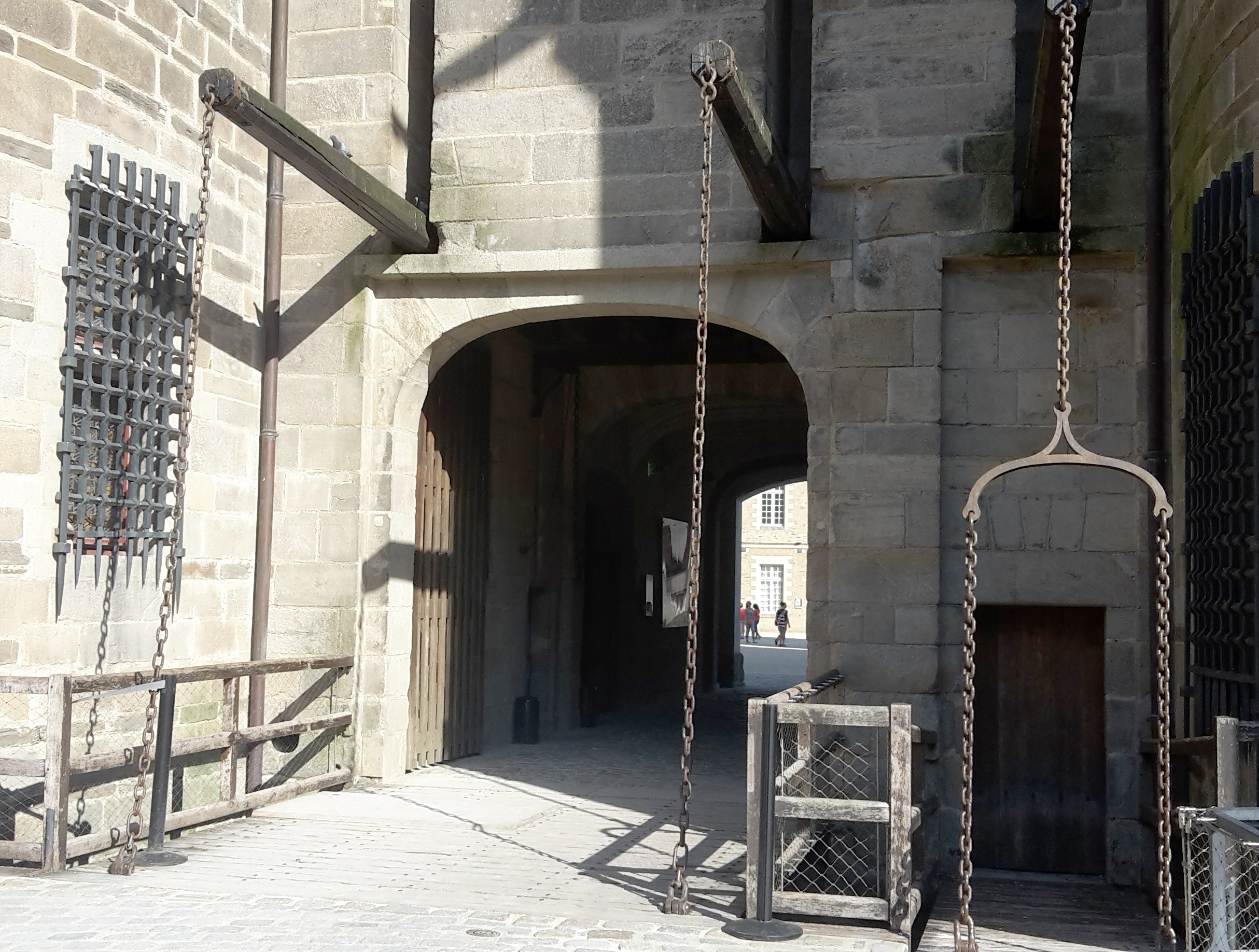
Les deux ponts-levis.
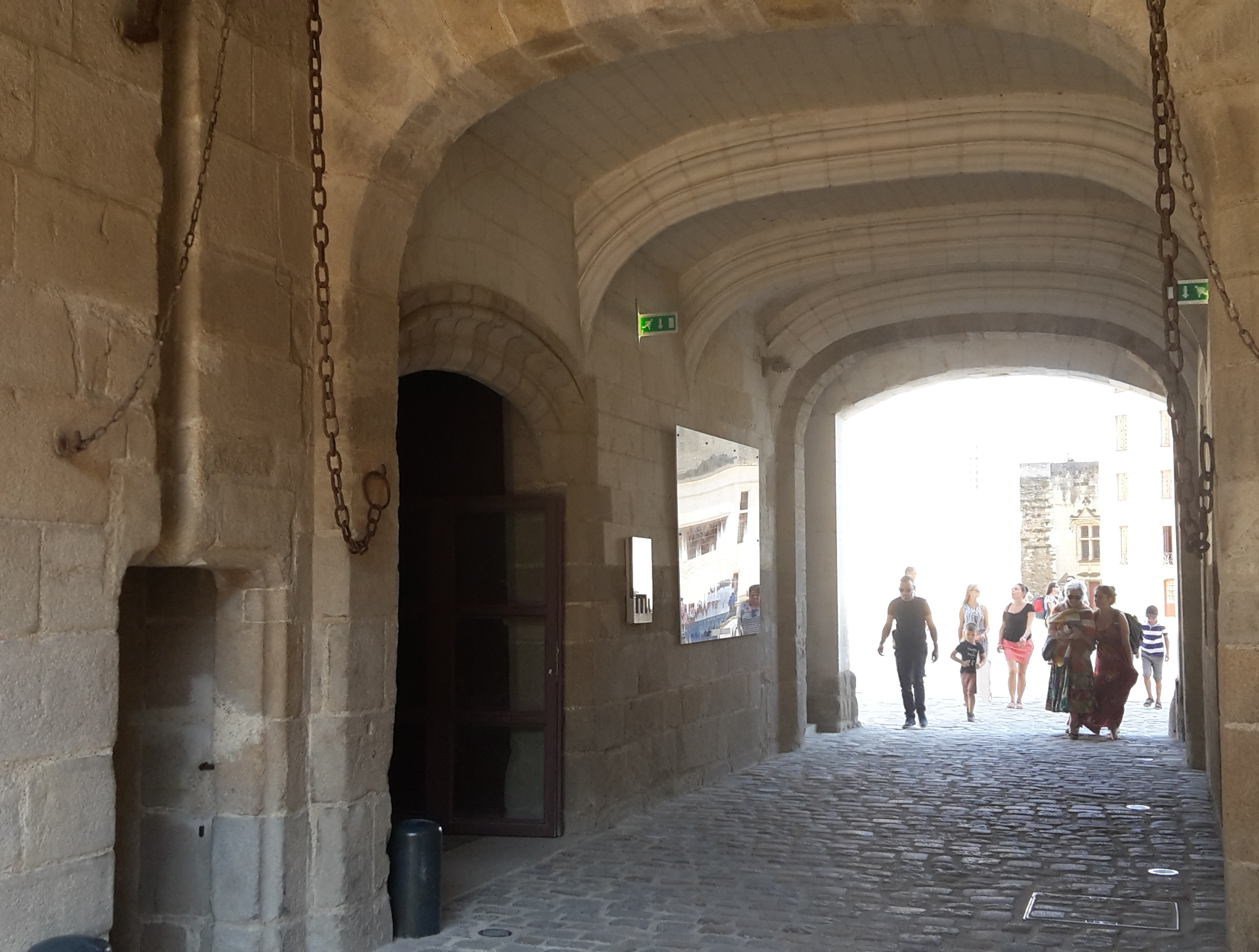
Le porche sous le Grand Gouvernement.

#### Tour des Jacobins

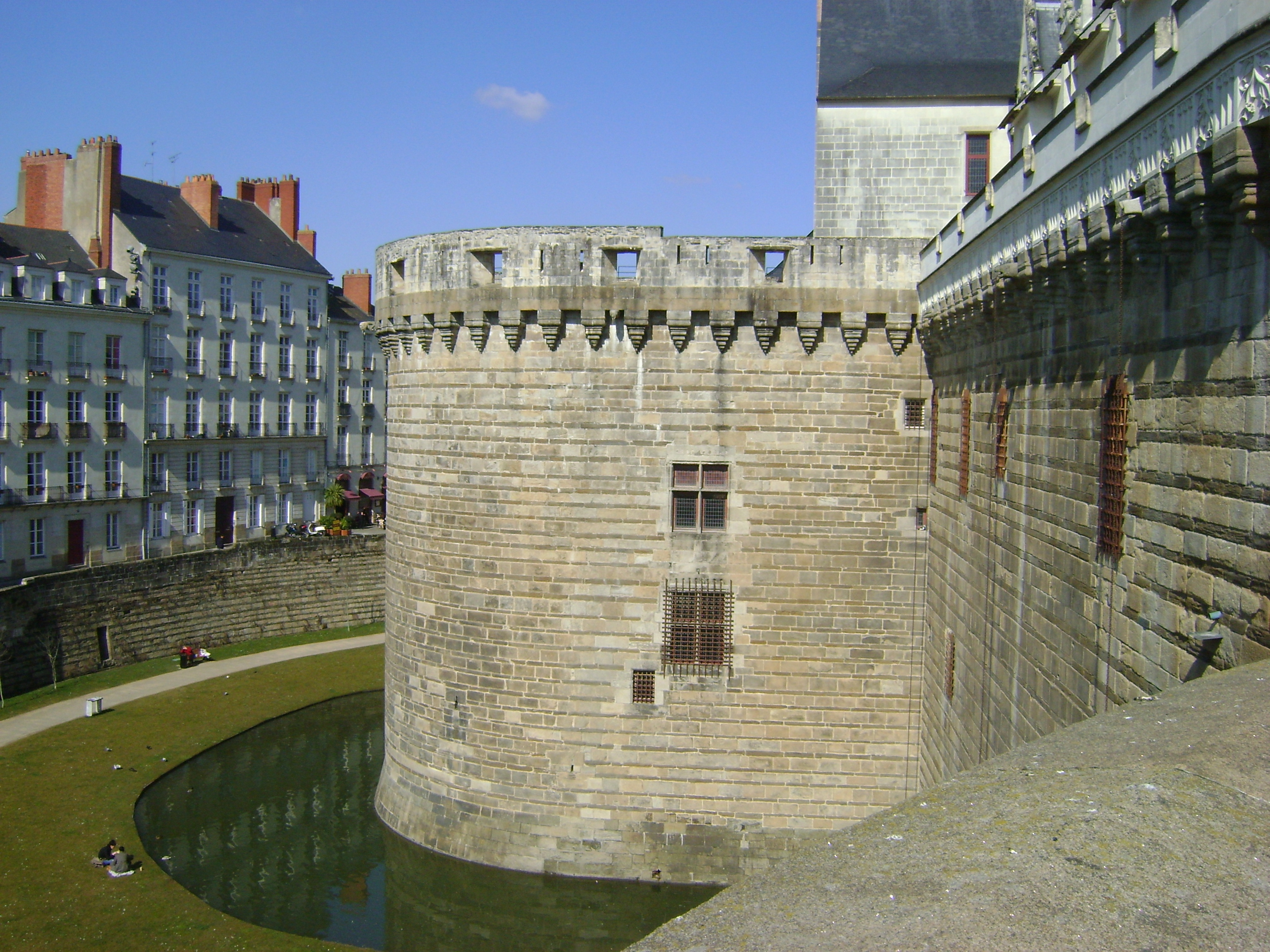
La tour des Jacobins.

La tour des Jacobins faisait face au couvent des Jacobins de Nantes. Positionnée au sud du châtelet et contre les logis ducaux, elle était en symétrie avec la tour des Espagnols. La tour n'a pas d'escalier, et chacun de ses étages communique avec les logis. La tour des Jacobins, construite au point de jonction entre le Grand Gouvernement et le Grand Logis, se trouve aussi à l'arrière de la tour de la Couronne d'Or. La tour est utilisée à la Révolution comme cachot, et l'un des murs du rez-de-chaussée est orné de nombreux graffitis de prêtres réfractaires. Le roi Charles VIII a dormi dans la chambre à l'étage en 1491. Elle fut parfois appelée « tour des Anglais », en référence aux Anglais qui y ont été détenus à l'époque moderne.
L'espace entre la tour des Jacobins et celle de la Couronne d'Or est occupé au rez-de-chaussée par une salle rectangulaire. Dotée d'une cheminée, elle devait cependant être pauvrement éclairée. Elle a probablement servi initialement de salle de gardes, les soldats pouvant ainsi protéger les escaliers de la Couronne d'Or. Les étages au-dessus de cette pièce n'ont jamais été terminés, même si la cheminée du premier étage a été installée. Entre cette pièce et le Grand Gouvernement se trouve aussi une courette laissée vide. L'achèvement des étages de la courette et de la salle aurait permis de faire la liaison entre le Grand Logis et le Grand Gouvernement, sans passer par les escaliers à vis. Un couloir au premier étage a cependant été ajouté au XVIIIe siècle pour relier la tour des Jacobins au grand escalier de la Couronne d'Or.

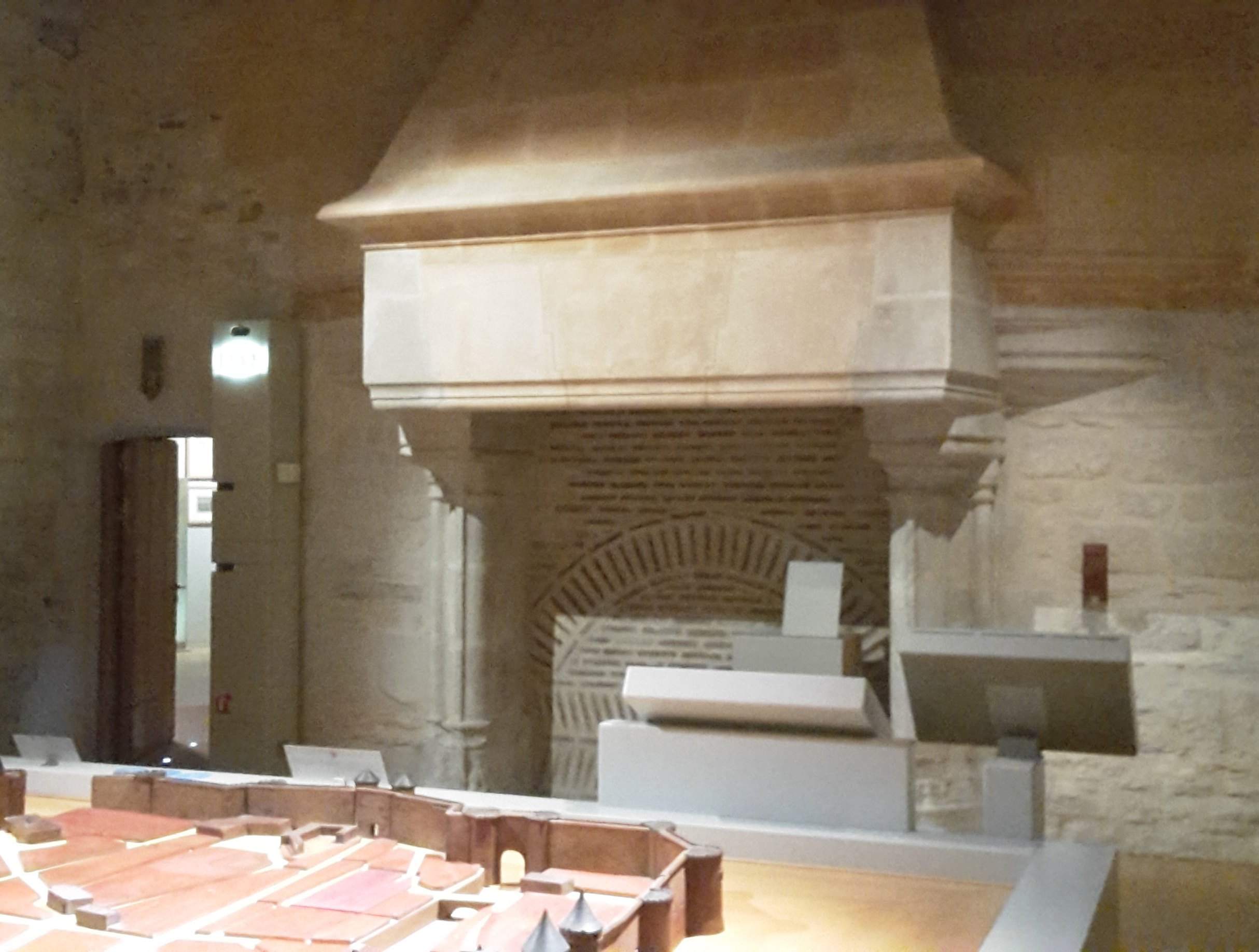
Cheminée du rez-de-chaussée.
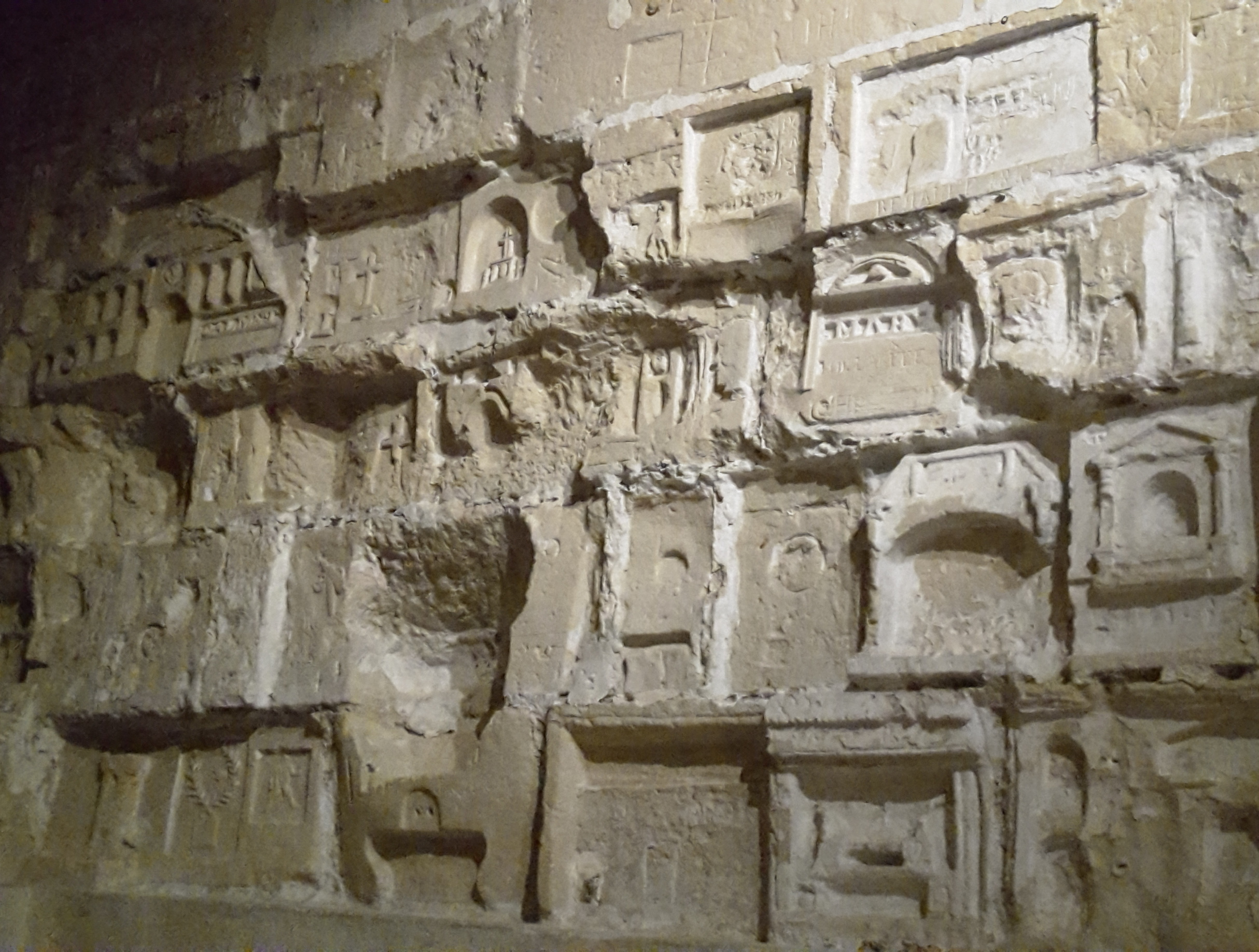
Graffitis de prêtres réfractaires.
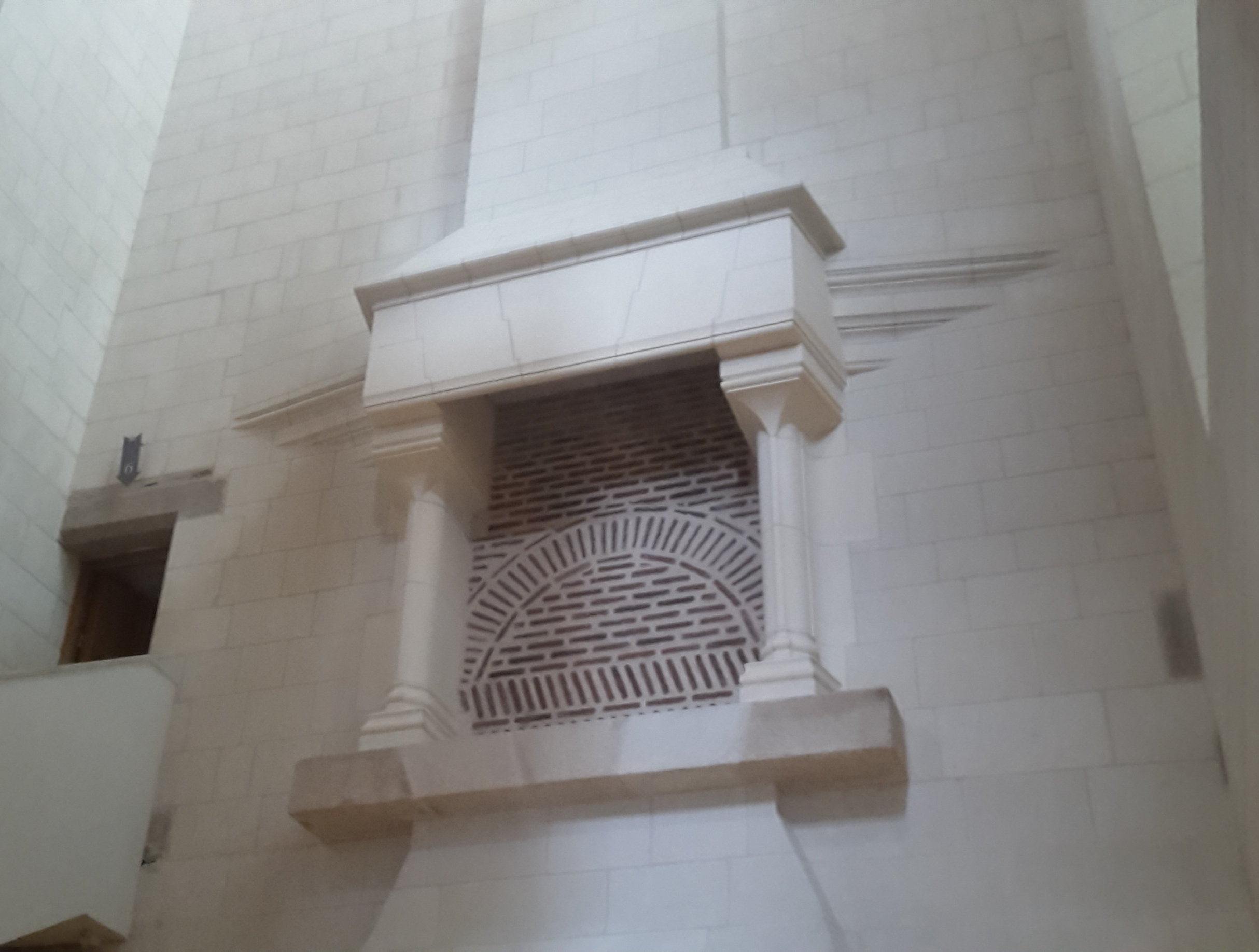
Cheminée de l'étage inachevé.
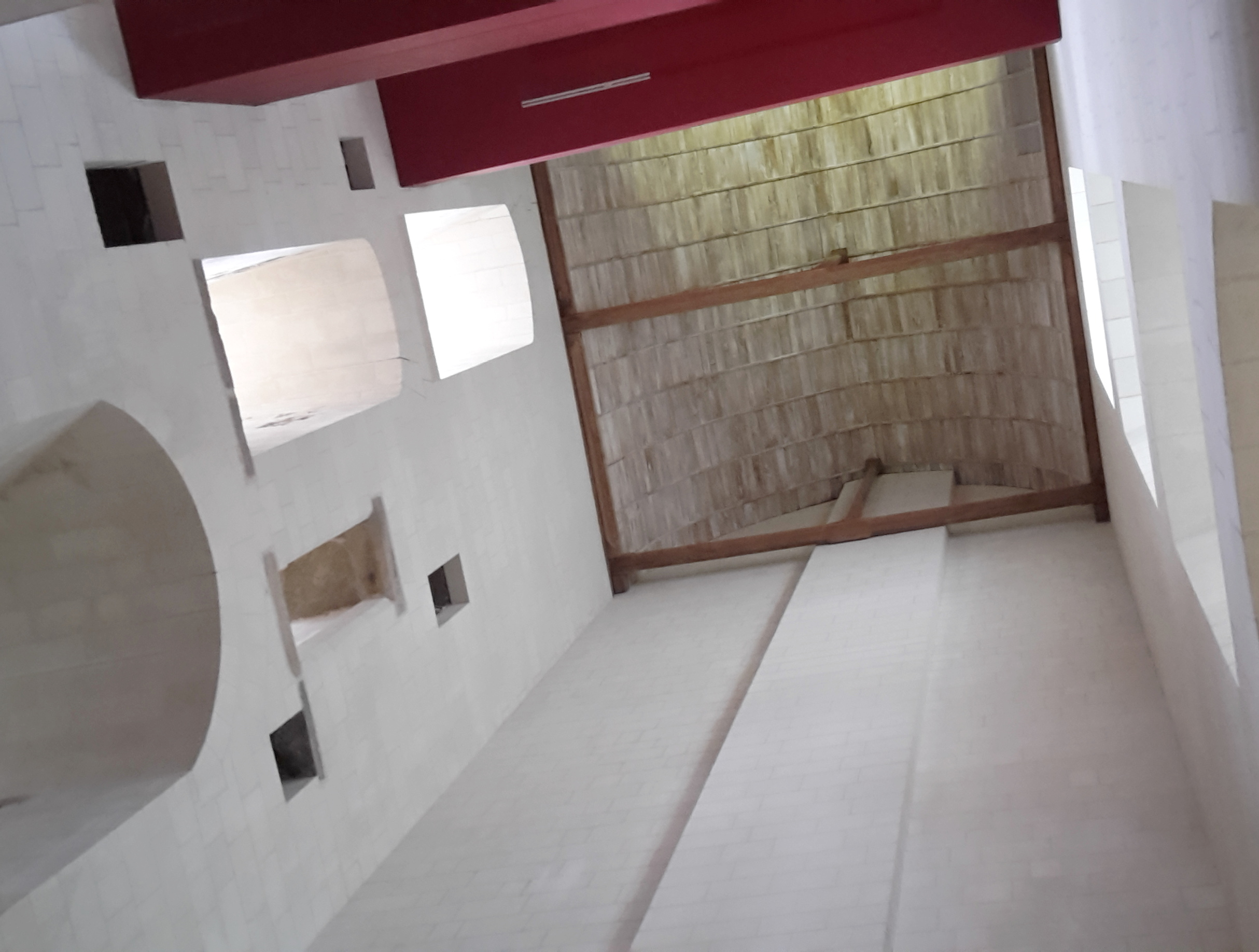
Vue sur les étages inachevés.
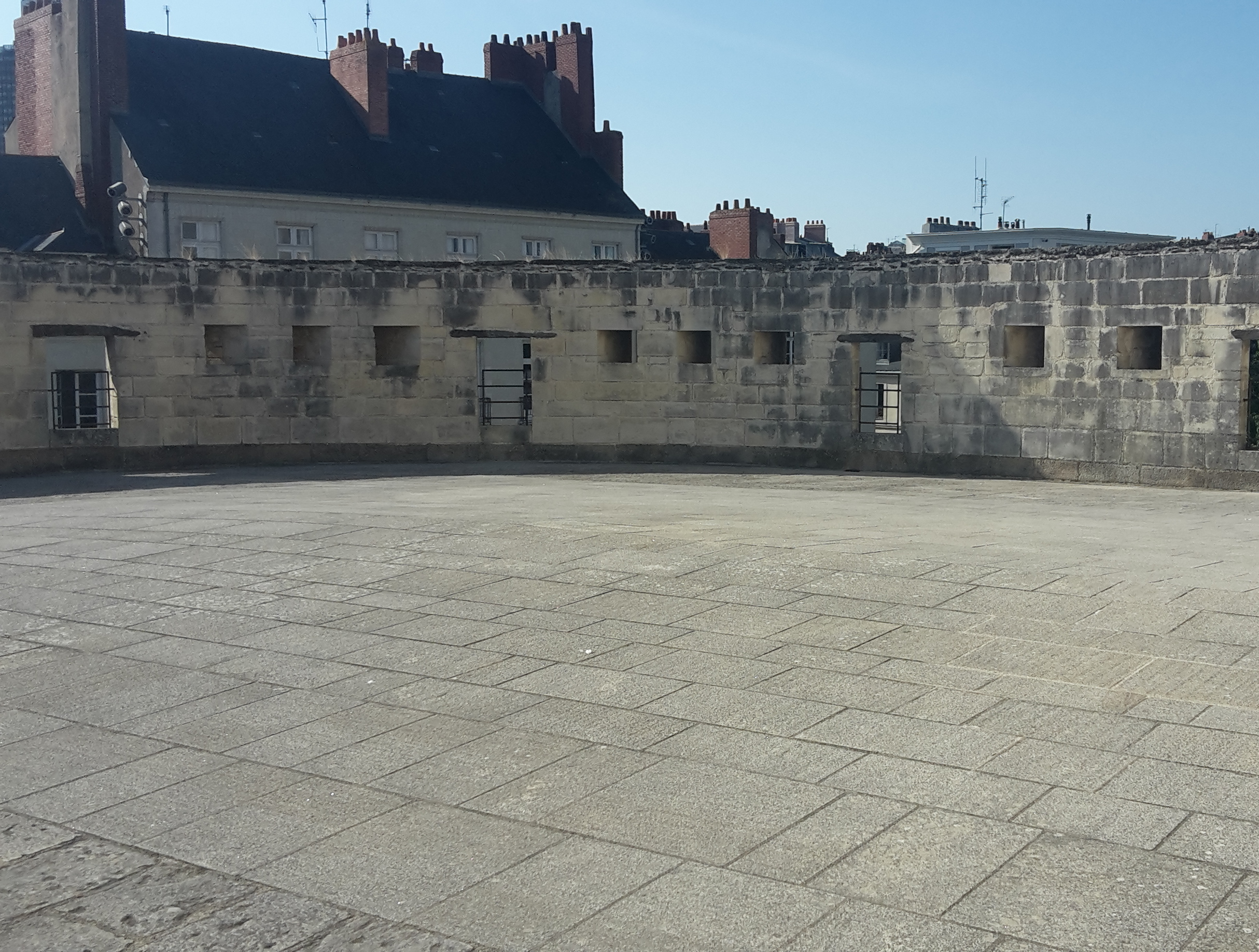
Toit en terrasse.

#### Tour du Port

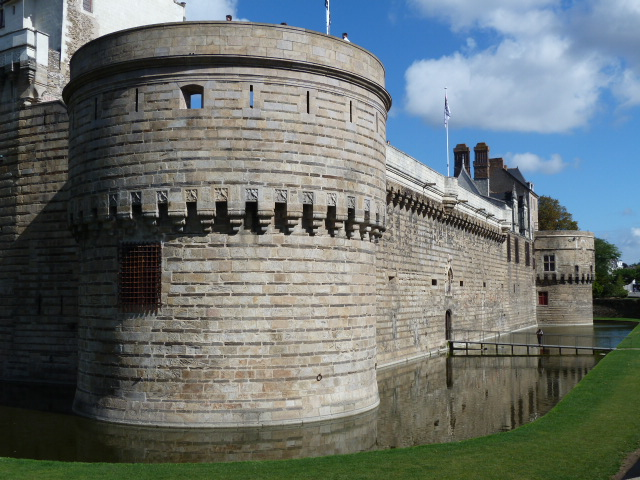
La tour du Port.

La tour du Port se situe à l'angle sud-ouest du château. Englobée au XVIe siècle dans un bastion qui saillait sur la Loire, elle n'a été redécouverte qu'en 1854, lors de la démolition de ce bastion. Elle fait quinze mètres de haut pour une dizaine de mètres de diamètre. Elle devait comporter un étage couvert à l'origine, mais celui-ci correspond au toit en terrasse reconstruit en 1854. Extérieurement, la façade est marquée par l'alternance de schiste et de granit et par des mâchicoulis de type breton, ornés de motifs trilobés, reposant sur trois consoles positionnées en pyramide inversée. À l'intérieur se trouve une grande salle au rez-de-chaussée, couverte par une voûte d'ogive ornée des armes ducales. Une cheminée monumentale et deux fenêtres complètent la pièce. Plusieurs armoiries décorent cette salle, et notamment celles de Marguerite de Bretagne, première épouse de François II et morte en 1469. En dessous se trouvent les restes d'une autre salle qui était initialement prévue pour être au rez-de-chaussée, mais que le nivellement de la cour a rendue trop basse.

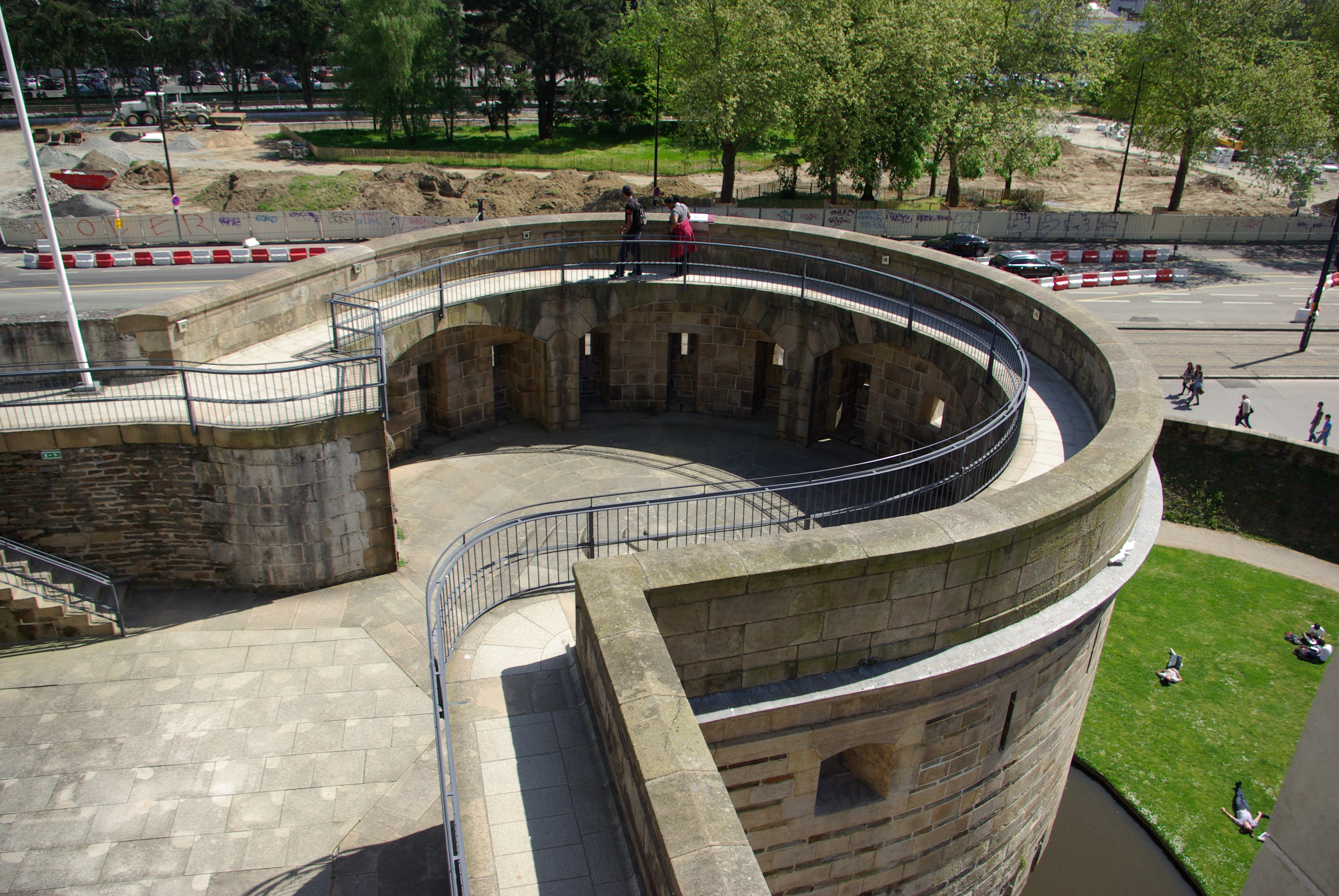
La terrasse de la tour.
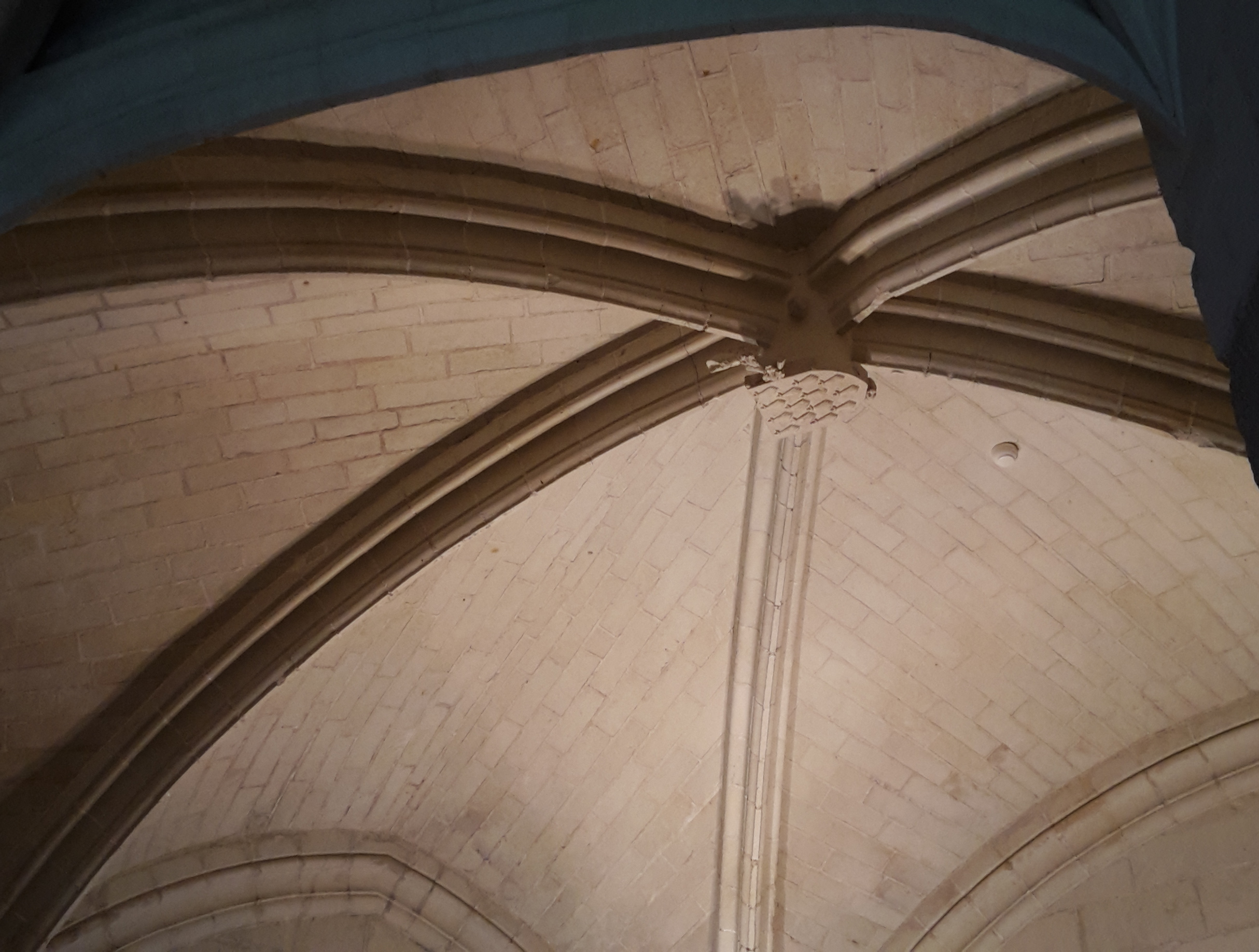
Voûte de la salle.
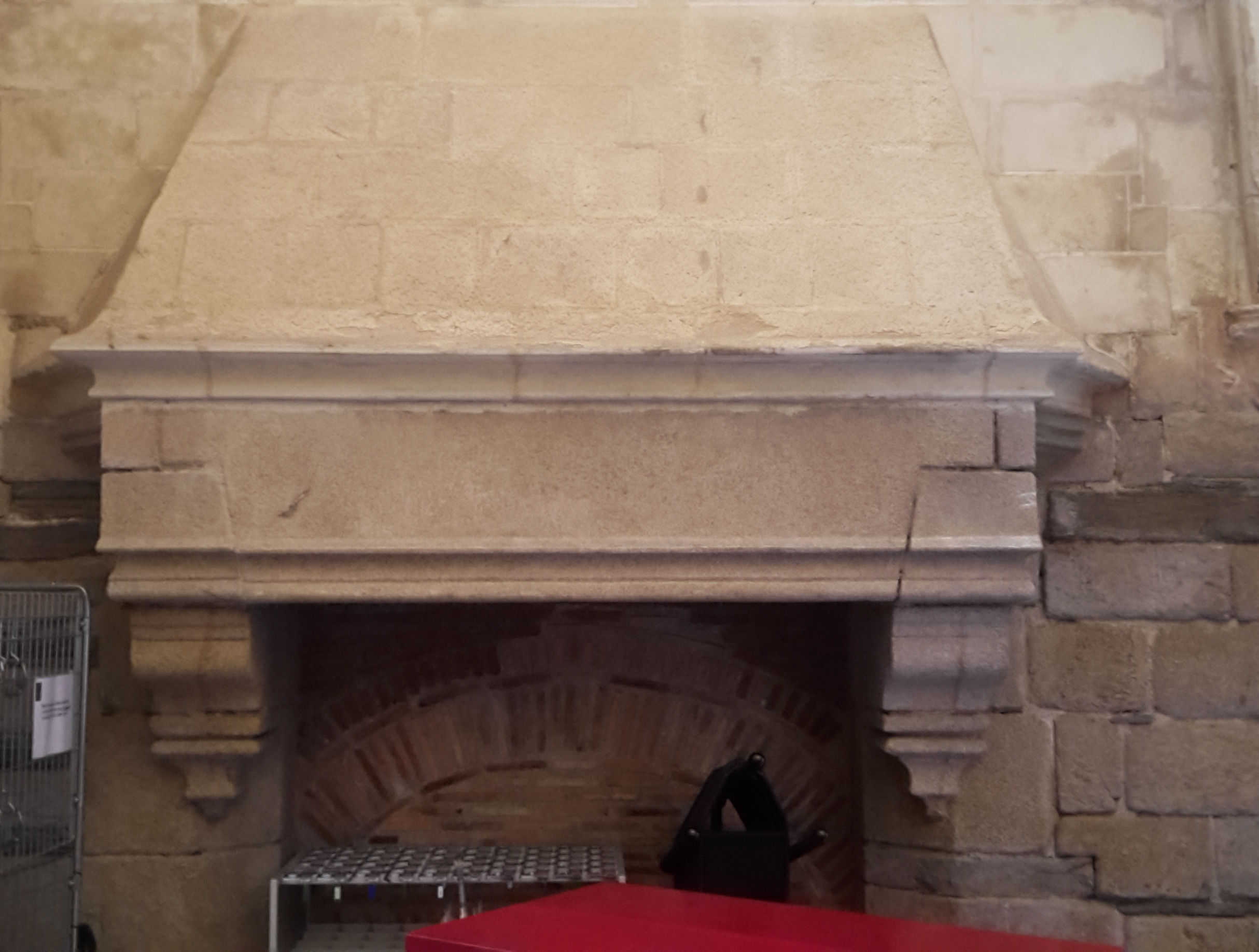
Cheminée de la salle.

#### Tour de la Rivière

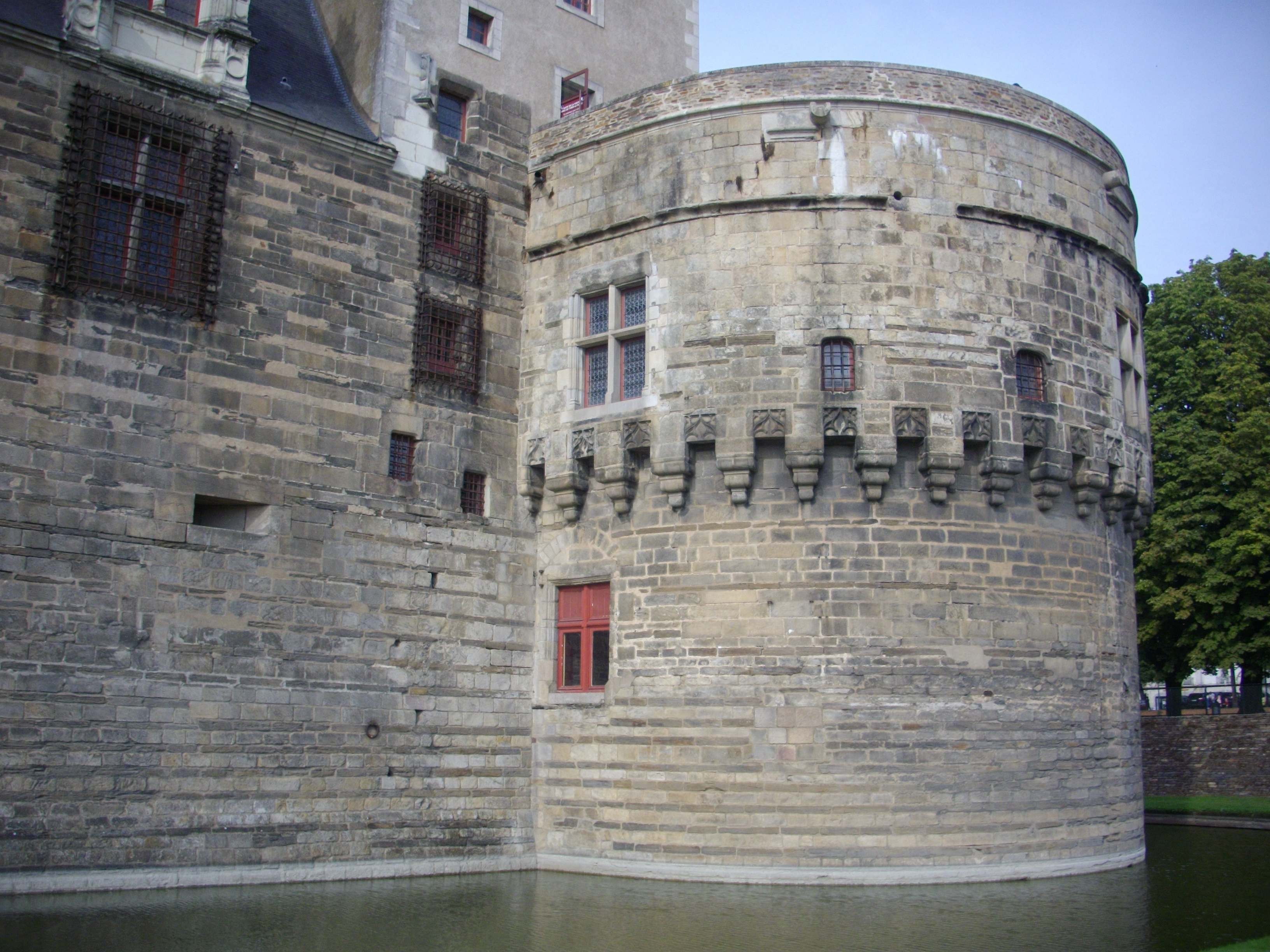
La tour vue des douves.

La tour de la Rivière, qui correspond à l'angle sud-est du château, est celle qui a été le moins altérée. Faisant onze mètres de diamètre pour quinze mètres de haut, elle est similaire à la tour du Port, et elle présente les mêmes mâchicoulis bretons. Le rez-de-chaussée, situé en dessous du niveau de la cour du château, n'a pas changé après le nivellement de celle-ci. Sa salle ne comprend qu'une fenêtre, ainsi qu'une grande cheminée gothique et un four à pain. Elle possédait autrefois deux casemates. L'étage comprend aussi une salle, voûtée sous Henri IV. Une canonnière, située sur le côté est de la tour, est encadrée par deux boulets de canon, l'un en fonte, l'autre en pierre. Ils rappellent une tradition du XVe siècle et ils auraient été placés par Anne de Bretagne pour rappeler le siège de 1487. La fenêtre de l'étage côté cour présentait autrefois un décor inhabituel et remarquable, détruit dans les années 2000. Désormais remplacée par une fenêtre à meneau entourée d'un décor feuillagé, cette fenêtre n'avait pas de meneau, et une retombée pendante en pierre faisait écho devant la fenêtre aux culots qui soutenaient l'archivolte. Au XVIIIe siècle, la tour a été surmontée d'une petite construction de deux étages, similaire à l'aile adjointe au Petit Gouvernement voisin. Ce bâtiment a été détruit en 1944 pour redonner à la tour son aspect d'origine. La tradition populaire faisait de cette tour le lieu de naissance d'Anne de Bretagne, mais la duchesse est née dans le château de la Tour Neuve, le château tel qu'il existe étant encore en construction à cette époque.

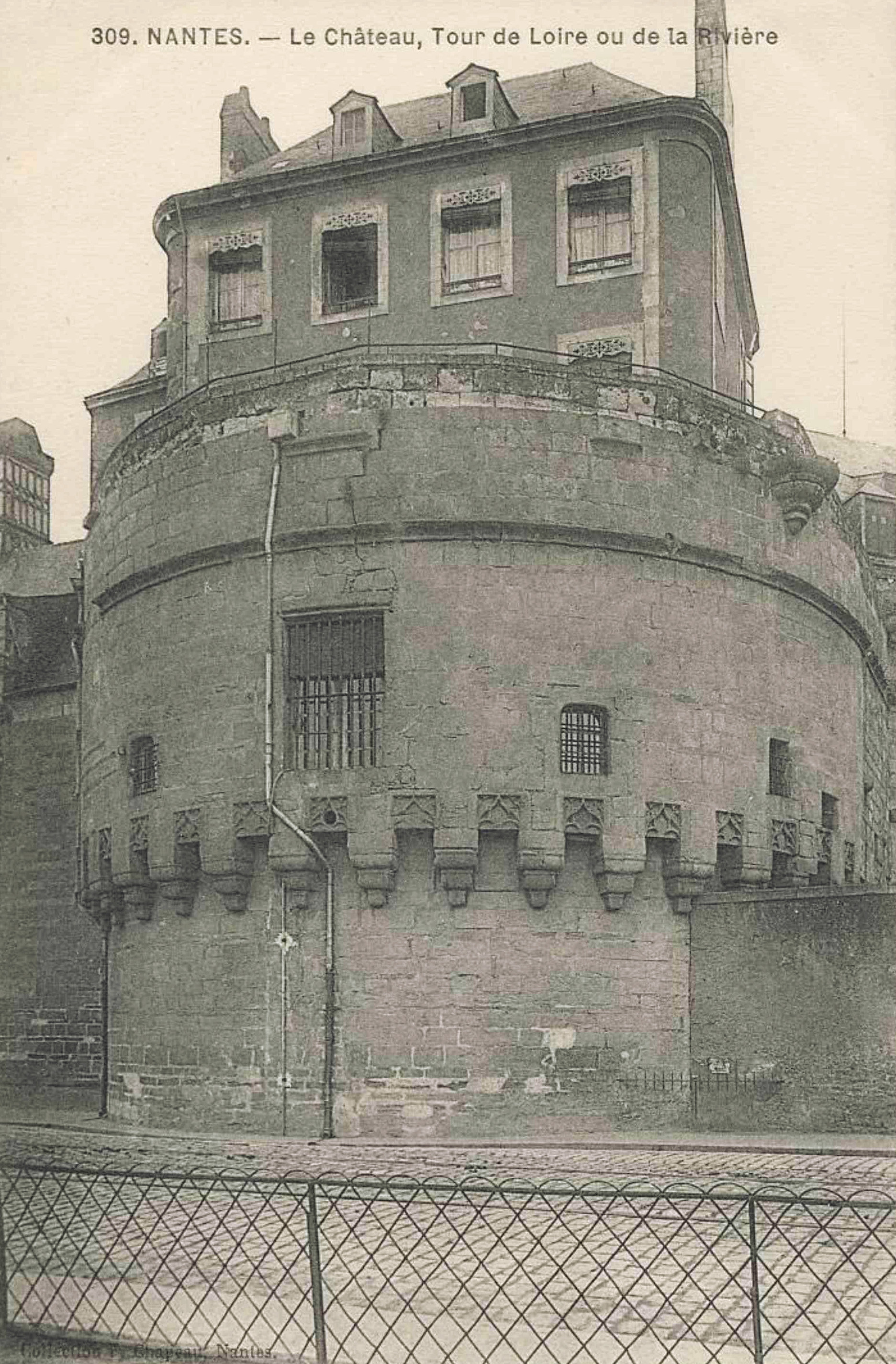
La tour et l'ancien bâtiment au-dessus.
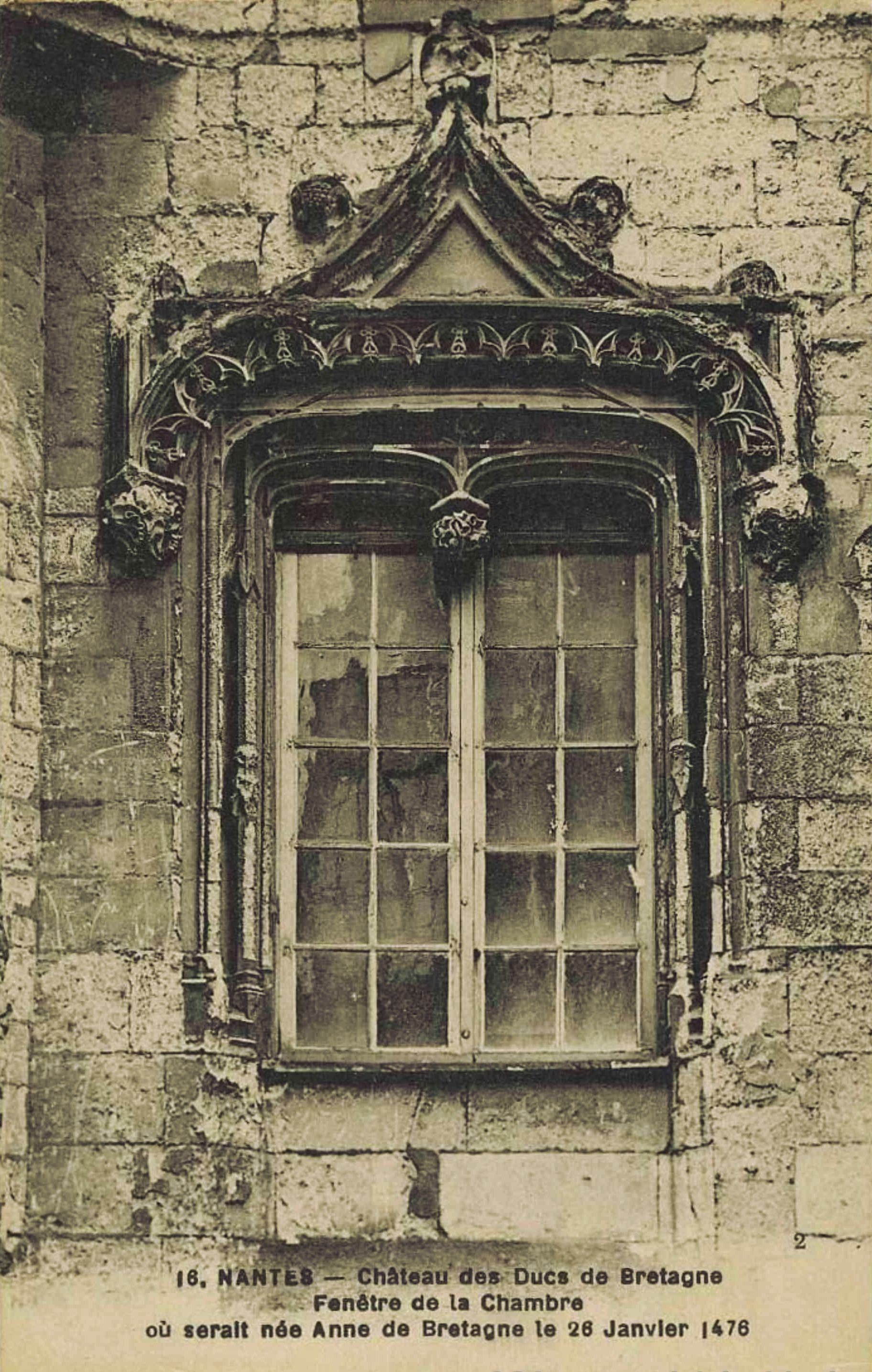
L'ancienne fenêtre à retombée.
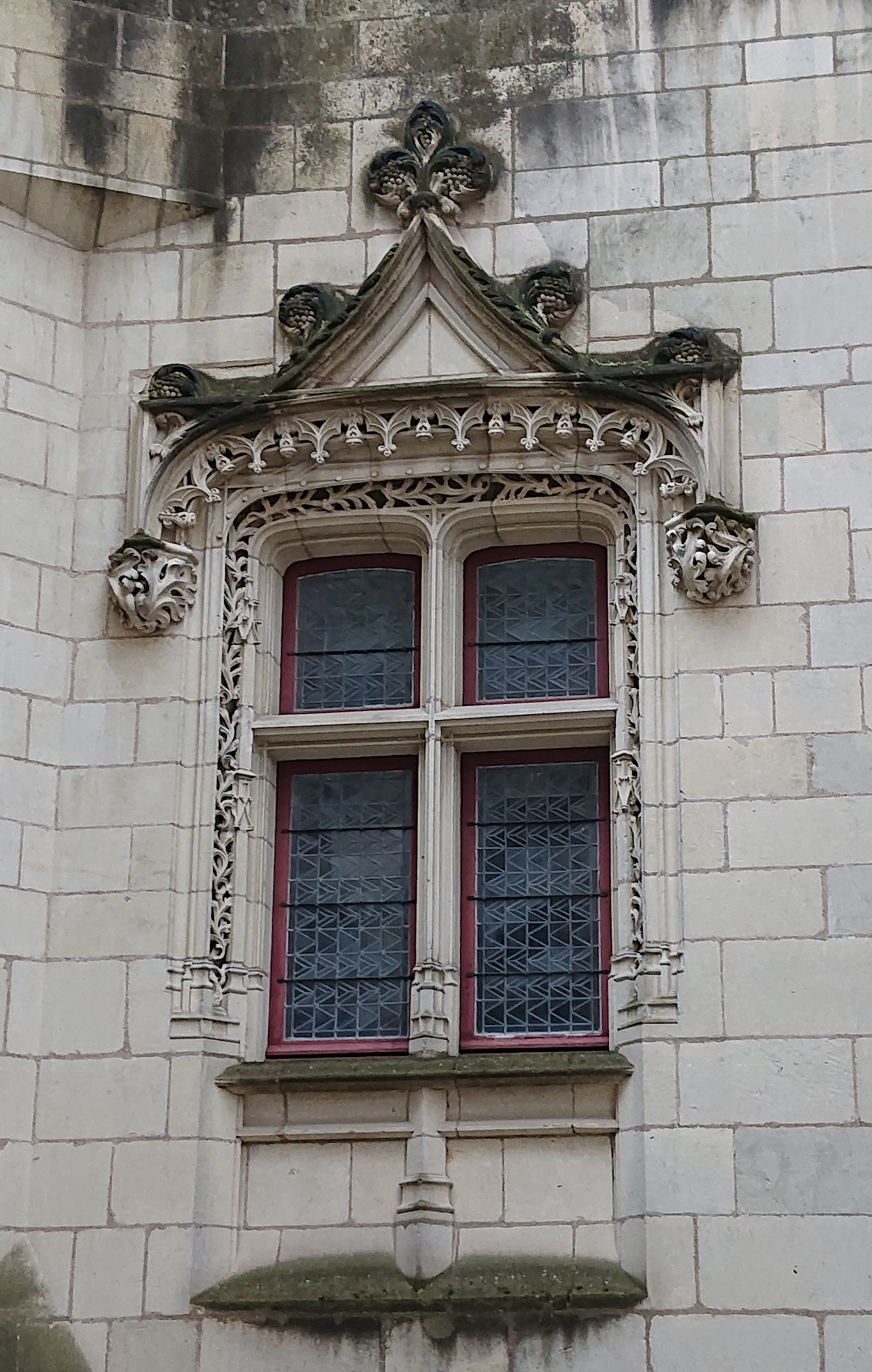
La même fenêtre rénovée.
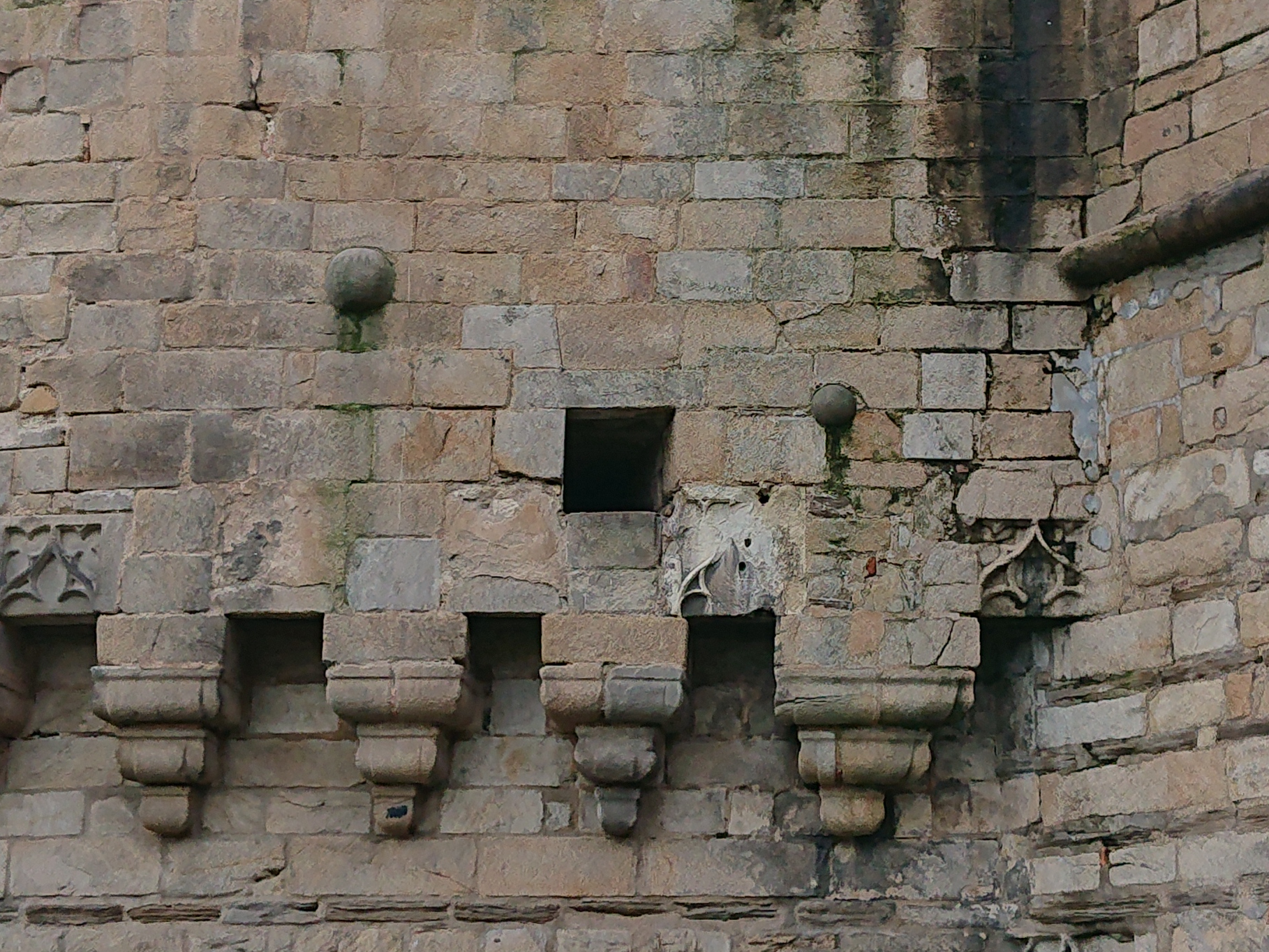
Les boulets sur la façade.

#### Tour du Fer-à-Cheval

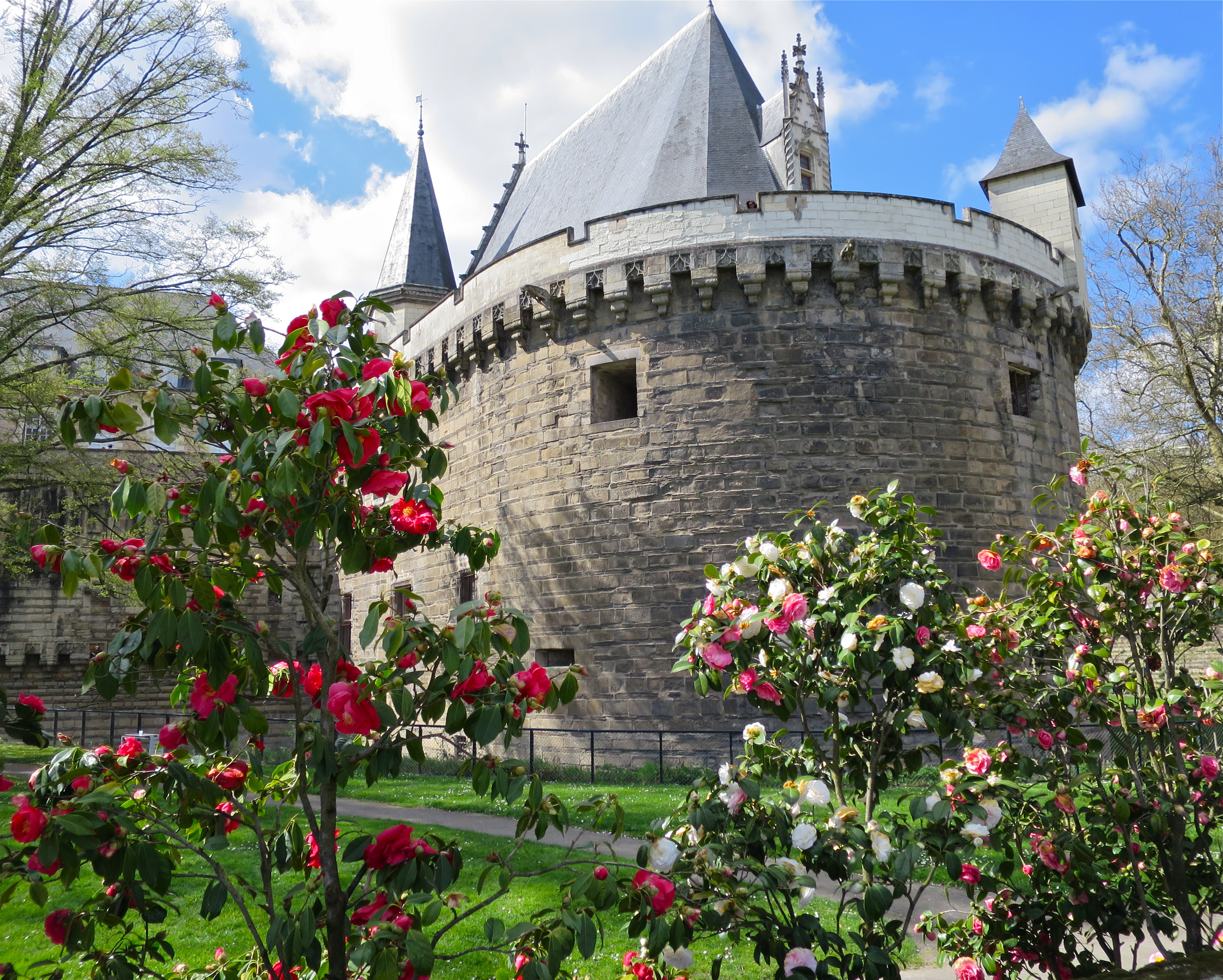
La tour du Fer-à-Cheval.

La tour du Fer-à-Cheval occupe l'angle nord-est du château. Elle a été construite suivant le plan classique des tours à canons bretonnes du règne de François II. Comme son nom l'indique, elle possède une forme en fer à cheval, et elle fait 30 mètres de long pour 18 mètres de large. Elle fait aussi 18 mètres de haut. Comme le reste du château, la tour a subi les conséquences du nivellement de la cour, et son sous-sol était destiné au départ à devenir un étage de plain-pied. Il est divisé en deux pièces, et il comprend six grandes casemates. Le rez-de-chaussée en comprend autant. Les trois étages, accessibles par un escalier à vis, ont été réaménagés plusieurs fois à partir du XVIe siècle. Dans les années 1950, les planchers du quatrième étage ont été supprimés et le troisième étage a été transformé en salle de conférence. La grande hauteur de la tour devait lui permettre de dominer la butte Saint-Pierre et les encorbellements de muraille du château. Son mur extérieur fait plus de sept mètres d'épaisseur. La tour possède deux chemins de ronde, l'un à l'intérieur, qui permettait de mieux coordonner les tirs, l'autre à l'extérieur, à ciel ouvert. La forme en fer à cheval permet d'éviter les angles morts et d'augmenter le nombre des axes de tir, faisant de la tour un véritable bastion arrondi.
La tour du Fer-à-Cheval semble avoir été projetée après le début des travaux de reconstruction du château. Il est même possible qu'elle ait été édifiée après le siège de 1487, qui aurait montré la faiblesse de ce côté du château. La tour a cependant été terminée sous François II, même si c'est Anne de Bretagne qui a fait construire la façade côté cour. La tour est tournée vers l'ancien lit de la Loire, et elle permettait de battre en enfilade à la fois la boire de Mauves et le canal Saint-Félix, tout en donnant aussi sur le faubourg de Richebourg et sur la route venant de l'est. Elle était renforcée par une puissante caponnière, dont subsistent des vestiges. Les éléments en tuffeau de la tour, c'est-à-dire sa façade sur cour et la lucarne placée à l'arrière, sont de style gothique flamboyant. La lucarne est amortie par un grand gâble, encadré par des pinacles et par la tourelle d'escalier. Le décor trahit l'épuisement du style gothique à la Renaissance : certains gâbles tendent par exemple à prendre la forme de bulbes. On trouve également des faisceaux de colonnettes décoratives tordues, comme au château de Blois.

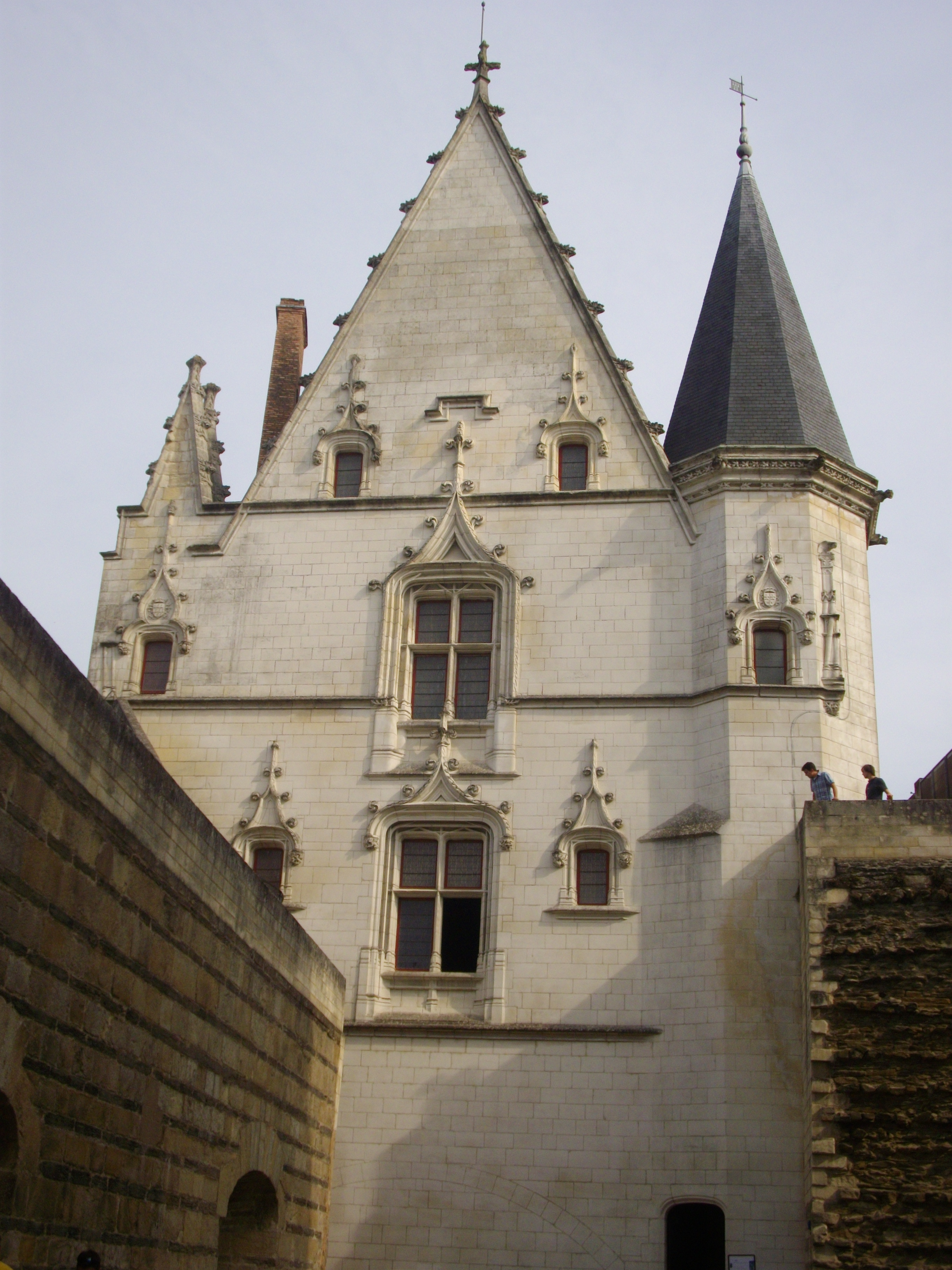
Façade sur cour de la tour.
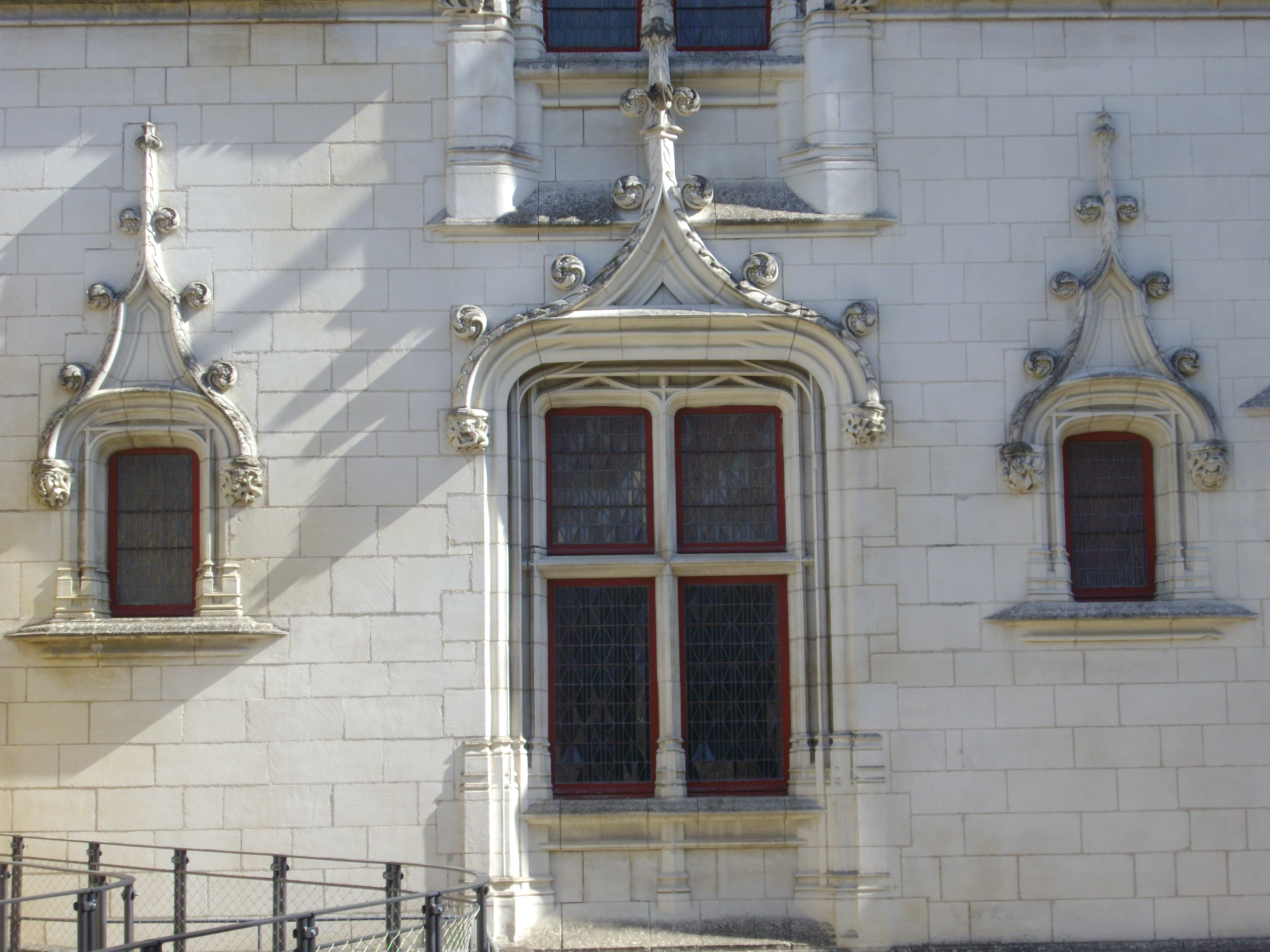
Détail de la façade.
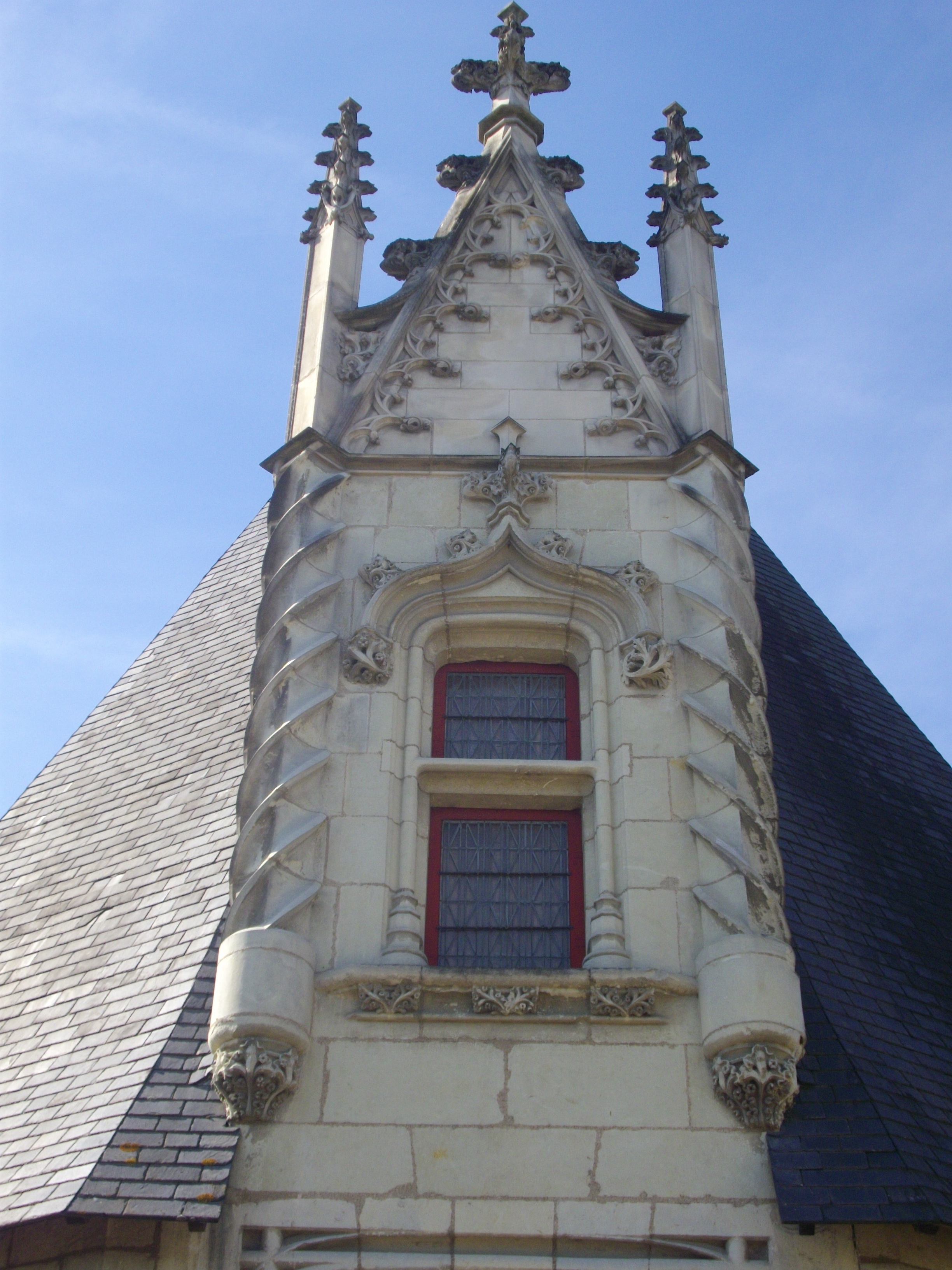
Lucarne côté douves.
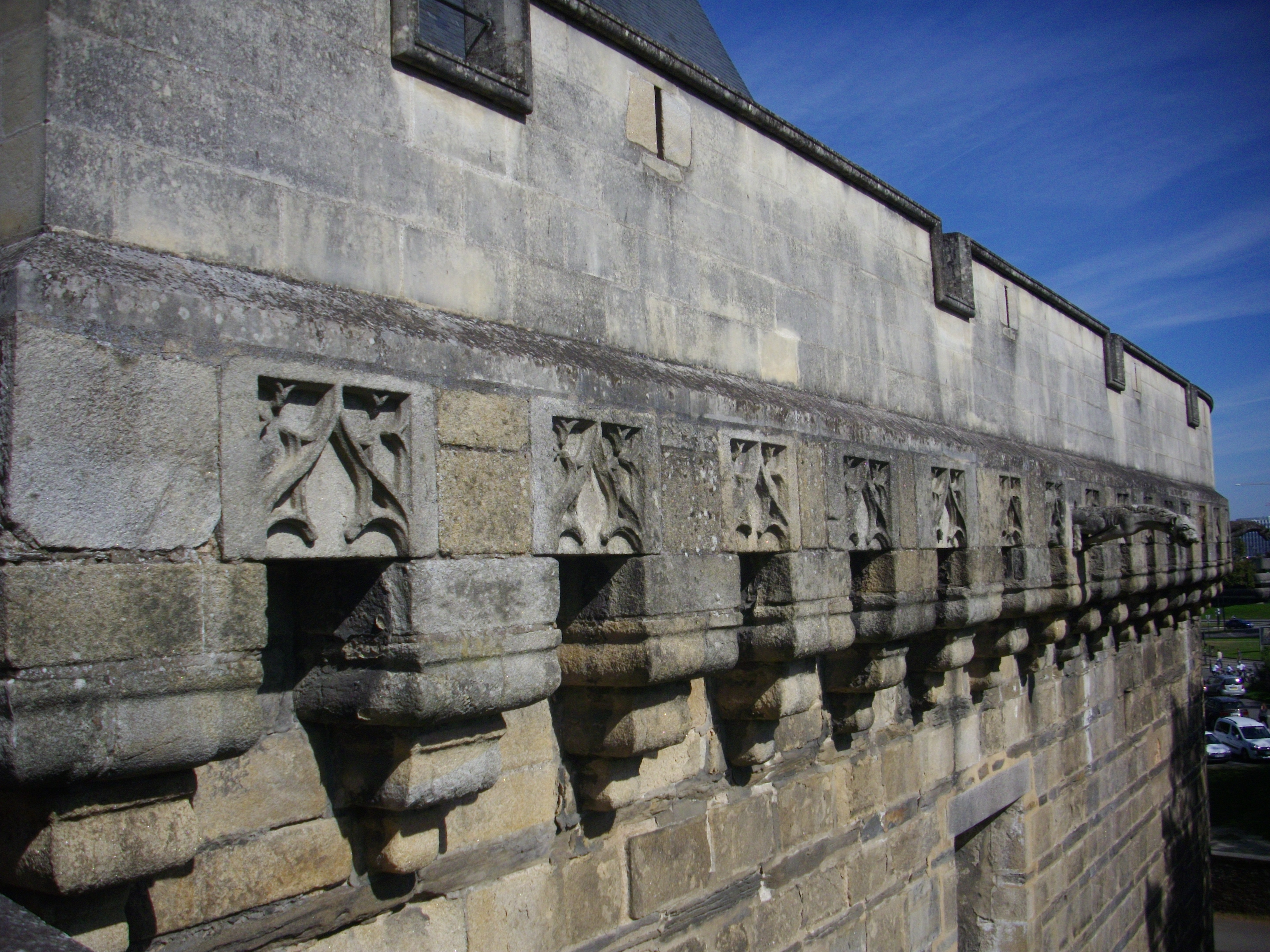
Mâchicoulis de la tour.

#### Vieux Donjon

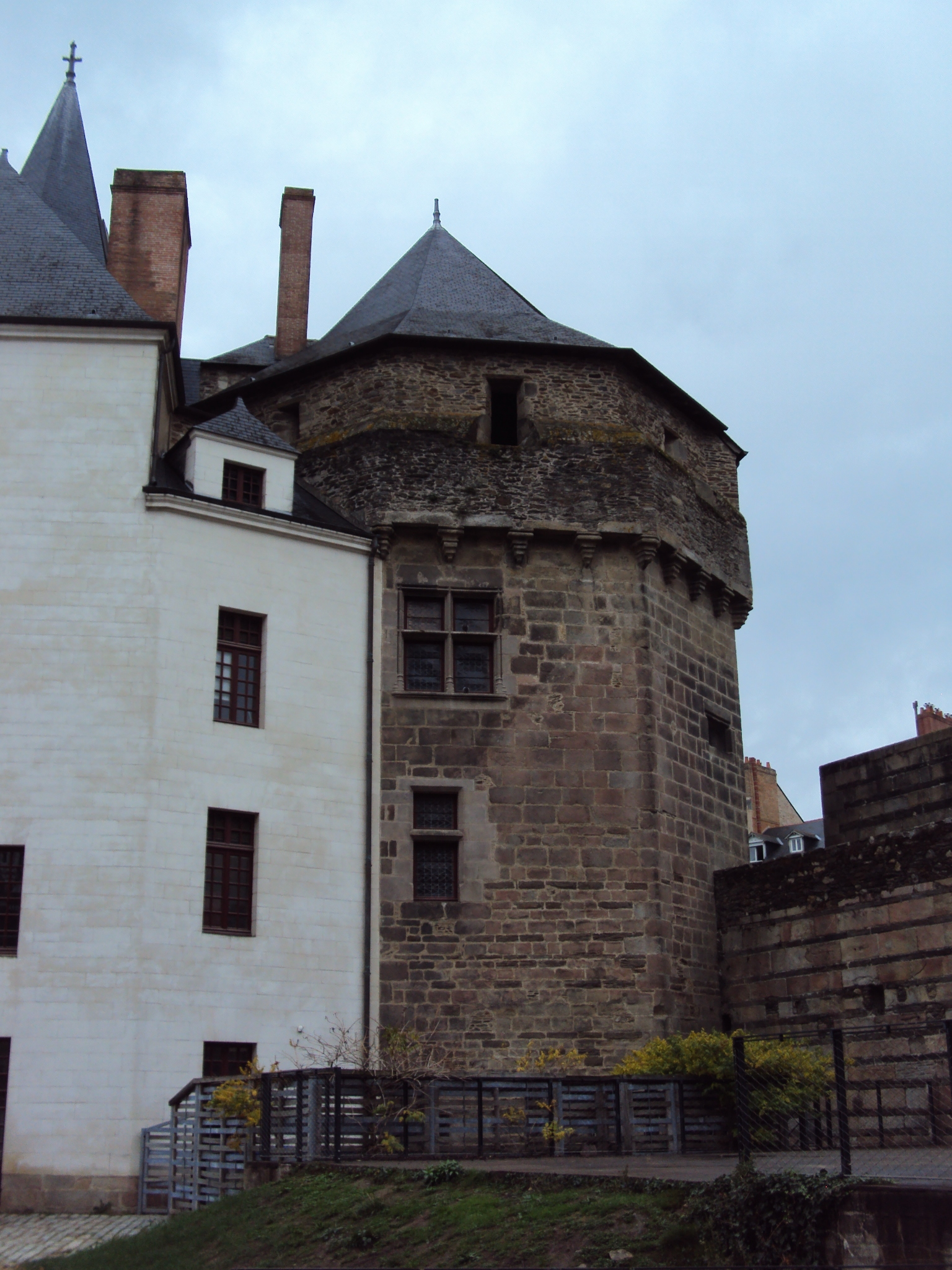
Le Vieux Donjon et son plan polygonal.

Le Vieux Donjon est une tour adossée à la courtine nord. C'est le seul élément survivant de l'ancien château de la Tour Neuve, et il marquait la jonction entre le château et les remparts de la ville. Contrairement à ce que son nom suggère, la tour n'a jamais été un donjon, mais elle a toujours servi de simple tour d'enceinte. Son plan polygonal irrégulier et ses murs en moyen appareil de granit tranchent avec le reste des éléments du château. Le Vieux Donjon englobe une tour d'enceinte datant du Bas-Empire romain, de 8,60 mètres de diamètre. Cette tour antique a été réemployée lors de la construction du château de la Tour Neuve au XIIIe siècle, puis elle a été reprise par Jean IV vers 1367, lorsqu'il a fait restaurer quatre tours du château. Ces tours adoptaient toutes un plan polygonal, mais le Vieux Donjon est la seule qui soit conservée lors de la reconstruction du château au XVe siècle. Elle est alors incorporée dans l'aile en retour du Grand Gouvernement, et ses étages font partie du logement du lieutenant du roi.
Le Vieux Donjon fait partie d'un ensemble de tours reprises ou construites par Jean IV, tout comme la tour Solidor à Saint-Servan, la tour de Cesson, la tour du château de Hédé et la tour maîtresse du château de Dinan. Plus près de Nantes, le duc avait aussi fait construire des tours à Pirmil et Champtoceaux mais elles ont disparu depuis. Pour l'historien André Mussat, le Vieux Donjon présenterait peut-être la première occurrence de mâchicoulis bretons, caractérisés par des consoles en pyramide inversée, mais la tour a été transformée à plusieurs reprises, et son aspect remonte surtout au XVe siècle.

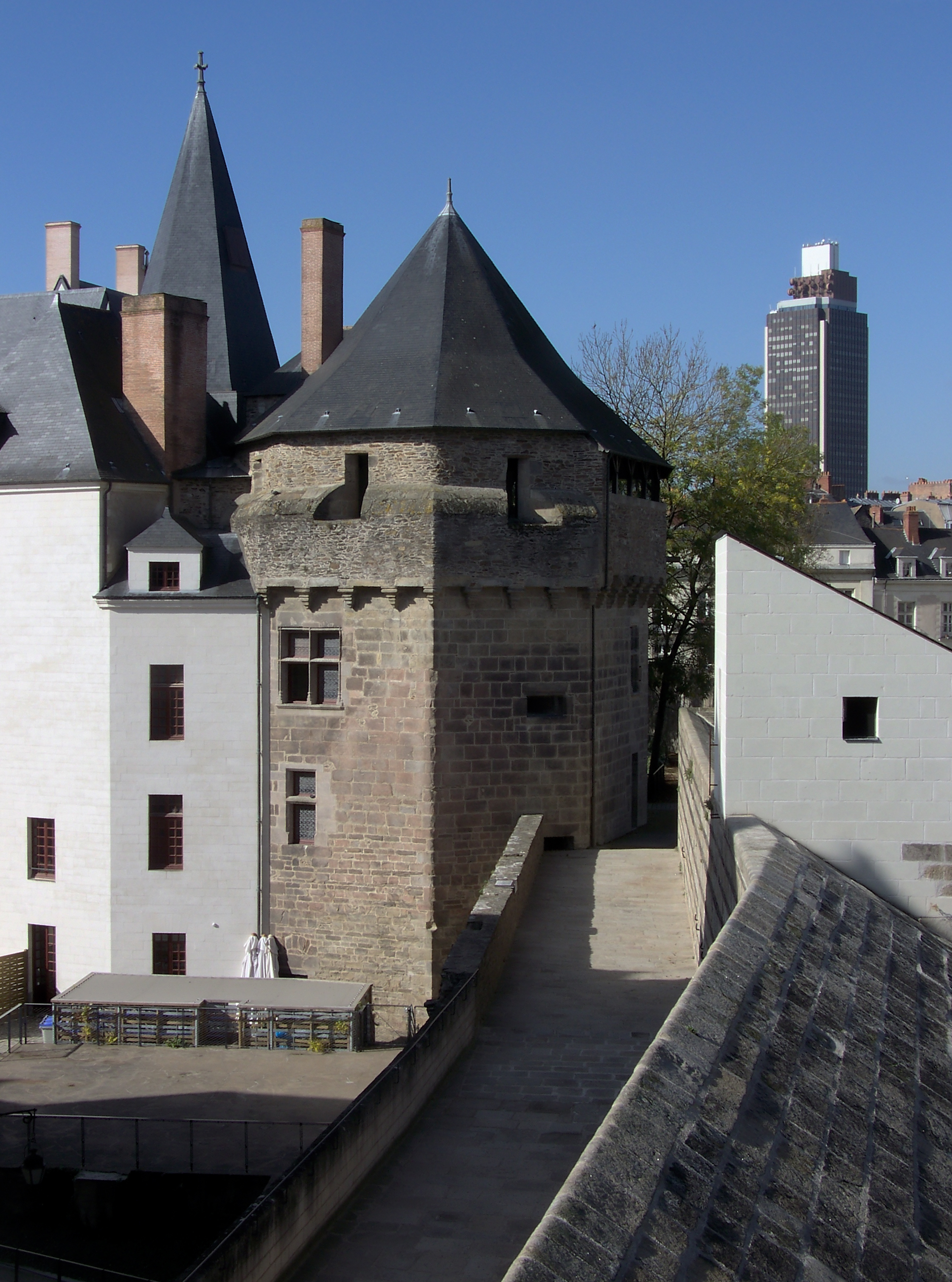
Le Vieux Donjon vu du chemin de ronde.
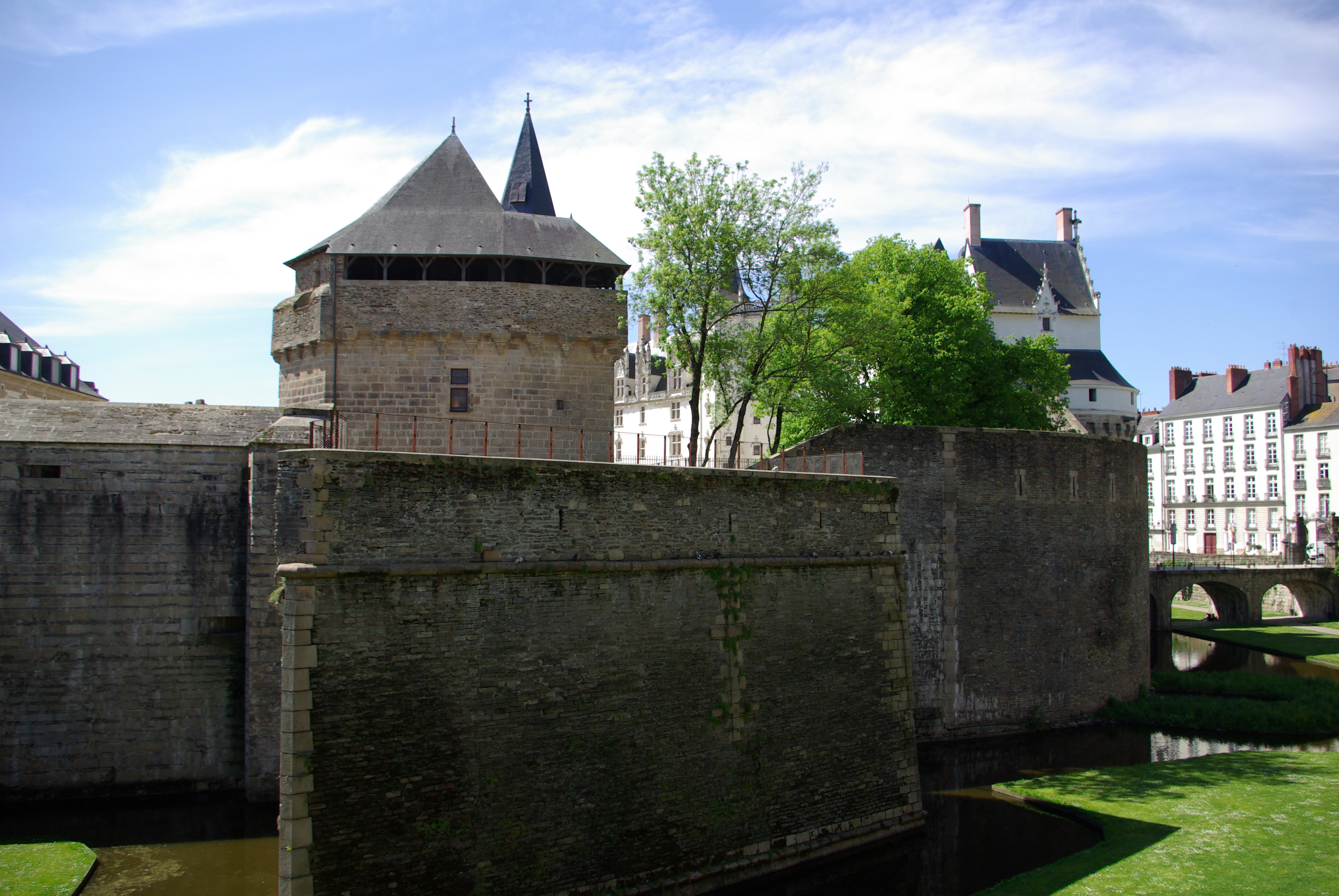
Le Vieux Donjon vu des douves.
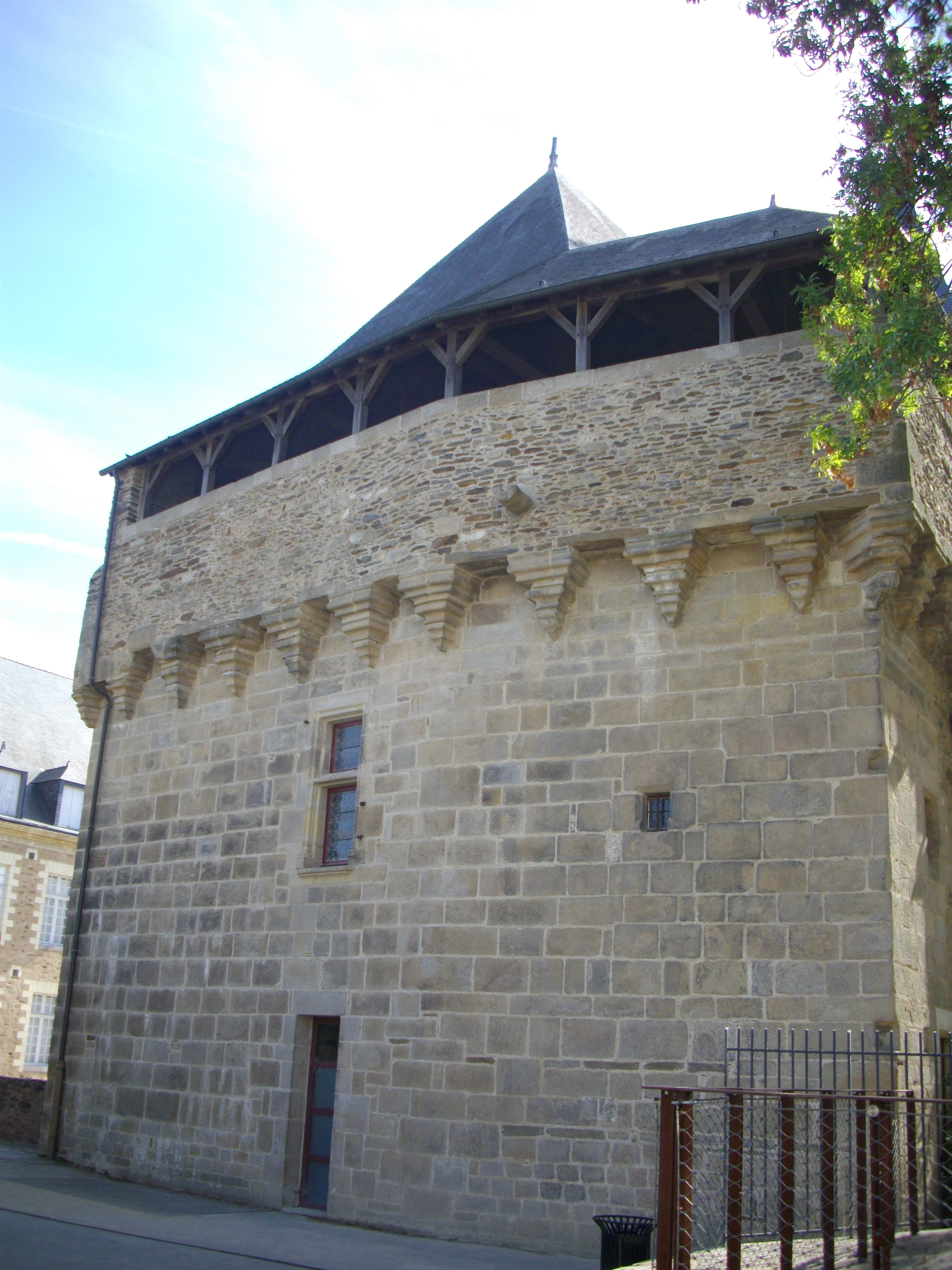
La façade côté douves.

#### Bastion Saint-Pierre

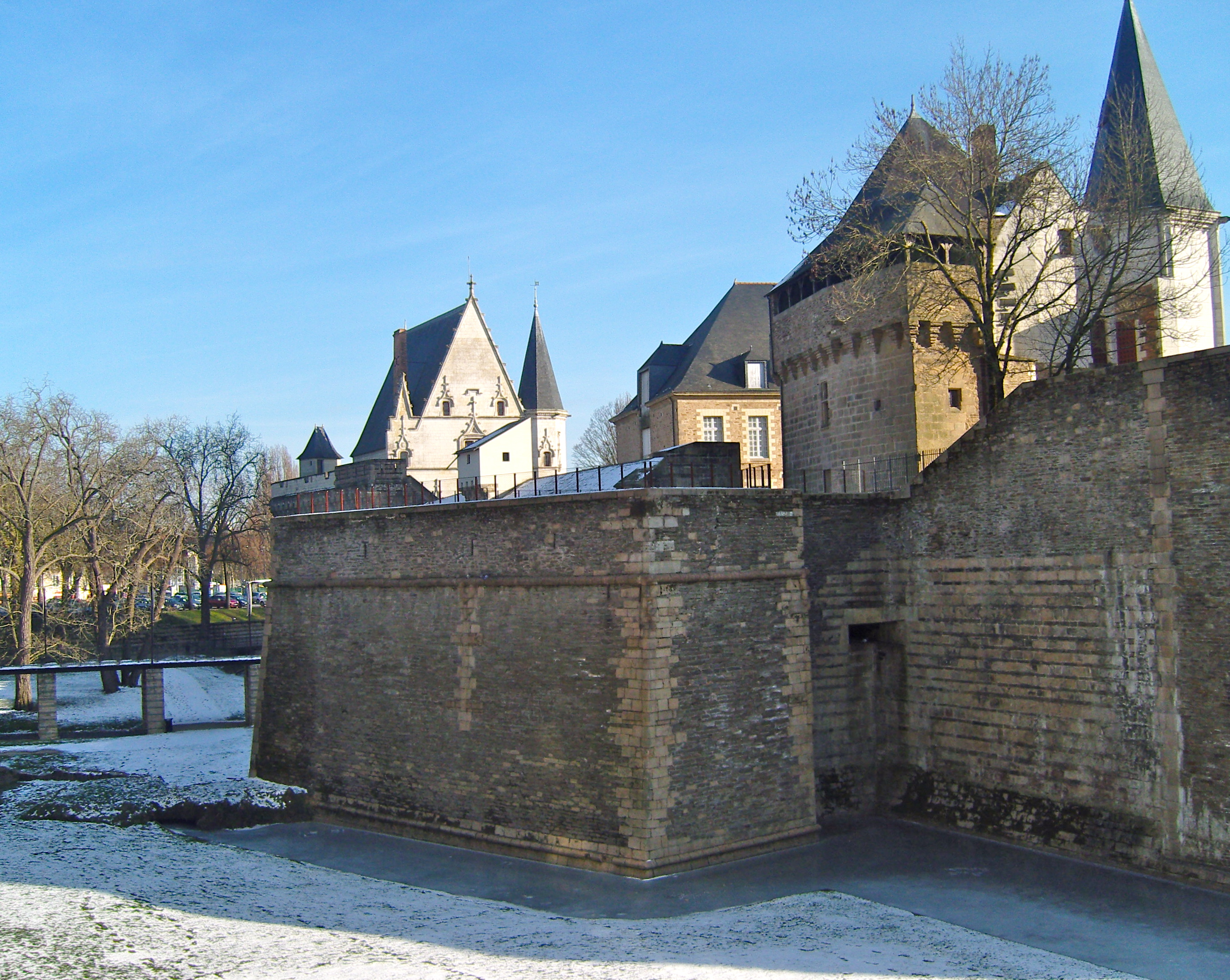
Le bastion Saint-Pierre.

Le bastion Saint-Pierre a été construit au XVIe siècle sur les ordres du duc de Mercœur, afin d'adapter le château à l'artillerie moderne. Le duc avait aussi fait construire un bastion côté Loire, et une terrasse à l'emplacement du Harnachement, mais ils ont été détruits ultérieurement. Le bastion Saint-Pierre est situé au nord du château, en direction de la cathédrale Saint-Pierre-et-Saint-Paul. Sa principale utilité était de protéger le point de jonction entre la muraille nord du château, et les remparts de la ville. Arasé de moitié en 1904, il a été aménagé en terrasse au XXe siècle. Dans les années 2000, des fouilles ont permis de découvrir un reste possible d'échauguette. Selon l'architecture militaire de son époque, le bastion possède des formes carrées, qui évitent les angles morts présents sur les tours rondes médiévales. Il comprenait des salles basses et une terrasse d'artillerie qui pouvaient accueillir de nombreux canons. Ses façades, inspirées par le maniérisme, sont ornées de croix de Lorraine tenues par un boudin de granit blond, qui symbolise une ceinture de chasteté qui entoure une forteresse que l'on souhaite inviolable.

#### Tour des Espagnols

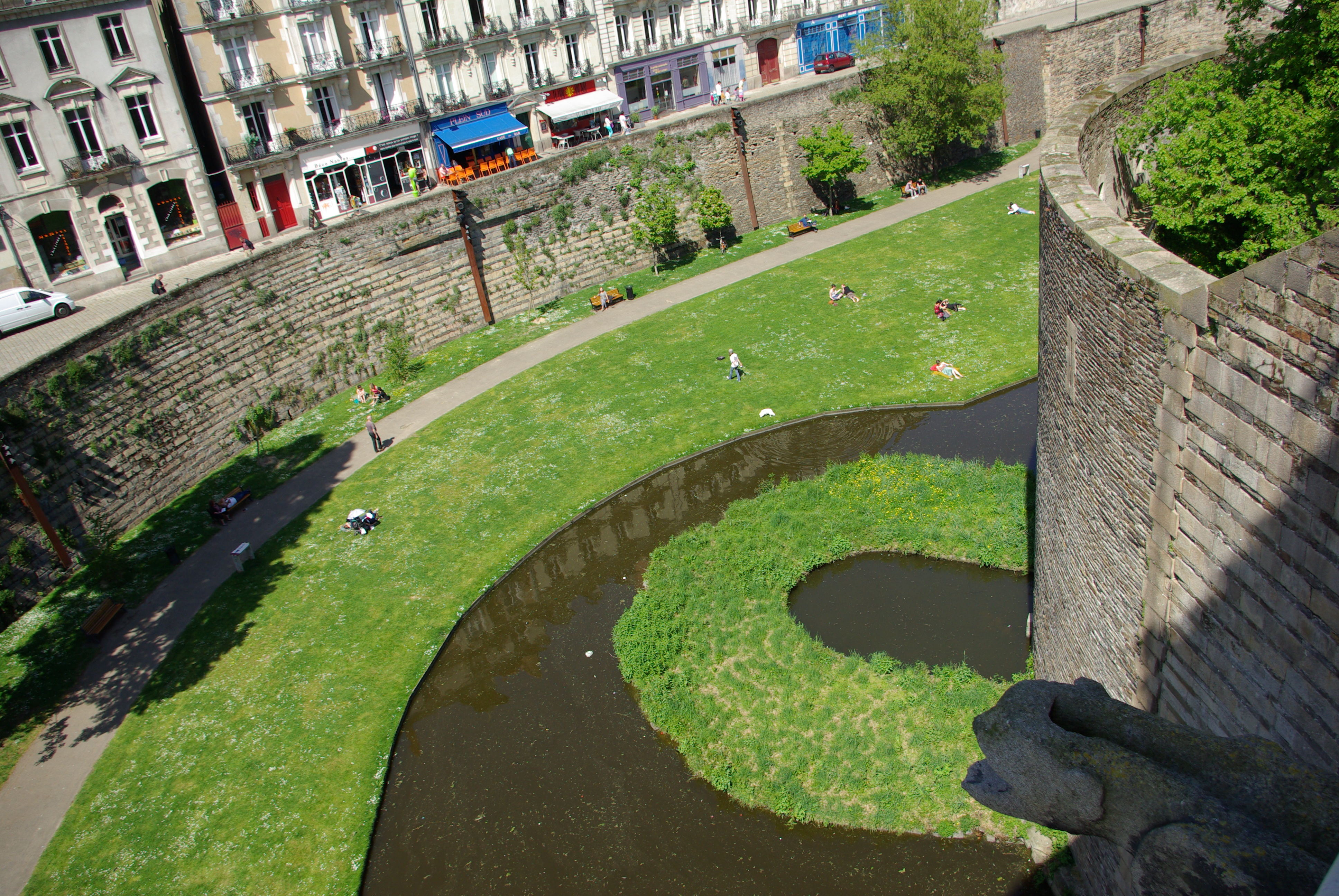
Fondations de la tour.

Cette tour a disparu en 1800 et il n'en reste que les fondations, visibles dans les douves. Elle devait son nom aux prisonniers espagnols qui y avaient été enfermés au XVIIe siècle. Elle s'appelait à l'origine « tour de l'Épargne », et sa salle du premier étage était utilisée pour stocker le trésor ducal au XVe siècle. Comme la tour des Jacobins, elle n'avait pas d'escalier, et chacun de ses étages communiquait avec le Grand Gouvernement et avec son aile nord. La tour a servi d'entrepôt de poudre pendant la Révolution, et l'effondrement d'un plancher a provoqué son explosion en 1800.

### Autres éléments

#### Puits
Le puits, situé au pied de la tour de la Couronne d'Or, date du XVe siècle. Il comprend une margelle en granit surmontée d'une grande structure en fer. La base forme un heptagone, et la structure en fer comprend sept poulies. Chaque angle de la margelle est orné d'une sculpture d'un animal ou d'un hybride, dans la tradition des gargouilles. Sur un côté apparaît également un blason, trop érodé pour être identifié. Les sculptures possèdent chacune un conduit d'évacuation, qui n’a pourtant aucun rôle fonctionnel. Elles représentent des créatures choisies pour leur puissance symbolique : le lion, le sanglier, un animal à écailles qui est peut-être un dragon, et un corps de singe à visage humain.

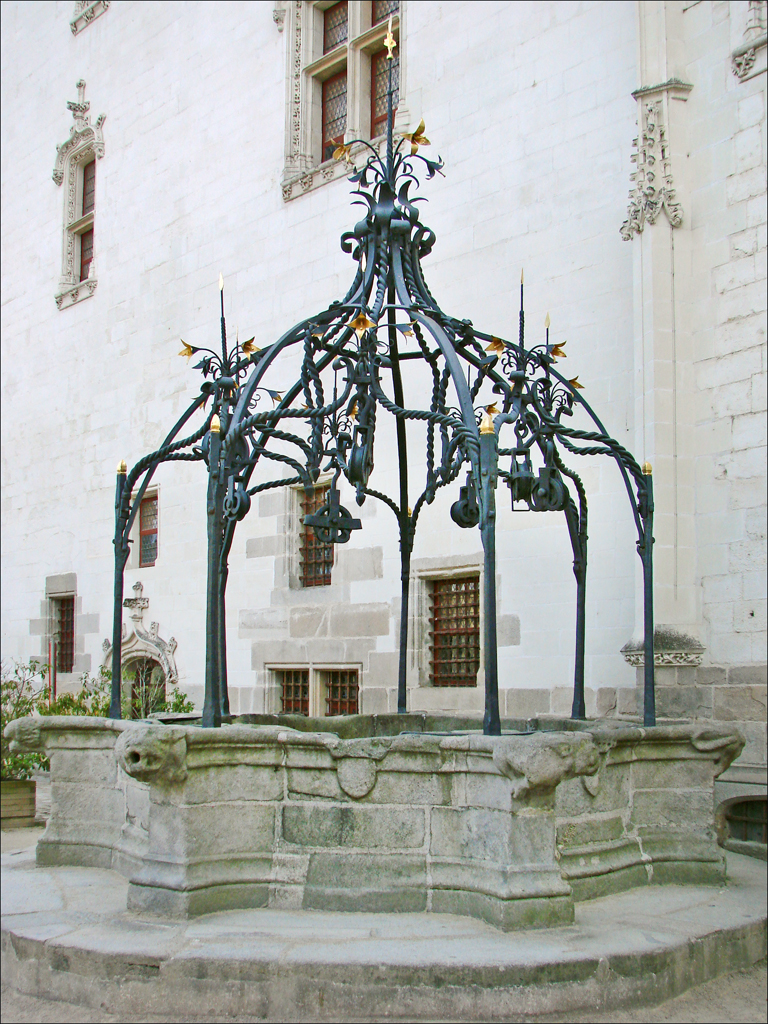
Vue d'ensemble du puits.
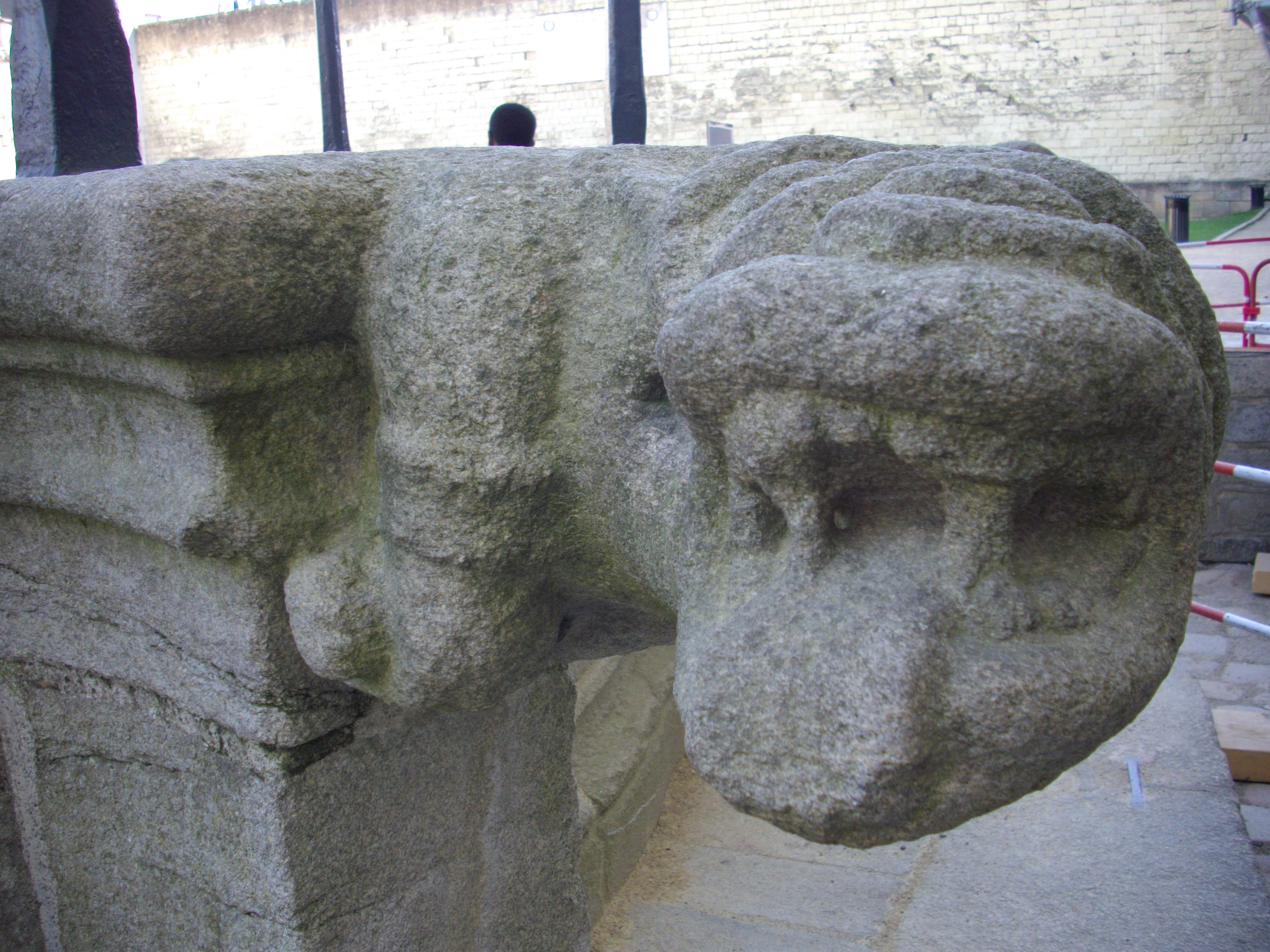
L'une des gargouilles.
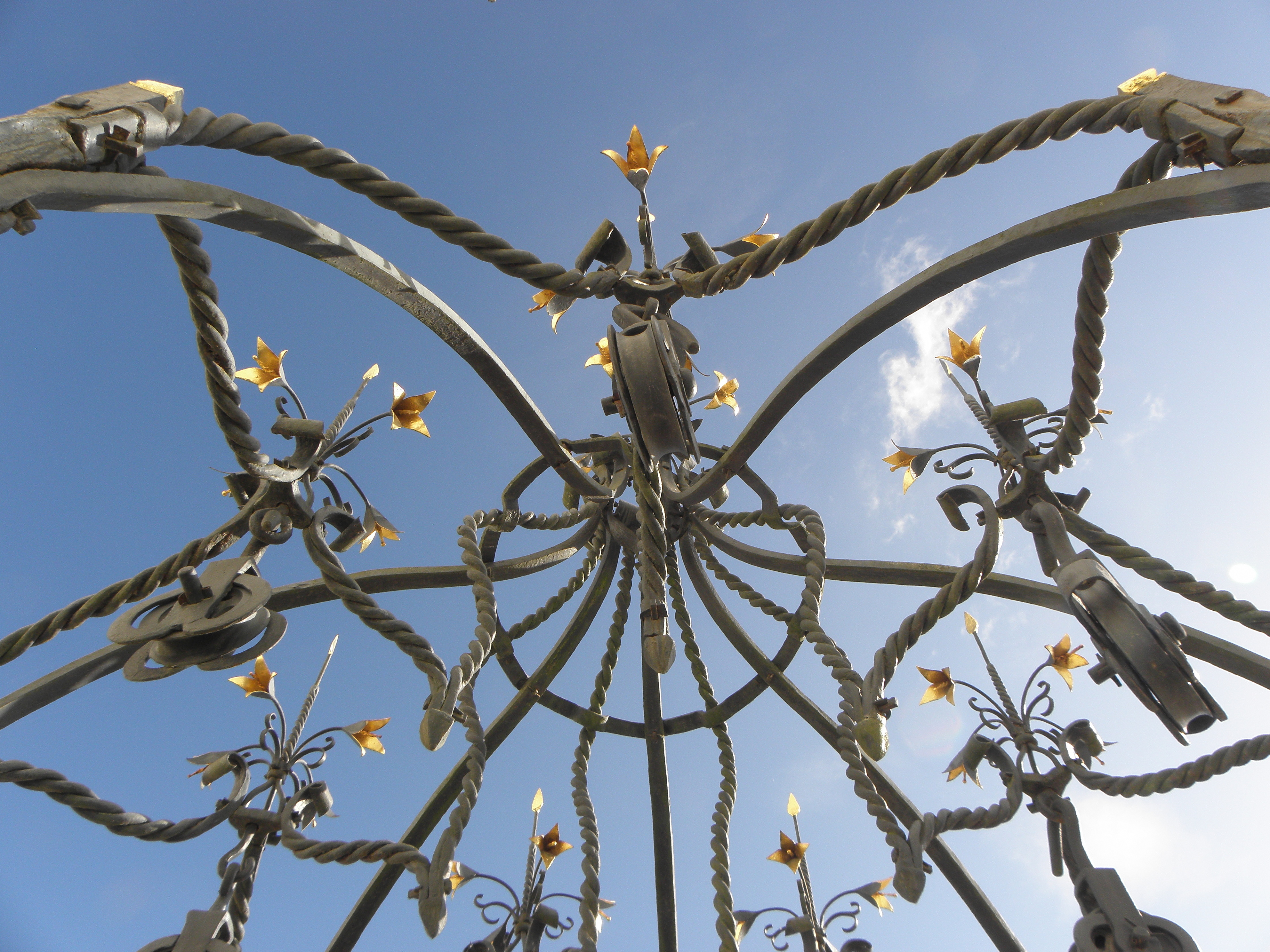
Détail de la ferronnerie.

#### Pont de Secours

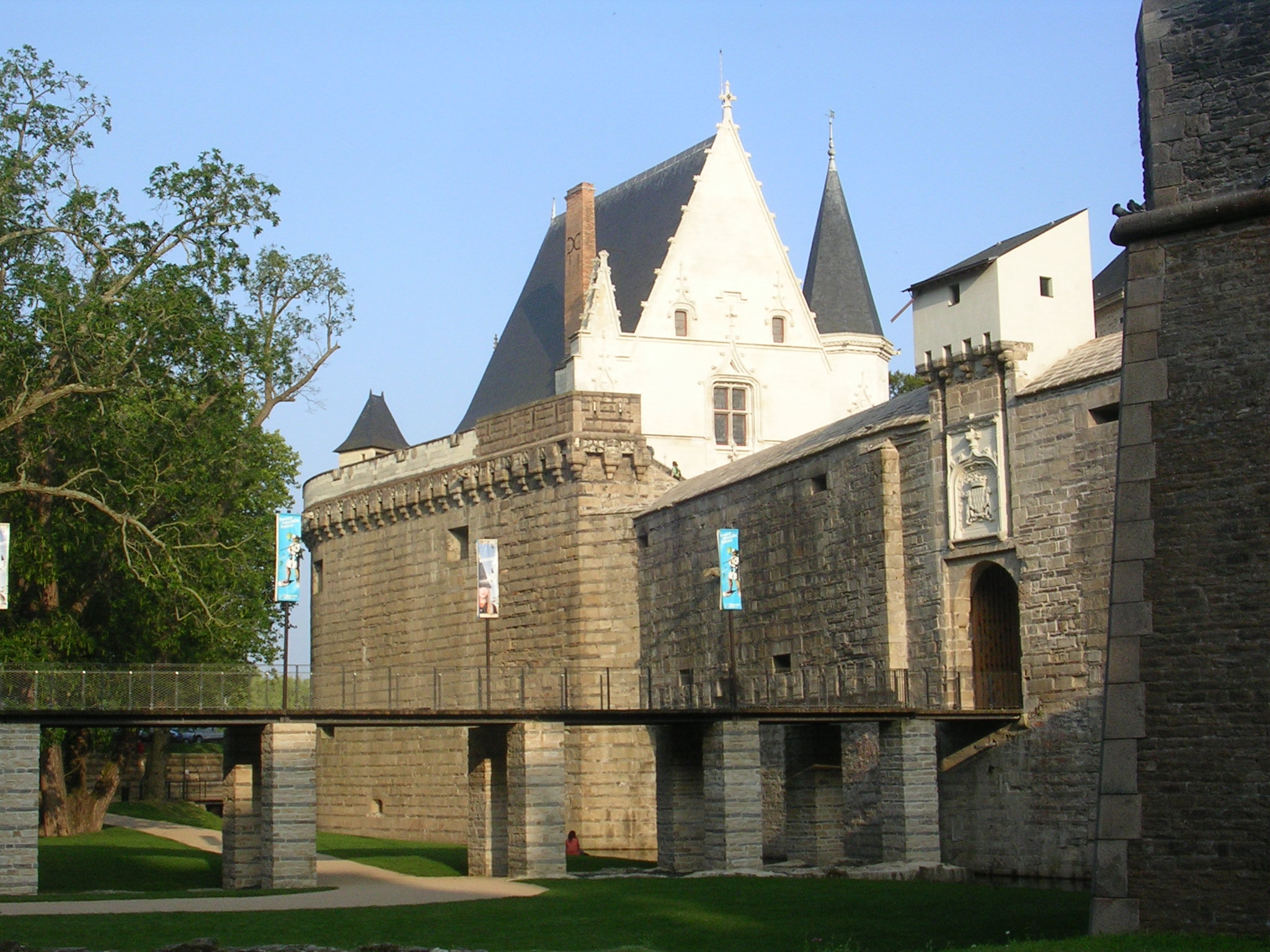
Le Pont de Secours.

Le pont de Secours est un pont secondaire, situé au nord du château. Construit à la fin du XVe siècle ou au début du XVIe siècle, en bois sur de hautes piles maçonnées, il permet de traverser les douves et de relier le château à l'extérieur. Ce pont, transformé de multiples fois, avait disparu en 1863, mais sa reconstruction a été décidée pendant la campagne de restauration des années 2000. Son environnement avait changé depuis, puisque le cours Saint-Pierre avait été créé de l'autre côté, et que la modification du niveau de la cour du château et la construction de la rue Prémion avaient bouleversé ses abords. Lors de la reconstruction du pont, il ne restait plus que la base de ses piles, et la poterne d'entrée dans l'enceinte du château avait également perdu ses éléments défensifs. Il a ensuite retrouvé son aspect de la Renaissance, avec des piles alternant schiste et granit et une surface en bois.

#### Harnachement
Le Harnachement, construit en 1784 dans un style utilitaire, n'a aucun lien avec les bâtiments plus anciens du château. Vaste édifice rectangle haut de deux étages, il occupe un fond de cour, le long de la courtine sud-est. Sa construction est intervenue dans le contexte de la Guerre d'indépendance des États-Unis, le gouvernement français redoutant une grande revanche militaire de la part de l'Angleterre. Il devait servir à fabriquer et entreposer armes et munitions, qui pouvaient être envoyées dans les arsenaux de la côte en cas de besoin. Il accueillit le musée de la Marine en 1956, et il sert depuis 2007 aux expositions temporaires du musée d'Histoire de Nantes. Avant sa construction, l'emplacement était occupé par la terrasse du Levant, élément bastionné construit par le duc de Mercœur au XVIe siècle. Des pierres d'accroche visibles sur la courtine témoignent de cet élément disparu. Dans les années 1950, la démolition du Harnachement, puis l'arasement de ses deux derniers niveaux, furent envisagés, afin de rendre à la cour toute sa superficie et de rendre à nouveau visible la tour du Fer-à-Cheval. D'autres constructions utilitaires du même type ont quant à elles disparu au début du XXe siècle, comme la halle aux engins qui s'étendait entre le Grand Logis et le Petit Gouvernement, le long de la courtine de Loire, et la laverie et la glacière qui se trouvaient en prolongement de la Conciergerie,.

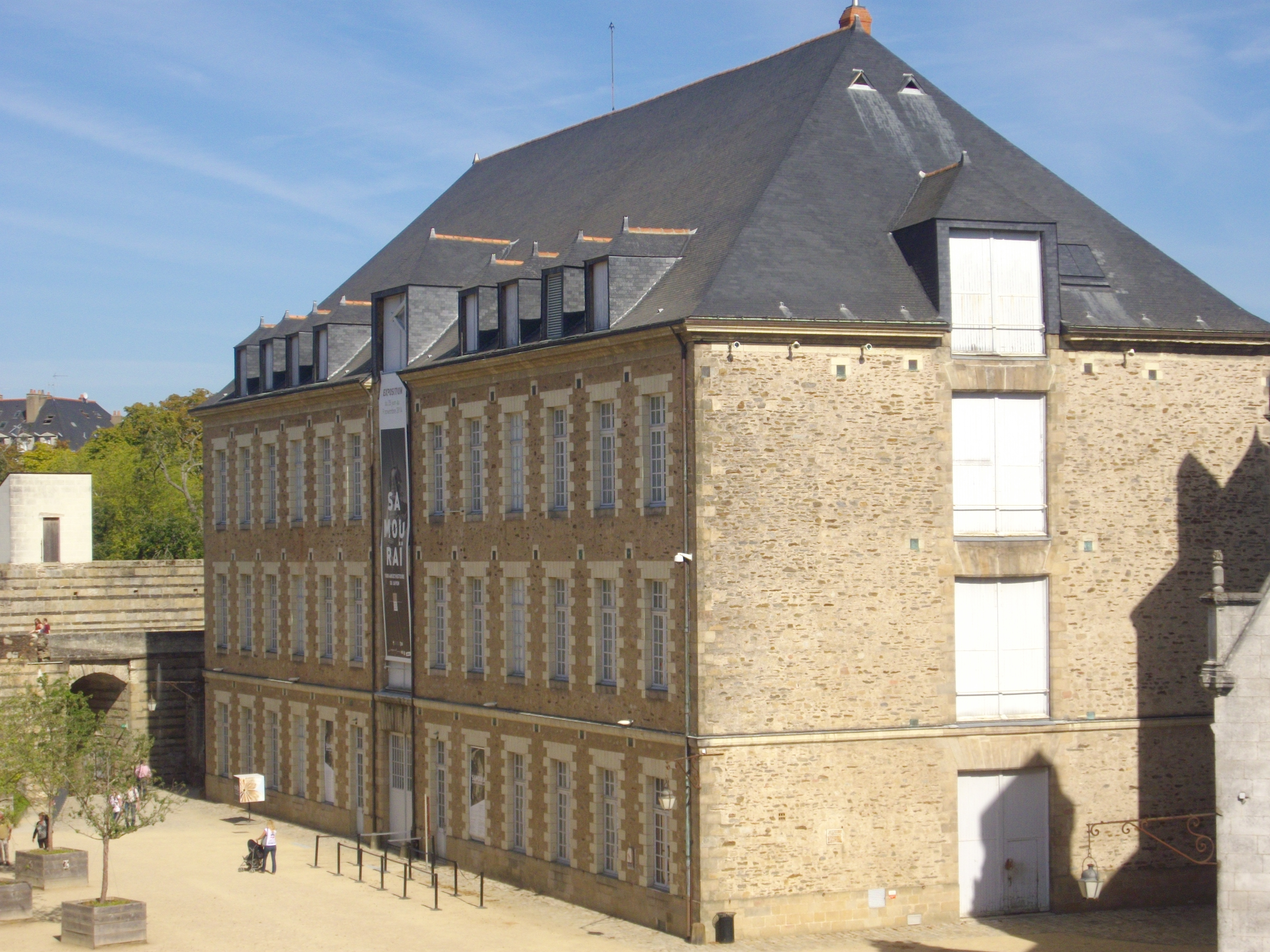
Le Harnachement.
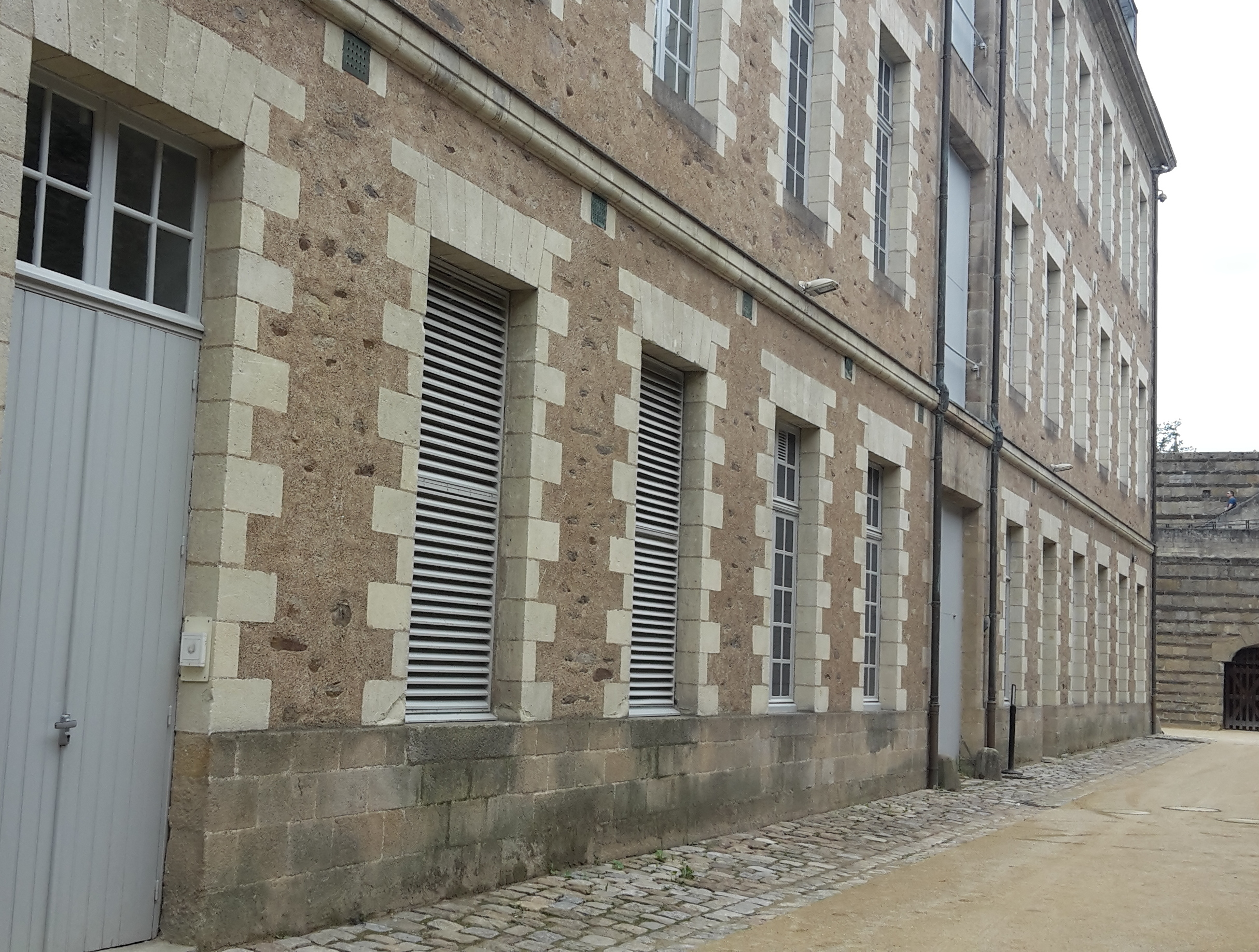
L'arrière du bâtiment.
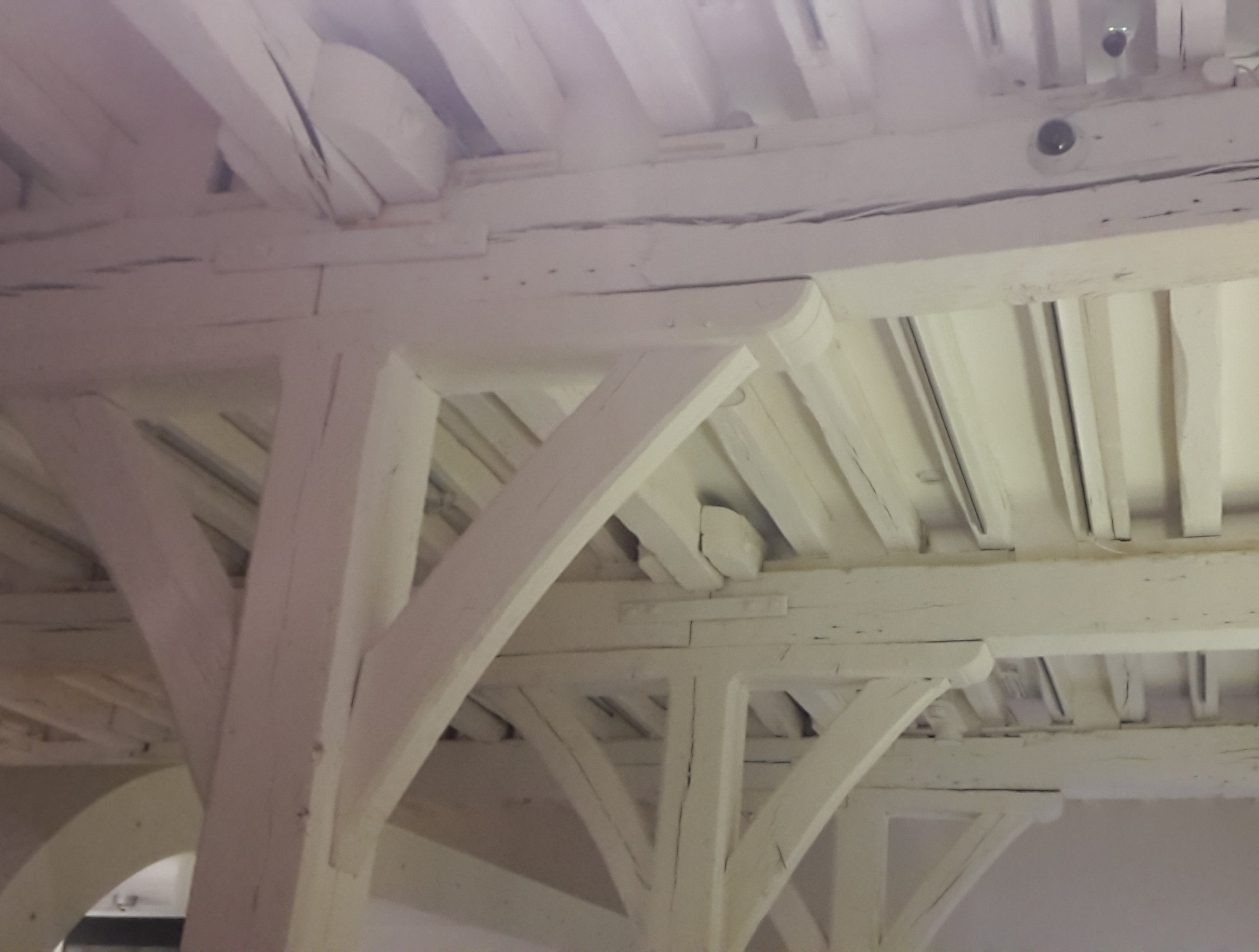
Plafond du rez-de-chaussée.

### Archéologie

#### Muraille gallo-romaine

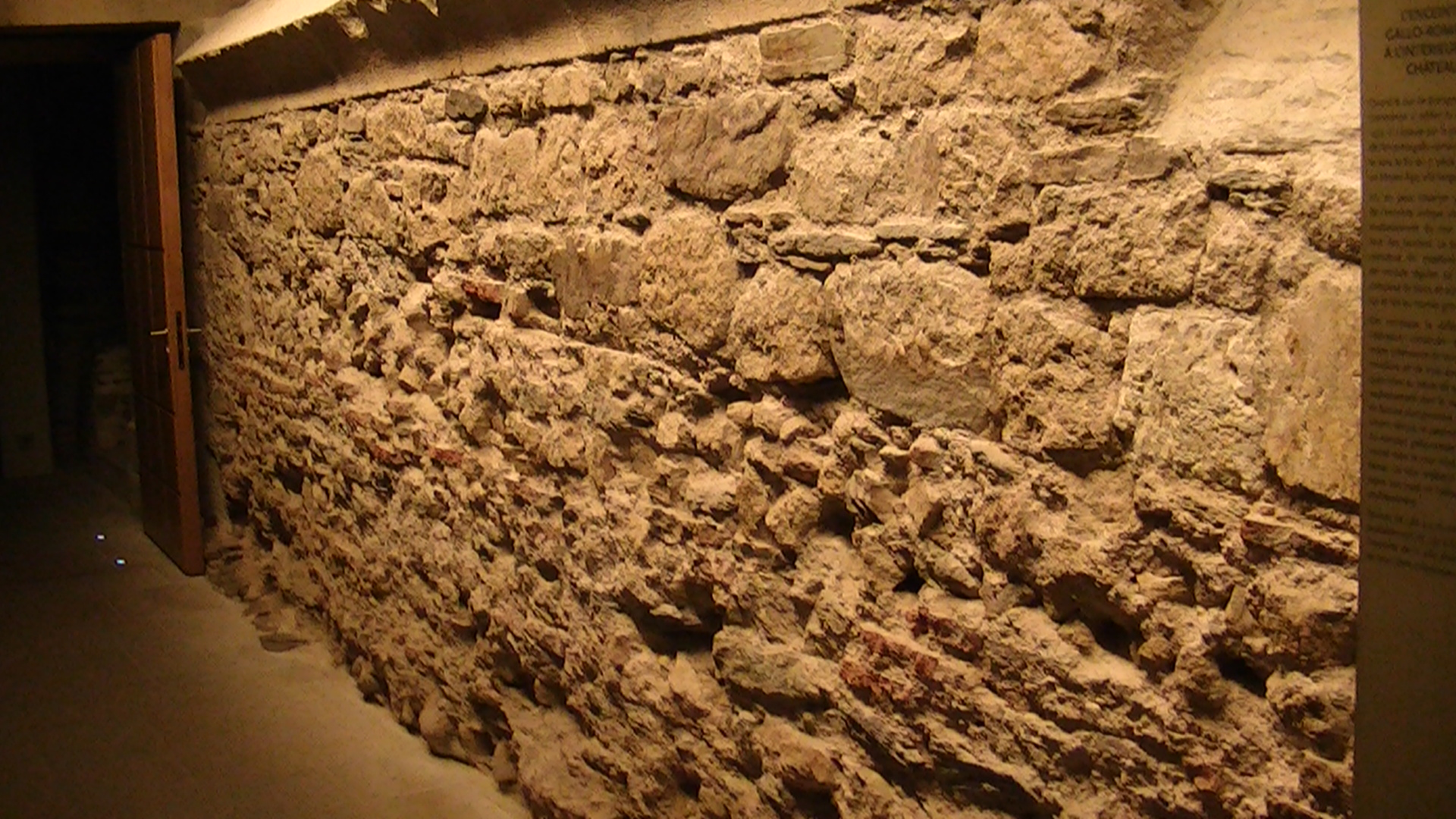
Vestiges d'un mur romain visibles dans le sous-sol du musée.

Le château est construit à cheval sur l'ancienne enceinte gallo-romaine de Nantes, construite au IIIe siècle. Des fouilles archéologiques menées entre 1922 et 1945, en 1992 puis de 2001 à 2007, ont permis de retrouver ou de restituer la totalité du tracé du rempart sous l'emprise du château. Entre la cathédrale et le château, ce rempart correspondait d'ailleurs à l'enceinte médiévale, qui réemployait à cet endroit les bases des fortifications romaines. La muraille gallo-romaine passait précisément du Vieux Donjon à la tour des Jacobins, pour ensuite gagner la rive de la Loire. Deux tours ont été découvertes dans la cour, elles sont identiques, et elles ressemblent beaucoup à une autre tour qui existait plus au nord sur l'actuel cour Saint-Pierre. Elles font environ 8,60 mètres de diamètre, et elles forment un demi-cylindre solidaire de la muraille. Leur base était pleine à l'origine, mais elles semblent avoir été évidées au Moyen Âge. Elles comprenaient aussi une salle aveugle dont le plafond correspondait à la hauteur du chemin de ronde. Les deux tours du château sont distantes d'une trentaine de mètres, et elles sont situées à des points d'inflexion de la muraille. D'autres vestiges de l'Antiquité ou du Haut Moyen Âge ont été trouvés sous la tour des Jacobins ainsi que dans la cour d'honneur. Le sous-sol de la tour renferme une section gallo-romaine longue de 7 mètres et épaisse de 80 centimètres, arasée puis réemployée dans un mur antique postérieur. Près de l'escalier du Grand Gouvernement, les archéologues ont aussi découvert les vestiges de deux murs antiques qui reposent sur les restes d'un mur plus ancien. Il est impossible de dater précisément ces vestiges, ni de retrouver leur fonction d'origine, car ils sont trop petits et morcelés.

#### Château de la Tour Neuve
Des fouilles menées dans les années 1930, 1940 et 2000 ont permis de dégager les fronts nord, nord-est, sud-est et sud de l'ancien château. Les archéologues se sont cependant limités au sommet des maçonneries, n'explorant que très rarement les niveaux inférieurs. Lors de la construction du nouveau château par François II, la Tour Neuve n'a été que partiellement démolie, et le remblaiement sur plusieurs mètres de la cour a enfoui ses restes. Le sommet des maçonneries retrouvées correspond donc le plus souvent à la limite entre le premier étage et le rez-de-chaussée. Les rez-de-chaussée ainsi que les caves sont théoriquement conservés en dessous. Néanmoins, les niveaux les plus bas sont très difficiles à atteindre, en raison de leur profondeur, allant de cinq à neuf mètres, et parce qu'ils se trouvent sous le niveau de la nappe phréatique, maintenue artificiellement à un niveau élevé pour qu'elle alimente les douves. Les restes d'une tour d'angle polygonale, de 22 m de diamètre, se trouvent sous le Harnachement, et ils ont été redécouverts lors de la construction de ce dernier au XVIIIe siècle.
Au cours de ses trois cents ans d'existence, le château de la Tour Neuve a été remanié à plusieurs reprises, et les fouilles ne peuvent restituer que son aspect du XVe siècle, avant sa démolition. Le gros donjon circulaire était construit juste derrière la muraille gallo-romaine, et il était entouré par une cour fortifiée probablement rectangulaire, elle aussi située à l'intérieur de l'enceinte antique. Cette cour ainsi que le donjon sont vraisemblablement les tout premiers éléments construits, au début du XIIIe siècle. Une deuxième cour a été ajoutée peu après du côté extérieur de la muraille, puis une troisième cour a été insérée entre la deuxième et le cours de la Loire. Une terrasse défensive a enfin été construite contre la dernière cour. Cette terrasse daterait de la fin du XIVe siècle, et elle serait la dernière partie à avoir été construite.

## Musée d'Histoire de Nantes

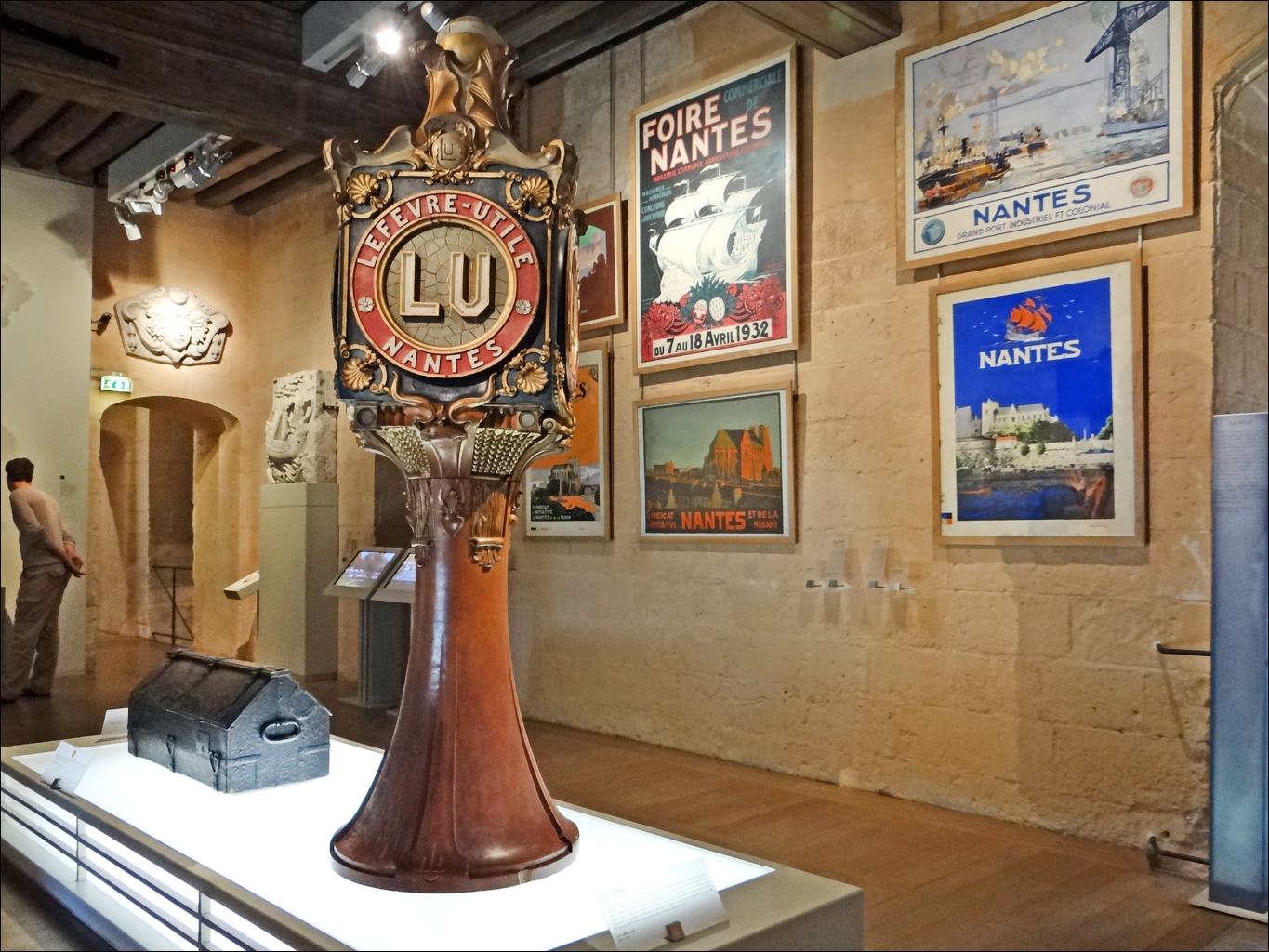
Une des salles consacrées à l'image de Nantes.

La création du musée d'Histoire de Nantes est décidée en 1990. Le château héberge alors deux musées, l'un consacré aux arts populaires de la région, l'autre à l'histoire maritime et industrielle de Nantes, mais ils souffrent de leur vétusté. Les bâtiments sont en très mauvais état ; le Grand Logis est fermé depuis les années 1970 à cause de son délabrement, et seuls deux niveaux sont encore ouverts dans le Grand Gouvernement. Ces deux bâtiments sont rénovés et rouvrent en 2007 lors de l'inauguration du nouveau musée.

### Muséographie

#### Conception d'ensemble
Le musée présente au visiteur à la fois un parcours dans ses collections et les bâtiments dans lesquelles elles se trouvent. Des éclairages et une signalétique particulière soulignent les détails remarquables au fil des salles, comme des cheminées, des chambres de tir, des graffitis de prisonniers ou des charpentes.

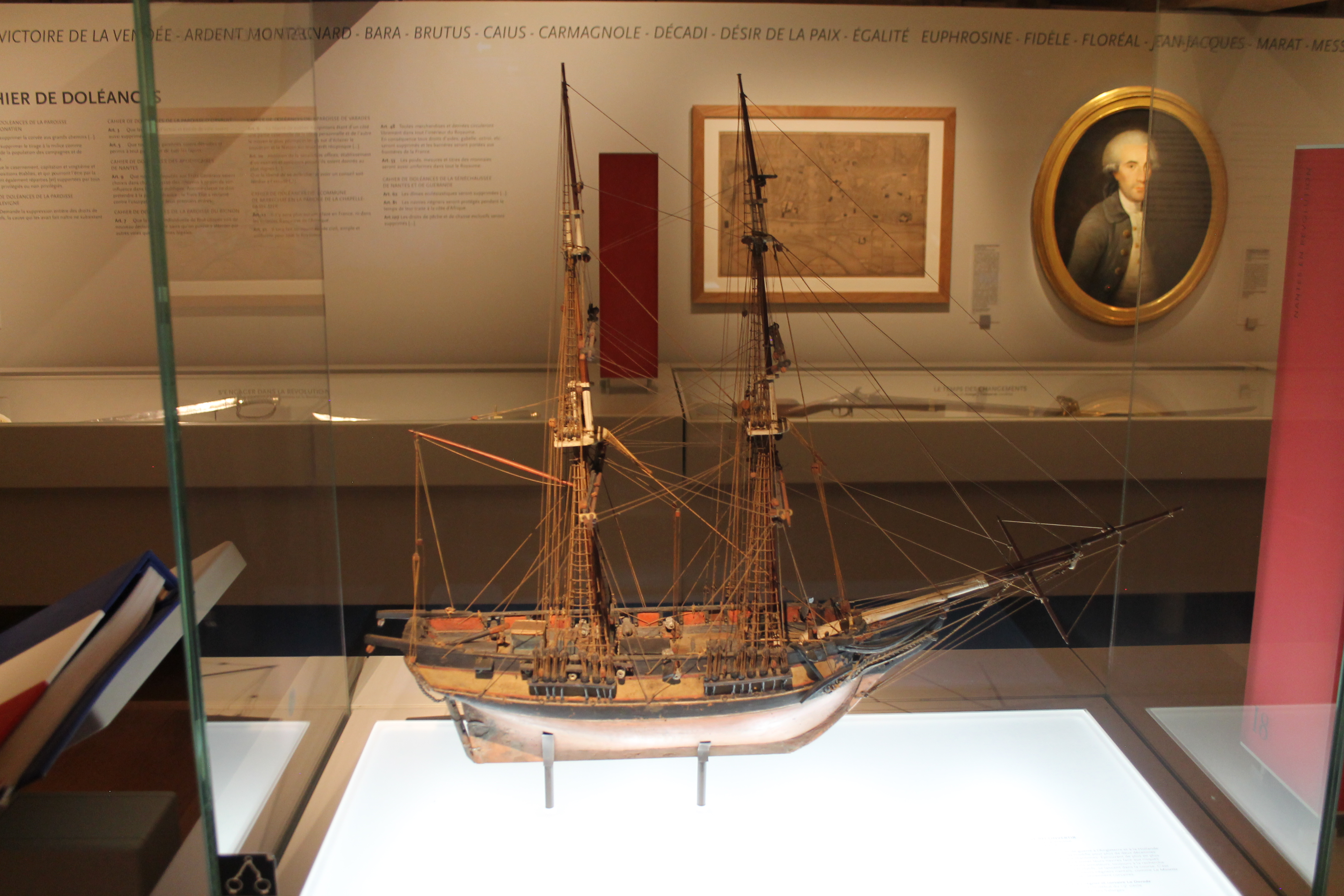
Une des salles consacrées à la traite négrière.

Le musée est divisé en sept grandes séquences, qui présentent chacune un aspect ou une période de l'histoire nantaise :
- La première est consacrée à l'histoire de la ville et du château jusqu'au XVIIe siècle,
- la deuxième à l'image de la ville de Nantes et à ses symboles,
- la troisième à la traite négrière nantaise,
- la quatrième à la Révolution française,
- la cinquième au port du XIXe siècle,
- la sixième aux deux guerres mondiales,
- la septième à l'époque contemporaine et aux projets[CN 2].

#### Organisation spatiale
Le musée est réparti dans trente-deux salles, dix-sept dans le Grand Logis et la tour des Jacobins attenante et quinze dans le Grand Gouvernement. Tous les niveaux, des sous-sols aux combles, sont occupés.
Les escaliers de la tour de la Couronne d'Or constituent le principal chemin d'accès d'un étage à l'autre, mais le musée dispose aussi d'un ascenseur qui se trouve dans le vide des Jacobins, espace haut de 26 mètres, présenté comme une coupe architecturale, avec son empilement de cheminées conçues pour des étages jamais achevés.

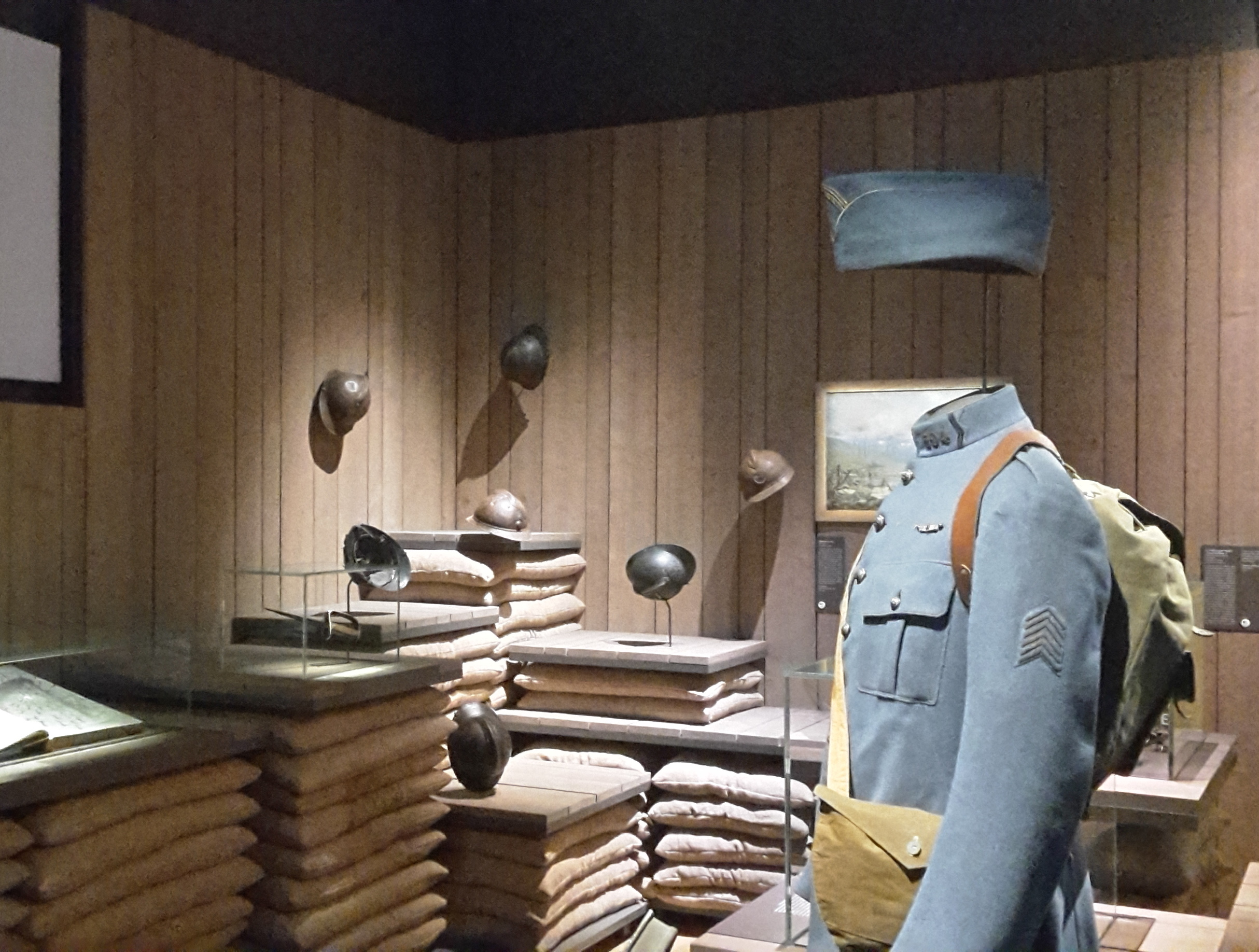
Salle consacrée à la Première Guerre mondiale.

#### Modalités de présentation
Le mobilier de présentation a été choisi pour sa sobriété, afin que le regard du spectateur reste concentré sur les objets et sur le château. Les salles étant relativement petites, une certaine parcimonie a été privilégiée pour favoriser la visibilité.
Les couleurs choisies sont des camaïeux et la seule vraie couleur, le rouge, indique les éléments non-muséaux, comme la boutique, l'accueil et les éléments techniques. Sa teinte sang de bœuf est inspirée du Moyen Âge.
Les salles consacrées à l'esclavage offrent cependant une rupture dans la muséographie. Le décor des salles suggère, avec des cloisons en bois, les cales de bateaux négriers.
Le musée accorde un grand rôle aux nouvelles technologies avec, par exemple, des bornes interactives, une visite virtuelle de la ville au XVIIIe siècle, et trois films, l'un sur la vie d'Anne de Bretagne, un autre sur l'histoire du château, et un troisième qui est un portrait de ville commandé à Pierrick Sorin.

### Les collections

#### Importance
Le musée expose plus de 1 150 items, choisis pour leur signification et leur capacité à traduire un thème. Les objets présentés sont très divers : peintures, sculptures, plans, maquettes de bateau, affiches, photographies, films, éléments architecturaux, mobilier, outils. Les objets exposés représentent donc une petite fraction des collections municipales, qui comptent au total 50 000 objets, dont la grande majorité est en réserve. Aucun de ces objets n'a de lien direct avec le château,.

#### Origine
Beaucoup de ces objets viennent des collections des musées municipaux antérieurs, dont certains étaient déjà au château (musée d'Art décoratif, musée d'Art populaire régional et musée des Salorges, consacré au port et industries de Nantes), mais aussi le musée de Nantes par l'image, installé porte Saint-Pierre de 1927 aux années 1960, le musée d'Art religieux situé à La Psallette de 1933 à 1969 et le musée colonial installé au manoir du Grand-Blottereau de 1902 à 1954.

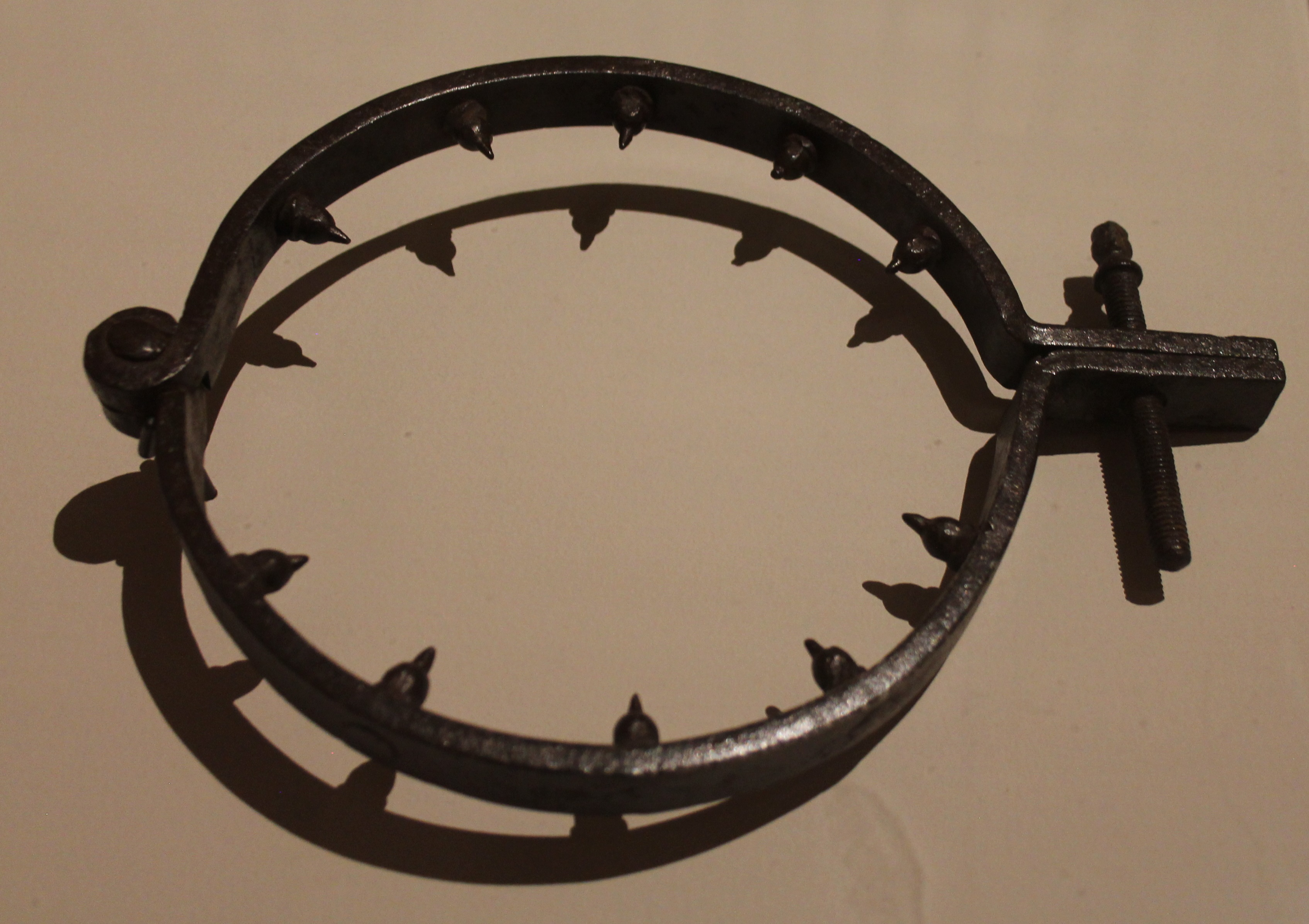
Entrave de cou pour esclave.

Certains résultent d'acquisitions effectuées en vue de l'ouverture du nouveau musée en 2007, par exemple les porcelaines de Chine, achetées pour illustrer la place de Nantes dans l'histoire de la Compagnie des Indes. D'autres acquisitions ont eu lieu depuis l'ouverture du musée, selon les opportunités.
En 2008, un appel a été fait à la population nantaise pour retrouver des objets liés aux deux guerres mondiales, qui sont venus étoffer la partie consacrée à l'histoire contemporaine, notamment lors d'une refonte partielle des salles en 2016.

#### Contenu
Les périodes allant de l'Antiquité à la Renaissance sont traitées rapidement, car elles constituent l'essentiel des collections du musée départemental Thomas-Dobrée. Le château détient cependant un bateau en bois du XIIIe siècle retrouvé dans le Brivet (près de Saint-Nazaire). On y voit aussi un plan-relief de Nantes au Moyen Âge, réalisé en 1859 et exposé dans la même salle que la tapisserie dite « des États de Bretagne », de la fin du XVIe siècle. Le XVIIe siècle est plus illustré par des gravures et des documents écrits que par des objets.
30 % des objets exposés concernent la traite négrière et l'esclavage, domaines d'expertise du musée : des livres de compte, des gravures, des tableaux, des figures de proue, des instruments de torture, des meubles ou des colliers de perles.
Plusieurs salles présentent la vie de la haute société nantaise du XVIIIe siècle, avec des meubles, des étoffes, de la vaisselle. La période de la Révolution française est illustrée, entre autres, par une peinture anonyme représentant les noyades de Nantes, à l'époque de la Terreur (1793-1794).
L'importante séquence consacrée à l'image de la ville et à ses symboles présente des affiches publicitaires anciennes, des objets fabriqués pour des entreprises locales comme LU et Amieux Frères, une aquarelle de Turner et la partition de la chanson de Barbara Nantes . Une autre pièce remarquables est la grande maquette du port de Nantes réalisée pour l'Exposition universelle de 1900.

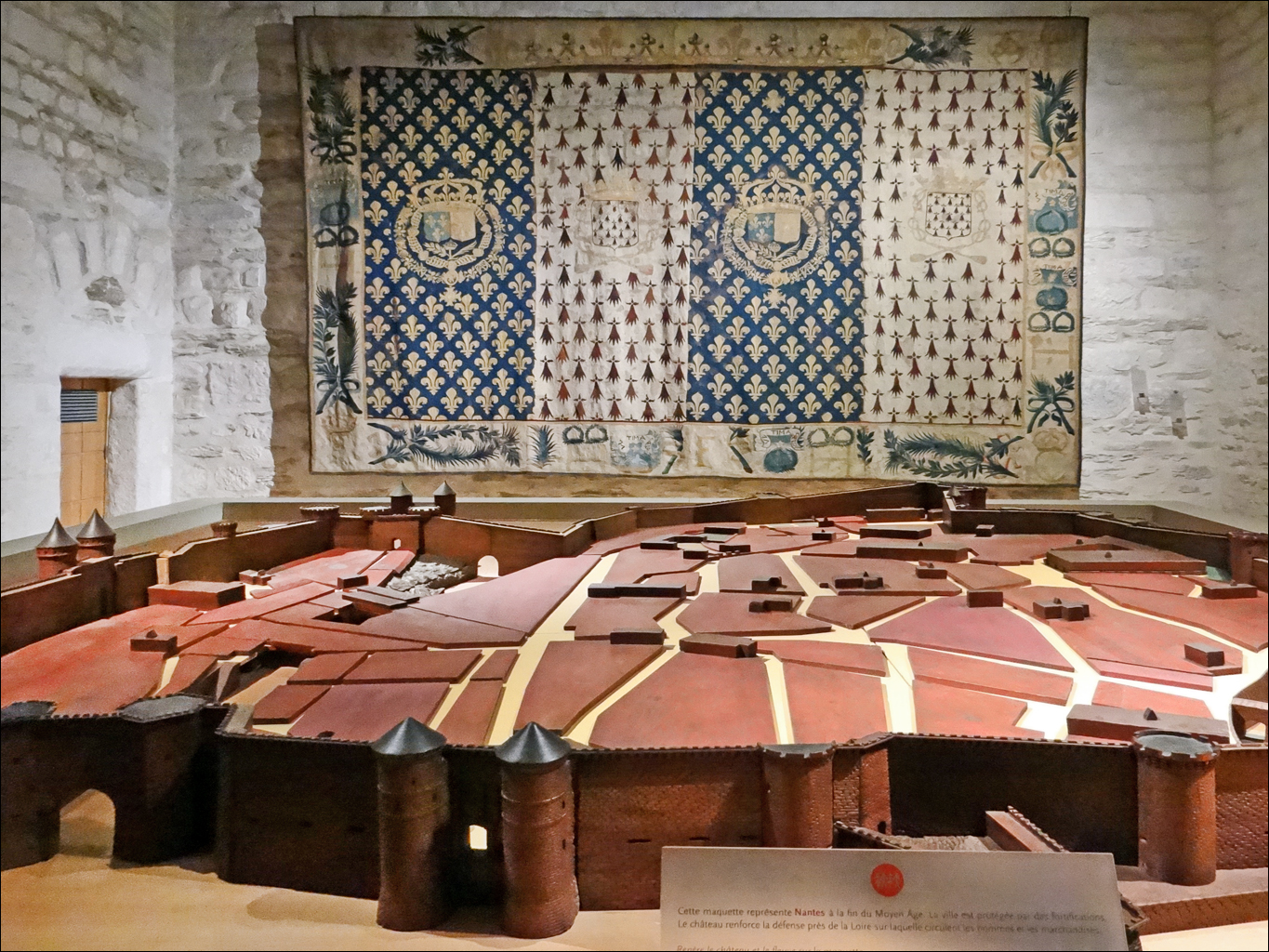
Maquette de Nantes à la fin du Moyen Âge et tapisserie des États de Bretagne.
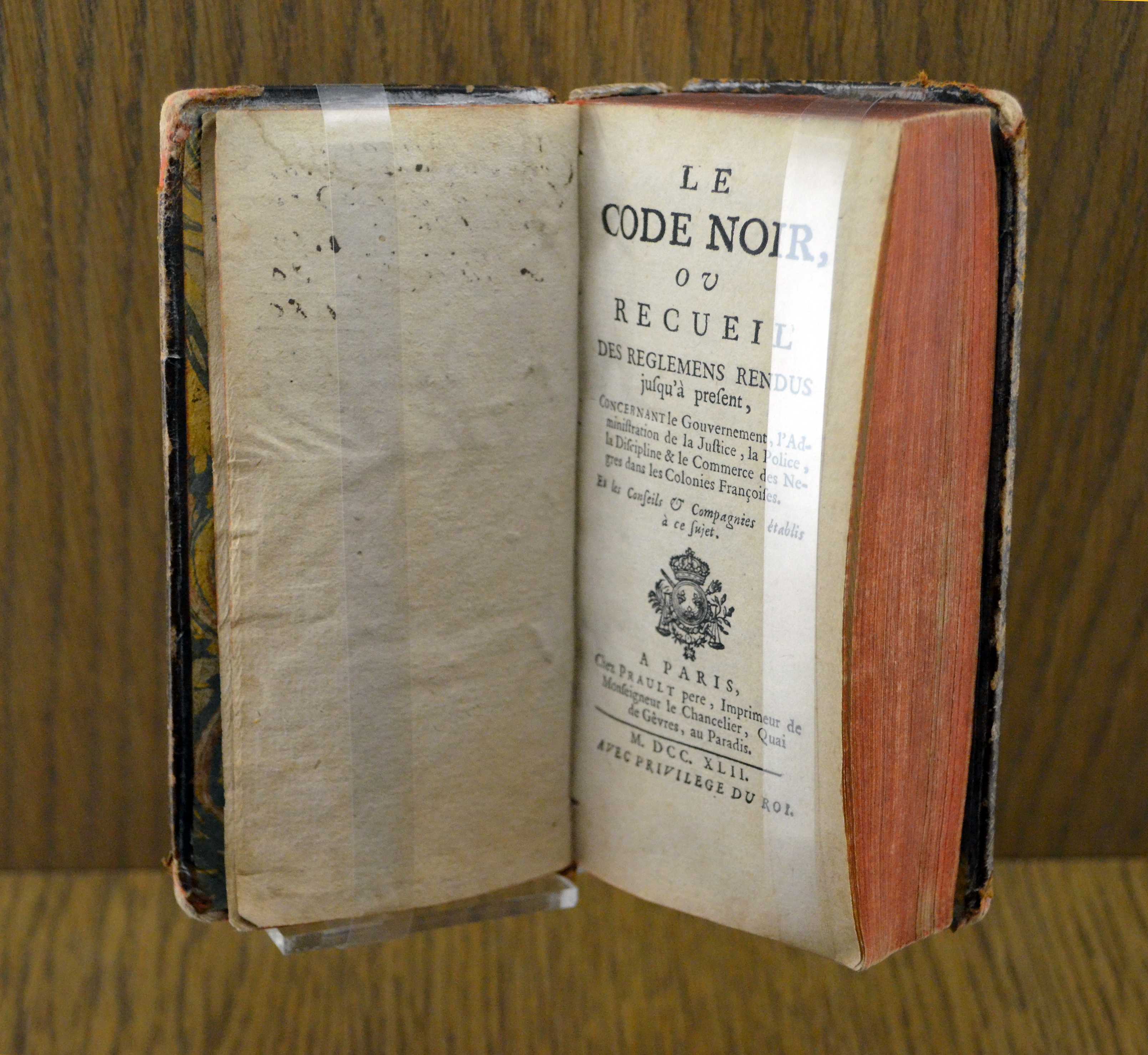
Exemplaire du Code noir, 1742.
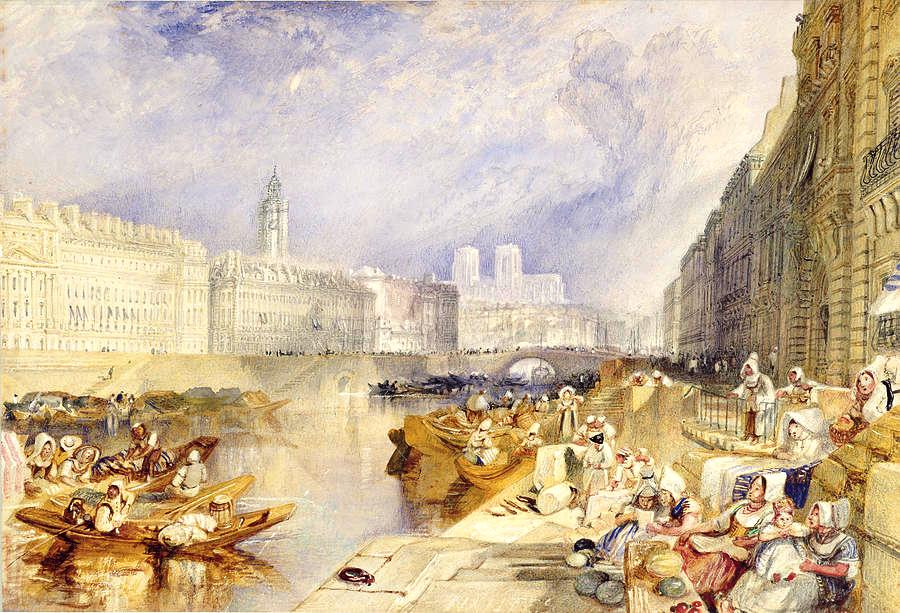
Nantes from the Ile Feydeau, Joseph Mallord William Turner, 1830.
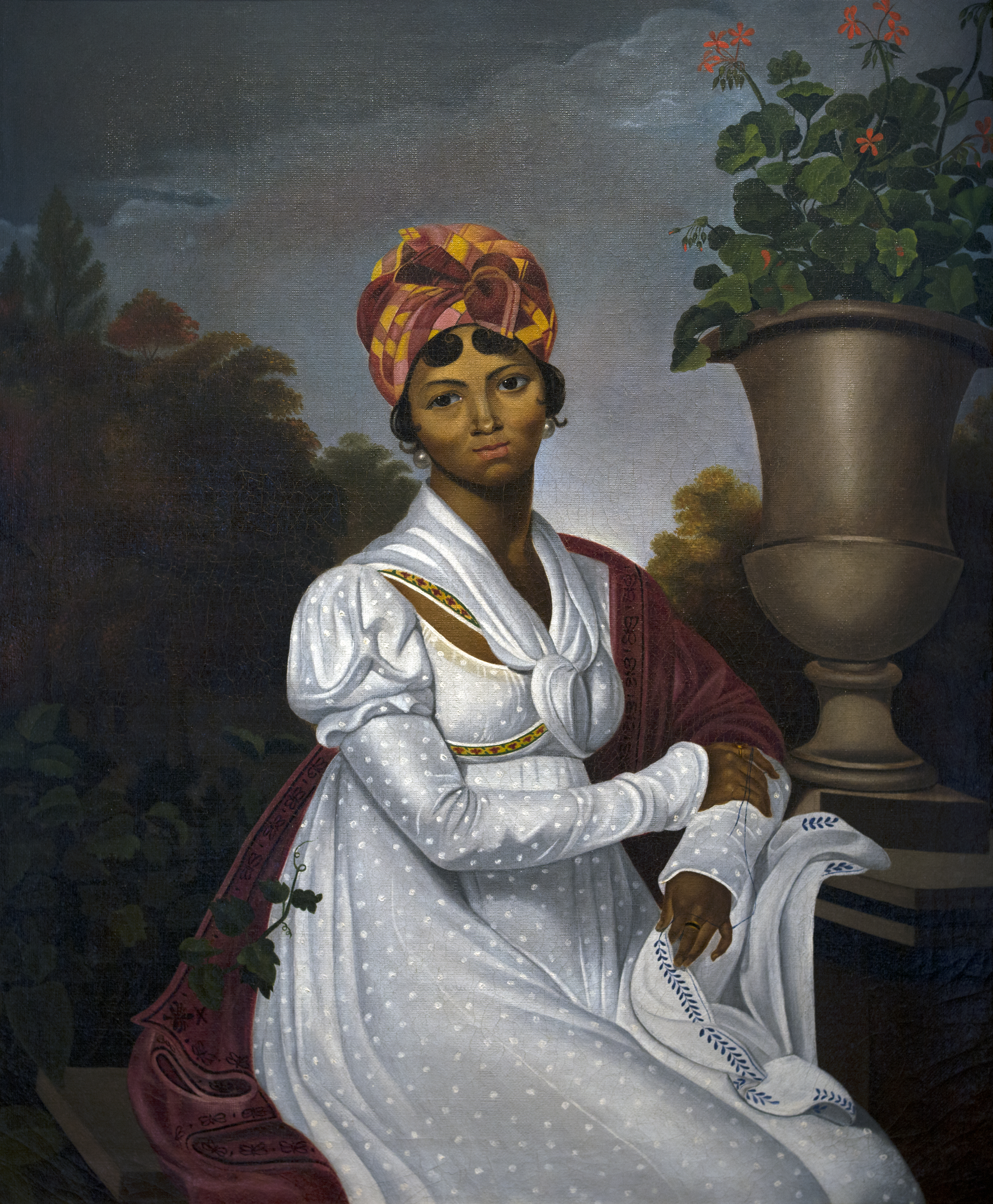
La Martiniquaise, anonyme, 1855.
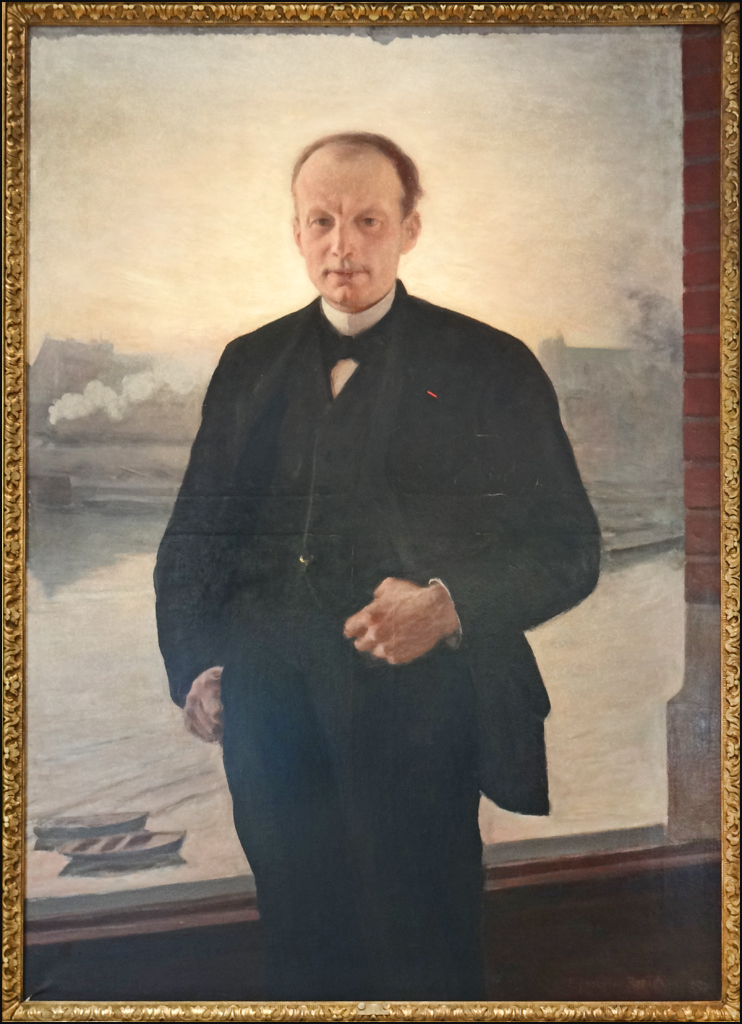
Louis Lefèvre-Utile, Hippolyte Berteaux, 1899.
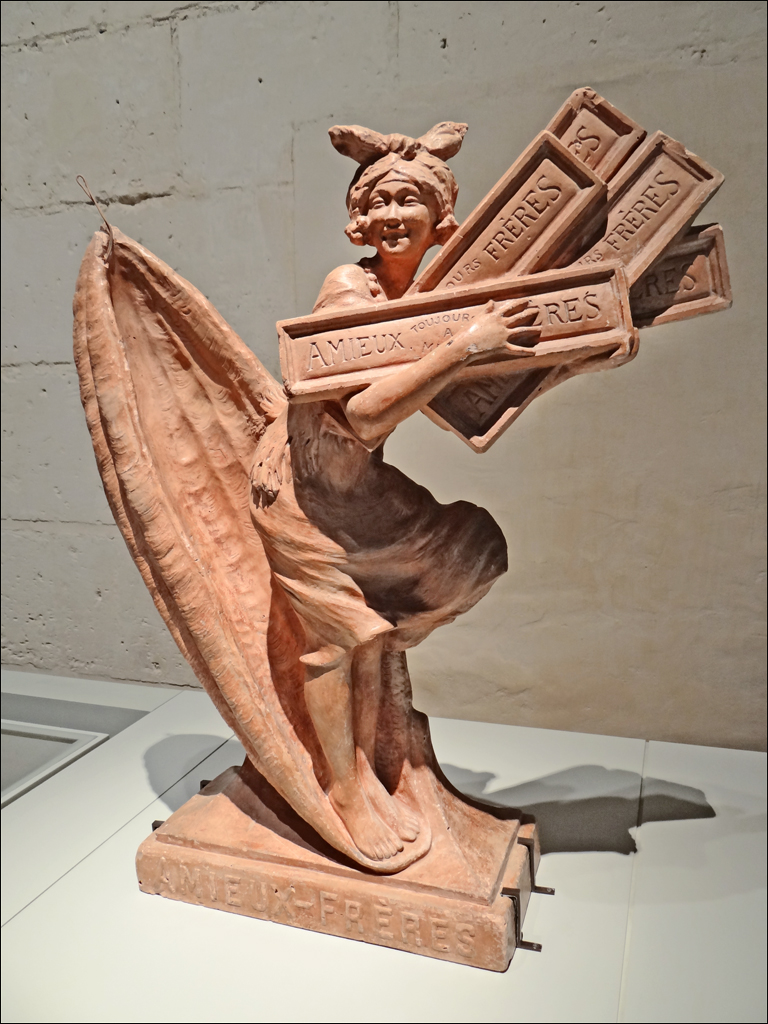
L'Antillaise, statuette publicitaire pour le chocolat Amieux.
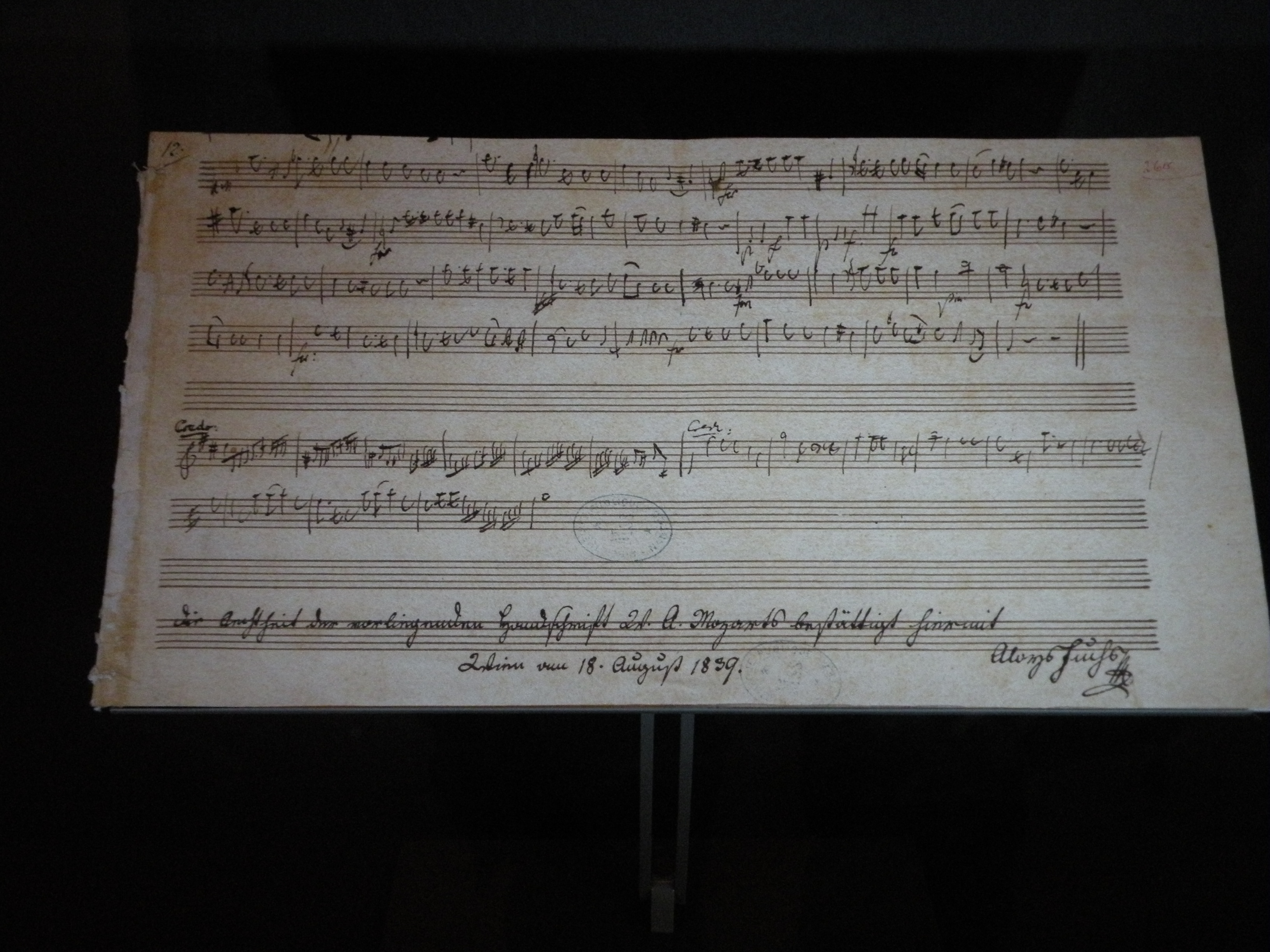
Partition inédite de Wolfgang Amadeus Mozart.
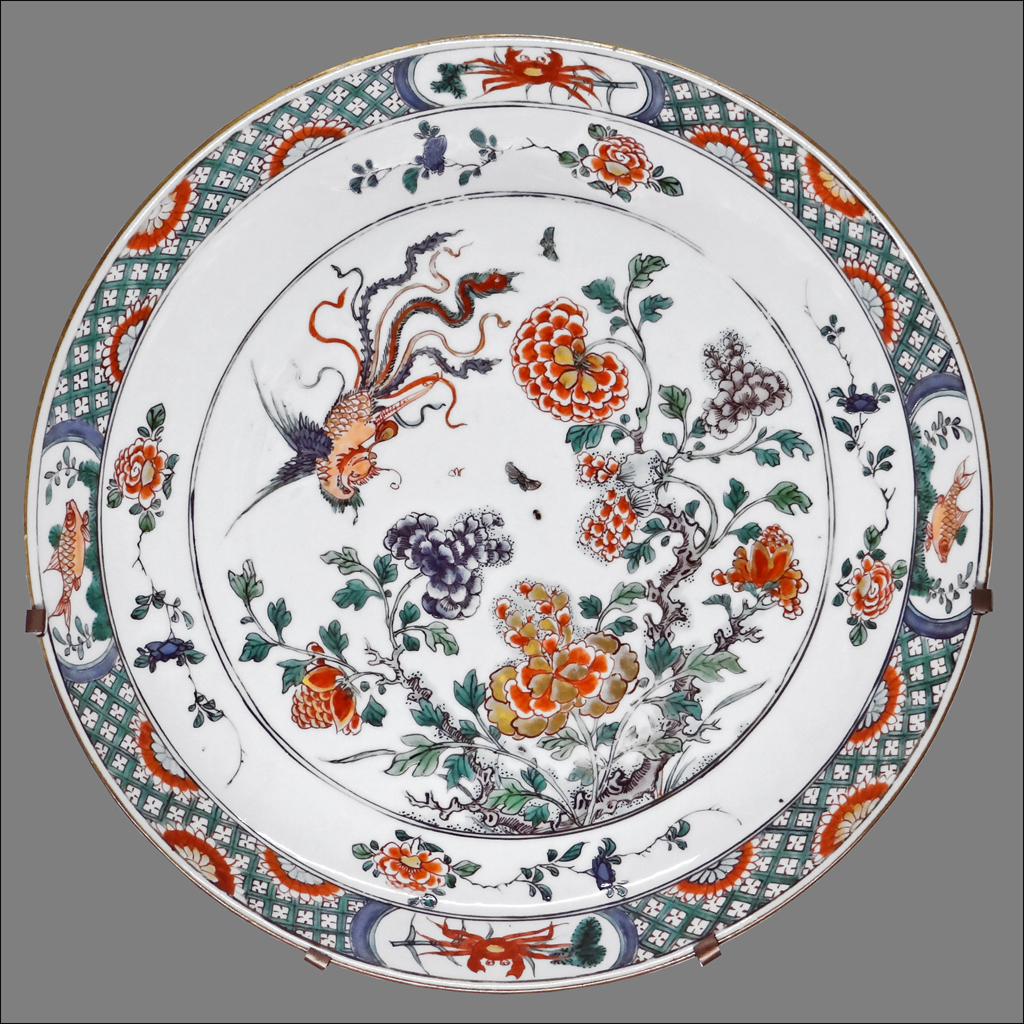
Porcelaine de Chine, début du XVIIIe siècle.
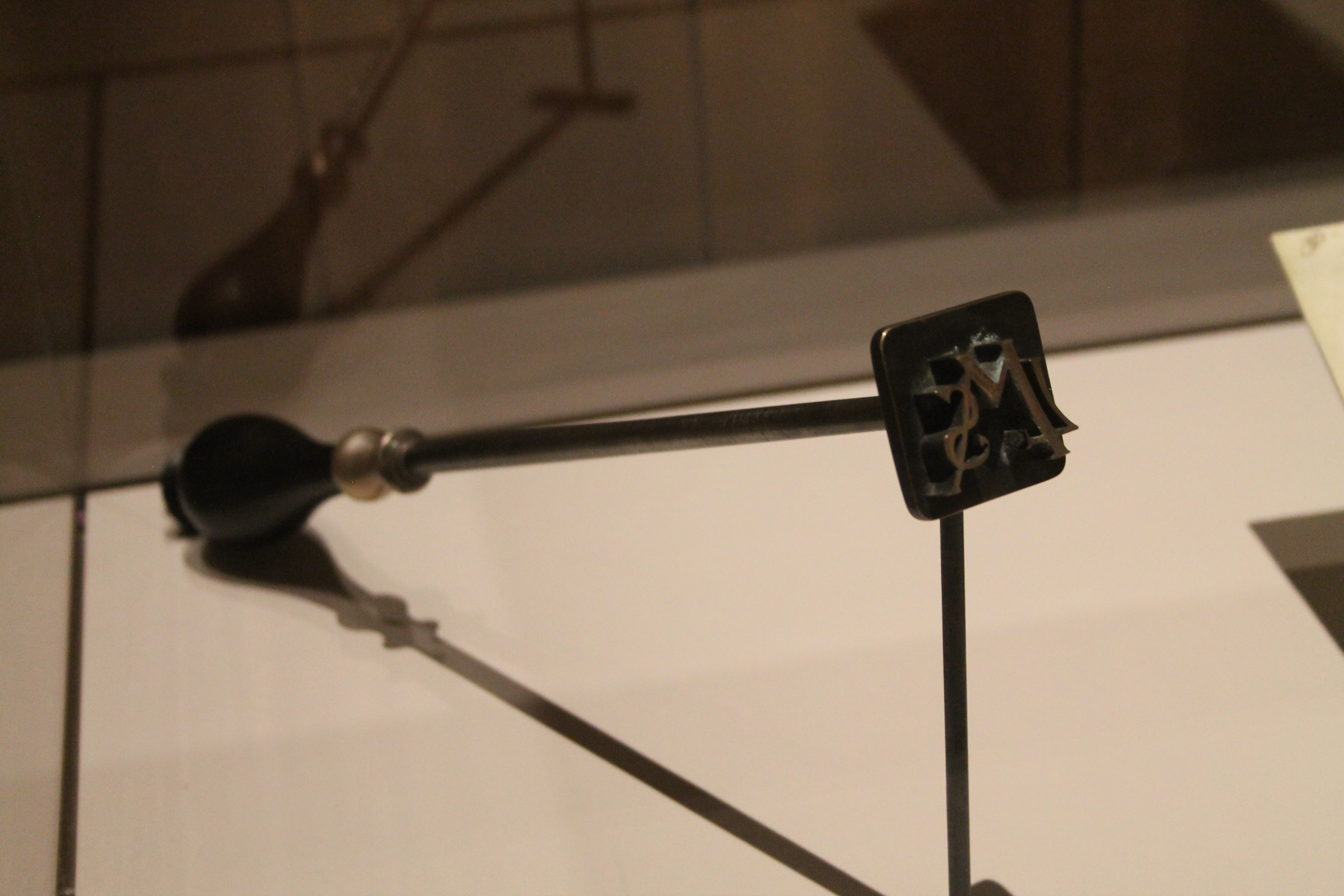
Fer d'étampage à esclave.

### Parcours des visiteurs

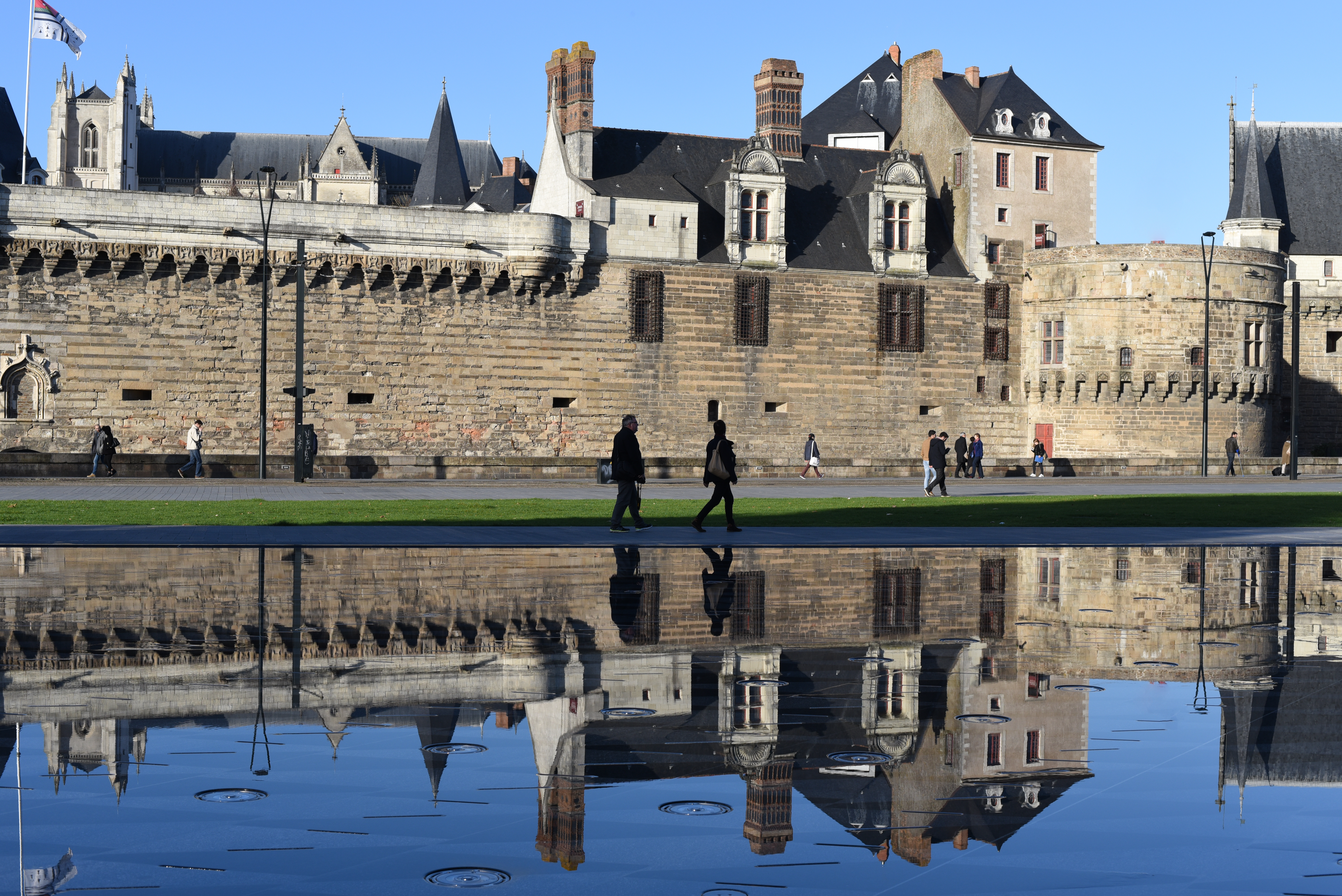
Le château se reflétant dans le miroir d'eau.

La visite du musée est organisée selon un système de cheminement unique, qui permet de passer dans chaque salle l'une après l'autre[pas clair]. Le temps de visite de l'ensemble est estimé à trois heures, mais des circuits plus courts sont proposés selon des thématiques particulières, par exemple « le musée en vingt objets », « le château d'Anne de Bretagne », « visite familiale », « l'esclavage ». Les salles peuvent être découvertes avec un audio-guide multilingue (français, anglais, allemand, italien, espagnol et breton). Des visites guidées sont organisées à heure fixe.
La librairie-boutique, située au rez-de-chaussée, est un point de passage obligé au début et à la fin du parcours. Elle propose des objets et des livres en lien avec le musée et le château, notamment les ouvrages édités par les Éditions du Château des Ducs de Bretagne. La Conciergerie et le Vieux Donjon accueillent un café-restaurant, Les Oubliettes.
L'accès aux douves et à la cour intérieure est gratuit. Lors de la restauration, les douves ont été entièrement remises en eau et le pied des remparts a été réaménagé pour devenir un véritable jardin public, planté de magnolias, arbres liés de près à l'histoire de Nantes. Côté douves et côté cour, un parcours de visite libre a été mis en place, avec des plaques informatives disposées régulièrement, aidant à comprendre le château, ses éléments et son histoire. Ces plaques sont multilingues et dotées d'illustrations ainsi que de repères chronologiques. Ce parcours est prolongé dans le reste du centre-ville par d'autres plaques similaires, installées à partir de 2005.
Le programme de restauration achevé en 2007 a aussi permis d'ouvrir pour la première fois au public la totalité du chemin de ronde. Long de 500 mètres, ce parcours est intégralement accessible aux personnes à mobilité réduite grâce à un ascenseur. Il permet d'obtenir des points de vue particuliers sur le monument lui-même, mais aussi sur la ville de Nantes et sur certains édifices emblématiques comme la cathédrale et la tour LU.

### Fréquentation

#### Nombre de visiteurs
Le château des ducs de Bretagne est le site touristique le plus fréquenté de Nantes et du département de la Loire-Atlantique. En 2017, par exemple, le musée d'Histoire de Nantes, avec 230 000 visiteurs devançait le musée d'Arts (220 000 visiteurs), le Muséum d'histoire naturelle (140 000) et le musée Jules-Verne (30 000).
Avant les travaux des années 2000, le château ne recevait que 330 000 visiteurs par an ; au moment de la réouverture de 2007, la ville n'en prévoyait que 500 000. Depuis sa réouverture, il en accueille beaucoup plus : entre un million et un million et demi de visiteurs par an, dont environ 200 000 visiteurs pour le musée.
L'année 2007 a été une année record, puisque 1 562 000 personnes ont visité le château et 284 550 le musée, soit le maximum enregistré sur une année. Depuis 2008, e nombre de visiteurs  est dans l'ensemble en croissance constante.
Certains événements, comme Le Voyage à Nantes en été et des expositions temporaires, entraînent une augmentation significative de la fréquentation. L'exposition « Samouraï » (2014) a attiré au musée (265 464 personnes (180 072 en 2013) et 1 448 212 dans la cour du château  contre 1 301 825).

#### Origines
En 2016, la grande majorité des visiteurs venait de France, dont 45 % du département et 28 % du Grand Ouest, de l'arc atlantique et de la région parisienne.
Les étrangers (10 % des visiteurs de l'année, mais 19 % durant l'été) étaient en premier lieu des Espagnols.
Les visiteurs individuels représentaient 82 % de la fréquentation, le reste correspondant aux groupes et aux visites scolaires.

### Événements et expositions temporaires

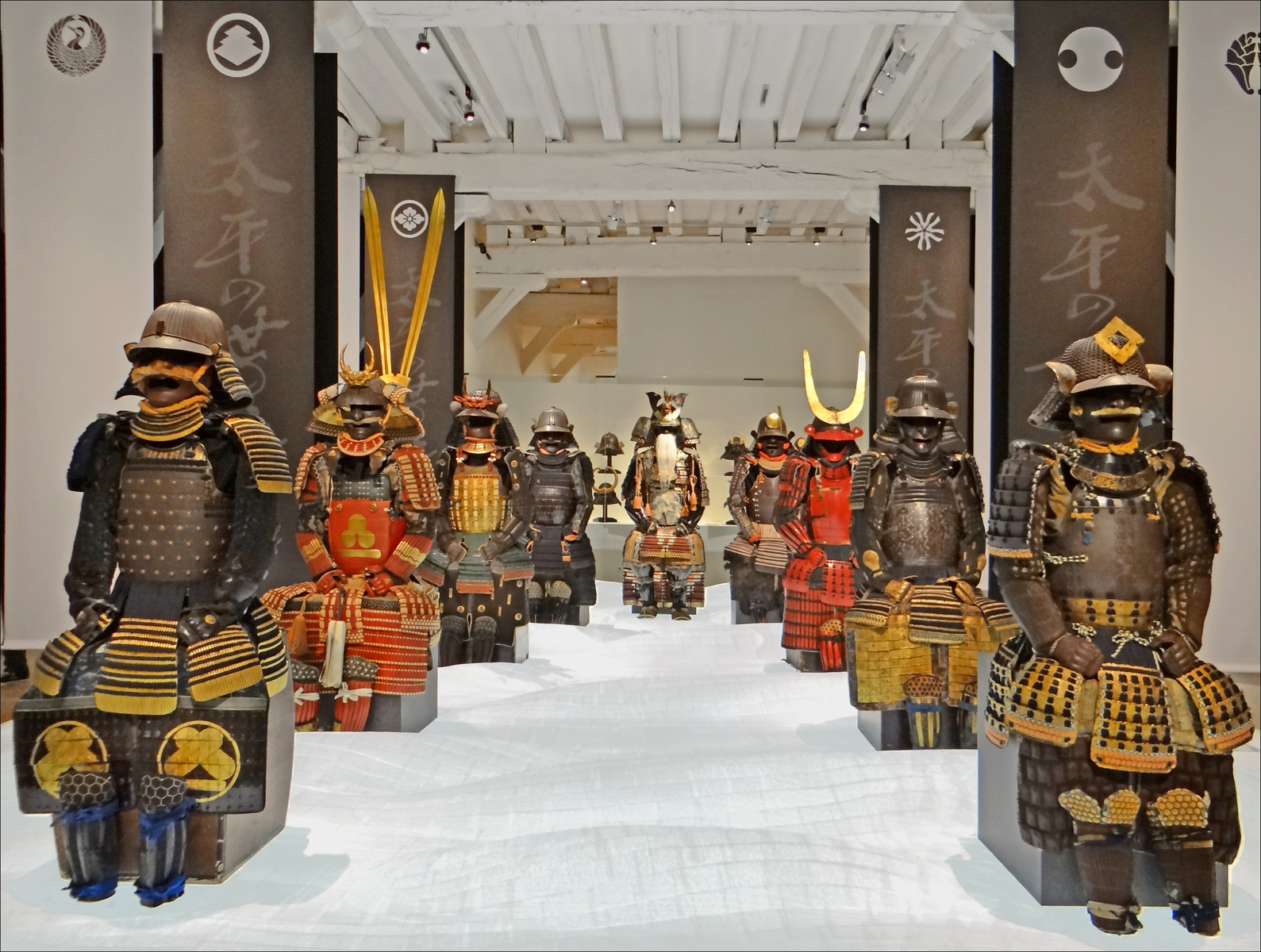
L'exposition « Samouraï, 1000 ans d'histoire du Japon » en 2014.

Depuis sa réouverture, le château a accueilli de nombreuses expositions temporaires, présentées dans le bâtiment du Harnachement. Ces expositions présentent soit un aspect de l'histoire ou de la société nantaise, soit un rapport entre Nantes et une autre partie du monde.
Avant 2007, le site avait déjà présenté des expositions de grande envergure, comme « Les Anneaux de la mémoire », première grande exposition organisée à Nantes sur le commerce triangulaire (1992), suivie par « Estuaire » en 1997, consacrée aux ports et à l'estuaire de la Loire, puis par « Jules Verne, les mondes inventés » en 2000.
Entre 2007 et 2017, le musée présente successivement vingt expositions, parmi lesquelles « Nantaises au travail » et « Austria, une tragédie dans l'Atlantique » (2012), « En guerres : 1914-1918 / 1939-1945 » (2013), « Samouraï, 1 000 ans d'histoire du Japon » (2014), « Tromelin, l'île des esclaves oubliés » (2016), « Aux origines du surréalisme » et « Les esprits, l'or et le chaman, chef-d'œuvre du musée de l'or de Colombie » (2017). En 2018, le musée a présenté deux expositions marquantes, « Nous les appelons Vikings », coproduite avec le musée historique de Stockholm, et « Rock ! Une histoire nantaise » (reconnue d'intérêt national).
Le château accueille un grand nombre d'événements culturels, notamment le festival de chant Les Voix bretonnes, le fest-noz La Nuit bretonne et Noël au château, où des artistes sont invités à investir le monument. Une fois par mois, les Nocturnes sont l'occasion de présenter les collections de manière décalée, avec des performances, des expériences sensorielles ou des installations sonores et lumineuses, Le château organise aussi des lectures et débats liés à l'histoire et à l'actualité (Échos) et un festival pour enfants (À nous le château). Il participe enfin aux événements locaux et nationaux, comme les Journées du patrimoine, la Nuit des musées, Le Voyage à Nantes, Aux heures d'été ou le festival Scopitone.

## Dans la culture

### Dans les arts

#### Peinture et arts graphiques
Les plus anciennes représentations du château de Nantes remontent au XVIIe siècle. 
- Il apparaît alors sur des plans illustrés de la ville,
- Il est également le sujet d'un dessin du peintre hollandais Lambert Doomer (1624-1700) qui a séjourné à Nantes[GA 69]. Ce dessin, disparu, n'est connu qu'à travers une contre-épreuve.

Dans ces représentations anciennes, ou bien le château est traité comme un objet d'intérêt, dont les attraits esthétiques sont mis en valeur, ou bien il est minoré, fondu dans les remparts de la ville, car on n'y voit qu'une prison, un espace clos qui ne se visite pas. D'une façon générale, le château est rarement représenté pour lui-même avant le XIXe siècle et la période romantique, car les artistes s'attachent plus à retranscrire le paysage urbain général ou l'activité portuaire de la ville.
- Le peintre anglais William Turner (1775-1851), qui visite Nantes en 1826, réalise ensuite plusieurs aquarelles de la ville, dont des vues extérieures du château.
- Il apparaît également sur une toile du peintre français Pierre Justin Ouvrié (1806-1879), La Loire devant le château[GA 71].
- Vers 1900, le photographe Frederick H. Evans, amateur d'art gothique, fait plusieurs photographies du château[GA 72].

#### Cinéma
Le château sert de décor pour le film Jean Chouan de Luitz-Morat (1926).

#### Littérature
Madame de Sévigné, reçue au château en 1675 par le lieutenant du roi, raconte son séjour dans une lettre à sa fille : « j’arrivai ici à neuf heures du soir, au pied de ce grand château que vous connoissez, au même endroit par où se sauva notre cardinal. On entendit une petite barque ; on demande : « Qui va là ? » J’avois ma réponse toute prête, et en même temps je vois sortir par la petite porte M. de Lavardin […] qui vient me donner la main, et me reçoit parfaitement bien […] Je soupai fort bien ; je n’avois ni dormi, ni mangé de vingt-quatre heures. J’allai coucher chez M. d’Harouys. Ce ne sont que festins au château et ici ».
Stendhal séjourne à Nantes en 1837 : dans Mémoires d'un touriste (1854), il rend compte de sa visite du château. Il indique de façon erronéé qu'il a été construit au IXe siècle et que ses tours remontent au XIVe siècle. Il note également que « les fenêtres du bâtiment, à droite de l’entrée principale, ont des chambranles décorés avec grâce », et qu'« une grande salle gothique, située vers la Loire, contient quelques barils de poudre […] La voûte est ornée de nervures élégantes ».
Gustave Flaubert visite Nantes au cours d'un voyage en Bretagne et décrit le château dans Par les champs et par les grèves. Il remarque notamment « un vieux et beau puits orné d’un élégant couronnement de fer pour y suspendre des poulies » et « des canons, cirés comme des bottes ». Il voit aussi « deux ou trois soldats couchés sur le dos [qui] dormaient tranquillement au soleil et sans doute rêvaient à quoi? probablement que ce n’était ni au duc de Mercœur […] ni au cardinal de Retz […], et pas davantage à la reine Anne […]. S’ils rêvaient, n’était-ce pas plutôt aux bonnes parties de boules que l’on faisait le dimanche après vêpres, au jour où ils apercevront le coq du clocher par-dessus les arbres de leur village ou à la payse qu’ils y ont laissée ? ».
Dans La Forme d'une ville (1985), Julien Gracq donne une vision peu favorable du château, qu'il n'a jamais visité malgré ses années de jeunesse passées à Nantes : « Je n'ai visité la cathédrale de Nantes, pour y voir le tombeau de François II, qu'à vingt-cinq ans, et le château de Nantes, admiré par Henri IV (je ne sais si je dois rougir d'une telle indifférence aux trois étoiles du bâtiment), jamais ».

### Dimension symbolique

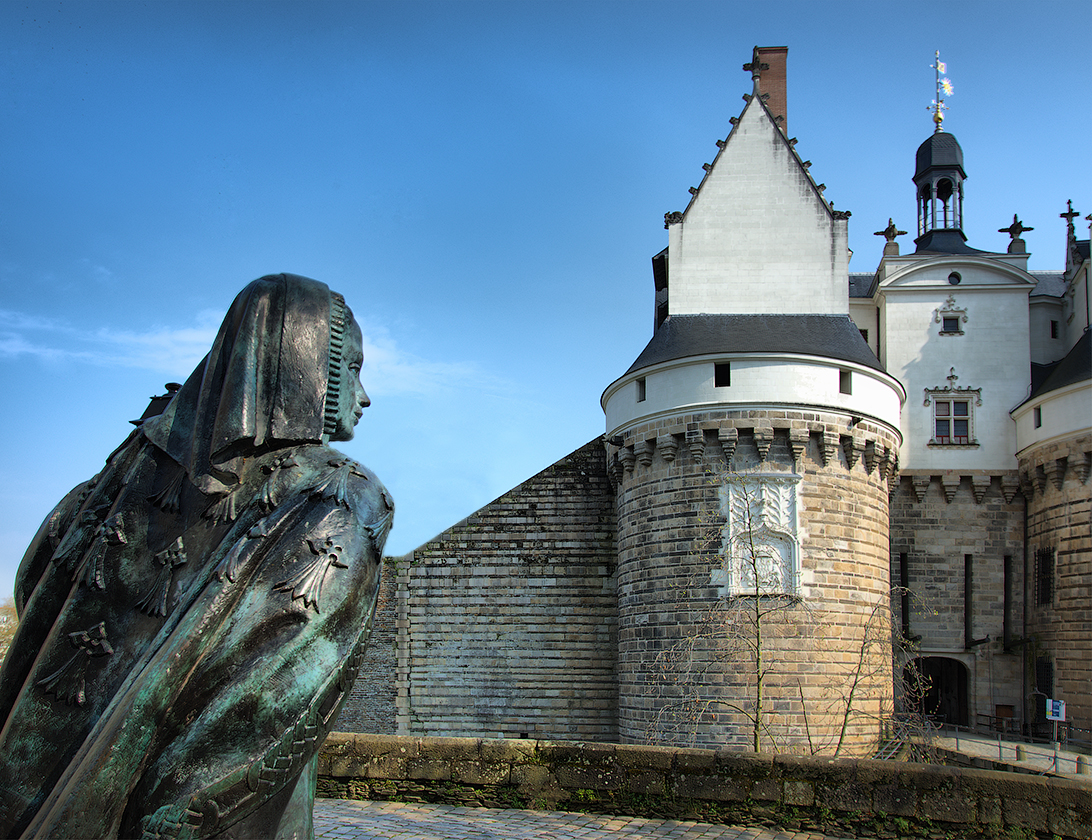
Statue de la duchesse Anne par Jean Fréour devant le château.

Le château est considéré comme un des monuments emblématiques et incontournables de Nantes.

#### Visites d'hommes politiques nationaux
En 1932, le château de Nantes est choisi par le président du conseil Édouard Herriot pour commémorer les 400 ans de l'union de la Bretagne à la France. Il dévoile à cette occasion la plaque qui commémore l'union dans la cour du château.
Il figure aussi au programme de trois visites notables au XXe siècle : 
- en 1930, celle du président de la République Gaston Doumergue ;
- en 1948, celle de Charles de Gaulle, alors seulement à la tête du RPF, mais auréolé par son rôle de chef de la France libre de 1940 à 1945 ; elle est placée sous le signe de la nécessité de l'union nationale et du souvenir de la guerre ;
- en 1960, une deuxième visite du général de Gaulle, devenu président de la République en 1958, qui fait partie d'un grande tournée en province pour susciter l'adhésion à sa politique en Algérie ; elle est accompagnée d'un concert folklorique et de danses bretonnes dans la cour du château[GA 74].

#### Projet de monument aux morts au château (1925)
En 1925, la municipalité envisage la mise en place d' un monument aux morts de la Première Guerre mondiale, le rapporteur de la commission[Qui ?] propose le château, car selon lui, « c'est là, en effet, que nos ancêtres luttèrent pour l'indépendance de cette Bretagne qui nous est toujours chère et nos régiments ont prouvé au monde entier qu'ils possédaient les hautes vertus ».
Ce site n'est pas choisi car la municipalité craint que le monument ne devienne un simple accessoire du château[pas clair]. Le monument aux morts, inauguré en 1927, est finalement installé à l'extrémité nord du cours Saint-André.

#### Symbolique bretonne du château de Nantes
Malgré les usages très variés qu'il a connus au fil de son histoire, le château est aujourd'hui lié au souvenir de la Bretagne ducale, notamment de sa période finale. Une statue de Jean Fréour (1919-2010) représentant la duchesse Anne est d'ailleurs placée devant l'entrée du château pour rappeler la place qu'elle a dans l'histoire du monument.
Jusque dans les années 1920, ce monument est appelé « château de Nantes », terme neutre qui le rattache simplement à la ville. L'expression « château des ducs de Bretagne », conçue par l'écrivain Marc Elder en 1923, s'est progressivement imposée jusque dans l'onomastique publique (par exemple : le nom de l'arrêt de tramway « Duchesse Anne-Château des Ducs de Bretagne »).
La charge symbolique bretonne du château se développe en effet au cours du XXe siècle, , notamment sous l'impulsion du conservateur Joseph Stany-Gauthier, en poste de 1921 à 1969, qui en fait un lieu voué à la préservation et au rayonnement de la culture bretonne, notamment à travers le musée d'Art populaire régional et l'organisation de diverses manifestations publiques.
Après la Seconde Guerre mondiale, et surtout à partir des années 1970, l'édifice devient un signe du destin breton de Nantes pour les partisans du rattachement de la Loire-Atlantique à la région Bretagne. Une première « fête de l'Unité » est organisée au château en 1976, trois ans après la première manifestation nantaise en faveur de la réunification. Elle est suivie par une deuxième fête en 1981.

#### Autres
Dès le XVe siècle, le château sert d'argument aux Nantais dans la dispute opposant Nantes et Rennes pour le titre de capitale bretonne.

## Personnalités liées au château

### Hôtes et résidents

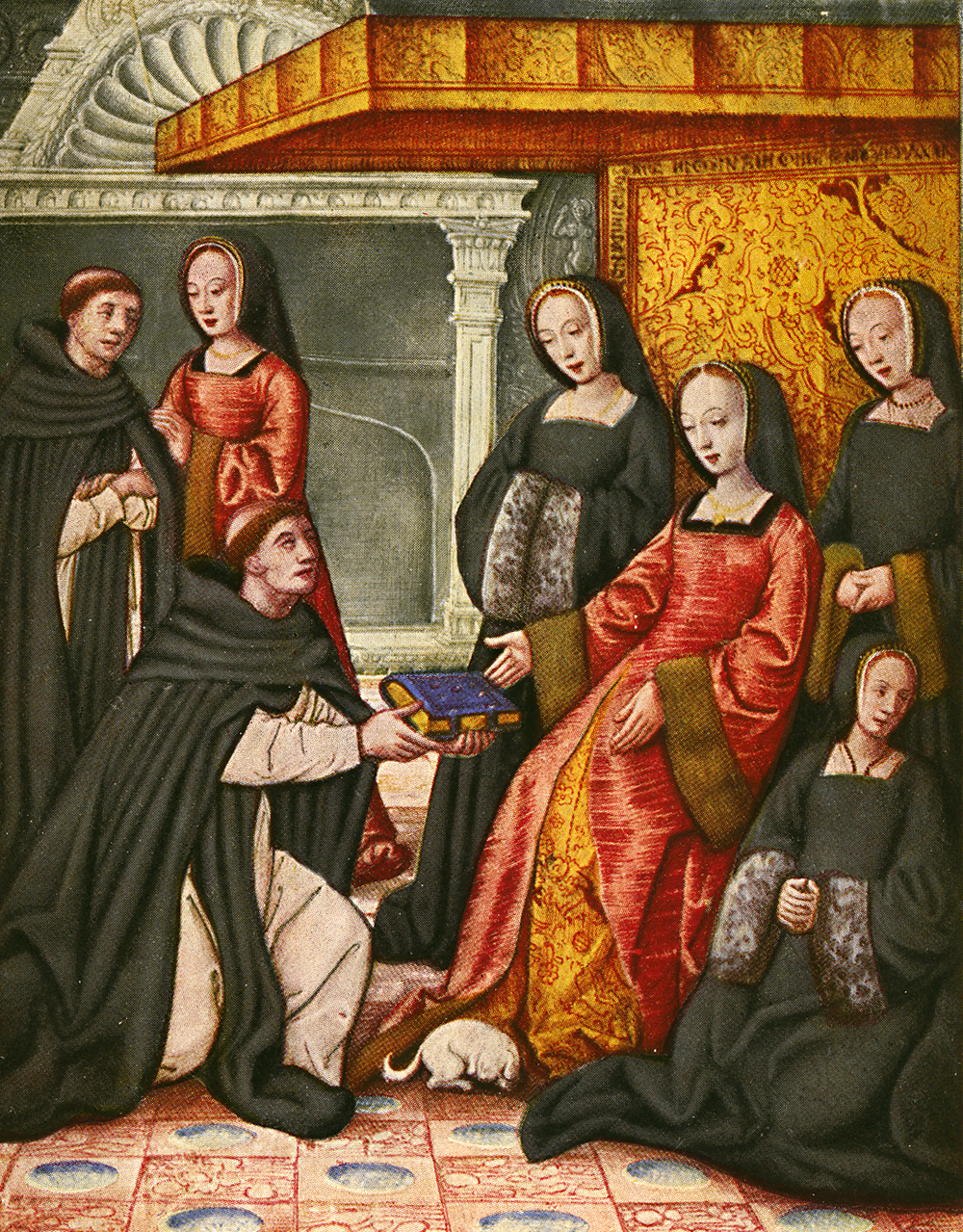
Anne de Bretagne.

Du XIIIe  au  XVe siècle, le château de la Tour Neuve, commandé par Guy de Thouars, figure parmi les nombreuses résidences des ducs de Bretagne. Pierre Ier, duc de Bretagne, y séjourne souvent (sept séjours documentés) tandis que Jean IV et Arthur III y sont morts. François II, duc de Bretagne, reconstruit le château et en fait sa résidence principale. Son mariage avec Marguerite de Foix est célébré dans la chapelle du château. Le duc y reçoit le roi Louis XI en 1461.
Le mariage d'Anne de Bretagne avec deux rois de France fait ensuite entrer le château dans le cercle des demeures royales et il accueille de nombreux souverains jusqu'à la Révolution française. La duchesse Anne, née et élevée au château, y fait plusieurs séjours à l'âge adulte, surtout dans les années 1500. Charles VIII, son premier époux, y séjourne seul en 1491 et avec elle en 1493. Louis XII épouse Anne de Bretagne dans la chapelle du château en 1499, la cérémonie étant conduite par le cardinal de Rouen. En vue des préparatifs du mariage, et notamment pour régler l'annulation du premier mariage du roi, Nicolas Machiavel séjourne au château en 1498. Louis XII revient au château en 1504 et 1510. François Ier, son successeur, séjourne au château en 1518 et en 1532. Lors du premier séjour, il est accompagné de sa femme Claude, duchesse de Bretagne, et lors du second, par sa seconde épouse, Éléonore de Habsbourg. Marie Stuart, reine d'Écosse, alors enfant, séjourne au château en 1548. Henri II, sa femme Catherine de Médicis et le Dauphin François séjournent au château en 1551. Charles IX fait un séjour en 1565, et pendant les guerres de Religion, Philippe-Emmanuel de Lorraine, duc de Mercœur, gouverneur de Bretagne, loge au château et y entretient une cour dans les années 1590. Après que Mercœur a rendu les armes, Henri IV passe le mois d'avril 1598 au château et il y aurait peut-être signé l'édit de Nantes. Il est accompagné de sa maîtresse Gabrielle d'Estrées.
Louis XIII et Marie de Médicis séjournent au château en 1614. Le roi y revient avec sa cour et Richelieu en 1628, à l'occasion du mariage de Gaston d'Orléans, célébré au château. Louis XIV, dernier roi de France à loger au château, y séjourne en 1661. À cette occasion, il fait arrêter Nicolas Fouquet par D'Artagnan devant l'entrée du monument. Madame de Sévigné est reçue au château en 1675, et le roi d'Angleterre Jacques II, déposé et contraint à l'exil, y loge en 1686. En 1777, le château accueille son dernier visiteur de rang royal, le comte d'Artois, futur Charles X. Dirk van Hogendorp est commandant au château pendant les Cent-Jours.

### Prisonniers notoires
- Gilles de Rais (après 1405-1440), dit « Barbe-Bleue », est détenu au château en 1440 avant son exécution au Bouffay[CN 6] le 26 octobre.
- Henri de Talleyrand, comte de Chalais (1596-1626) y est emprisonné en 1626, convaincu d'un complot contre le cardinal de Richelieu ; ce complot est déjoué lors du séjour de Louis XIII à Nantes[CN 6] ; Chalais est exécuté le 19 août au Bouffay.
- Jean-François Paul de Gondi (1613-1679), cardinal de Retz, est enfermé au château en 1654[BG 18] ; son évasion serait à l'origine de la chanson Dans les prisons de Nantes[PC 2].
- Le théologien janséniste Jean Le Noir (1622-1692) y meurt dans sa cellule[PC 1].
- Les quatre principaux meneurs de la conspiration de Pontcallec (Pontcallec, Montlouis, Talhouët et du Couëdic) sont détenus au château en 1719[BG 19] et exécutés le 26 mars 1720 au Bouffay.
- François Louvard (1661-1739), prêtre janséniste, y est détenu en 1728, avant d'être transféré à la Bastille[PC 1].
- Marie-Caroline de Bourbon-Sicile (1798-1870), surtout connue par son titre de duchesse de Berry, épouse de Charles-Ferdinand d'Artois (1778-1820) et belle-fille de Charles X, y est détenue après son arrestation à Nantes le 7 novembre 1832, au cours de la Chouanerie de 1832[ACD 3], puis rapidement transférée à la citadelle de Blaye.

## Pour approfondir

### Sources bibliographiques
- Bertrand Guillet et Aurélien Armide, Le château des ducs de Bretagne : entre grandeur et renouveau : huit siècles d'histoire, Rennes, Presses universitaires de Rennes, 2016

1. ↑  p. 40.
2. 1 2  p. 62.
3. 1 2 3  p. 92.
4. ↑  p. 33.
5. ↑  p. 86.
6. ↑  p. 83.
7. 1 2  p. 43.
8. 1 2  p. 115.
9. 1 2 3 4 5  p. 127.
10. ↑  p. 407.
11. 1 2 3  p. 474.
12. ↑  p. 475.
13. 1 2 3 4 5  p. 351.
14. ↑  p. 546.
15. ↑  p. 547.
16. 1 2 3 4 5  p. 550.
17. ↑  p. 517.
18. ↑  p. 523.
19. ↑  p. 178.
20. 1 2 3  p. 137.
21. 1 2 3  p. 148.
22. 1 2 3 4  p. 154.
23. 1 2 3  p. 147.
24. 1 2 3  p. 150.
25. ↑  p. 155.
26. ↑  p. 192.
27. ↑  p. 184.
28. ↑  p. 158.
29. ↑  p. 191.
30. ↑  p. 181.
31. ↑  p. 159.
32. 1 2  p. 129.
33. 1 2  p. 145.
34. 1 2  p. 412.
35. ↑  p. 142.
36. ↑  p. 416.
37. ↑  p. 104.
38. 1 2 3 4  p. 373.
39. ↑  p. 372.
40. ↑  p. 521.
41. 1 2 3  p. 277.
42. 1 2  p. 249.
43. ↑  p. 250.
44. 1 2 3  p. 253.
45. ↑  p. 257.
46. 1 2  p. 261.
47. 1 2  p. 265.
48. ↑  p. 268.
49. 1 2 3  p. 194.
50. ↑  p. 413.
51. ↑  p. 179.
52. ↑  p. 260.
53. 1 2  p. 266.
54. ↑  p. 297.
55. ↑  p. 282.
56. ↑  p. 397.
57. ↑  p. 96.
58. ↑  p. 391.
59. ↑  p. 230.
60. ↑  p. 341.
61. ↑  p. 354.
62. ↑  p. 27.
63. ↑  p. 53.
64. 1 2  p. 52.
65. ↑  p. 61.
66. ↑  p. 63.
67. ↑  p. 51.
68. ↑  p. 64.
69. ↑  p. 486.
70. ↑  p. 487.
71. ↑  p. 490.
72. ↑  p. 492.
73. ↑  p. 543.
74. ↑  p. 553.
75. 1 2  p. 559.
76. 1 2  p. 554.
77. ↑  p. 348.
78. ↑  p. 128.
79. ↑  p. 597.

- Alain Salamagne, Jean Kerhervé et Gérard Danet, Châteaux et modes de vie au temps des ducs de Bretagne, XIIIe – XVIe siècle, Rennes, Presses universitaires de Rennes, 2013

1. 1 2  p. 53.
2. ↑  p. 162.
3. 1 2  p. 59.
4. ↑  p. 61.
5. 1 2  p. 60.
6. ↑  p. 214.
7. ↑  p. 57.
8. ↑  p. 52.

- Nicolas Faucherre et Jean-Marie Guillouët, Nantes flamboyante (1380-1530), Nantes, Société archéologique de Nantes et de Loire-Atlantique, 2014

1. ↑  p. 217.
2. 1 2  p. 219.
3. ↑  p. 214.
4. 1 2  p. 37.
5. ↑  p. 30.
6. ↑  p. 31.
7. ↑  p. 46.
8. ↑  p. 235.
9. ↑  p. 228.
10. ↑  p. 227.
11. ↑  p. 226.

- Bertrand Guillet, Le château des ducs de Bretagne, huit siècles d'histoire, Nantes, Éditions Château des Ducs de Bretagne, 2017

1. 1 2 3 4 5  p. 12.
2. ↑  p. 15.
3. ↑  p. 16.
4. ↑  p. 17.
5. 1 2 3 4  p. 19.
6. ↑  p. 20.
7. 1 2  p. 21.
8. ↑  p. 22.
9. 1 2 3  p. 28.
10. 1 2  p. 34.
11. ↑  p. 35.
12. ↑  p. 36.
13. 1 2 3  p. 37.
14. 1 2 3  p. 38.
15. ↑  p. 46.
16. ↑  p. 48.
17. 1 2  p. 49.
18. 1 2 3  p. 50.
19. 1 2 3 4  p. 54.
20. ↑  p. 51.
21. ↑  p. 52.
22. 1 2 3  p. 55.
23. 1 2  p. 60.
24. 1 2  p. 61.
25. ↑  p. 67.
26. ↑  p. 69.
27. ↑  p. 70.
28. ↑  p. 72.
29. ↑  p. 75.
30. ↑  p. 76.
31. ↑  p. 551.

- Collectif, Château des ducs de Bretagne ; Musée d'histoire de Nantes, Nantes, Musée d'histoire de Nantes, 2007

1. ↑  p. 24.
2. ↑  p. 26.
3. 1 2  p. 17.
4. 1 2  p. 18.
5. 1 2 3  p. 27.
6. ↑  p. 15.
7. ↑  p. 32.
8. ↑  p. 33.
9. ↑  p. 36.
10. 1 2 3  p. 19.
11. ↑  p. 42.
12. ↑  p. 44.
13. ↑  p. 45.
14. ↑  p. 64.
15. ↑  p. 76.
16. ↑  p. 85.

- Pierre Chotard, Dans les prisons de Nantes…, Nantes, Éditions Château des Ducs de Bretagne, 2018

1. 1 2 3  p. 16.
2. 1 2  p. 15.
3. 1 2  p. 9.
4. ↑  p. 12.
5. ↑  p. 7.
6. 1 2  p. 34.
7. ↑  p. 38.
8. 1 2  p. 42.
9. ↑  p. 28.
10. ↑  p. 18.
11. ↑  p. 32.

- Olivier Pétré-Grenouilleau, Nantes, histoire et géographie contemporaine, Plomelin, Éditions Palantines, 2008

1. 1 2 3  p. 40.
2. 1 2  p. 56.

- Anne-Claire Déré, Visite historique du château des ducs de Bretagne à Nantes, Saint-Herblain, Impr. CID, 1986

1. ↑  p. 49.
2. ↑  p. 52.
3. 1 2 3  p. 39.
4. ↑  p. 53.

- Joseph Stany-Gauthier, Le Château des ducs de Bretagne et ses musées : art populaire breton, arts décoratifs, Salorges, marine, Nantes, Imp. de Bretagne, 1966

1. 1 2 3  p. 13.
2. 1 2 3  p. 5.
3. 1 2  p. 4.

- Marc Elder, Le château des ducs de Bretagne, Nantes, Imprimerie du Commerce, 1935

1. 1 2  p. 82.
2. 1 2 3 4  p. 83.
3. ↑  p. 81.
4. 1 2  p. 84.
5. ↑  p. 66.
6. 1 2 3  p. 94.
7. ↑  p. 61.
8. 1 2  p. 76.
9. ↑  p. 92.
10. ↑  p. 97.
11. ↑  p. 87.
12. ↑  p. 28.
13. ↑  p. 9.

- Charles Bourgouin, Notice historique sur le château de Nantes, Nantes, impr. de Vve Mellinet, 1865

1. ↑  p. 85.
2. ↑  p. 49.
3. ↑  p. 60.
4. ↑  p. 95.
5. ↑  p. 111.
6. ↑  p. 598.

### Site officiel du musée
- « Château des ducs de Bretagne - Musée d'histoire de Nantes », sur chateaunantes.fr

1. 1 2 3 4 5 6 7 8 9 10 11  « Un château-fort urbain - cycles 2 & 3 » (consulté le 24 octobre 2018).
2. 1 2 3 4  « Parcours et plan du musée » (consulté le 31 août 2018).
3. 1 2 3  « Dossier de presse 2017 » (consulté le 31 août 2018).
4. ↑  « Découvrez » (consulté le 31 août 2018).
5. ↑  « Musée d'histoire urbaine » (consulté le 31 août 2018).
6. 1 2 3 4 5 6 7 8 9 10  « Chronologie comparée France - Nantes et Bretagne - Château de Nantes » (consulté le 31 août 2018).

### Autres sources
1. ↑  Site Nantes Patrimonia, « Château des Ducs de Bretagne », sur patrimonia.nantes.fr (consulté le 29 décembre 2022).
2. ↑  Consulter la carte de la page : « Accès », Château des ducs de Bretagne, 2018.
3. ↑  Paragraphe Comblement entre le pont de la Rotonde et l'Île Feydeau (1938-1940) sur la page Comblements de Nantes.
4. ↑  Jouanne, Plan de Nantes, Nantes, Th. Veloppé, 1908.
5. ↑  D. Janjou, M. Gruet (collaborateur) et C. Penecki (collaborateur), Carte géol. France (1/50 000), feuille Nantes (481), Orléans, BRGM, 1998.
6. ↑  Marcel Rumin, « Les Omnibus nantais », dans L'histoire des transports à Nantes, Société académique de Nantes et de la Loire-Atlantique, coll. « Les annales de Nantes et du Pays nantais » (no 294), 2004 (lire en ligne [PDF]), p. 1.
7. ↑  Claude Kahn et Marcel Rumin, « Le Tramway nantais », dans L'histoire des transports à Nantes, Société académique de Nantes et de la Loire-Atlantique, coll. « Les annales de Nantes et du Pays nantais » (no 294), 2004 (lire en ligne [PDF]), p. 17.
8. ↑  « Ligne 1 du tramway : nouvelles stations, nouveau design, nouveaux noms », nantes.fr,‎ août 2018 (lire en ligne, consulté le 26 août 2018).
9. ↑  « Nantes: La ligne 1 du tram en partie coupée à partir de ce lundi… et pour tout l'été », sur 20minutes.fr (consulté le 14 juillet 2018).
10. ↑  Dominique Le Page, Nantes en Bretagne ? Nantes et la Bretagne du Moyen Âge à nos jours, Morlaix, Skol Vreizh, 2014 (ISBN 978-2-36758-034-0), p. 46.
11. ↑  Ange Guépin, Histoire de Nantes : Avec dessins de M. Hawke et 2 plans, Sebire, 1839, p. 260.
12. ↑  Olivier Pétré-Grenouilleau et Guy Saupin, « Nantes et son édit », dans Nantes - Histoire et géographie contemporaine, Plomelin, Éditions Palantines, 2008, 2e éd., 300 p. (ISBN 978-2-35678-000-3), p. 56.
13. 1 2  Philippe Dossal, « Le château des Ducs de Bretagne », Le Point, 1er février 2007 (consulté le 31 août 2018).
14. ↑  « Classement du château des ducs de Bretagne », notice no PA00108657, sur la plateforme ouverte du patrimoine, base Mérimée, ministère français de la Culture. Consulté le 15 mars 2012.
15. ↑  Dictionnaire de Nantes, Rennes, Presses Universitaires de Rennes, 2013, 1119 p. (ISBN 978-2-7535-2821-5), p. 206.
16. ↑  Nantes et ses soldats, Ville de Nantes, 2010 (lire en ligne), p. 8.
17. ↑  Alain Chazette, Nantes 1940 - 1944 sous l'occupation Allemande, Histoire et Fortifications, 2021, 208 p. (ISBN 978-2-915767-99-5).
18. 1 2  Bertrand Escolin, « Les chantiers du patrimoine. Le château de Nantes affronte sa reconversion », Le Moniteur, 23 juillet 2004 (consulté le 31 août 2018).
19. ↑  « Le stade La Beaujoire dans le giron de la métropole », Presse-Océan, 10 décembre 2014 (consulté le 5 décembre 2018).
20. 1 2 3  Jean-Baptiste de Favart, Plan du château de Nantes et des bâtiments qui en dépendent : Pour servir à la connoissance de ses logements et aux projets de 1753, 1752.
21. 1 2 3  Philippe Dossal, « Un chantier monumental », Le Point, 1er février 2007 (consulté le 31 août 2018).
22. ↑  « Château des ducs de Bretagne (Vieux Donjon et conciergerie) », Inrap, 31 mai 2007 (consulté le 31 août 2018).
23. 1 2  « Château des ducs de Bretagne (bastion Saint-Pierre) », sur inrap.fr, 31 mai 2007 (consulté le 31 août 2018).
24. ↑  « Château des ducs de Bretagne (douve et Pont de Secours) », Inrap, 31 mai 2007 (consulté le 31 août 2018).
25. ↑  Jessica de Bideran, « Patrimonialisation et mise en représentation des cultures portuaires », L'âge du virtuel, 20 janvier 2016 (consulté le 31 août 2018).
26. ↑  Marie-Hélène Jouzeau, « En avant-première, une visite du musée », Place publique Nantes/Saint-Nazaire (consulté le 31 août 2018).
27. ↑  « Nantes. 220 000 visiteurs au musée d’arts », Ouest-France, 7 décembre 2017 (consulté le 31 août 2018).
28. ↑  Grégoire Allix, « Nantes retrouve la vie de château », Le Monde, 8 février 2007 (consulté le 31 août 2018).
29. 1 2  « Exercice 2016, délégation de service public pour la gestion du Château des ducs de Bretagne, du Mémorial de l'abolition de l'esclavage et des Cryptes de la cathédrale », Nantes Métropole, 2016 (consulté le 31 août 2018).
30. ↑  Antoine Rabaste, Il était une fois à l'Ouest : Nantes et Saint-Nazaire sous les projecteurs, Nantes, Coiffard, 2013, 256 p. (ISBN 978-2-91933-929-7), p. 252.
31. ↑  Marie de Rabutin-Chantal, marquise de Sévigné, Lettres de Madame de Sévigné, de sa famille et de ses amis, Hachette, 1862, p. 137-142.
32. ↑  Stendhal, Mémoires d’un Touriste, vol. I, Michel Lévy frères, 1854, p. 331.
33. ↑  Gustave Flaubert, Par les champs et par les grèves, vol. VI, Louis Conard, 1910, p. 54.
34. ↑  Julien Gracq, Œuvres complètes, vol. tome II, Bibliothèque de la Pléiade, 1995 (ISBN 2-07-011287-X, BNF 35790709, SUDOC 003710238), chap. 421, p. 825.
35. ↑  « Actes constitutifs et politiques de la commune (AA. 30. et AA. 29.) », Archives municipales de Nantes (consulté le 31 août 2018).
36. ↑  « Actes constitutifs et politiques de la commune (AA. 31.) », Archives municipales de Nantes (consulté le 31 août 2018).
37. ↑  Ines Murat, Napoleon and the American Dream, LSU Press, 1999 (ISBN 9780807124635).